# Robert Kubica
Robert Józef Kubica (ur. 7 grudnia 1984 w Krakowie) – polski kierowca wyścigowy i rajdowy.
Mistrz Formuły Renault 3.5 z 2005. W latach 2006–2009 był kierowcą zespołu BMW Sauber, rozpoczynając swoją karierę w Formule 1 od roli kierowcy testowego. W czerwcu 2008, podczas Grand Prix Kanady, odniósł swoje pierwsze zwycięstwo w Formule 1, stając się pierwszym Polakiem w historii, który tego dokonał. W tamtym sezonie przez jeden etap prowadził w klasyfikacji generalnej, a ostatecznie zakończył go na 4. miejscu, co jest jego najlepszym wynikiem w karierze. W 2010 dołączył do zespołu Renault. Jego obiecująco zapowiadającą się karierę przerwał poważny wypadek podczas rajdu Ronde di Andora w 2011, w którym omal nie stracił prawej ręki. W latach 2013–2016 startował w Rajdowych Mistrzostwach Świata, a w debiutanckim sezonie, za kierownicą Citroena DS3 RRC, wraz z pilotem Maciejem Baranem, został mistrzem świata klasy WRC 2. W 2018 powrócił do padoku Formuły 1 i został kierowcą rezerwowym i rozwojowym zespołu Williams. W sezonie 2019, po ośmiu latach przerwy wrócił na fotel wyścigowy jako kierowca brytyjskiego zespołu. W latach 2020–2022 był kierowcą rezerwowym i rozwojowym zespołu Alfa Romeo Racing. W 2020 w barwach Orlen Team ART startował w serii DTM. W 2021 rozpoczął karierę w wyścigach długodystansowych i w barwach W Racing Team został mistrzem Europy European Le Mans Series w kategorii LMP2. W sezonie 2022 występując z zespołem Prema Orlen Team w serii World Endurance Championship, zajął drugie miejsce w wyścigu 24h Le Mans w kategorii LMP2. W sezonie 2023 zdobył z zespołem WRT mistrzostwo świata WEC w kategorii LMP2 oraz ponownie zajął drugie miejsce w 24h Le Mans w tej kategorii. W 2025 jako pierwszy Polak w historii zwyciężył z zespołem AF Corse w klasyfikacji generalnej 93. edycji wyścigu 24h Le Mans. 
Kubica jest pierwszym w historii i jedynym Polakiem startującym w Formule 1, w której zadebiutował podczas Grand Prix Węgier 2006, a po raz ostatni wystąpił podczas Grand Prix Włoch 2021.
Laureat Trofeum Lorenzo Bandiniego za rok 2007, Sportowiec Roku 2008 w plebiscycie Przeglądu Sportowego. Za swój powrót do sportu uznany „Człowiekiem Roku 2012” przez magazyn „Top Gear”. W 2013 uhonorowany tytułem „Osobowość Roku” FIA. W 2021 wyróżniony „Złotą Kierownicą”, najstarszą nagrodą motoryzacyjną w Czechach. Założyciel zespołu kartingowego RK Kart Team.

## Życiorys

### Karting
Karierę zaczynał od wyścigów na gokartach. Treningi zaczął w wieku sześciu lat, początkowo trenował na asfaltowym placyku obok stadionu żużlowego Wandy Kraków. Po dwóch latach jeżdżenia kartem ojciec zakupił mu do treningu 100 gumowych pachołków. Później trenował na torach w Wyrazowie i w Kielcach, gdzie jeździł dwa razy w tygodniu. W 1994 uzyskał licencję kartingową. Jego pierwszym oficjalnym startem były zawody w Poznaniu, w których odniósł zwycięstwo. W ciągu trzech lat startów w kraju, zdobył tytuł mistrza w różnych kategoriach wiekowych, w sumie sześciokrotnie. W debiutanckim sezonie 1995 wygrał w kategorii Młodzik 02, w kolejnym – w trzech kategoriach (Junior 100, Kadet 60 i Młodzik 02). Jednym z jego głównych rywali na krajowej arenie był Jacek Henschke.
Kiedy miał 12 lat, po raz pierwszy jako kibic obejrzał wyścig Formuły 1 – Grand Prix Węgier 1997. W 1997 przeprowadził się do Włoch. W debiutanckiej rundzie juniorskich mistrzostw Włoch zdobył pole position i dwukrotnie zajął drugie miejsce. Nie zwyciężył ze względu na błąd doboru przełożenia. Po zawodach pojazd Polaka był dokładnie sprawdzany przez sędziów, ze względu na podejrzenie oszustwa. Po czterech rundach podpisał kontrakt z zespołem CRG, co umożliwiło mu kontynuację startów (wcześniej ojciec Kubicy musiał zaciągnąć kredyt, by umożliwić synowi ściganie się). W 1998 został juniorskim mistrzem Włoch (jako pierwszy zagraniczny kierowca w historii) i wicemistrzem Europy, wygrał też Monako Kart Cup. W następnym sezonie został zwycięzcą Elf Masters, ponownie zwyciężył też w Monako. Zdobył tytuły Międzynarodowego Mistrza Niemiec i Włoch, był piąty na Mistrzostwach Europy. W części z tych serii startował w teamie Opel Kart Team Holzer. Był też kierowcą testowym producenta opon Vega. Do wyścigu Andrea Margutti Trophy w Parmie zakwalifikował się na odległej pozycji. Po starcie wyprzedził jednak wielu zawodników swojej kategorii i jechał na dziesiątym miejscu, a przed nim znajdowała się światowa czołówka. Polak zajął drugie miejsce, zwyciężając zdecydowanie swoją kategorię. Znakiem rozpoznawczym Kubicy w tamtym czasie był niemalowany biały kask. W 2000 rozpoczął starty jako senior. Ukończył na czwartej pozycji Mistrzostwa Świata i na tej samej mistrzostwa Europy, po czym postanowił zakończyć karierę kartingową. Ostatnim jego wynikiem w gokarcie była 26. pozycja w Andrea Maragutti Trophy.
Głównymi rywalami Polaka z czasów startów w seriach kartingowych byli Nico Rosberg i Lewis Hamilton.

### Niższe serie wyścigowe
Przed sezonem 2001 Kubica wziął udział w kwalifikacjach do programu rozwojowego Toyoty, jednak nie zakończyły się one dla niego sukcesem.
W 2001 przeszedł do Europejskiego Pucharu Formuły Renault 2000, gdzie jeździł w barwach zespołu EC Motorsport. Mimo dobrych wyników w przedsezonowych testach, nie zajmował wysokich pozycji w większości wyścigów. Na A1 Ring udało mu się zdobyć pierwsze pole position w rywalizacji bolidami, nie ukończył jednak wyścigu. W ostatniej rundzie, na Autódromo do Estoril stanął na drugim stopniu podium. W klasyfikacji generalnej zajął 14. miejsce. Równolegle startował we włoskiej edycji serii, gdzie jednokrotnie stanął na podium.
W grudniu 2001 został wybrany do programu Renault Driver Development. W 2002 w europejskiej Formule 2000 stanął dwukrotnie na podium – pierwszy raz było to drugie miejsce na Magny-Cours, kiedy to startował z pole position, jednak minimalnie przegrał start i nie udało mu się wyprzedzić Érica Salignona do końca wyścigu, drugi raz zaś to trzecie miejsce na Scandinavian Raceway. W drugiej połowie sezonu miał problemy techniczne z samochodem, finalnie uplasował się na 7. lokacie w klasyfikacji generalnej.
Kubica zajął drugie miejsce we włoskiej odsłonie Formuły 2000, zwyciężając w czterech wyścigach. Podczas wyścigu w Misano, gdzie Kubica jechał na drugim miejscu, został zepchnięty z toru przez Christiana Montanariego. Gdyby nie ten incydent, prawdopodobnie Polak zdobyłby tytuł mistrzowski, który trafił ostatecznie do José Maríi Lópeza.
Zwyciężył też w Mistrzostwach Brazylii na torze Interlagos. Po sezonie odszedł z programu rozwojowego Renault, by startować w wyścigach Formuły 3.

#### 2003–2004: Formuła 3
Debiut w Formule 3 Euroseries został opóźniony przez wypadek samochodowy, w którym Kubica uczestniczył jako pasażer. Kość ręki zawodnika została złamana w pięciu miejscach. Po błędnym złożeniu uszkodzonej kończyny w Polsce, Kubica nie mógł ruszać dłonią. Rehabilitację przeszedł we włoskiej klinice Formula Medicine.
21 czerwca 2003 zadebiutował w tej serii wyścigowej na Norisringu w barwach zespołu Prema Powerteam. Jechał wówczas z osiemnastoma śrubami w ramieniu, nie będąc w stanie całkowicie zgiąć ręki w stawie łokciowym. Po udanym starcie, na dohamowaniu do pierwszego zakrętu wyprzedził Alexandre Prémata. Na drugim okrążeniu próbował wyprzedzić Oliviera Pla, jednak musiał zrezygnować z manewru ze względu na żółte flagi. Dwa okrążenia później, po błędzie na dohamowaniu Prémat zbliżył się znacznie do Kubicy. Na jedenastym okrążeniu Polak wyprzedził Pla, jadąc po wewnętrznej i zwyciężył wyścig. Podczas drugiego wyścigu na tym torze zajął drugie miejsce. W pozostałych wyścigach udało mu się zapunktować jeszcze pięć razy. W klasyfikacji generalnej zajął 12. miejsce, z dorobkiem 31 pkt, startując w sumie w 14 wyścigach.
Kubica wygrał wyścig Sardinia Master na torze ulicznym w Palermo. Podczas rywalizacji na Zandvoort Circuit, rundzie Formuły 3 International Trophy Kubica zajął 33. miejsce, jadąc w barwach Premy. W 2003 wystartował w pierwszym w karierze Grand Prix Makau, w zespole Target Racing. W wyścigu kwalifikacyjnym finiszował na szóstym miejscu, jednak w głównym doprowadził do wypadku z Lewisem Hamiltonem i nie został sklasyfikowany. W obu wyścigach Korea Superpix zajął 6. pozycję.
W 2004 również startował w Euroseries, tym razem w niemieckim zespole Mücke Motorsport. Wystartował w dwudziestu wyścigach, trzykrotnie stanął na podium – zajął trzecie miejsce na Pau, a także drugie na Pau i Nürburgringu. Uplasował się na 7. miejscu w klasyfikacji generalnej z dorobkiem 53 punktów. Kubica uznał sezon za nieudany.
W Grand Prix Makau 2004, gdzie był partnerem zespołowym Lewisa Hamiltona wygrał kwalifikacje, a w wyścigu kwalifikacyjnym zajął 4. pozycję. W głównym wyścigu dochodziło do częstych neutralizacji, a Polak miał problemy z dogrzewaniem opon. Zdobył podium dla swojego zespołu Manor Motorsport, kończąc go na drugim miejscu, przegrywając tylko z Alexandre Prématem. Wyścig skończył się dwa okrążenia wcześniej, niż planowano; Kubica stwierdził, że „zabrakło mu okrążeń” na wyprzedzenie lidera.
W grudniu 2004 wystartował z pilotem Jakubem Gerberem w Rajdzie Barbórka, korzystając z samochodu Mitsubishi Lancer Evolution VI oznaczonego nr 11. Zajęli 7. miejsce ze stratą 32,5 s do zwycięskiej załogi.

#### 2005: Formuła Renault 3.5
Na początku roku zdobył tytuł mistrza Polski w grze rajdowej Colin McRae Rally 2005.
Sezon rozpoczął jako zawodnik Formuły Renault 3.5, będąc pierwszym kierowcą baskijskiego zespołu Epsilon Euskadi. Jego sponsorem został Allianz Polska.
Do obu wyścigów na torze Zolder wystartował z piątej pozycji. Podczas pierwszego z nich w trakcie pierwszego okrążenia udało mu się awansować na trzecią pozycję, którą utrzymał do końca wyścigu, zdobywając także najszybsze okrążenie. W drugim z nich zwyciężył, dzięki wczesnemu pit-stopowi i utrzymaniu przewagi po neutralizacji, ponownie zostając najszybszym kierowcą na torze.
W kwalifikacjach w Monte Carlo zajął czwartą pozycję, którą zdołał utrzymać na starcie wyścigu. Po wyjeździe na tor samochodu bezpieczeństwa, Kubica zaczął mieć problemy z samochodem, co spowodowało, że wyprzedził go Tristan Gommendy i finalnie polski kierowca zajął piąte miejsce, zachowując pozycję lidera w klasyfikacji generalnej.
Pierwszy wyścig na Circuit Ricardo Tormo w Walencji ukończył na drugiej pozycji.
Podczas drugiego wysunął się na prowadzenie, jednak na dwa okrążenia przed metą jego samochód doznał awarii elektryki. Kubica został sklasyfikowany na 16. miejscu, a jego przewaga w klasyfikacji generalnej zmalała do czterech punktów.
9 lipca we Francji kierowca wywalczył swoje pierwsze pole position – do dłuższego wyścigu. W krótszym z nich Kubica był trzeci, w drugim zaś ponownie stanął na podium, kończąc go na drugim miejscu. Lokalna prasa nazwała go „Polakiem trzeciego tysiąclecia”.
17 lipca do krótszego wyścigu w Bilbao wystartował z pierwszego pola i zdołał utrzymać tę pozycję przez całą, liczącą 15 okrążeń rywalizację. Kubica powiększył swoją przewagę w klasyfikacji generalnej do 37 punktów. Został też pierwszym kierowcą z więcej niż jednym zwycięstwem w WSbR. Drugi wyścig ukończył na ósmej pozycji.
Podczas kwalifikacji na torze Motorsport Arena Oschersleben zdobył drugie i pierwsze miejsce, zdobywając nowy rekord toru 1 minuty 11,904 s.
Kubica wysunął się na prowadzenie w pierwszym, deszczowym wyścigu odbywającym się 7 sierpnia. Po 21 okrążeniach zwyciężył po raz trzeci w sezonie. W trakcie drugiego wyścigu stracił prowadzenie wskutek późnej zmiany opon przez zespół. Wykorzystał on jednak błąd popełniony przez prowadzącego Markusa Winkelhocka i zwyciężył po raz ostatni w sezonie.
Wyścigi na torze Donington Park w Wielkiej Brytanii Kubica ukończył na 3. i 6. pozycji. Podczas drugiego z nich Kubica musiał wystartować z ostatniego pola z powodu wykrytych przez sędziów wad fabrycznych podkładek przedniego stabilizatora, jednak awansował o 22 miejsca i udało mu się zdobyć punkty.
2 października 2005 w pierwszym wyścigu na Estoril Robert Kubica zapewnił sobie tytuł mistrzowski World Series by Renault, finiszując na drugiej pozycji. Jego zespół powitał go w boksach biało-czerwonymi flagami, śpiewając „Sto lat”. W drugim wyścigu był trzeci, a wyścig wygrał jego partner zespołowy Félix Porteiro, dzięki czemu Epsilon Euskadi zdobył tytuł mistrzowski konstruktorów.
Następnie polski kierowca wziął udział w testach Serii GP2 w barwach zespołu Durango, uzyskując czwarty czas podczas popołudniowej sesji 11 października. Dzień później, w porannej sesji ponownie uzyskał czwartą pozycję. Po południu startował bolidem teamu Super Nova International i zdobył dziesiąty czas.
Podczas ostatniego dla Roberta Kubicy weekendu wyścigowego WSbR w swojej karierze Kubica dwukrotnie nie ukończył rywalizacji. Za pierwszym razem zaczepił kołami o bolid Colina Fleinga, zaś za drugim uszkodził tylne zawieszenie.
Zwieńczeniem sezonu był dla Polaka trzeci w karierze występ w Grand Prix Makau. Kubica pojechał w nim samochodem zespołu Carlin Motorsport. Objął prowadzenie w wyścigu przed wyjazdem samochodu bezpieczeństwa. Neutralizacja zakończyła się jednak dwa okrążenia przed końcem wyścigu. Wyprzedził go wówczas Lucas di Grassi, korzystając z gorszych osiągów bolidu Carlin na prostych. Polak zajął drugą pozycję.
Kubica był „zerowym” kierowcą w Rajdzie Wawelskim 2005, rundzie Rajdowych Mistrzostw Polski.

### Formuła 1

#### 2005
25 września 2005 Kubica ogłosił, że otrzymał zaproszenie od zespołu Minardi na występ jako trzeci kierowca podczas GP Chin 2005. Polak został członkiem zespołu, jednak nie otrzymał superlicencji Fédération Internationale de l’Automobile (choć wywalczył tytuł mistrzowski w World Series), co wykluczyło go ze startu w Formule 1. W międzyczasie wziął udział w pierwszych zimowych testach Serii GP2. W pierwszym dniu zajął czwartą pozycję w tabeli czasów, jadąc samochodem zespołu Durango. W drugim odbyły się dwie sesje. W porannej ponownie był czwarty, zaś w popołudniowej, w której startował w bolidzie Super Nova International, był dziesiąty.
1 grudnia 2005 wziął udział w testach teamu Renault F1; była to nagroda za wygranie World Series by Renault. Podczas sesji na torze Catalunya osiągnął szósty czas. Otrzymał propozycję na kontrakt z zespołem Renault, jednak 20 grudnia podpisanie kontraktu z polskim kierowcą ogłosił BMW Sauber. Kubica został trzecim kierowcą tego zespołu w sezonie 2006. Głównym jego zadaniem było uczestniczenie w testach bolidów BMW Sauber, pełnił także funkcję trzeciego kierowcy podczas piątkowych, oficjalnych treningów przed wszystkimi wyścigami Grand Prix sezonu 2006.

#### 2006
Pierwsze kilometry jako kierowca testowy zespołu F1 przejechał podczas testów na torze Catalunya w Barcelonie 25 stycznia 2006. Przejechał 92 okrążenia, a jego najlepszym osiągniętym czasem była 1 minuta 18,017 s.
Podczas debiutanckiego piątkowego treningu do Grand Prix Bahrajnu przejechał 20 okrążeń i zdobył pierwszy czas.
W pierwszym treningu przed Grand Prix Malezji uplasował się na drugim miejscu. Przed następnymi trzema wyścigami zajmował trzecie miejsca w treningach. Przed sesją Grand Prix Monako zanotował najgorszy w sezonie rezultat na treningu, zajmując 26. miejsce. Podczas drugich sesji przed Grand Prix Wielkiej Brytanii i Grand Prix Niemiec, a także obu piątkowych treningów przed Grand Prix Kanady i Grand Prix Francji ponownie został najszybszym kierowcą na torze.
Przed Grand Prix Węgier zespół poinformował, że Jacques Villeneuve nie może startować w wyścigu z powodu wypadku, który miał miejsce kilka dni wcześniej na torze Hockenheimring.
6 sierpnia 2006 debiutujący na torze Hungaroring Kubica wystartował do Grand Prix Węgier z dziewiątej pozycji. Na starcie udało mu się awansować na siódmą. Na drugim okrążeniu popełnił błąd przy wyjściu z szykany, co spowodowało jego spadek na 16. lokatę. Wkrótce jednak zaczął wyprzedzać kolejnych kierowców i na szesnastym okrążeniu był już jedenasty. Polak po poślizgu stracił przednie skrzydło. Wymienił je na 19. okrążeniu, jednak spadł na 14. miejsce. Pod nieobecność na torze Trullego i Speeda oraz dzięki awarii Liuzziego przesunął się na 10. lokatę. Po wyprzedzeniu Ralfa Schumachera na 34. okrążeniu i Massy dwa okrążenia później przesunął się na ósmą pozycję. Na 45. okrążeniu zapoczątkował serię pit-stopów, jednak w jego bolidzie nie zostały zmienione opony. Do mety dojechał na 7. miejscu. Po zakończeniu wyścigu bolid Kubicy zważono i okazało się, że był o dwa kilogramy za lekki (598 kilogramów), przez co Kubicę zdyskwalifikowano. Pierwszą ogłoszoną przyczyną niedowagi było nadmierne zużycie opon, które straciły na masie pięć kilogramów, i ta informacja utrzymywała się przez kilka tygodni, jednak badania wykonane przez BMW Sauber wykazały, że w bolidzie Roberta Kubicy uszkodzona została gaśnica – w czasie wyścigu opróżniła się, przez co masa bolidu spadła o brakujące kilogramy. Następnego dnia ogłoszono wiadomość, że Jacques Villeneuve rozwiązał kontrakt z zespołem za porozumieniem stron. Robert Kubica jeździł drugim bolidem F1.06 z nr 17 do końca sezonu 2006, a jego obowiązki piątkowego testera przejął inny młody zawodnik, Niemiec Sebastian Vettel.

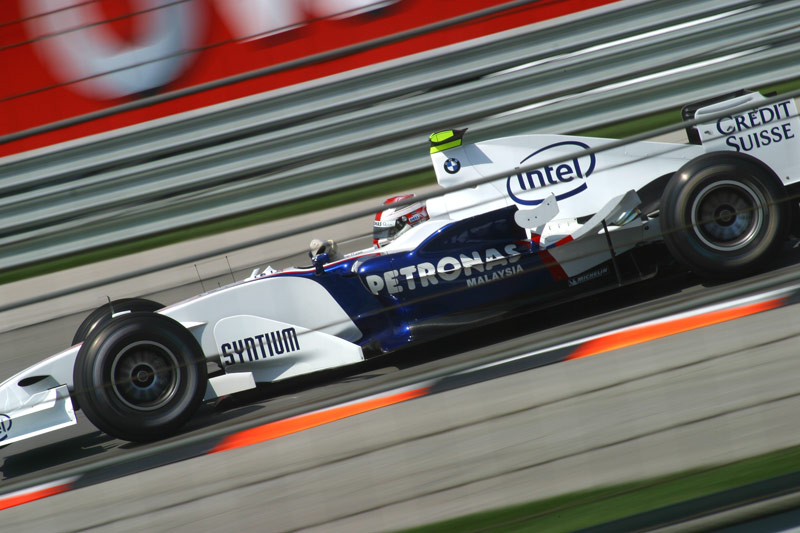
Kubica podczas treningów przed Grand Prix Stanów Zjednoczonych 2006 (BMW Sauber F1.06)

27 sierpnia na torze Istanbul Park, w wyścigu o Grand Prix Turcji, Robert Kubica wystartował z 8. pozycji. Na początku wyścigu doszło do zbiorowej kolizji zainicjowanej przez Fisichellę. Kubica ominął miejsce wypadku, wyjeżdżając na pobocze wraz z Jensonem Buttonem. Pod koniec długiej prostej próbował wyprzedzić Liuzziego, jednak udało mu się to dopiero podczas kolejnej próby na drugim okrążeniu. Na czwartym okrążeniu wyprzedził zaś Rosberga i awansował na szóstą pozycję. Na czternastym okrążeniu, podczas neutralizacji, Kubica ponownie jak pozostali zawodnicy z czołówki zjechał do alei serwisowej. Wyjechał z niej na 12. pozycji. Po wymianie opon okazało się, że są za miękkie na panujący upał (temperatura toru wynosiła 53 °C), dochodzi do ziarnienia i tracą przyczepność. Po zjeździe samochodu bezpieczeństwa Polakowi udało się wyprzedzić Marka Webbera w trzynastym zakręcie. Wkrótce stracił jednak pozycję na rzecz Fisichelli, a na 23. okrążeniu pokonał go Ralf Schumacher. Niedługo później zaczęła się kolejna seria zjazdów do pit-lane. Polak awansował dzięki temu na piątą pozycję, po czym odbył swój drugi pit-stop na 34. okrążeniu. Kolejny komplet opon nie poprawił jakości jazdy, Kubica stwierdził, że po zmianie „ślizgał się od początku”. Po powrocie na tor był czternasty, jednak wyprzedził go wkrótce Scott Speed. Ostatecznie, po zjazdach Albersa i Monteiro oraz awarii Coultharda zajął 12. miejsce. Sklasyfikowany został o dwie pozycje wyżej niż drugi kierowca teamu BMW Sauber, Nick Heidfeld.
Kubica uczestniczył w drugim i trzecim dniu testów na Monza. W drugim przejechał 78 okrążeń i osiągnął najlepszy czas, 1 minuty 22,245 s. W trzecim zajął dwunaste miejsce w tabeli, przejechawszy tor 106 razy.
10 września na tym samym torze, w wyścigu o Grand Prix Włoch Robert Kubica wystartował z 6. pozycji; po udanym starcie wysunął się – zaraz za drugim zakrętem – na pozycję trzecią, za Kimim Räikkönenem i Michaelem Schumacherem. Pozycję tę utrzymywał przez kilkanaście okrążeń, a nawet – po zjeździe Räikkönenna i Schumachera na pit-stop – przez pewien czas był pierwszy. Wkrótce musiał sam zjechać na dotankowanie, po czym wrócił na tor na pozycji czwartej. W dalszym przebiegu wyścigu walczył o trzecią pozycję z Fernandem Alonso i Felipe Massą, ale po drugim pit-stopie silnik bolidu Alonso wybuchł, a Massa musiał jeszcze raz zjechać do boksu, aby zmienić uszkodzoną oponę, dzięki czemu Robert Kubica dojechał trzeci. Po raz pierwszy w historii F1 Polak zajął punktowane miejsce w wyścigu, na podium. Zdobyte 6 punktów zapewniło mu 15. miejsce w klasyfikacji generalnej.

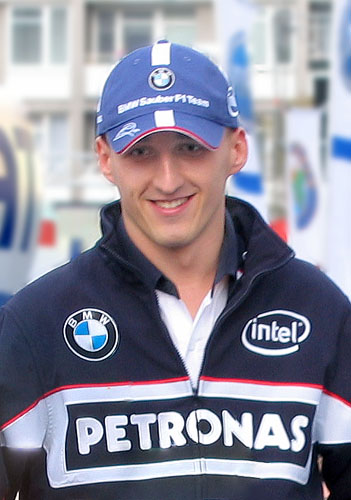
Robert Kubica w 2006 roku

1 października w Grand Prix Chin w Szanghaju wystartował z pozycji dziewiątej. Po starcie doszło do kolizji Polaka z Robertem Doornbosem. Ten zaczepił przednim skrzydłem o samochód Kubicy i zawodnik BMW Sauber musiał wyjechać poza tor. Spadł na przedostatnią, 21. pozycję. Wkrótce jednak odzyskał pięć lokat i jechał na szesnastym miejscu. Na drugim okrążeniu wykonał manewry wyprzedzania na Felipe Massie i Ralfie Schumacherze, a na następnych okrążeniach awansował także kosztem Jarno Trullego i Nico Rosberga. Na 11. okrążeniu wyprzedził Davida Coultharda i plasował się na dwunastym miejscu. Później pokonał Liuzziego, Speeda, Buttona, de la Rosę i był siódmy. Po rozpoczęciu pierwszej rundy pit-stopów awansował na 5. miejsce. Na 23. okrążeniu osiągnął najlepszy czas okrążenia, a na następnym zmienił opony na przeznaczone na suchą nawierzchnię. Tor jednak był jeszcze mokry i po incydencie, w którym bolid BMW Sauber dokonał dwóch obrotów, Polak wrócił na pit-stop, na którym założono mu opony przejściowe. Przy wyjeździe (na 18. pozycji) potrącił niegroźnie kilku mechaników BMW. Po dalszych parunastu okrążeniach tor wysechł na tyle, że zmiana opon okazała się niezbędna raz jeszcze. Dokonano tego na 40. okrążeniu, kiedy Kubica był dwunasty. Powrócił na tor na piętnastej lokacie, a po wycofaniu się Massy i R. Schumachera awansował na trzynaste miejsce, na którym finiszował. Brak zdobytych punktów spowodował spadek na 16. pozycję w klasyfikacji kierowców.
8 października do GP Japonii na torze Suzuka wystartował z pozycji 12. Była to jego pierwsza lokata w kwalifikacjach poza pierwszą dziesiątką. Na początku wyścigu awansował na pozycję dziesiątą, korzystając z problemów Rubensa Barrichello i wyprzedzając Nico Rosberga. Na dwudziestym okrążeniu zatrzymał się na pit-stop, z którego wyjechał na dziesiątej pozycji. Na 32. okrążeniu wypadł poza tor na miękkie pobocze, ale ominął bandę i nie uszkodziwszy samochodu, wrócił na tor, tracąc 9 sekund, jednak zachowując pozycję. Pięć okrążeń później ponownie zjechał do alei serwisowej. Wkrótce potem wybuchł silnik prowadzącego stawkę Michaela Schumachera, przez co Kubica awansował na pozycję dziewiątą, na której dojechał do mety.

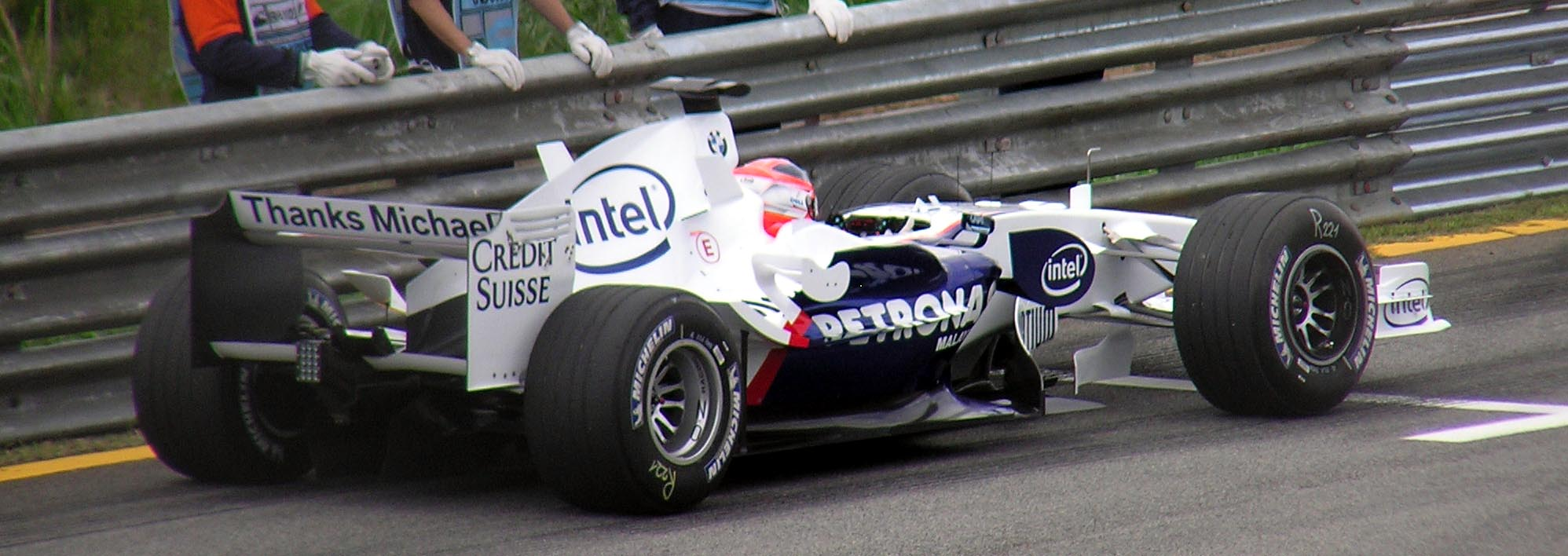
Robert Kubica podczas Grand Prix Brazylii 2006. Na tylnym spojlerze bolidu pojawia się okolicznościowy napis „Thanks Michael” („Dzięki Michael”) na cześć siedmiokrotnego mistrza świata Formuły 1 Michaela Schumachera, który po tym wyścigu kończył karierę w Formule 1 (powrócił jednak do niej w 2010).

22 października w ostatnim Grand Prix sezonu, GP Brazylii startował z 9. pozycji. Kubica zdołał wyprzedzić na starcie Heidfelda, jednak podczas tego manewru obu tych kierowców pokonał Michael Schumacher. Na 6. okrążeniu Kubica został wyprzedzony na prostej startowej przez Jensona Buttona, jednak niedługo później awansował na siódmą pozycję, dzięki zakończeniu rywalizacji przez Ralfa Schumachera i Jarno Trulliego i długim pit-stopie M. Schumachera. Na 27. okrążeniu jadąc na drugiej pozycji po serii zjazdów czołówki, również zdecydował się na zmianę opon i dotankowanie. Z alei serwisowej wyjechał na dziewiątej pozycji. Na czterdziestym okrążeniu, jadącego wówczas na siódmej lokacie Polaka wyprzedził starszy z braci Schumacherów. Dziewięć kółek później Kubica ponownie zjechał na pit-stop. Do mety dojechał na 9. miejscu.
Kubica ukończył swój debiutancki sezon na 16. miejscu w klasyfikacji generalnej.
Wcześniej, 19 października BMW Sauber potwierdziło Kubicę jako głównego kierowcę w sezonie 2007. Jego partnerem został ponownie Nick Heidfeld.

#### 2007
18 marca w pierwszym Grand Prix sezonu (GP Australii) startował z 5. pozycji. Wystartował lepiej od czwartego Lewisa Hamiltona, jednak ten odzyskał pozycję w pierwszym zakręcie. Polak utrzymywał piątą pozycję, a na trzynastym okrążeniu osiągnął swój najlepszy czas. Po pit-stopie Nicka Heidfelda jedno okrążenie później awansował na czwarte miejsce. Kiedy lider Kimi Räikkönen odbył swój postój, Kubica krótko zajmował trzecią pozycję, jednak wkrótce sam zjechał na wymianę opon i powrócił na czwartą lokatę. Na 37. okrążeniu w jego bolidzie doszło do awarii skrzyni biegów. Kubica musiał wycofać się z wyścigu.
Do odbywającego się 8 kwietnia GP Malezji wystartował z siódmego miejsca. Na starcie wyprzedził Rosberga, po czym zahaczył przednim skrzydłem o koło Heidfelda. Kontynuował jednak jazdę na szóstej pozycji z uszkodzonym spoilerem. Utrudniało to jazdę z najwyższymi prędkościami i uniemożliwiało osiąganie dobrych czasów przejazdu okrążeń. Na jedenastym okrążeniu został wyprzedzony przez Rosberga, a następnie uszkodził oponę. Dojechał do pit-lane, a jego postój trwał ponad 14 sekund ze względu na problemy z wymianą opony. Z powodu awarii radia informacja o uszkodzonym skrzydle nie dotarła do zespołu i nie zostało ono zmienione. Po powrocie na tor Kubica jechał na osiemnastym miejscu. Po zjazdach większości kierowców awansował na 13. pozycję. Na 26. okrążeniu zjechał na drugi pit-stop, na którym zmieniono mu również przedni spojler. Powrócił na tor na końcu stawki, będąc zdublowanym. Po kilku okrążeniach awansował na piętnaste miejsce, jednak na 47. okrążeniu popełnił błąd na zakręcie, a tył bolidu zarzucił na zewnętrzną część toru. Po wyjechaniu ze żwiru znalazł się na 18. pozycji i dojechał na metę jako ostatni ze sklasyfikowanych.
15 kwietnia do GP Bahrajnu wystartował z 6. pozycji. Na początkowych okrążeniach musiał bronić się przed Giancarlo Fisichellą. Po dziesięciu okrążeniach jechał z otwartą klapą wlewu paliwa. Na 23. okrążeniu zjechał na pit-stop, z którego wrócił na ósmej lokacie. Wkrótce jednak awansował ponownie na szóste miejsce, mając 20 sekund przewagi nad Fisichellą. Drugi zjazd zaliczył na 43. okrążeniu, nie tracąc pozycji. Wyścig ukończył na szóstej pozycji, zdobywając swoje pierwsze trzy punkty w sezonie i pojawiając się w klasyfikacji kierowców na 8. lokacie.
13 maja wystartował z 5. pozycji do GP Hiszpanii na torze Circuit de Barcelona-Catalunya. Utrzymał ją na początkowych okrążeniach, a na dziewiątym awansował o jedną lokatę, dzięki awarii u Räikkönena. Po zjeździe do boksów Massy i Alonso plasował się na drugiej pozycji, jednak po własnym pit-stopie powrócił na czwartą. Kiedy zjeżdżał po raz drugi do pit-lane, na 47. okrążeniu, miał pół minuty przewagi nad piątym Coulthardem. Dzięki temu wrócił na tor, nie tracąc swojego miejsca i finiszował na czwartej pozycji. Zdobyte pięć punktów pozwoliło mu na przesunięcie się klasyfikacji kierowców na 6. lokatę.
27 maja do Grand Prix Monako w Monte Carlo, swojego pierwszego wyścigu w F1 na torze ulicznym wystartował z ósmej pozycji, jednak na starcie spadł na dziewiątą, będąc wyprzedzonym przez Barrichello. Od 17. okrążenia stopniowo awansował, korzystając z wycofania się Webbera, a także postojów Rosberga, Heidfelda i Barrichello. Na 37. okrążeniu był już piąty. W odróżnieniu od większości konkurentów, kierowcy BMW Sauber jechali ze strategią jednego pit-stopu. W przypadku Kubicy dokonano go na 45. okrążeniu – po powrocie na tor wciąż był piąty. Ukończył wyścig na tej lokacie, bezpośrednio przed zespołowym partnerem Nickiem Heidfeldem. Kubica przez kilka okrążeń był najszybszym kierowcą na torze. Strategia zespołu została uznana za nieudaną. Kierowca spadł o jedną pozycję w klasyfikacji kierowców kosztem Giancarlo Fischelli.

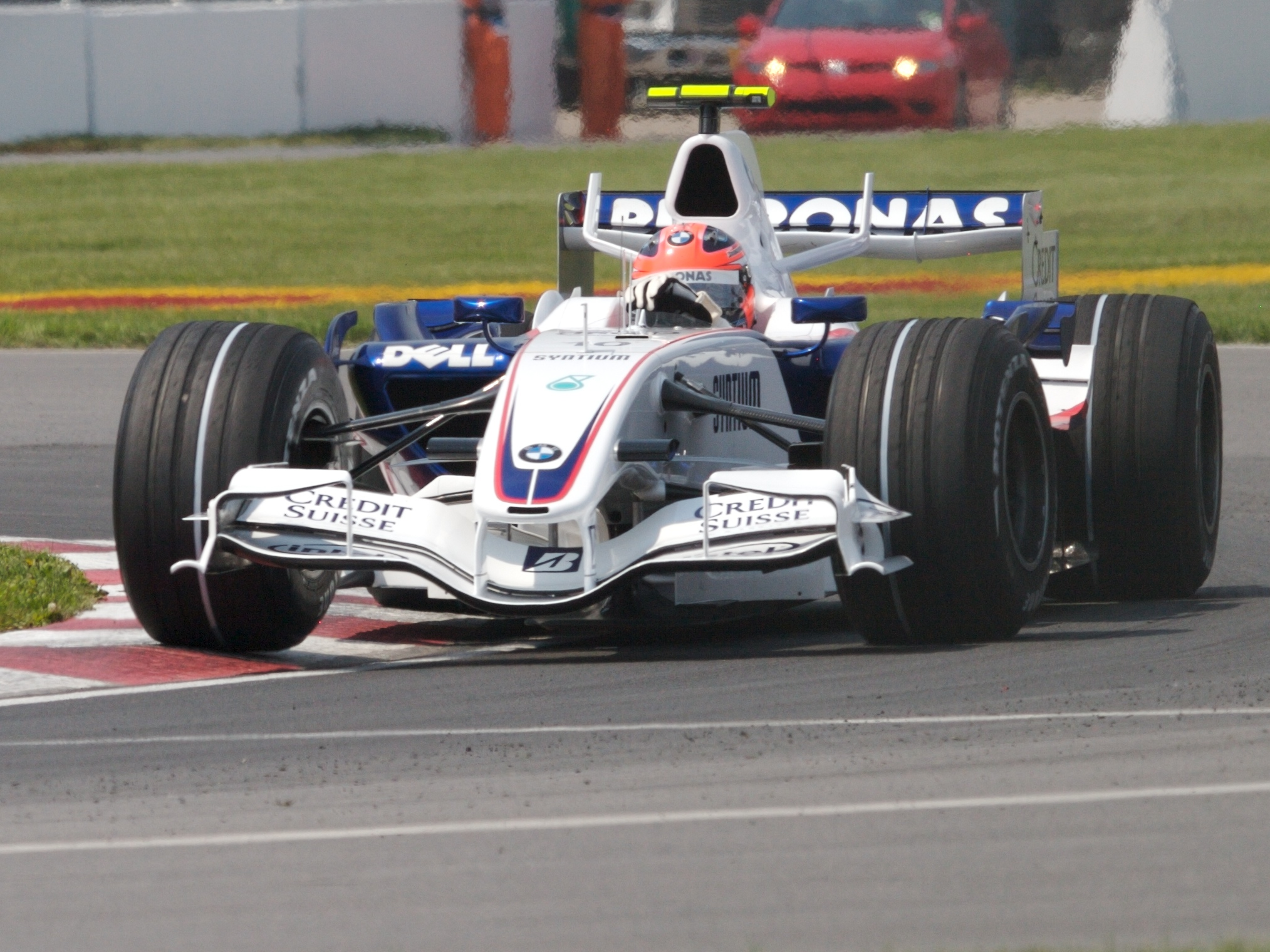
Kubica podczas Grand Prix Kanady 2007

10 czerwca Robert Kubica wystartował do Grand Prix Kanady z 8. pozycji. Na 25. okrążeniu po wyjeździe z pit stopu jechał na 15. pozycji. Na 27. okrążeniu, podczas próby wyprzedzenia Jarno Trulliego doszło do kontaktu, w rezultacie czego spojler w bolidzie polskiego kierowcy oderwał się i wpadł pod jego koła. Kubica wypadł z toru na prawe pobocze na zakończeniu długiego łuku pomiędzy zakrętem numer 10 a nawrotem Pit Hairpin numer 11 i roztrzaskał swój bolid o betonową barierę przy prędkości około 230 km/h. Po odbiciu, koziołkując, przeleciał na drugą stronę toru i po raz kolejny uderzył w bandę. Na zdjęciach z wypadku widać było wystającą stopę kierowcy. Według badań Fédération Internationale de l’Automobile w trakcie wypadku Kubica przeżył przeciążenie średnie równe 28 G przy wartości szczytowej bliskiej 75 G. Pierwsze doniesienia prasowe informowały, że po wstępnych badaniach stwierdzono, że Kubica ma złamaną nogę, ale jego życie nie jest zagrożone. Później jednak okazało się, że Kubica wyszedł z wypadku bez żadnych poważniejszych obrażeń (Kubica miał jedynie lekkie wstrząśnienie mózgu i skręconą kostkę) i już w poniedziałek 11 czerwca został wypisany ze szpitala. 14 czerwca 2007 stanął przed specjalną komisją FIA mającą stwierdzić czy będzie w stanie jechać w następnym Grand Prix – USA. Decyzja komisji była negatywna. Komisja oceniła, że w przypadku kolejnej kolizji konsekwencje zdrowotne dla Polaka mogłyby okazać się zbyt poważne. Kubicę w GP USA zastąpił Niemiec Sebastian Vettel, dla którego był to debiut w F1. Ostatecznie Vettel zajął 8. miejsce.
Kubica przeszedł ponowne testy we Francji i został dopuszczony do Grand Prix Francji. Do wyścigu na torze Circuit de Nevers Magny-Cours wystartował z czwartej pozycji, na średnich oponach. Na szesnastym okrążeniu, po zjeździe Hamiltona awansował na trzecią, jednak wkrótce on sam zjechał na swój pierwszy pit-stop, na których założono mu kolejny komplet średnich opon. Wyjechał z niego na szóstym miejscu, jednak wkrótce wrócił na czwarte miejsce. Drugi pit-stop zaliczył na 45. okrążeniu – zmieniono mu opony na miękkie, wyjechał z niego na ósmej pozycji, jednak po serii zjazdów innych kierowców powrócił na czwartą lokatę i dojechał na niej do mety, dzięki czemu powrócił na szóstą pozycję w klasyfikacji kierowców.

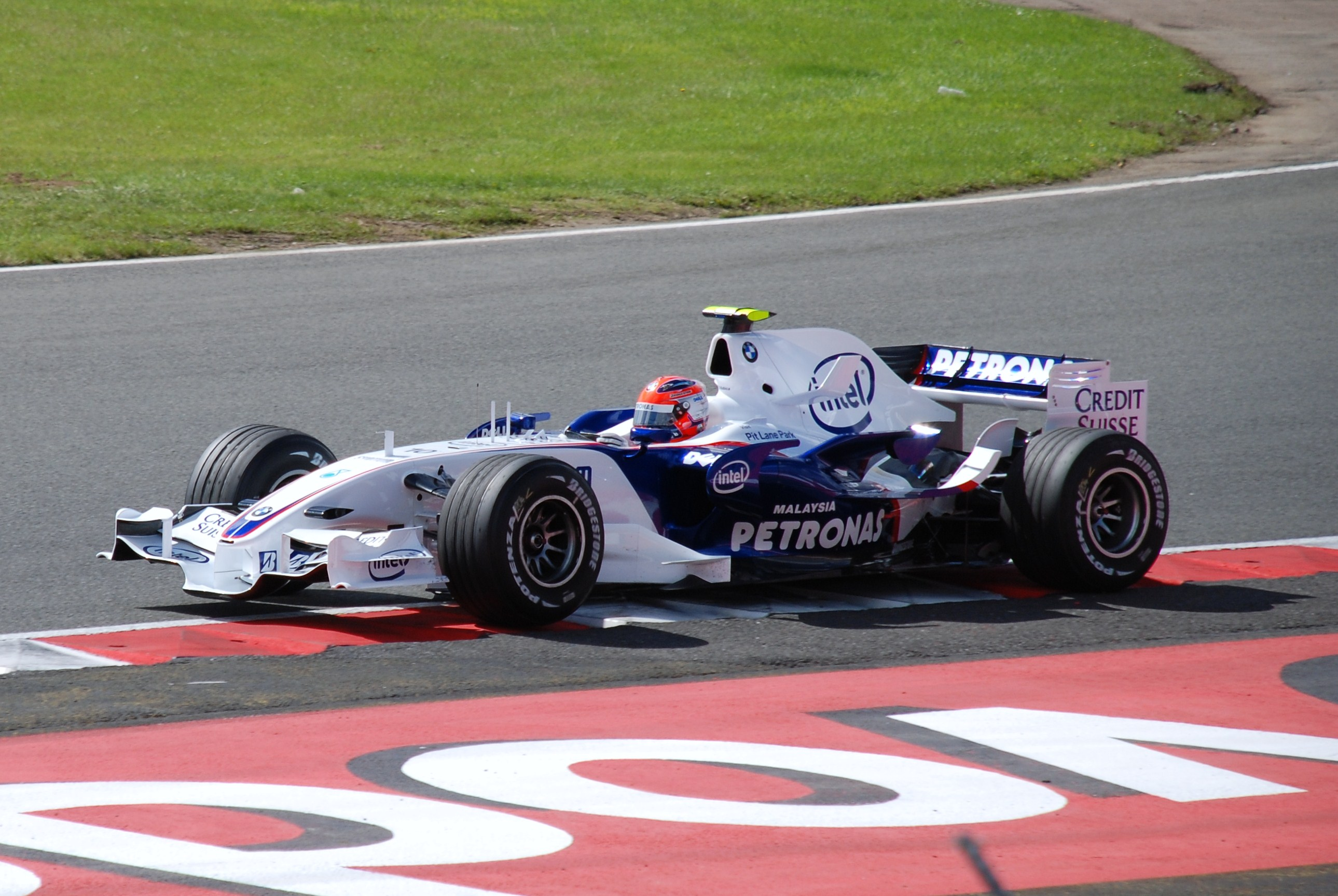
Robert Kubica podczas Grand Prix Wielkiej Brytanii 2007

8 lipca Kubica wystartował do Grand Prix Wielkiej Brytanii na torze Silverstone Circuit z 4. miejsca (zakwalifikował się jako piąty, jednak czwarty Felipe Massa musiał wystartować z boksów). Utrzymał je do 16. okrążenia, gdy zjechał na pit-stop, gdzie założono mu drugi komplet twardych opon. Nick Heidfeld po swoim zjeździe wyjechał za Kubicą, co spowodowało, że polski kierowca awansował na czwartą pozycję. Na 40. zmienił mieszankę na średnią. Na ostatnich 13 okrążeniach musiał bronić się przed Massą. Rywalizację ukończył na 4. miejscu.
Do Grand Prix Europy odbywającego się 22 lipca na Nürburgringu wystartował z 5. pozycji. Na starcie wyprzedził czwartego Heidfielda, ten jednak próbując odzyskać pozycję, doprowadził do kontaktu. W jego kolejnym ataku, na drugim zakręcie ponownie uderzył w Kubicę, co doprowadziło do poślizgu i w rezultacie obaj kierowcy BMW Sauber znaleźli się na końcówce stawki. Na drugim okrążeniu Polak odwiedził aleję serwisową, gdzie założono mu deszczowe opony, po czym awansował na 11. miejsce. Następnie wyścig został wstrzymany, a po 24 minutach wznowiony – Kubica wystartował na przejściowych oponach. Na 10. okrążeniu polski kierowca wyprzedził Barrichello, na 12. ponownie zjechał na pit-stop, gdzie założono mu średnią mieszankę, a dwa okrążenia później jechał już na ósmej pozycji. Na 39. okrążeniu dostał kolejny zestaw średnich opon, a na 52. przejściowych. Na ostatnim okrążeniu, gdy zajmował 6. lokatę wyprzedził go Heidfeld. Finalnie Kubica zajął więc 7. miejsce.
5 sierpnia Kubica wystartował z 7. miejsca do Grand Prix Węgier na torze Hungaroring. Na starcie pokonał Fernando Alonso, który jednak zdołał odzyskać pozycję na 3. okrążeniu. Na 19. okrążeniu po raz pierwszy zjechał do alei serwisowej, gdzie założono mu miękkie opony. Po zjazdach czołówki awansował na 3. miejsce, a wówczas postanowił zaliczyć swój drugi pit-stop. Na 42. okrążeniu dostał więc kolejny zestaw miękkich opon. Po kolejnych zjazdach konkurentów ponownie znalazł się na 3. pozycji. Na 56. okrążeniu po raz ostatni zjechał do alei serwisowej, w której zmieniono mu mieszankę na supermiękką. Wyścig ukończył na 5. miejscu.
26 sierpnia Kubica wystartował z piątej pozycji do Grand Prix Turcji na torze Istanbul Park. Udało mu się wyprzedzić Alonso. Na 12. okrążeniu, jadąc na 4. pozycji, pierwszy zjechał do alei serwisowej. Podczas pit-stopów zdołali go wyprzedzić Nick Heidfeld, Fernando Alonso, Heikki Kovalainen oraz Nico Rosberg. Następnie przez długi czas jechał na siódmym miejscu. Na 37. okrążeniu ponownie zjechał na pit-stop. Finiszował na 8. pozycji.

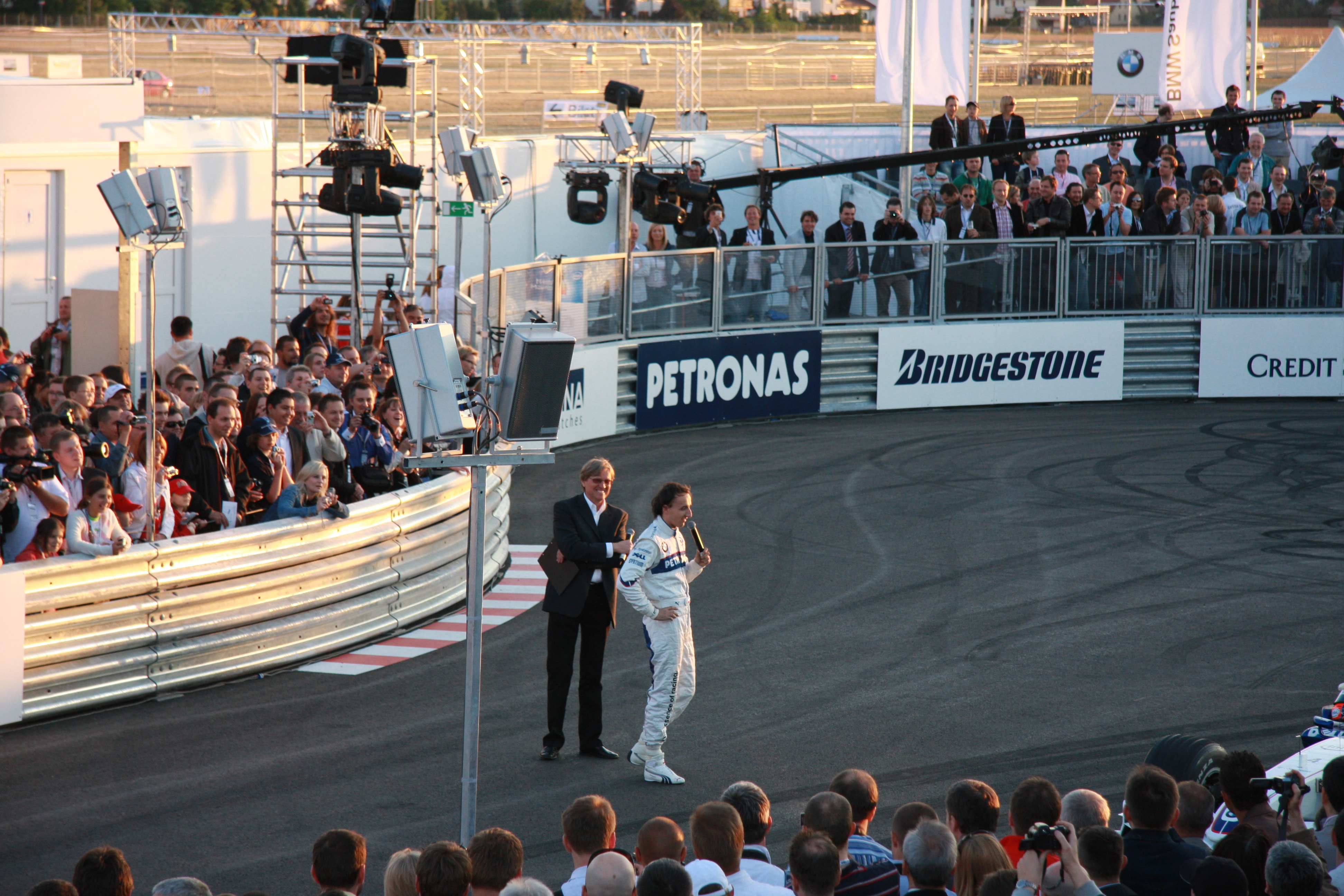
Kubica podczas spotkania z fanami

9 września Polak wziął udział w Grand Prix Włoch na torze Autodromo Nazionale di Monza. Wystartował do niej z 6. pozycji. Na dziewiątym okrążeniu awansował o jedną lokatę przez awarię Massy. W związku ze strategią zespołu, która zakładała późny postój (23. okrążenie), znajdował się na drugiej lokacie. Po zjeździe do alei serwisowej bolid ześlizgnął się z podnośnika, a mechanicy mieli problemy z wyciągnięciem go spod samochodu, więc po wyjeździe polski kierowca spadł na 11. miejsce. Następnie próbował wyprzedzić Kovalainena, jednak tracił zbyt dużo docisku. Po drugim postoju na 43. okrążeniu udał mu się ten manewr, a następnie, na 45. okrążeniu, wyprzedził Rosberga. Ostatecznie finiszował na 5. pozycji.
15 września Kubica zajął 5. lokatę w kwalifikacjach do Grand Prix Belgii na torze Spa-Francorchamps. Ze względu na wymianę silnika wymuszoną awarią w trzecim treningu, zgodnie z przepisami jego pozycja startowa została cofnięta o 10 miejsc. Okazało się jednak, że Giancarlo Fisichella również dostał karę, więc finalnie Kubica wystartował z 14. pozycji. Na starcie Polak wyprzedził Liuzziego. Na kolejnych okrążeniach pokonał także Jensona Buttona, Jarno Trullego, Davida Coultharda i Ralfa Schumachera. Następnie przez kilka okrążeń jechał za Kovalainenem, wyprzedzając go na 10. okrążeniu. Na 15. i 33. okrążeniu Kubica zjeżdżał do alei serwisowej. Wyścig ukończył na 9. miejscu.
W kwalifikacjach do Grand Prix Japonii na torze Fuji Speedway zajął dziesiąte miejsce, jednak startował z dziewiątego ze względu na karę nałożoną na Rosberga. Pierwsze osiemnaście okrążeń wyścigu odbyło się za samochodem bezpieczeństwa. Po pierwszych okrążeniach Kubica awansował o dwie pozycje, dzięki przymusowym pit-stopom kierowców Ferrari. Po restarcie, na 18. okrążeniu Polak został wyprzedzony przez Kovalainena i Fisichellę. Ominął jednak Heidfelda, który wpadł w poślizg po kolizji, tak więc na tym okrążeniu Kubica stracił tylko jedną pozycję. Po zjazdach Buttona i Alonso był szósty. Na 30. okrążeniu wyprzedził Fisichellę, następnie awansował dzięki pit-stopowi Vettela oraz pokonał Kovalainena. Jechał więc na trzeciej pozycji i próbował zyskać kolejną, wyprzedzając Hamiltona. Anglik w jednym z zakrętów popełnił błąd, który Kubica próbował wykorzystać. Ten jednak powrócił na tor do wewnętrznej i doszło do kolizji. W jej wyniku obaj zawodnicy zatrzymali się na poboczu i zostali minięci przez Kovalainena. Wkrótce Polakowi udało się wyprzedzić kierowcę McLarena. Na 36. okrążeniu odbył pit-stop i spadł na 13. lokatę. Wkrótce został poinformowany o nałożonej na niego karze przejazdu przez aleję serwisową ze względu na kolizję z Hamiltonem. Wykonał ją na 40. okrążeniu. Wkrótce doszło do drugiej neutralizacji podczas tego Grand Prix, a po pit-stopach niektórych konkurentów Kubica awansował na szóste miejsce. Na ostatnim okrążeniu stracił pozycję na rzecz Massy, który wyprzedził go przed szóstym zakrętem. Następnie odzyskał lokatę, po czym wyjechał poza tor w dziesiątym zakręcie i ponownie spadł w klasyfikacji. Finiszował na siódmej pozycji.

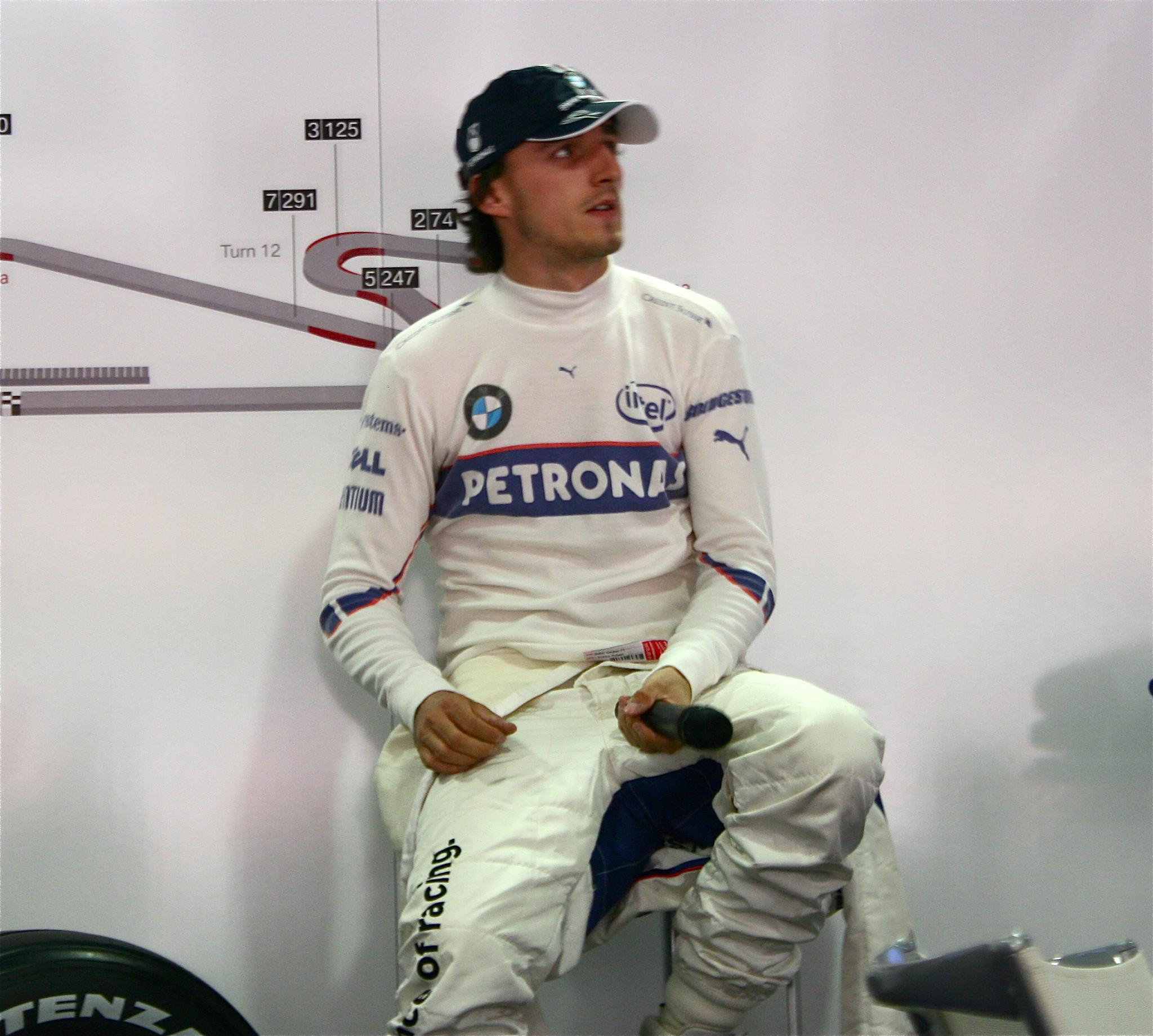
Kubica (2008)

7 października Kubica nie ukończył wyścigu podczas Grand Prix Chin na torze Shanghai International Circuit. Startował z 9. pozycji, na oponach przejściowych, ze względu na wilgotny tor. Na starcie stracił pozycję na rzecz Liuzziego, jednak wrócił na dziewiąte miejsce po problemach Ralfa Schumachera. Na ósmym okrążeniu na koniec prostej opóźnił dohamowanie i wyprzedził Webbera. Na 25. okrążeniu Polak zjechał do alei serwisowej, gdzie założono mu slicki. Wkrótce doszło do opadów deszczu, jednak Kubica nie zjechał do alei serwisowej. Odrabiał dziesięć sekund na okrążeniu do czołówki i wyprzedził Massę. Deszcz ustał, a Polak po pit-stopach przeciwników został liderem wyścigu. Zatrzymał się jednak na 34. okrążeniu. Powodem wycofania była awaria hydrauliki.
21 października Kubica wystartował z siódmego pola w Grand Prix Brazylii na torze Autódromo José Carlos Pace. Na starcie uzyskał pozycję kosztem Nicka Heidfelda, mając od niego lżejszy bolid. Później zaś ominął Hamiltona, który wypadł z toru. Na pierwszym zakręcie ósmego okrążenia wyprzedził Webbera i tym samym awansował na czwartą lokatę. Na 19. okrążeniu zjechał do alei serwisowej, wracając na tor na dziewiątym miejscu. Po zjazdach konkurentów był czwarty. Na 33. okrążeniu pokonał Fernando Alonso. Ze względu na strategię, musiał zjechać do alei serwisowej jako jedyny z kierowców w czołowej ósemce, co zrobił na 38. okrążeniu. Wyjechał na tor na siódmej pozycji, a po drugiej serii zjazdów wśród najbliższych konkurentów powrócił na trzecią lokatę. W trakcie wyścigu dostał od inżyniera wyścigowego polecenie ograniczenia obrotów silnika ze względu na wysoką temperaturę płynów w bolidzie. Po ostatniej wizycie w pit-lane, na 58. okrążeniu, spadł na szóste miejsce. Dokonał jednak podwójnego manewru na Rosbergu i Heidfeldzie i awansował na czwartą lokatę. Dojechał na metę na piątym miejscu, ponieważ w końcówce stracił pozycję na rzecz Rosberga. Po wyścigu okazało się, że temperatura paliwa w bakach samochodów BMW Sauber (a także Williams) była zbyt niska niż wymagana przez regulamin. Kierowcom groziła dyskwalifikacja, ale sędziowie nie nałożyli ostatecznie kary.
Sezon ukończył na szóstym miejscu w klasyfikacji generalnej, zdobywszy 39 punktów.

#### 2008

Kask Roberta Kubicy w sezonie 2008

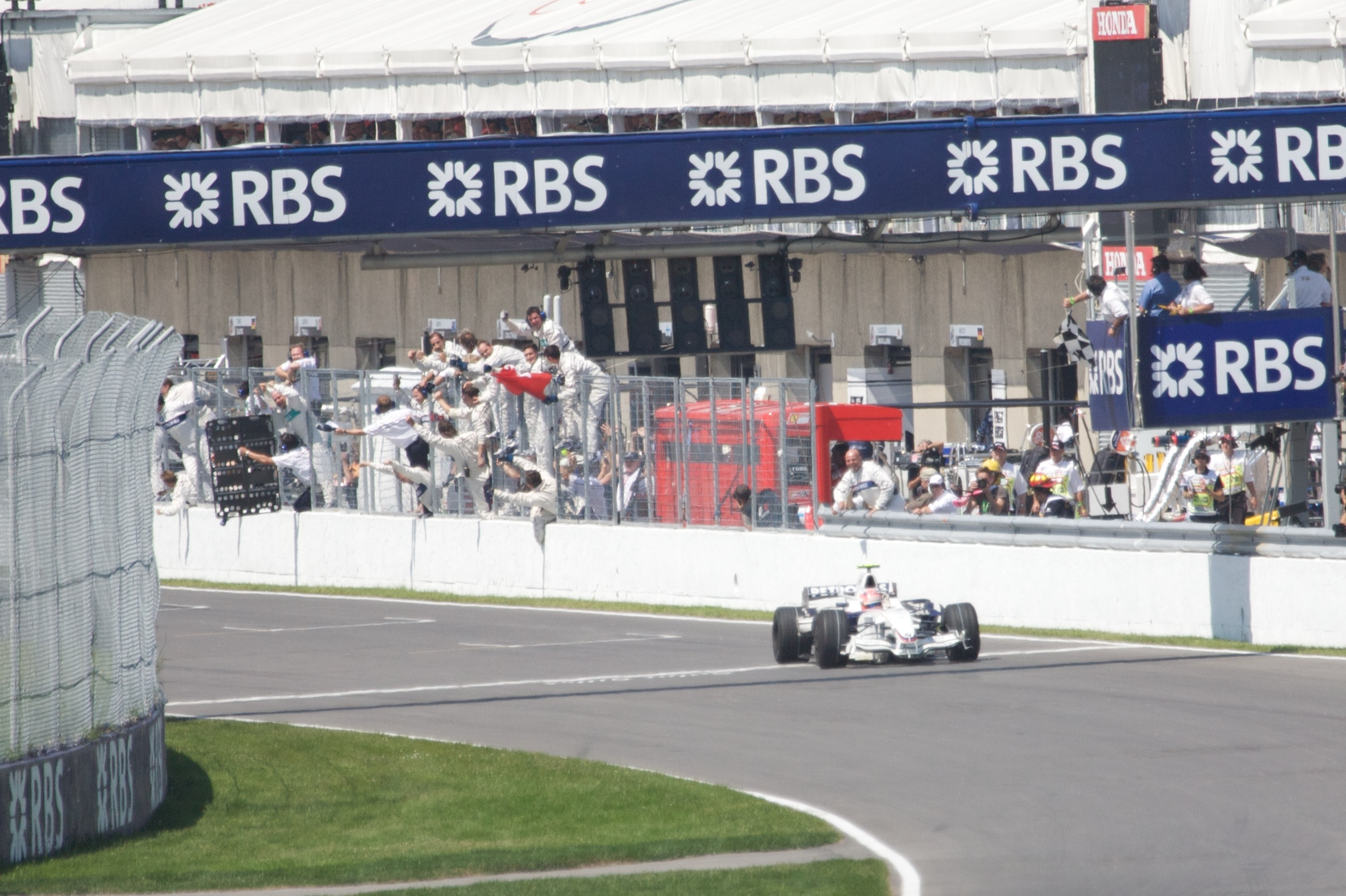
Kubica zwyciężający Grand Prix Kanady w 2008

W kwalifikacjach do Grand Prix Australii zdobył drugie miejsce. 16 marca 2008 po raz pierwszy w karierze startował z pierwszej linii. Kubica utrzymał tę pozycję przez piętnaście okrążeń. Następnie zjechał do alei serwisowej. Wkrótce awansował na czwartą lokatę, a po drugim pit-stopie (podczas obecności samochodu bezpieczeństwa na torze) wyjechał na siódmej pozycji. Polak nie ukończył wyścigu, ponieważ Kazuki Nakajima wjechał w tył bolidu Polaka, uszkadzając tylne zawieszenie na tyle, że uniemożliwiało to dalszą jazdę.
23 marca do Grand Prix Malezji Robert Kubica wystartował z czwartej pozycji. Na starcie awansował, kosztem Trullego o jedną pozycję, którą utrzymał, jadąc szybkim tempem i powiększając przewagę nad jadącymi za nim zawodnikami. Jako ostatni z czołówki, na 21. okrążeniu zjechał na pit-stop, ponieważ miał najcięższy spośród niej bolid. W wyniku awarii Massy jechał na drugim miejscu, a na 38. okrążeniu został liderem wyścigu, dopóki nie zjechał do alei serwisowej na 43. okrążeniu. Na metę dotarł drugi. W klasyfikacji generalnej kierowców pojawił się na piątej pozycji.

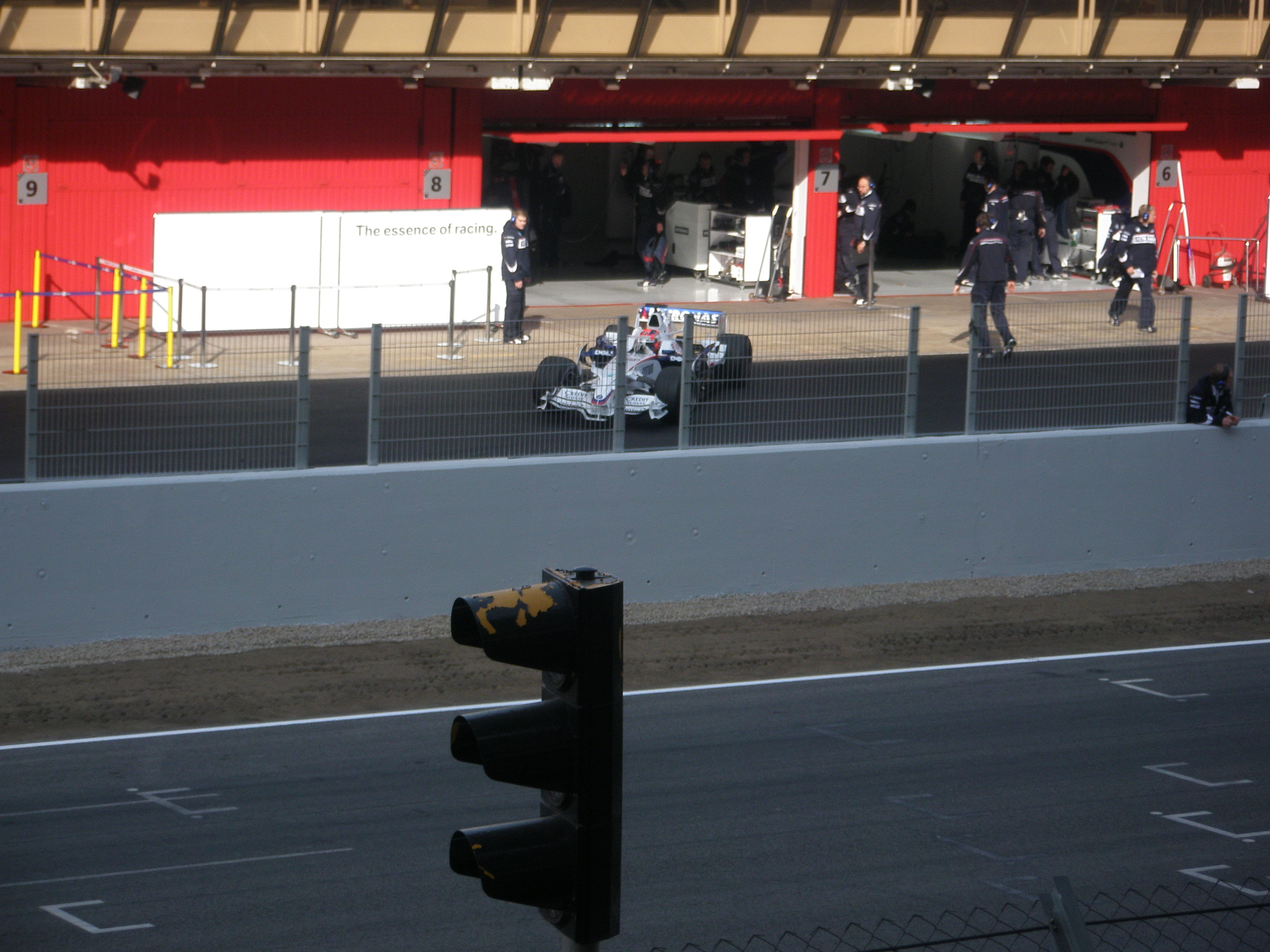
Kubica w trakcie testów na torze w Barcelonie w sezonie 2008

5 kwietnia w kwalifikacjach do GP Bahrajnu zdobył swoje pierwsze w karierze pole position. Na pierwszych okrążeniach spadł na drugą, a następnie na trzecią lokatę, będąc wyprzedzonym przez obu zawodników z teamu Ferrari. Trzecią pozycję utrzymał do końca wyścigu, z przerwami na dwa pit-stopy (17. i 41. okrążenie), po których jednak powracał na tę lokatę. Podium oznaczało awans na 4. miejsce w klasyfikacji kierowców.
27 kwietnia wystartował z czwartego pola do Grand Prix Hiszpanii. Na starcie wyprzedził go Lewis Hamilton i spadł na piąte miejsce. Próbował go także pokonać Heikki Kovalainen, który później doznał wypadku. Następnie kierowca BMW Sauber awansował o jedną lokatę po problemach Fernando Alonso. Po pierwszej rundzie pit-stopów (u Kubicy nastąpiło to na 21. okrążeniu) Hamilton zyskał lepsze tempo – w granicach pół sekundy szybciej od Polaka. Czwartą pozycję Kubica utrzymał do mety, zjeżdżając do alei serwisowej jeszcze na 47. okrążeniu. Zdobyte punkty pozwoliły mu na uplasowanie się w pierwszej trójce klasyfikacji generalnej mistrzostw świata – tracąc jeden punkt do drugiego Hamiltona i mając tyle samo przewagi nad czwartym Massą.

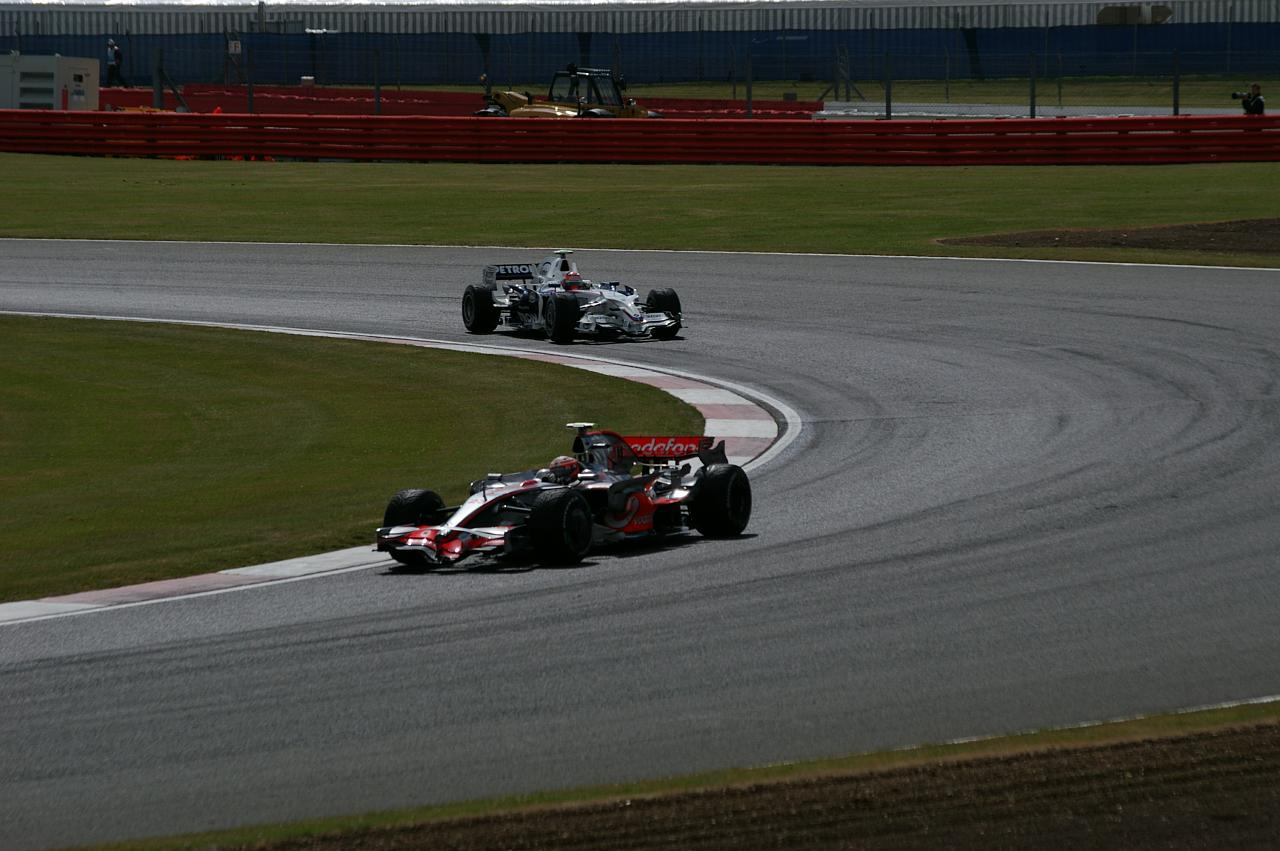
Kovalainen i Kubica (2008)

11 maja Kubica wystartował z 5. pozycji do Grand Prix Turcji. Na 18. okrążeniu pobił rekord przejazdu w drugim sektorze. Na następnym zjechał do boksów, gdzie w ciągu trwającego 8,7s pit-stopu założono mu twarde opony. Wyjechał z niego na piątej pozycji, jednak niedługo później wyprzedził go Kimi Räikkönen. Na 32. okrążeniu Kubica został poinformowany, że radio nie działa poprawnie. Osiem okrążęńpóźniej zjechał po raz drugi do alei serwisowej, gdzie założono mu miękkie opony. Ponownie wyjechał z niej na piątej lokacie, jednak awansował na czwartą po serii zjazdów innych kierowców. Kubica tracił ok. 15 sekund do jadącego przed nim Räikkönena, jednak tyle samo tracił do Polaka Heidfield, więc sytuacja kierowcy ustabilizowała się i ukończył wyścig na czwartym miejscu. Po tym wyścigu spadł na czwarte miejsce w klasyfikacji kierowców, z dorobkiem 24 punktów.
24 maja Robert Kubica zakwalifikował się na 5. pozycji do Grand Prix Monako, jednak z powodu kłopotów Kovalainena wystartował z 4. miejsca, na deszczowych oponach. Zdołał utrzymać tę pozycję na starcie, jednak pojawiły się drobne problemy z prowadzeniem bolidu, które jednak minęły. Po wypadku Hamiltona i karze Räikkönena awansował na 2. lokatę. Na 26. okrążeniu, gdy był liderem wyścigu, zjechał do alei serwisowej, gdzie dotankowano jego bolid i założono mu drugi komplet opon deszczowych. Wyjechał z niej na czwartej pozycji, wkrótce jednak był już trzeci. Na 54. okrążeniu zmieniono mu mieszankę na powierzchnię suchą. Felipe Massa po swoim pit-stopie wyjechał za Kubicą, więc polski kierowca awansował na drugą pozycję. Utrzymał ją do mety.

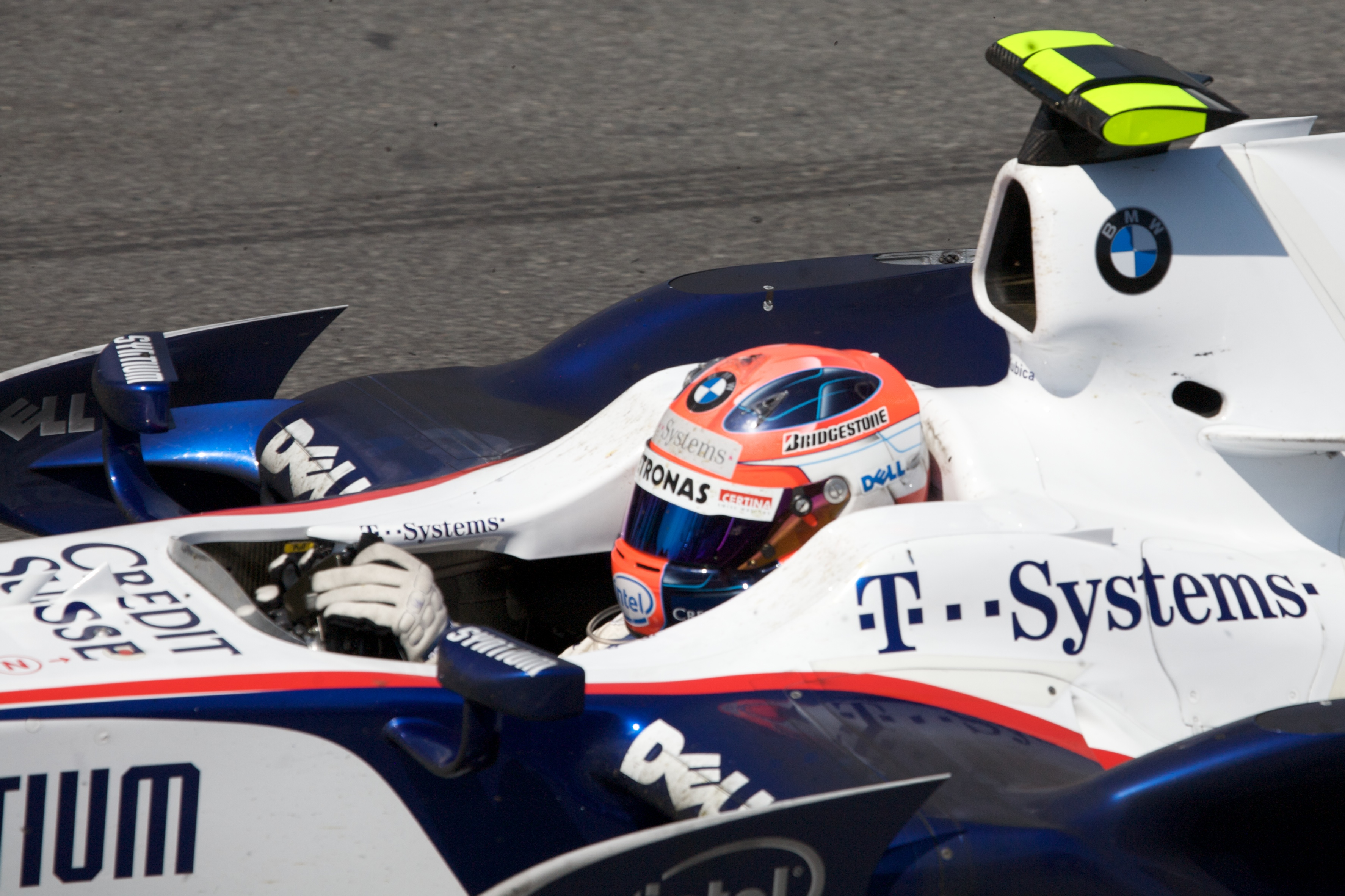
Robert Kubica po zwycięskim Grand Prix Kanady 2008

8 czerwca do Grand Prix Kanady Kubica wystartował z 2. miejsca. Zdołał obronić tę pozycję na starcie. Po wyjeździe samochodu bezpieczeństwa na 17. okrążeniu zniwelowana została jego różnica do pierwszego Hamiltona, a także trzeciego Räikkönena. Dwa okrążenia później zjechał do pit-stopu, gdzie założono mu kolejny komplet miękkich opon. Na wyjeździe z alei serwisowej zderzyli się Räikkönen i Hamilton, co spowodowało ich odpadnięcie z wyścigu. Polak jechał na ósmym miejscu, będąc pierwszym kierowcą po pit-stopie. Na 23. okrążeniu nieskutecznie próbował wyprzedzić Sebastiana Vettela. Siedem okrążeń później wyprzedził Nicka Heidfelda, a kolejni kierowcy zaczęli swoje zjazdy, więc Kubica został liderem na 42. okrążeniu. Był najszybszym kierowcą na torze, dzięki czemu wypracował sobie bezpieczną przewagę. Na 49. okrążeniu po raz drugi zjechał do alei serwisowej, gdzie założono mu supermiękką mieszankę. Do mety dojechał pierwszy. Było to pierwsze zwycięstwo w jego karierze, a także pierwszy triumf BMW Sauber. Było to także pierwsze zwycięstwo polskiego kierowcy w wyścigu Grand Prix i jednocześnie także pierwsze kierowcy pochodzącego z Europy Środkowo-Wschodniej w historii Formuły 1. Kubica został również liderem klasyfikacji generalnej kierowców, awansując z czwartego miejsca.
W dniach 13–15 czerwca wystąpił w BMW Pit Lane Park w Warszawie, a następnie wziął udział w testach w Barcelonie.

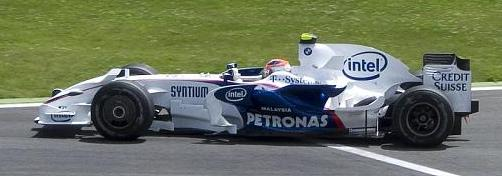
Grand Prix Francji 2008

22 czerwca odbyło się Grand Prix Francji, do którego wystartował ostatecznie z piątego pola. Na starcie awansował o jedną pozycję, jednak wkrótce wyjechał zbyt szeroko z zakrętu, co wykorzystał Alonso, wyprzedzając polskiego kierowcę. Na 20. okrążeniu Kubica po raz pierwszy zjechał do alei serwisowej, gdzie założono mu średnie opony. Na 46. okrążeniu zrobił to po raz drugi, tym razem jednak wykorzystał miękką mieszankę. W końcówce wyścigu chciał wyprzedzić Räikkönena, jednak ten był od niego sporo szybszy, ze względu na mniejszą ilość paliwa, więc finiszował ostatecznie na piątym miejscu. Oznaczało to dla niego spadek na drugą lokatę w klasyfikacji generalnej kierowców (prowadzenie objął Massa).

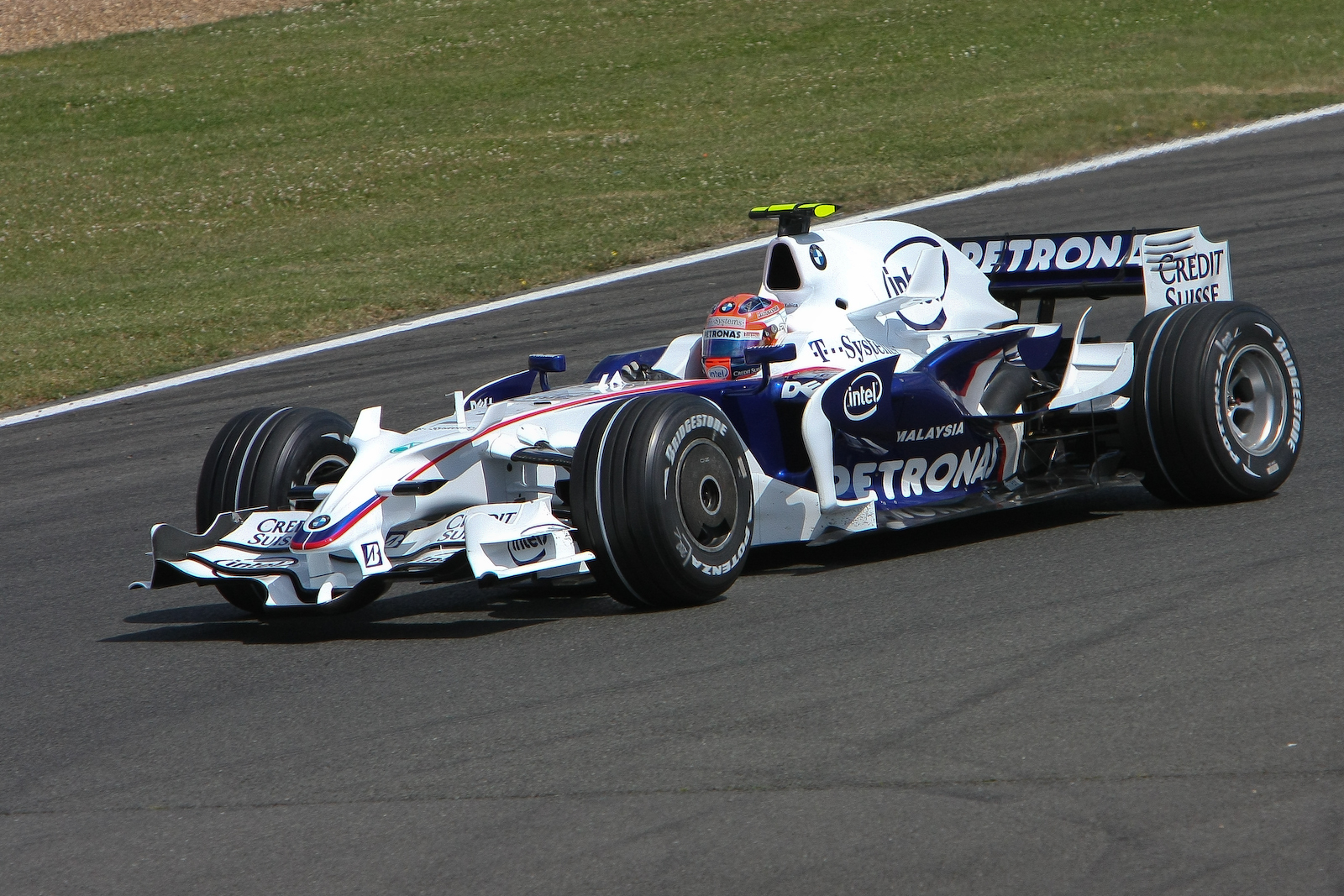
Grand Prix Wielkiej Brytanii

Z powodu defektu zawieszenia Kubica nie mógł brać udziału w trzeciej części sobotniej sesji kwalifikacyjnej do Grand Prix Wielkiej Brytanii, co sprawiło, że wywalczył 10. pozycję startową. 6 lipca odbył się wyścig. Na pierwszym okrążeniu awansował o dwie pozycje. Na 23. okrążeniu po raz pierwszy zaliczył pit-stop, na którym dotankowano jego bolid i założono mu średnie opony. Wkrótce jechał już na szóstej pozycji, po czym wyprzedził Piqueta, Räikkönena i Kovalainena. Na 36. okrążeniu Kubica wyjechał na trawę, jednak powrócił na tor. Na 38. okrążeniu po raz drugi Polak zjechał do alei serwisowej. Cztery okrążenia później, wskutek akwaplanacji wypadł z toru na zakręcie Abbey i utknął w żwirze. W klasyfikacji kierowców spadł na 4. pozycję – tracąc dwa punkty do najwyżej sklasyfikowanych Massy, Hamiltona i Räikkönena.

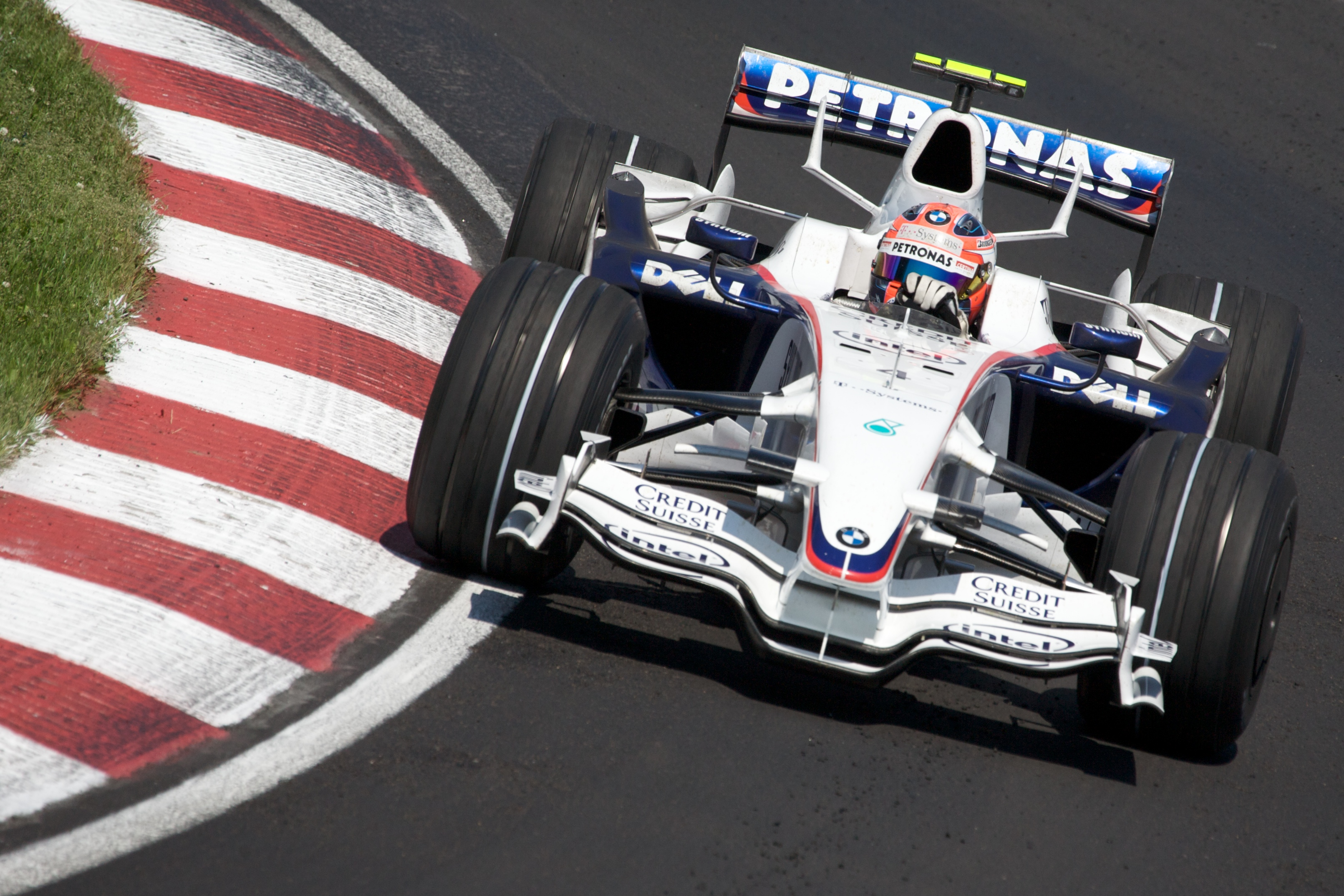
Kubica podczas Grand Prix Kanady

Przed Grand Prix Niemiec 20 lipca wywalczył 7. pozycję startową. W przeciwieństwie do większości kierowców miał założone opony średniej twardości. Na starcie wyprzedził Räikkönena, a na nawrocie nr 6 pokonał Alonso i Trullego. Na 19. okrążeniu Polak zjechał do boksów, jadąc na czwartej pozycji. Po postoju trwającym 9 sekund wyjechał na 12. lokacie. Podczas wypadku Glocka na 36. okrążeniu Kubica był szósty. Na tor wjechał wówczas samochód bezpieczeństwa, a wkrótce po tym kierowcy zjechali na drugą serię postojów. Kierowcy BMW Sauber założono tym razem twardą mieszankę. Z alei serwisowej wyjechał na piątym miejscu, przed Kovalainenem. Wkrótce jednak wyprzedził on Kubicę, podobnie jak jego rodak Räikkönen. Finalnie Kubica ukończył wyścig na siódmej pozycji.
Do Grand Prix Węgier na Hungaroringu wystartował 3 sierpnia z czwartej pozycji startowej. Na starcie wyprzedził go Raikkonnen. 5. miejsce utrzymał do 18 okrążenia, gdzie zjechał na pit-stop, gdzie zmieniono tylko tylne, twarde opony. Wyjechał z niego na 10. lokacie. Na 50. okrążeniu po raz drugi odwiedził aleję serwisową – założono mu opony z miękkiej mieszanki. Finalnie ukończył wyścig na 8. pozycji, zdobywając jeden punkt. Kierowca stwierdził, że zmagał się z nadsterownością i miał problemy z utrzymaniem bolidu na torze.
Do wyścigu ulicznego w Walencji (Grand Prix Europy) wystartował 24 sierpnia z trzeciego pola startowego. Na starcie atakował Hamiltona, jednak ten obronił swą pozycję. Na piątym okrążeniu Polak tracił do niego około trzech sekund, mając dwie sekundy przewagi nad Kovalainenem. Na ósmym okrążeniu Kubica zwolnił z powodu foliowej torebki, która doczepiła się do przedniego skrzydła bolidu. Wkrótce jednak odpadła, a kierowca został liderem wyścigu, po czym zjechał na dotankowanie. Wyjechał z pit-lane na szóstym miejscu. Następnie awansował na trzecią pozycję, a na 40. okrążeniu trzeci raz odwiedził aleję serwisową, mając 8 sekund przewagi nad Kovalainenem. Finalnie Kubica zajął trzecie miejsce, ze stratą 37,353 s zwycięzcy.

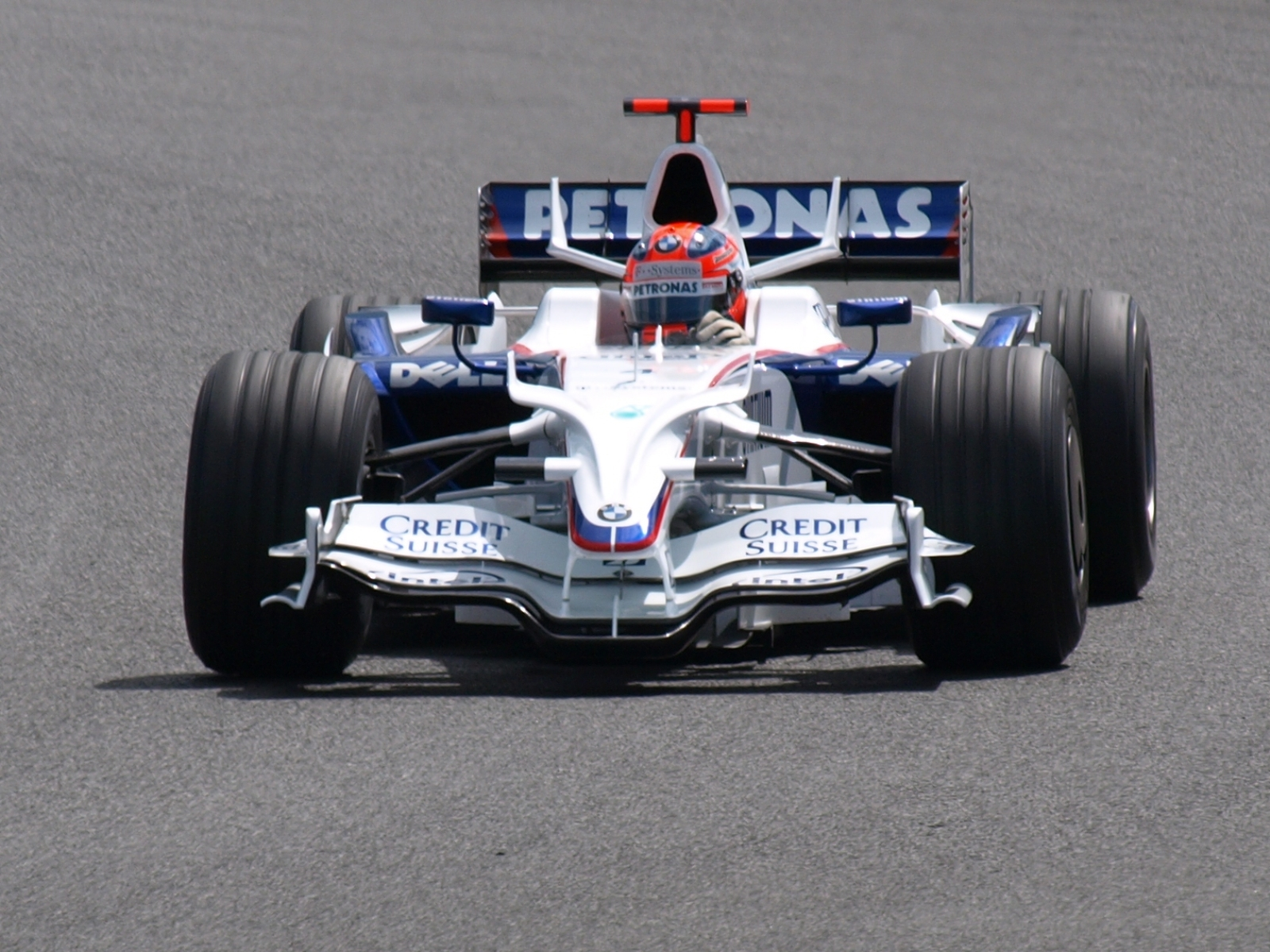
Kubica podczas testów na torze Silverstone Circuit w Wielkiej Brytanii

7 września do Grand Prix Belgii na torze w Spa, wystartował z ósmego pola startowego i w ciągu wyścigu odzyskał dwa miejsca tak, że jechał szósty. 12 okrążeń przed metą, podczas tankowania, zespół mechaników przetrzymał (z powodu kłopotów z dyszą tankującą paliwo) Kubicę kilkanaście sekund, co spowodowało stratę przezeń dwóch miejsc w stawce (z szóstego na ósme); z drugiej strony deszcz, który spadł na część toru trzy okrążenia przed końcem wyścigu, spowodował, że niektórzy zawodnicy zmieniali w końcówce opony na deszczowe, inni tego nie zrobili (w tym Kubica), a niektórzy wypadli poza tor (Räikkönen) lub stracili korzystne pozycje (Kovalainen). Po przetasowaniu się czołówki na ostatnim okrążeniu Kubica dojechał szósty.

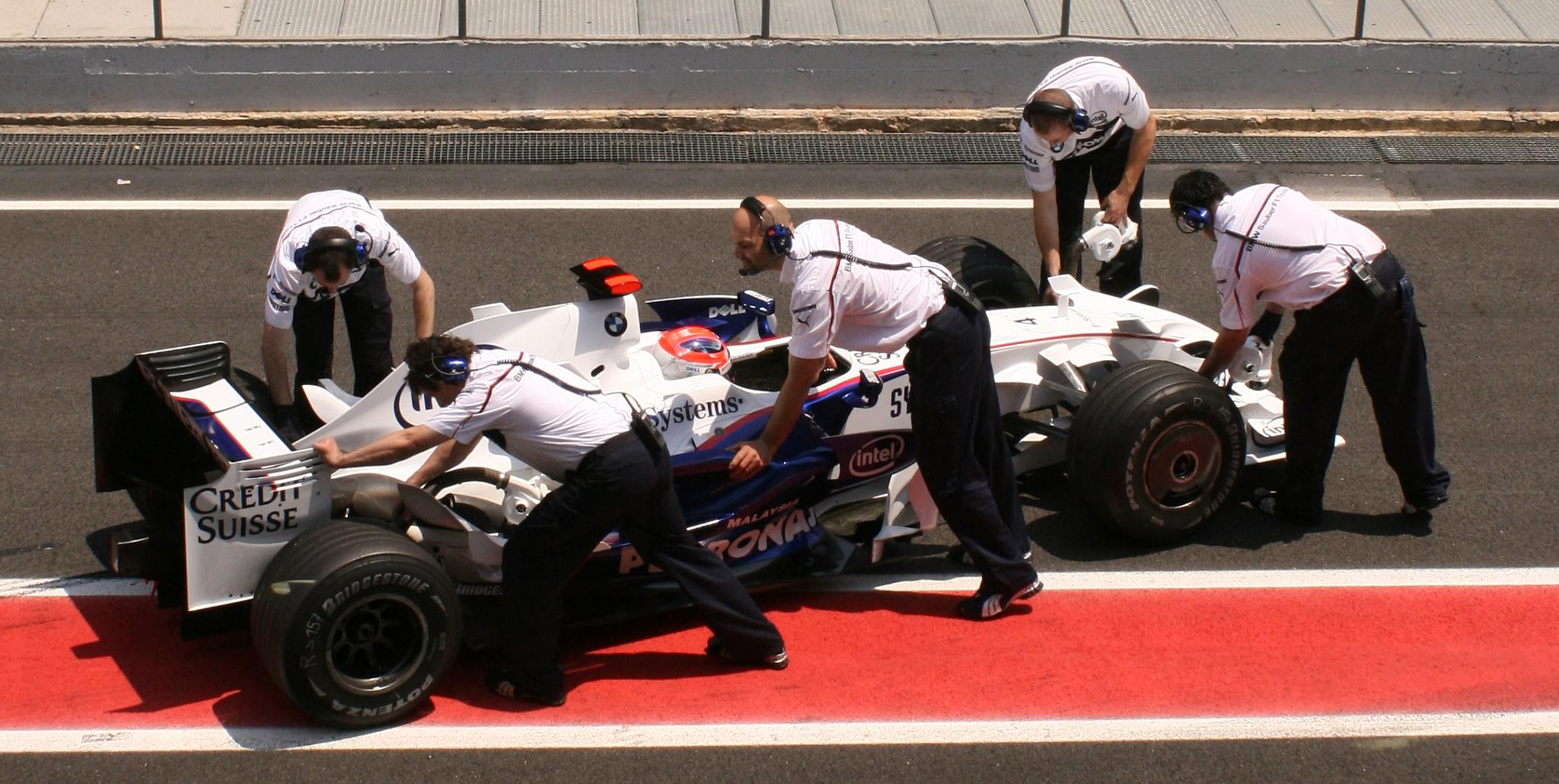
Kubica (2008)

13 września na Autodromo Nazionale di Monza zakwalifikował się do wyścigu z 11. pola startowego (kwalifikacje odbywały się podczas silnego deszczu i Kubica podczas próby poprawienia pozycji stracił przyczepność i nie zdołał wywalczyć lepszego miejsca). Do wyścigu o Grand Prix Włoch wystartował 14 września.
Start wyścigu odbywał się za samochodem bezpieczeństwa. Po jego zjeździe Kubica awansował o jedną pozycję kosztem Heidfelda. Na 7. okrążeniu wyprzedził Timo Glocka. Kilka okrążeń później polskiego kierowcę wyprzedzili jednak Hamilton i Glock.
Samochód Polaka był zatankowany na tyle, że paliwa wystarczyło mu na ponad połowę wyścigu. Gdy inni kierowcy zjeżdżali na swoje postoje, on awansował na 3. lokatę, po czym zaliczył swój jedyny pit-stop na 34. okrążeniu. Dzięki strategii jednego tankowania udało mu się ukończyć wyścig na trzeciej pozycji.
Kubica nie wystąpił na testach w Jerez de la Frontera ze względu na operację dentystyczną, polegającą na wyrwaniu zęba mądrości. 26 września odbyły się dwa treningi przed pierwszym w historii Grand Prix Singapuru. Przejechał w trakcie nich 59 okrążeń i stwierdził, że tor jest bardzo wymagający. W pierwszej sesji zespół pracował nad ustawieniami bolidu, w drugiej zaś testował mieszanki. Dzień później podczas kwalifikacji na Marina Bay Street Circuit uplasował się na czwartym miejscu, mimo problemów z niską przyczepnością opon.
Obronił na starcie swoją pozycję i utrzymał ją przez następne kilkanaście okrążeń, z jednej strony oddalając się od piątego Vettela, a z drugiej zwiększając dystans do czołowej trójki. Jednak na 16. okrążeniu musiał zatankować bolid, a po wypadku Piqueta Juniora boksy zostały zamknięte, tak więc na Polaka nałożona została kara stop & go. Wkrótce po pit-stopie powrócił na swoją pozycję, jednak na 27. okrążeniu wykonał karę, po której wrócił do wyścigu na 18. miejscu. Niedługo jednak awansował na czternaste, po postojach kilku kierowców, w międzyczasie samemu na niego zjeżdżając, jednak nie tracąc pozycji. Na 45. okrążeniu wyprzedził Fisichellę. Po przedwczesnym zakończeniu wyścigu przez Trullego i Räikkönena jechał na jedenastym miejscu i to na nim ukończył wyścig. Mimo niepunktowanego występu utrzymał się na trzeciej pozycji klasyfikacji generalnej.

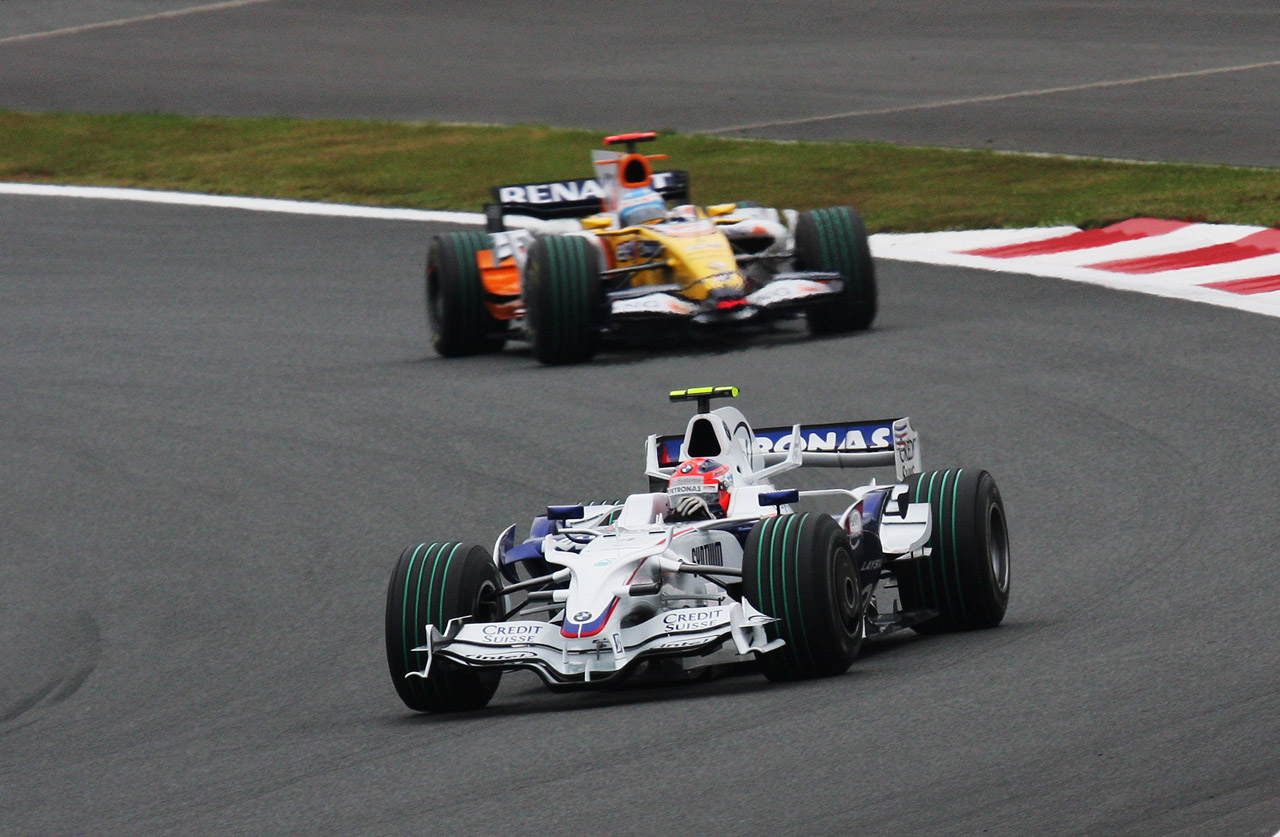
Robert Kubica prowadzi w Grand Prix Japonii 2008 przed Fernando Alonso. Ostatecznie wyścig ukończył na drugim miejscu.

11 października na Fuji International Speedway wygrał trzeci trening, a następnie zajął 6. miejsce kwalifikacjach, awansując z dziewiątej lokaty z Q2. Dzień później na pierwszym zakręcie wyścigu o Grand Prix Japonii wysunął się na prowadzenie, wykorzystując błędy rywali. Na 17. okrążeniu, będąc liderem wyścigu, zjechał do alei serwisowej. Również jadący na drugiej pozycji Alonso tego dokonał i wyjechał przed polskim kierowcą, posiadając mniej paliwa w baku. Kubica wyjechał z alei na siódmej pozycji, wkrótce jednak awansował na drugą, utrzymując jednak prędkość niższą od Hiszpana, którego bolid był lżejszy, a BMW miało w dodatku problemy z ziarnieniem opon. Po drugim zjeździe Alonso, Polak ponownie został liderem, jednak trzy okrążenia później sam zjechał na tankowanie i zmianę opon na miękkie. Na 53. okrążeniu obaj kierowcy powrócili na swoje lokaty. Na ostatnich okrążeniach wielokrotnie próbował go zaatakować Räikkönen, jednak ten nie oddał pozycji. Kierowca BMW Sauber finiszował jako drugi, zdobywając ósme podium w karierze i zostając jednym z trzech kierowców, którzy jeszcze liczyli się w stawce o Mistrzostwo Świata. W 2014 Kubica stwierdził, że ten wyścig był jednym z dwóch najlepszych w jego karierze.

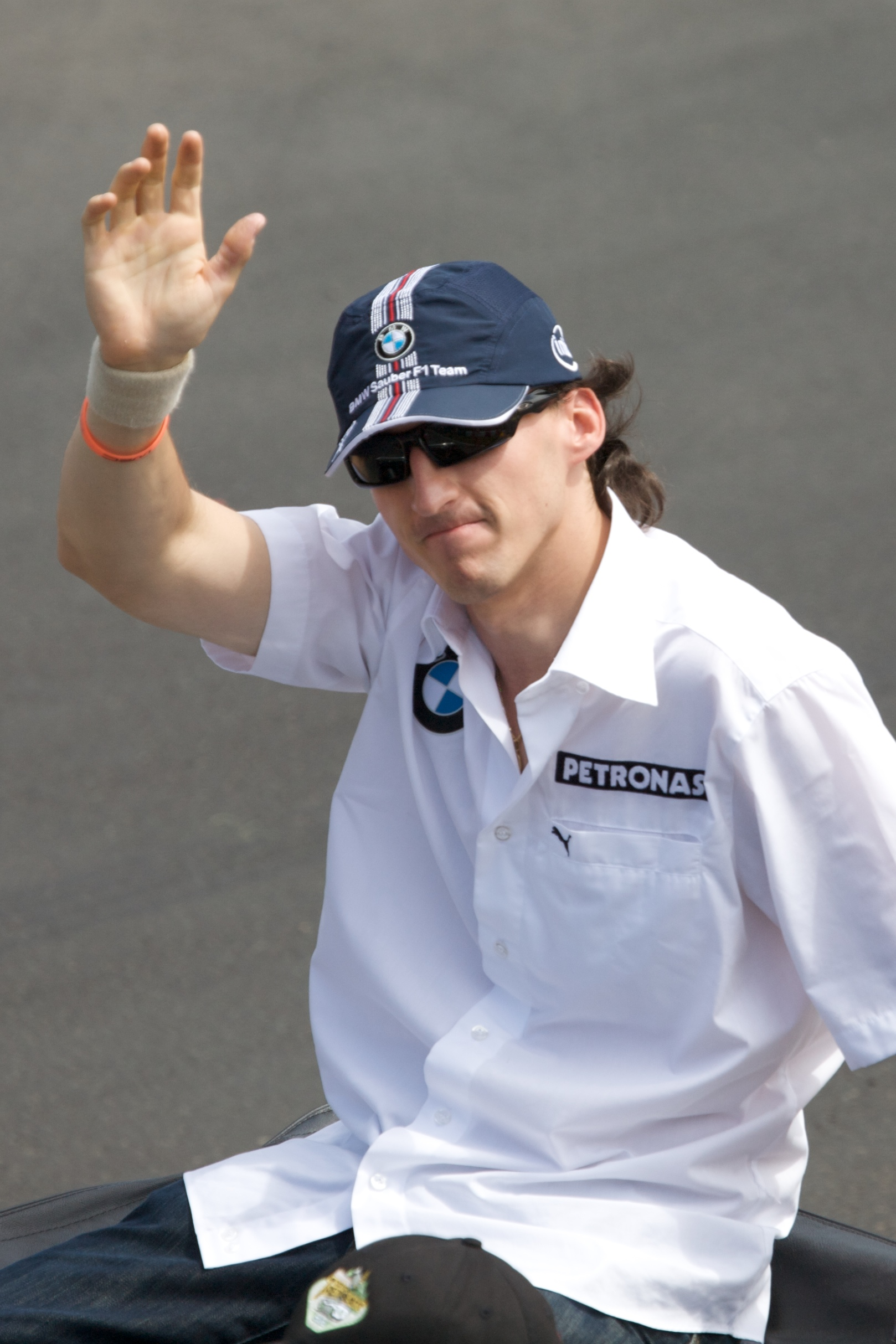
Robert Kubica pozdrawiający fanów (2008)

Podczas treningów i kwalifikacji do Grand Prix Chin kierowca zmagał się z trudnym prowadzeniem bolidu, spowodowanym podsterownością. Do Q2 zakwalifikował się dopiero z czternastym czasem, dzięki skorzystaniu z miękkiej mieszanki w końcówce pierwszej sesji. W drugiej był dwunasty, tracąc 0,099 sekundy do dziesiątej lokaty. Finalnie wystartował do wyścigu z jedenastej pozycji, ze względu na karę nałożoną na Webbera. 19 października stanął do wyścigu na torze Shanghai International Circuit, na starcie awansował na ósme miejsce. Ze względu na dużą ilość paliwa w baku, zjechał na pierwszy postój najpóźniej z czołówki, tak więc awansował na trzecią lokatę, którą utracił dopiero po wspomnianym pit-stopie na 25. okrążeniu. Założono mu nowe opony z twardej mieszanki na tylną oś. Wyjechał z alei na dziewiątym miejscu, a po postojach kierowców jadących przed nim i awarii Kovalainena przesunął się na szóstą lokatę. Na 40. okrążeniu Polak po raz drugi zjechał do alei serwisowej, jadąc wówczas na czwartym miejscu. Finiszował na szóstym miejscu. Po tym wyścigu Robert Kubica stracił szansę na zdobycie pierwszego oraz drugiego miejsca w klasyfikacji kierowców Mistrzostwach Świata. Wynik ten zapewnił mu jednak co najmniej 4. miejsce w kwalifikacji generalnej na koniec sezonu.
2 listopada na Autódromo José Carlos Pace po wymianie silnika, Kubica zajął w kwalifikacjach odległe 13. miejsce, przejeżdżając w Q2 tylko jedno pomiarowe okrążenie, na miękkiej mieszance. Był to najgorszy rezultat w jego dotychczasowej karierze. Niemal cały wyścig przejechał w końcówce stawki. Na początku Grand Prix doszło do problemu z wyborem opon, w którego rezultacie wystartował z alei serwisowej. Po pierwszym okrążeniu znajdował się na siedemnastej lokacie. Po postojach czołówki wysunął się na ósme miejsce, ale na 10. okrążeniu sam zjechał po nowy komplet opon. Wyjechał z alei na osiemnastej pozycji. Następnie do 43. okrążenia jechał za Adrianem Sutilem, nie będąc w stanie go wyprzedzić (ze względu na niskie prędkości na prostej). Na 32. okrążeniu został zdublowany (co zmieniło się na krótko około 10 okrążeń później). Swoje następne postoje Polak zanotował na 46. i 64. okrążeniu. W tym czasie wyprzedził m.in. Sutila i Fisichellę, finalnie kończąc wyścig na 11. pozycji, z okrążeniem straty do zwycięzcy. Przy 3. miejscu Räikkönena w tym wyścigu oznacza to, że Robert Kubica utracił miejsce na najniższym podium w klasyfikacji indywidualnej Mistrzostw Świata na rzecz Fina (przy takiej samej ilości punktów – 75).

#### 2009

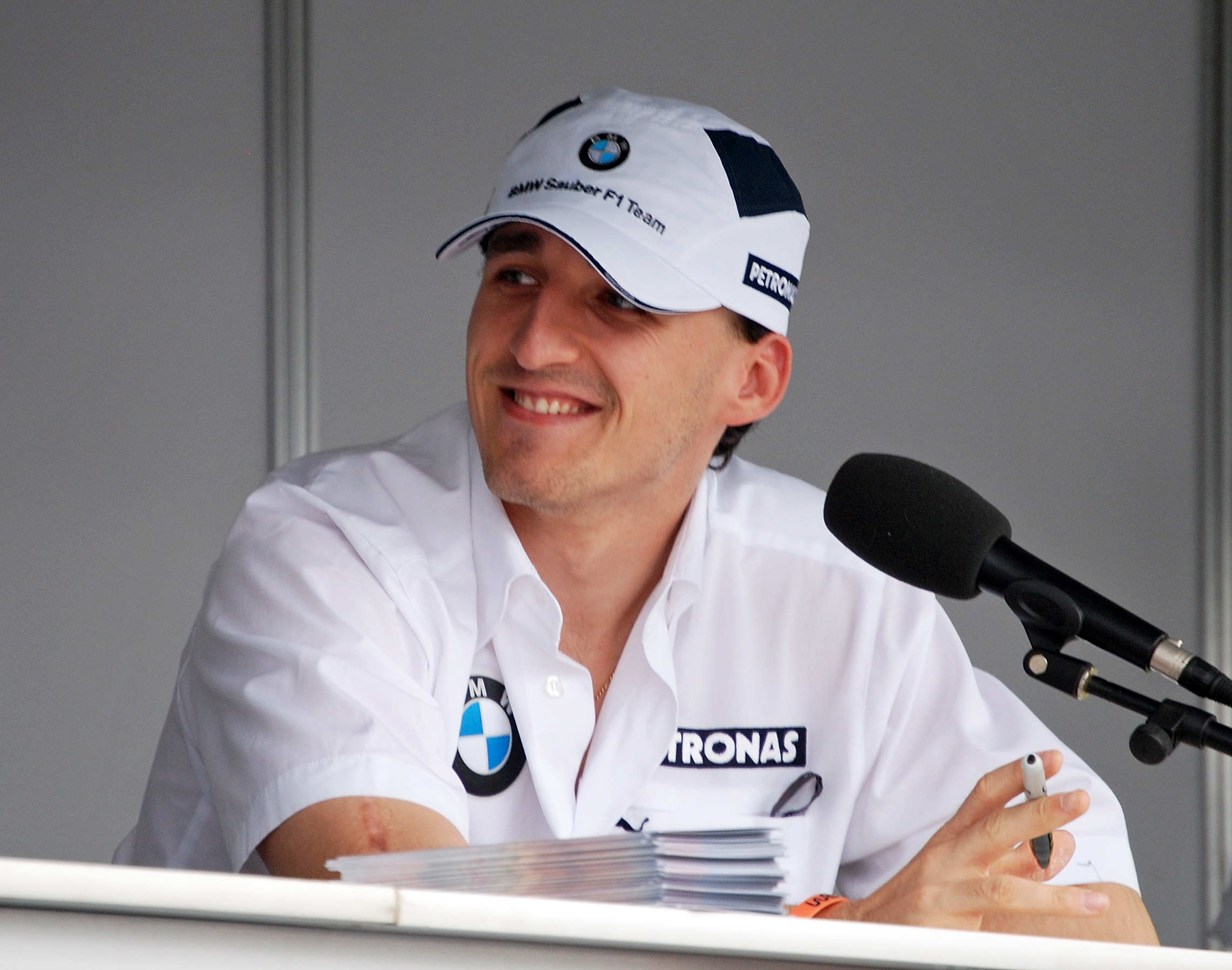
Kubica w 2009

Kubica był uważany za jednego z faworytów do tytułu mistrzowskiego w sezonie 2009. Wprowadzone zostały w tamtym roku istotne zmiany w regulaminie Mistrzostw Świata. Przede wszystkim powrócono do opon typu slick, umożliwiono korzystanie z systemu KERS i wprowadzono zakaz testów w trakcie sezonu.
29 marca 2009, w wyścigu o Grand Prix Australii Robert Kubica startował z 4. pola, na supermiękkiej mieszance, z najlżejszym samochodem. Utrzymał lokatę na starcie, a na 12. okrążeniu zjechał do alei serwisowej, gdzie założono mu twarde opony. Wyjechał na 12. pozycji, a siedem okrążeń później był już czwarty. Na 31. okrążeniu przybliżył się do Sebastiana Vettela, po czym na 39. okrążeniu drugi raz zaliczył pit-stop, z którego wyjechał na siódmej pozycji. Wkrótce jednak powrócił na czwartą lokatę, a po postoju Hamiltona był trzeci. Na trzy okrążenia przed metą Polak zaatakował Vettela, jednak ten drugi nie zamierzał oddać pozycji i doszło między nimi do kontaktu, w którego wyniki ucierpiało przednie skrzydło kierowcy BMW Sauber. W wyniku braku docisku Kubica chwilę później wypadł z toru, rozbił bolid i stracił szanse na podium. Także Vettel musiał zrezygnować z kontynuowania jazdy. Po wyścigu, Niemiec, został ukarany za ten incydent karą przesunięcia na starcie w kolejnym Grand Prix o 10 miejsc.

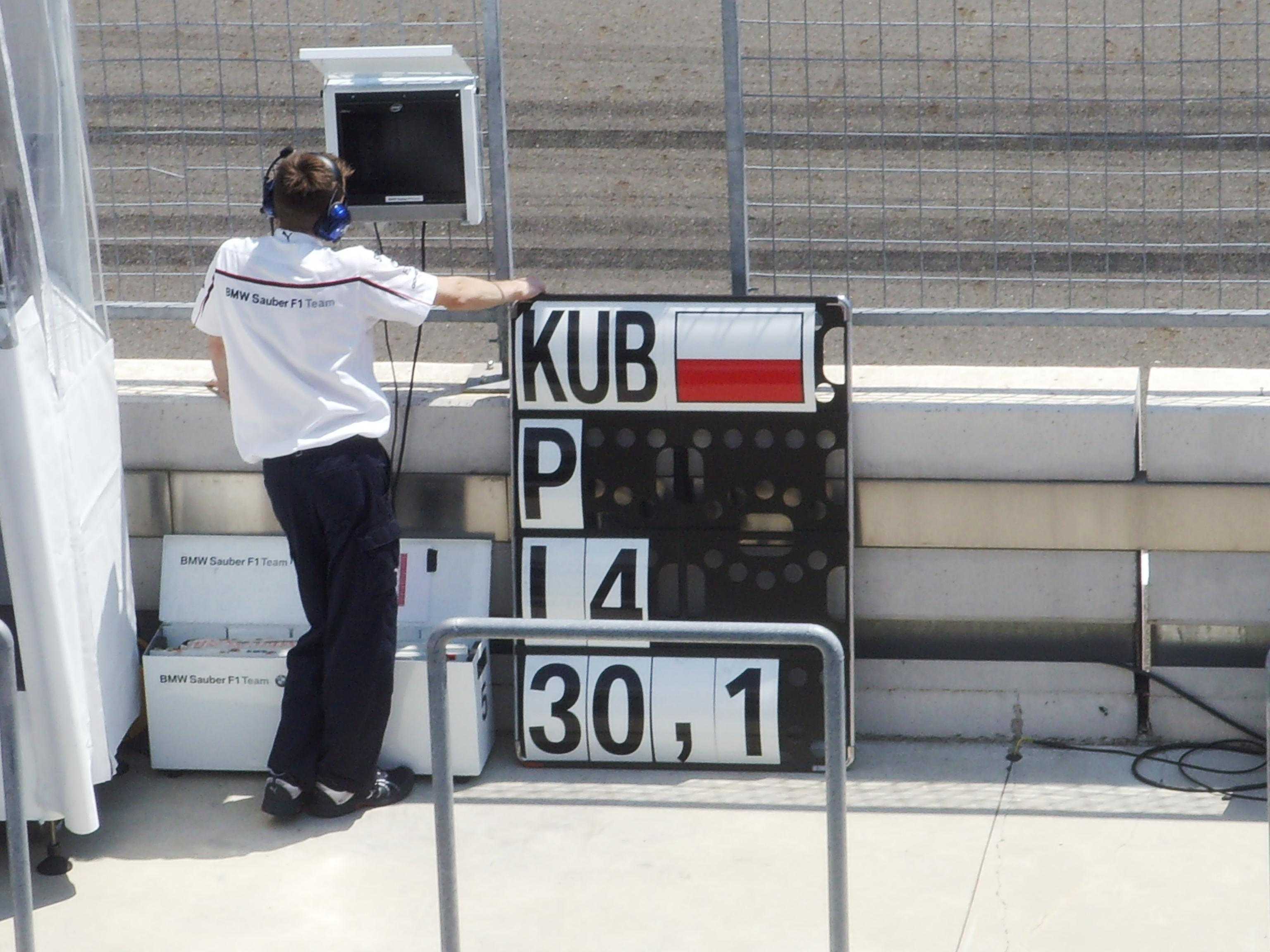
Pozycja Roberta Kubicy podczas sesji treningowej przed weekendem Grand Prix Turcji w 2009

Wyścig o Grand Prix Malezji odbywał się 5 kwietnia 2009. Podczas okrążenia rozgrzewkowego Kubica sygnalizował zespołowi problemy z jednostką napędową. Następnie z trudem wystartował z szóstej pozycji, jednak już na pierwszym okrążeniu wycofał się z wyścigu – powodem był wyciek z układu pneumatycznego.
Do wyścigu o Grand Prix Chin 19 kwietnia 2009 Robert Kubica przystąpił, startując z alei serwisowej, gdzie został dodatkowo zatankowany. Po pierwszych okrążeniach przejechanych za samochodem bezpieczeństwa Kubica był szesnasty, następnie awansował o dwie pozycje. Na 17. okrążeniu wjechał w Jarno Trullego, w wyniku czego stracił przednie skrzydło. Po 37-sekundowym pit-stopie Polak wrócił na tor na ostatniej pozycji i zaczął odrabiać straty. Drugi zjazd do alei serwisowej odbył na 35. okrążeniu – ponownie wymienione zostało przednie skrzydło. Finalnie zajął 13. lokatę.
26 kwietnia 2009 podczas wyścigu o Grand Prix Bahrajnu Robert Kubica zanotował najgorszy występ w dotychczasowej karierze. Startował z trzynastej pozycji. Punktem zwrotnym wyścigu było dla niego zderzenie z Heidfeldem ze sobą na pierwszym zakręcie. W efekcie obaj kierowcy musieli zjechać na wymianę nosa. W przypadku Kubicy stało się to na trzecim okrążeniu – oprócz wymiany nosa, założono też nowy komplet twardej mieszanki i dotankowano bolid. Wyjechał na 19. miejscu, a następnie, po pit-stopie Heidfelda awansował na 18. i utrzymał je do 29. okrążenia. Drugi raz do alei serwisowej polski kierowca zjechał na 34. okrążeniu. Ostatecznie zajął 18. pozycję. Robert Kubica w tym wyścigu po raz pierwszy w tym sezonie używał systemu KERS.
W trakcie wyścigów poza Europą bolid nie był modernizowany.

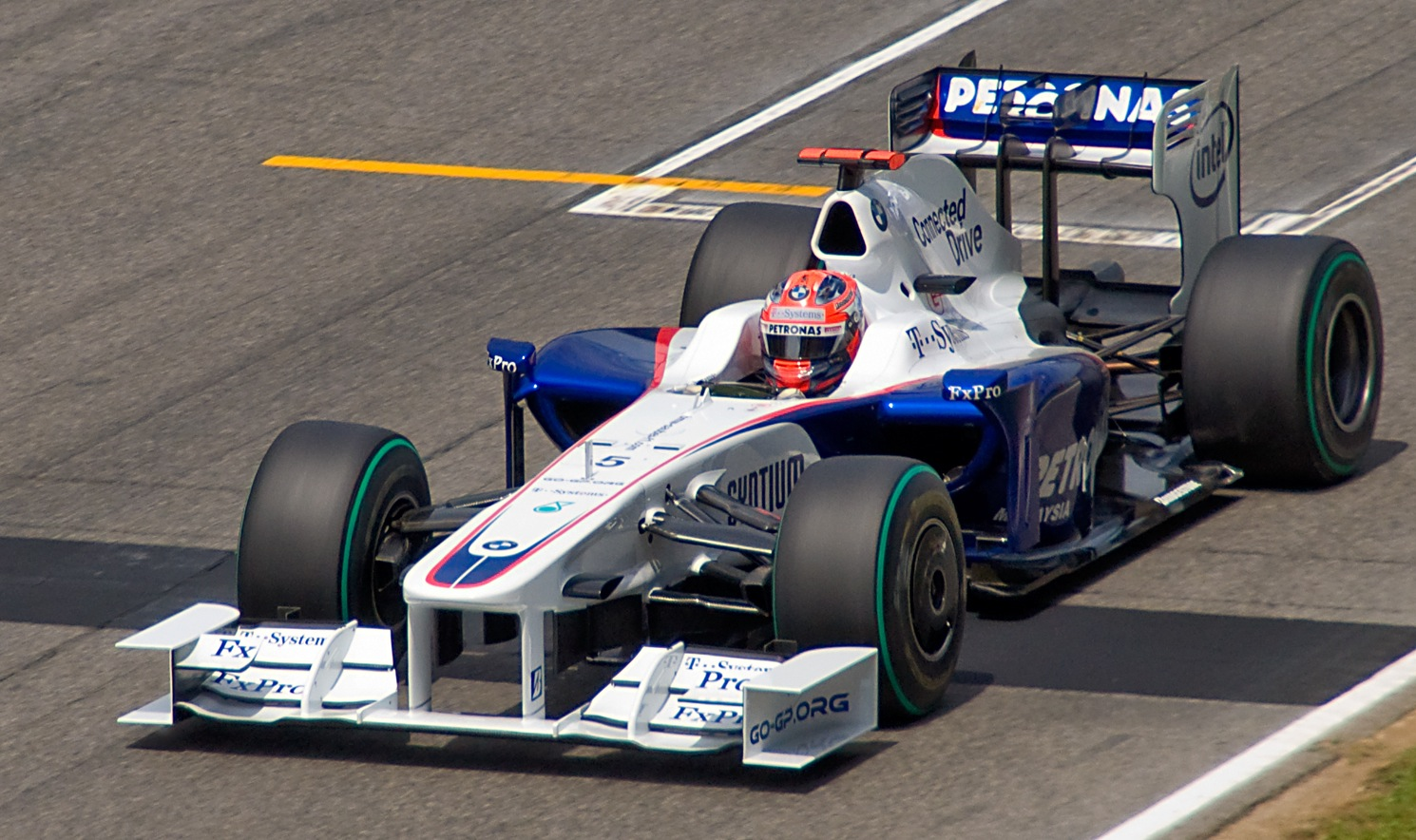
Kubica w Grand Prix Hiszpanii zajął 11. miejsce

10 maja 2009 do wyścigu o Grand Prix Hiszpanii startował z dziesiątego pola. Stracił pozycję na pierwszych okrążeniach i przejechał po częściach samochodów uszkodzonych w karambolu (nie spowodowało to jednak uszkodzeń w jego bolidzie). Na 23. okrążeniu zjechał do alei serwisowej, jadąc na siódmej pozycji. Gdy z niej wyjechał, był trzynasty. Drugi postój odbył na 46. okrążeniu. Robert Kubica zajął 11. miejsce. Kolejny niepunktowany występ wytłumaczył katastrofalnym prowadzeniem się samochodu, związanym z brakiem przyczepności.
Do Grand Prix Monako 24 maja 2009 Kubica wystartował z 17. pozycji (najniższej w historii swoich dotychczasowych występów w F1). Miał problemy ze startem, przebił prawą tylną oponę i na drugim okrążeniu zjechał do alei serwisowej. Tam założono mu nowy komplet miękkiej mieszanki, po postoju zamykał stawkę. Wkrótce, po pit-stopach i awariach innych kierowców awansował na 15. lokatę. Na 28. okrążeniu Kubica zjechał po raz drugi do boksów, gdzie okazało się, że w bolidzie BMW nastąpiła awaria układu hamulcowego i ostatecznie Polak musiał wycofać się z wyścigu.
7 czerwca 2009 w wyścigu o Grand Prix Turcji Kubica wystartował z 10. miejsca. Na starcie wyprzedził Räikkönena, co w połączeniu z problemami Barrichello ze sprzęgłem spowodowało awans Polaka na ósmą lokatę. Na 19. okrążeniu jechał trzeci, po czym zjechał do boksów. Z alei serwisowej wyjechał przed Alonso, na 10. miejscu. Po zakończeniu pierwszej rundy postojów utrzymał ósmą lokatę. Po drugim pit-stopie na 44. okrążeniu awansował na siódme miejsce, kosztem Timo Glocka. Utrzymał je do końca wyścigu. Dzięki pierwszym w tym sezonie dwóm punktom pojawił się w klasyfikacji generalnej kierowców, na 15. pozycji.

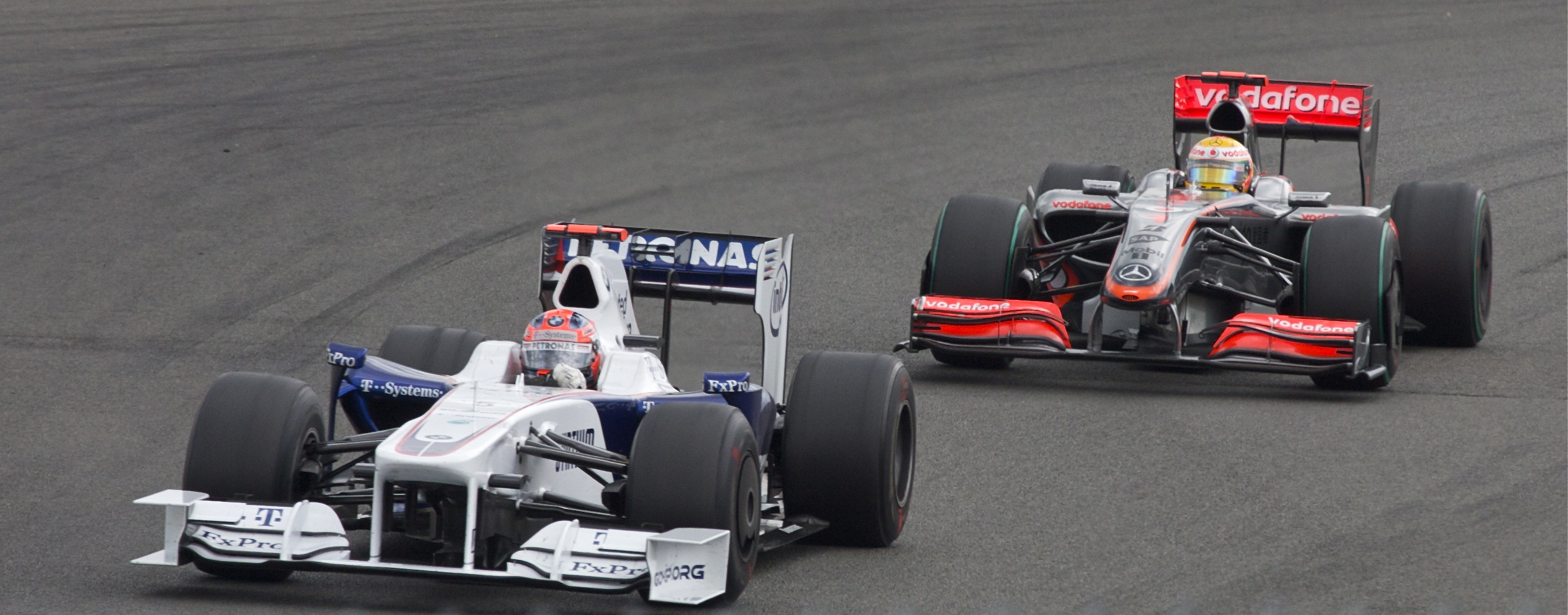
Robert Kubica i Lewis Hamilton podczas Grand Prix Wielkiej Brytanii, Silverstone

21 czerwca 2009 Robert Kubica do wyścigu o Grand Prix Wielkiej Brytanii wystartował z 12. pozycji. Zespół BMW zdecydował się zaryzykować i wystartować do wyścigu z dużą ilością paliwa i na twardych oponach. Kubica miał problem z rozgrzaniem opon na starcie i spadł na 15. miejsce po dwóch okrążeniach. Na trzecim wyprzedził Lewisa Hamiltona. Na 28. okrążeniu po raz pierwszy zjechał do alei serwisowej, gdzie założono mu miększą mieszankę. Na 37. okrążeniu został zdublowany przez lidera. Dziesięć kółek później ponownie miał pit-stop, w którego trakcie założono mu drugi komplet miękkich opon. Ostatecznie wyścig zakończył na niepunktowanej, 13. pozycji.

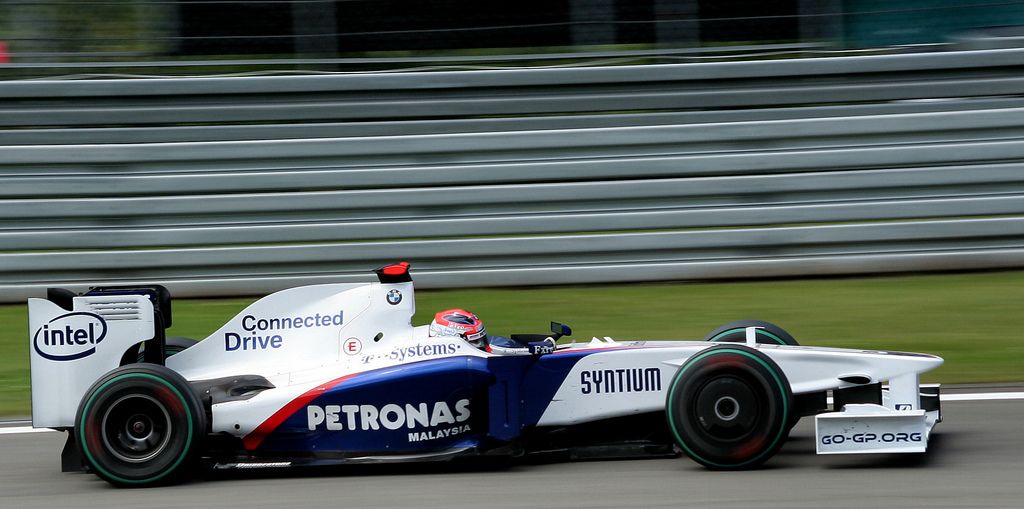
Kubica podczas Grand Prix Niemiec

12 lipca 2009 odbył się wyścig o Grand Prix Niemiec. Polak rozpoczął wyścig z 16. pozycji. Na starcie wyprzedził sześciu zawodników i awansował na 10. miejsce. Szybko jednak zużywały się miękkie opony, na których wystartował. Po zmianie ogumienia na twardsze na 23. okrążeniu, okazało się, że ciśnienie w oponach jest zbyt wysokie. Z tego powodu Robert tracił na każdym okrążeniu. W trzecim stincie polski kierowca prezentował już lepsze tempo, jednak jechał za Piquetem, ale nie mógł go wyprzedzić i ukończył wyścig na czternastej pozycji.
Grand Prix Węgier w dniu 26 lipca 2009 było 50. wyścigiem Roberta Kubicy w Formule 1. Wyścig ten zawodnik rozpoczął z 19. pozycji. Na drugim okrążeniu awansował na trzynastą pozycję, w okolicy której jechał przez cały wyścig, odbywając postoje na 21. i 52. okrążeniu. Bolid Kubicy miał jednak problemy z podsterownością, a opony ulegały dużej degradacji. Kierowca stwierdził, że po dziesięciu okrążeniach każdego stintu były zbyt zniszczone, by jechać normalnym tempem. Zakończył wyścig na 13. miejscu.
29 lipca 2009 szefostwo zespołu BMW Sauber ogłosiło decyzję o wycofaniu się od sezonu 2010 z rywalizacji o Mistrzostwo Świata Formuły 1. Polski kierowca miał podpisany kontrakt z BMW Sauber na sezon 2010. W wyniku wycofania się zespołu menedżer Roberta Kubicy, Daniele Morelli mógł rozpocząć poszukiwania nowego pracodawcy dla Kubicy w sezonie 2010.
Wyścig o Grand Prix Europy 23 sierpnia 2009 rozpoczął z wywalczonej poprzedniego dnia w kwalifikacjach 10. pozycji. Startował na supermiękkiej mieszance opon, spadł na starcie o jedną lokatę. Wkrótce polski kierowca powrócił na dziesiąte miejsce, a na szesnastym okrążeniu po raz pierwszy zjechał do alei serwisowej, gdzie założono mu miękkie opony. Po powrocie na tor jechał na trzynastej pozycji, a przed drugim postojem na 40. okrążeniu (gdzie założono mu ponownie supermiękkie opony) jechał jako dziewiąty. Ostatecznie ukończył wyścig na miejscu ósmym, po raz drugi w tym sezonie zdobywając punkty. Po wyścigu w generalnej klasyfikacji awansował o jedną pozycję – na 14. miejsce.

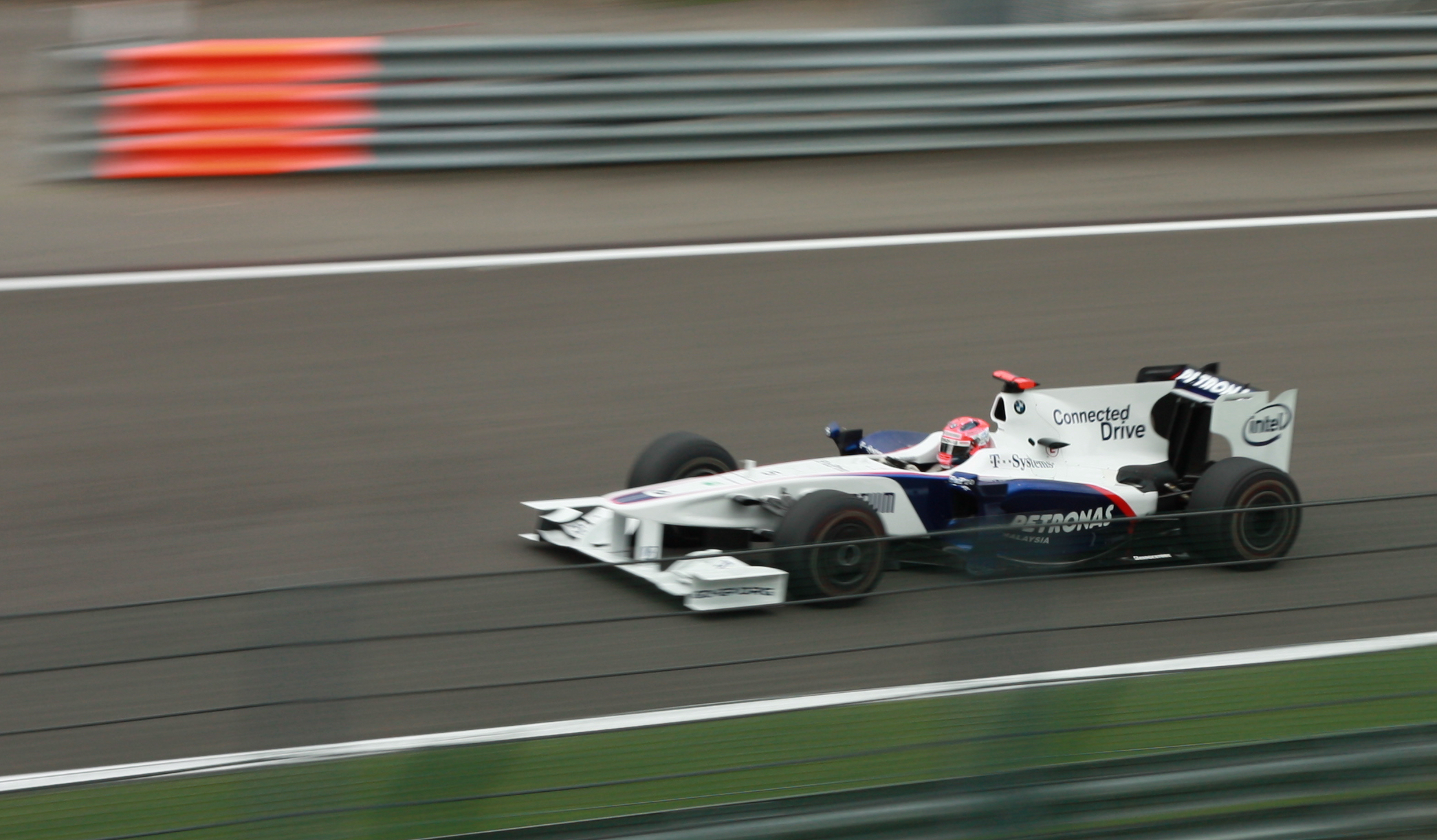
Kubica podczas Grand Prix Belgii

Tydzień później, 30 sierpnia, podczas Grand Prix Belgii wystartował z 5. pozycji. Rozpoczynał wyścig na miękkich oponach, po pierwszym zakręcie znalazł się na 2. miejscu. Wkrótce wyprzedził go jednak Räikkönen. Ze względu na wypadek z udziałem czterech kierowców dokonano neutralizacji. Po jej zakończeniu na 4. okrążeniu Kubica plasował się na trzeciej pozycji za Räikkönenem, a liderem był Giancarlo Fisichella. Na dwunastym okrążeniu polski kierowca zjechał do alei serwisowej i powrócił z niej na dziewiątej pozycji. Po zakończeniu rundy pit-stopów, Kubica znalazł się na czwartym miejscu, przed nim klasyfikowany był Fernando Alonso. Hiszpan musiał jednak wycofać się z wyścigu i Polak jechał na trzeciej pozycji, ze stratą 6,9 sekundy do prowadzącego Räikkönena. Na trzydziestym okrążeniu zjechał na pit-stop, następnie plasował się na czwartej pozycji, na której finiszował – podczas rundy postojów wyprzedził go Vettel. Po wyścigu Kubica spadł na piętnaste miejsce w klasyfikacji generalnej – wyprzedził go Fisichella, jednak jego zespół awansował na siódme miejsce w klasyfikacji konstruktorów (Heidfeld finiszował na piątej lokacie).

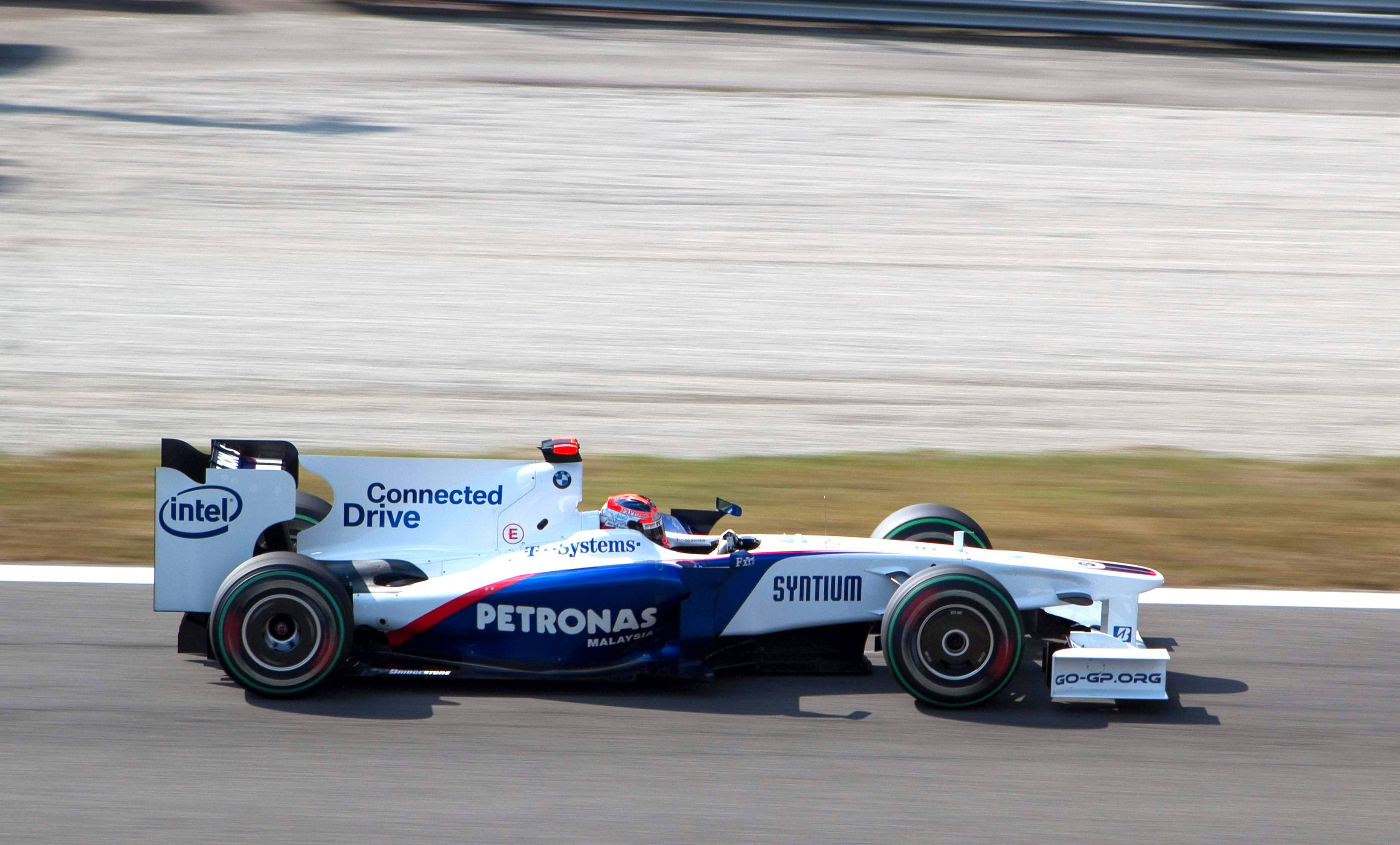
Grand Prix Włoch 2009

13 września 2009 do Grand Prix Włoch rozegranym na torze Monza Robert wystartował z 13. pozycji. Już podczas hamowania przed pierwszym zakrętem Polak został zepchnięty z toru przez Marka Webbera. Następnie ponownie doszło do kolizji. W wyniku kontaktów tych dwóch bolidów doszło do uszkodzenia przedniego skrzydła w pojeździe Kubicy – musiało być ono wymienione. Kilka okrążeń później okazało się, że w samochodzie Polaka wystąpił wyciek oleju, w rezultacie czego w trakcie 15. okrążenia wycofał się on z wyścigu.

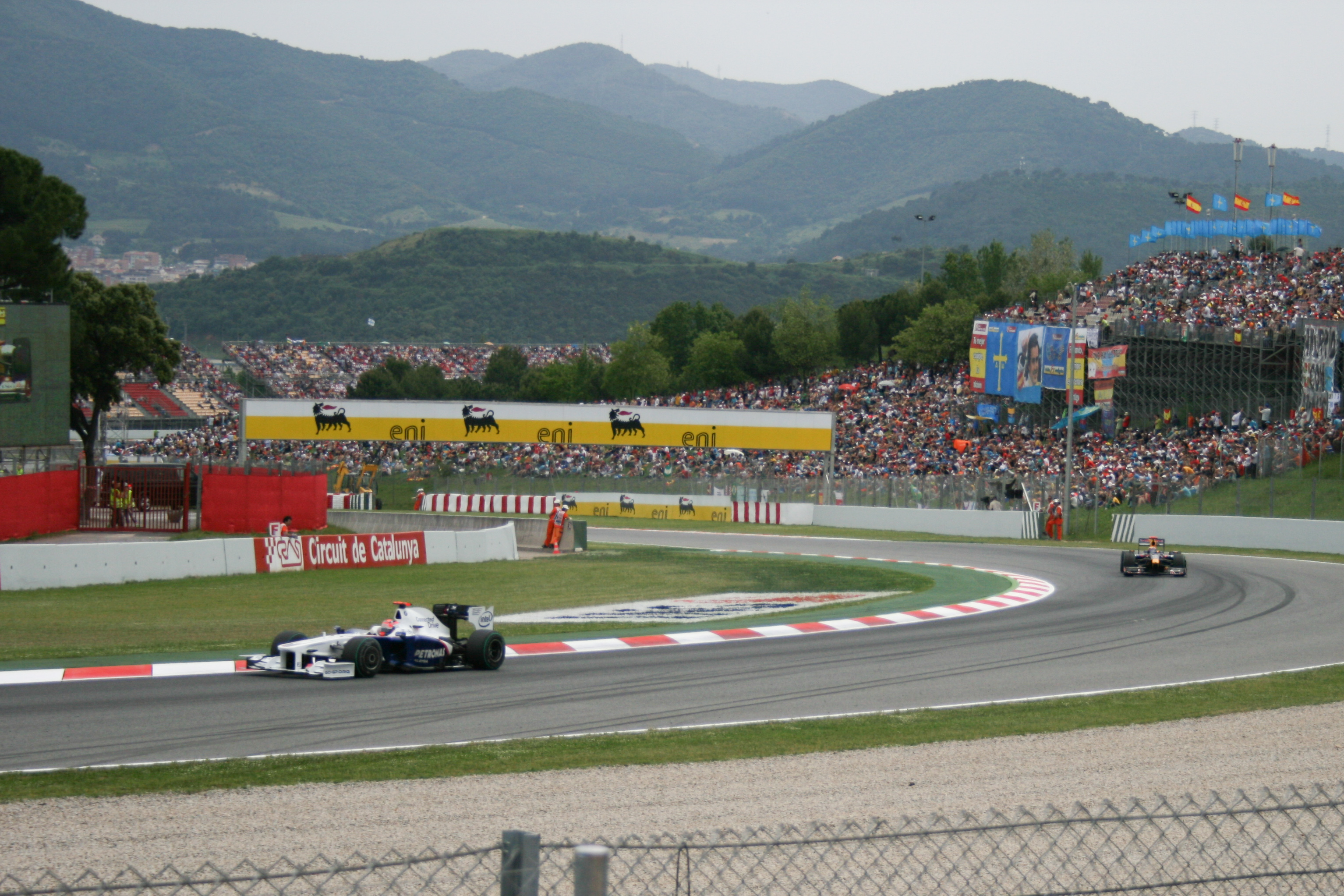
Kubica w Grand Prix Hiszpanii

27 września 2009 wyścig o Grand Prix Singapuru rozpoczął z 7. pozycji. Po starcie przez chwilę plasował się na szóstym miejscu, jednak spadł na ósme. Następnie został wyprzedzony przez Kovalainena, jednak odzyskał pozycję, którą utrzymywał do pierwszej rundy pit-stopów. Polak po raz pierwszy zjechał do alei serwisowej na 19. okrążeniu, a po powrocie na tor był jedenasty. Następnie doszło do neutralizacji, na której zyskali kierowcy, którzy jeszcze nie odbyli pit-stopu. Kubica jechał przez dłuższy czas na dziesiątej pozycji, jednak po odbyciu przez Rosberga kary przejazdu przez boksy, awansował na dziewiąte. Na 42. okrążeniu po raz drugi zjechał do pit lane. W trakcie wyścigu pojawił się problem ze zbyt szybką degradacją tylnych opon, w wyniku czego zawodnik przez kilkanaście okrążeń zmuszony był do nieco wolniejszej jazdy. Linię mety przekroczył jako ósmy, zdobywając tym samym kolejny punkt w tym sezonie (nazwał go „najtrudniej zdobytym w życiu”). Awansował tym samym na czternastą pozycję w klasyfikacji generalnej, wyprzedzając Fischellę.
Tydzień później, 4 października odbył się wyścig o Grand Prix Japonii. W kwalifikacjach do tego wyścigu Kubica zajął 13. miejsce, jednak z powodu kar obniżenia pozycji startowej nałożonej przez sędziów na niektórych zawodników, Polak do wyścigu startował z 9. miejsca. Na początku wyścigu stracił jedną pozycję na rzecz Kovalainena. Na drugim okrążeniu Jenson Button próbował wyprzedzić Kubicę, jednak ten obronił pozycję. Do wyprzedzenia doszło jednak okrążenie później, na szykanie przed prostą startową. Polak powiedział później, że na początku rywalizacji miał problem z podsterownością w ciężkim bolidzie. Na czternastym okrążeniu Kubica powrócił na dziesiątą lokatę, korzystając z problemów Sutila po kontakcie z Kovalainenem. Polak zjechał późno na swój pierwszy pit-stop i przed zmianą opon zajmował piąte miejsce, jadąc szybkim tempem. Po wizycie w alei serwisowej na 26. okrążeniu, wrócił na tor na jedenastym miejscu. Do końca wyścigu Kubica jechał za Jensonem Buttonem – Polak był szybszy od niego na zakrętach jednak tracił dystans na prostych. Ostatecznie, zjeżdżając jeszcze na pit-stop na 41. okrążeniu, zajął 9. miejsce.

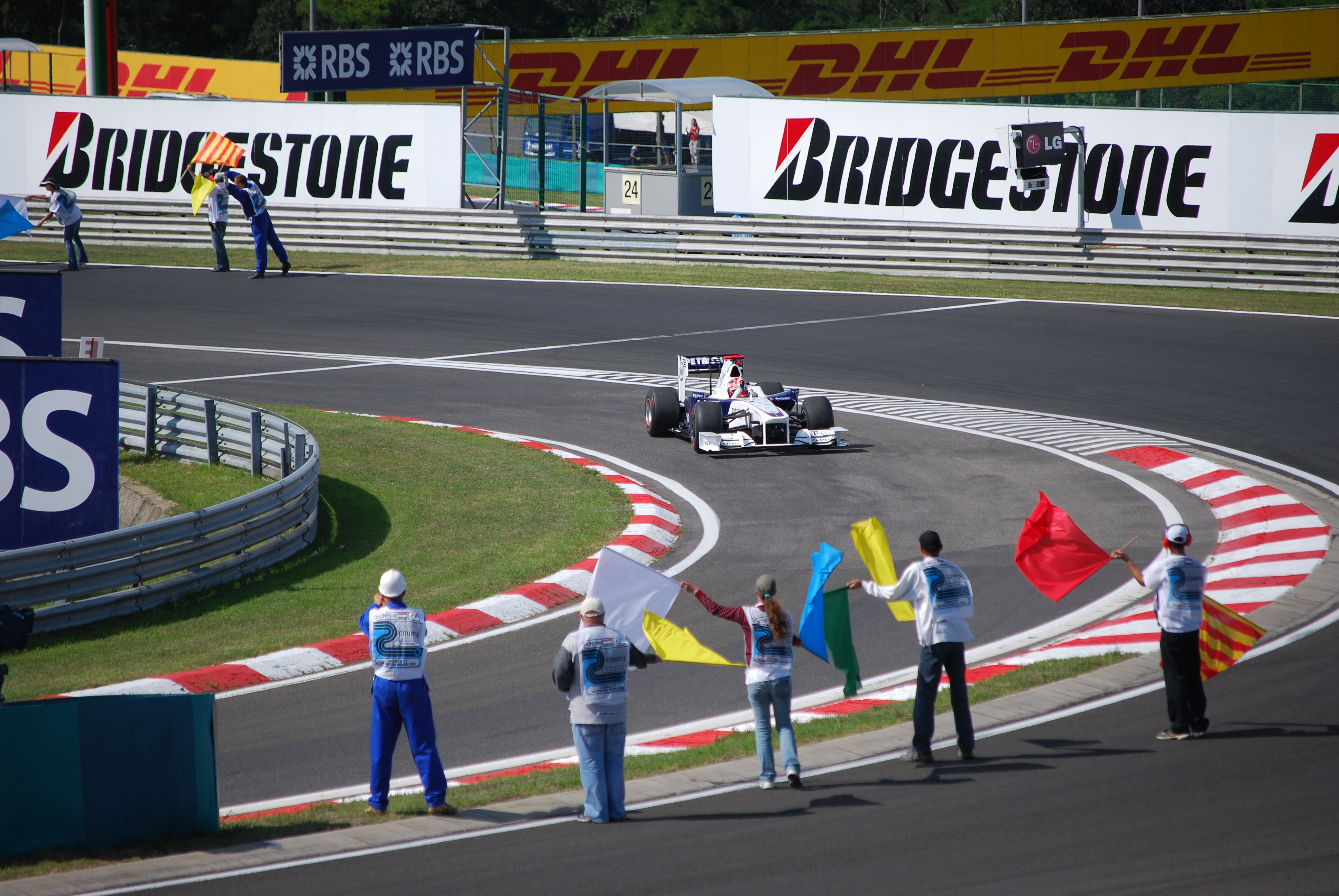
Robert Kubica podczas Grand Prix Węgier 2009

7 października 2009 Renault F1 potwierdziło w specjalnym oświadczeniu prasowym, iż w sezonie 2010 Robert Kubica będzie reprezentował francuski zespół. Informację tę potwierdził także agent polskiego kierowcy, Daniele Morelli.

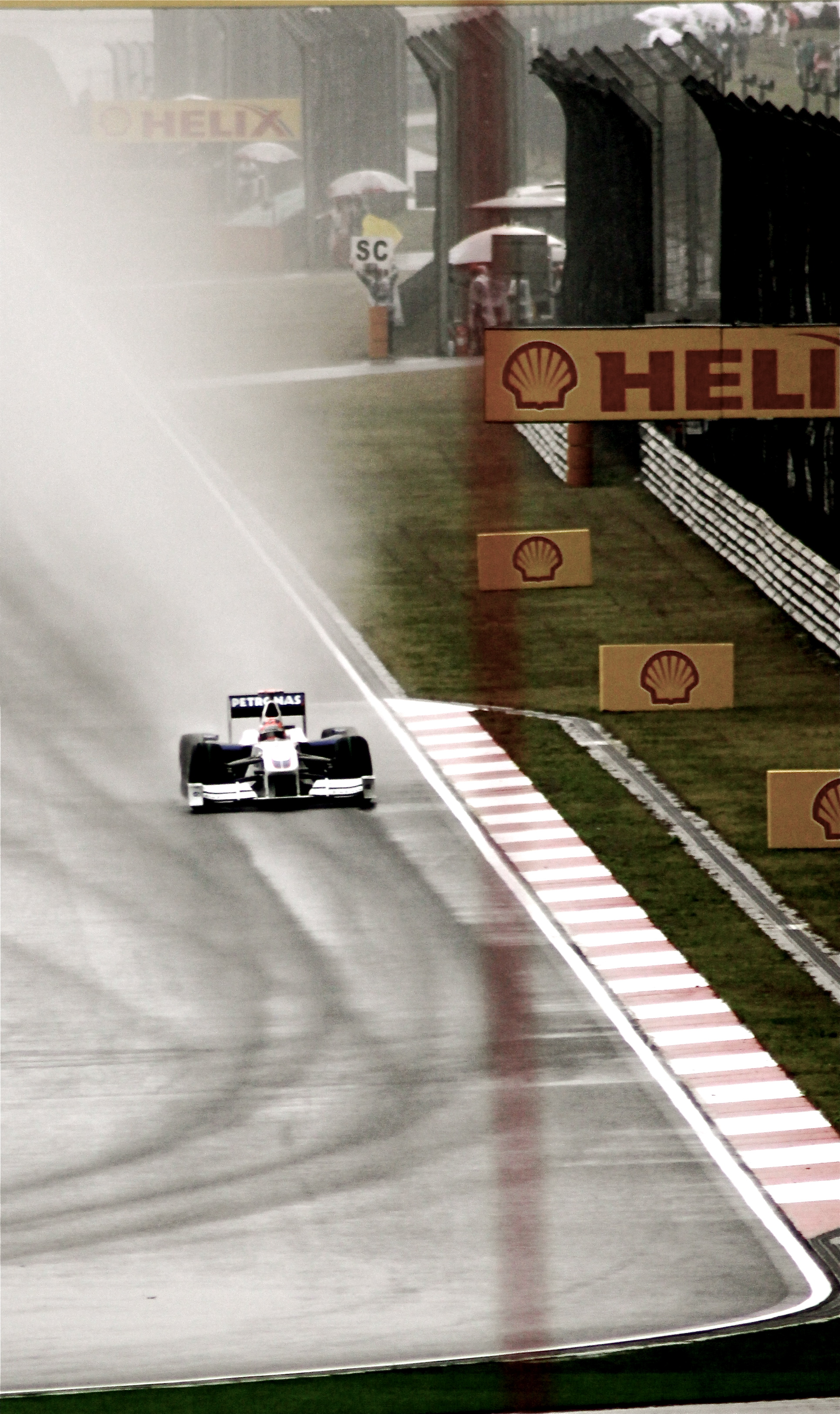
Robert Kubica, Chiny 2009

Do wyścigu o Grand Prix Brazylii 18 października 2009 Robert Kubica przystąpił, startując z 8. pozycji. Już na drugiej prostej pierwszego okrążenia miały miejsce kolizje: Räikkönena z Webberem oraz Trullego, Sutila i Alonso, w których wyniku Kubica przesunął się na 4. pozycję. Następnie doszło do neutralizacji. Po jej zakończeniu, na szóstym okrążeniu Polak awansował na trzecie miejsce, wyprzedzając w pierwszym zakręcie Rosberga. Na piętnastym okrążeniu musiał zmniejszyć obroty silnika ze względu na wysoką temperaturę wody. Na 21. okrążeniu dotychczasowy lider, Barrichello zjechał na pit-stop, a Kubica plasował się na drugim miejscu. Wkrótce jednak także on skierował się do alei serwisowej, a po powrocie na tor był ósmy, wyjeżdżając przed Brazylijczykiem. Następnie Polak awansował o kolejne pozycje kosztem kierowców odbywających swoje pit-stopy. Na trzydziestym okrążeniu jechał na trzecim miejscu, za Sebastianem Vettelem. Po zjeździe Niemca siedem okrążeń później był już drugi. Na 46. okrążeniu Kubica ponownie zjechał na pit-stop, jednak stracił tylko jedną lokatę, kosztem Barrichello. Po drugim pit-stopie Brazylijczyka na 50. okrążeniu Kubica powrócił na drugie miejsce, które utrzymał do końca wyścigu. Było to pierwsze i jedyne podium Kubicy w sezonie 2009. W klasyfikacji generalnej Polak awansował na trzynastą pozycję, kosztem swojego partnera zespołowego Nicka Heidfelda. Wysokie miejsce w wyścigu pozwoliło też na wyprzedzenie Renault przez BMW Sauber w klasyfikacji konstruktorów, oznaczający awans zespołu Kubicy na siódmą pozycję.
W kończącym sezon 2009 wyścigu o Grand Prix Abu Zabi 2009, odbywającym się 1 listopada wystartował z wywalczonej poprzedniego dnia w kwalifikacjach 7. pozycji. Podczas pierwszego okrążenia udało mu się awansować o jedno miejsce, po wyprzedzeniu Trullego. Podobnie jak większość kierowców, Polak utrzymał swoją pozycję do pierwszej serii zjazdów (stwierdził później, że jego tempo podczas pierwszego stintu było dobre). Na pit-stop zjechał na 16. okrążeniu pierwszy ze stawki (wraz z Barrichello). Na tor powrócił na trzynastej lokacie, a po zjazdach wszystkich zawodników jechał na dziesiątym miejscu. Według Kubicy jego opony praktycznie nie miały przyczepności. Jechał za Trullim i utrzymał pozycję do drugiej wizyty w pit-lane, której dokonał na 39. okrążeniu. Dwa okrążenia później Sébastien Buemi wyjechał z alei serwisowej przed samochodem Kubicy. Ten próbował wykonać manewr wyprzedzenia. Na dohamowaniu do szykany niemal doszło do kontaktu, następnie Buemi skierował się w lewą stronę i przyblokował wewnętrzną przed lewym zakrętem. Wówczas Polak pojechał w prawo, a jego konkurent „zepchnął go na wysoką tarkę prawego zakrętu”. Doszło do obrotu samochodu Kubicy i w konsekwencji, spadku na dziesiątą pozycję, na której finiszował.
W klasyfikacji generalnej tego sezonu uplasował się na 14. miejscu z dorobkiem 17 punktów.

##### Rajdy w przerwie zimowej
Po podpisaniu kontraktu z Renault F1 Robert wystartował w kilku rajdach samochodowych podczas przerwy zimowej między sezonami 2009 i 2010. Pierwszy start zaliczył podczas Rajdu Taormina-Mesyna samochodem Renault Clio R3. Kubica zajmował ósme miejsce w klasyfikacji generalnej, a pierwsze w swojej klasie. 14 listopada, jadąc odcinek specjalny w okolicy Novara di Sicilia, wypadł z drogi i przez uszkodzenia auta nie ukończył rajdu.
Następnie wystartował w Ronde Citta dei Mille, gdzie zajął 35. miejsce, wskutek problemu z silnikiem. Kolejnym rajdowym występem Kubicy był Rallye du Var, gdzie dojechał na metę na 29. pozycji. Następny rajd, w którym wziął udział to Driver Rally Show, w którym po pierwszym etapie był trzeci w klasyfikacji generalnej, jednak z powodu problemów z pompą paliwową nie ukończył go. W trakcie sezonu 2010 także wziął udział w kilku rajdach w barwach Renault.

#### 2010

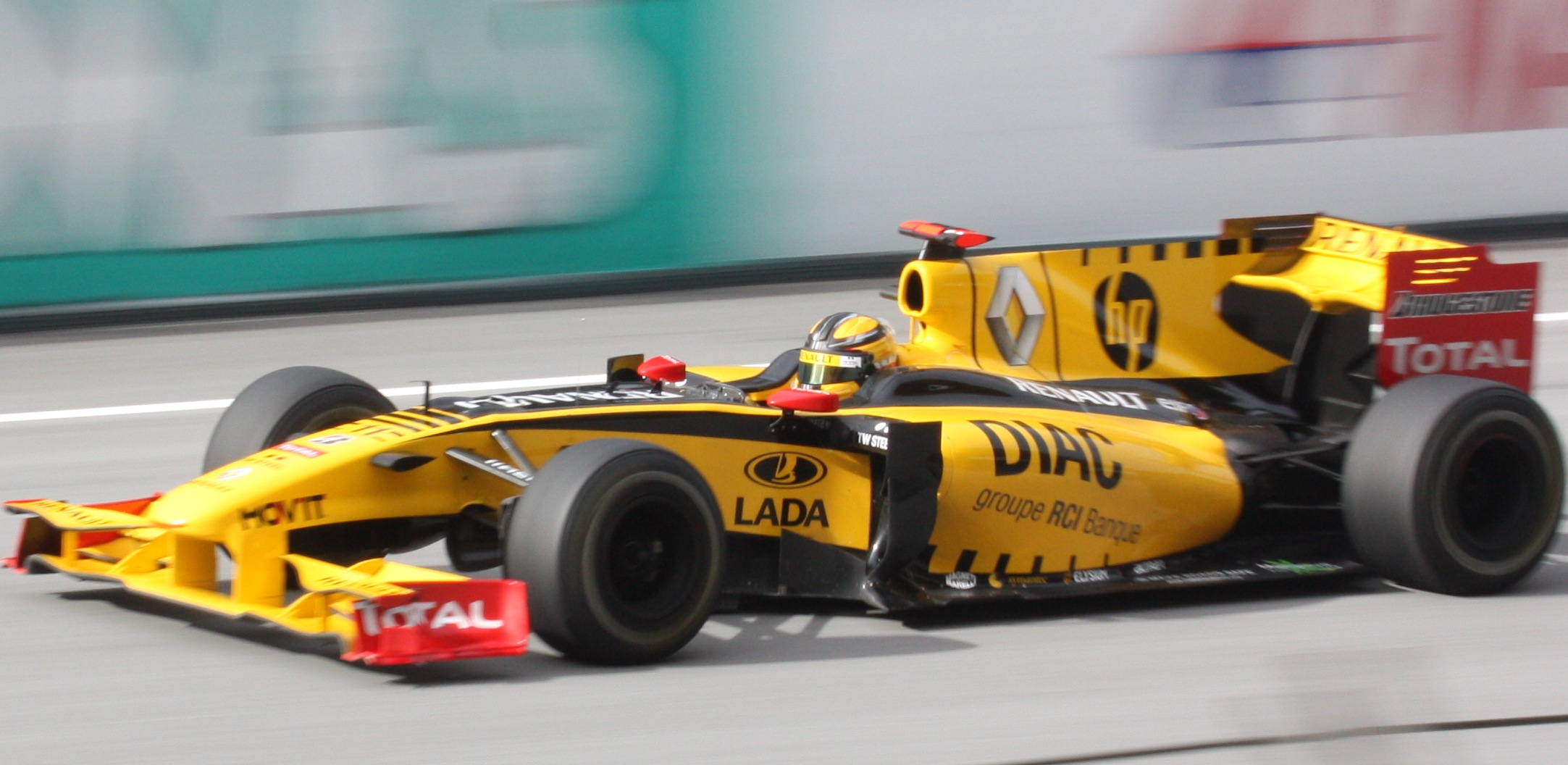
Robert Kubica w bolidzie Renault R30 podczas Grand Prix Malezji 2010

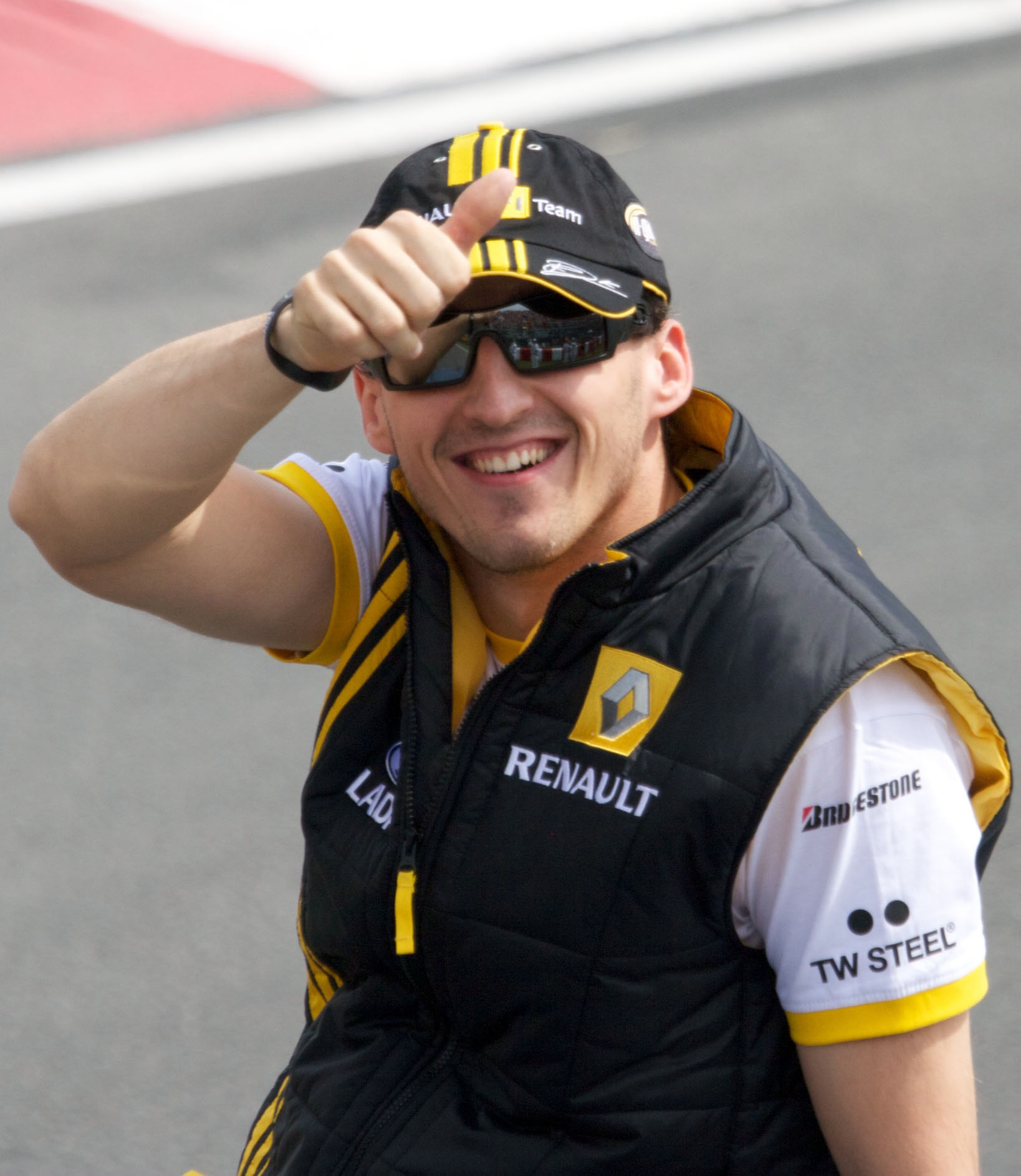
Kubica w barwach zespołu Renault

W sezonie 2010 Kubica jeździł bolidem Renault R30, a jego partnerem zespołowym został Witalij Pietrow. Przed sezonem zespół ten wymienił w całości swój skład kierowców wyścigowych. Został opuszczony przez głównych sponsorów po aferze crashgate, pozostał jednak w Formule 1 po nawiązaniu współpracy ze spółką Genii Capital. W sezonie 2010 doszło do kolejnych zmian w regulaminie Mistrzostw Świata – przede wszystkim zakazano tankowania w trakcie wyścigu i zmieniono system punktacji.

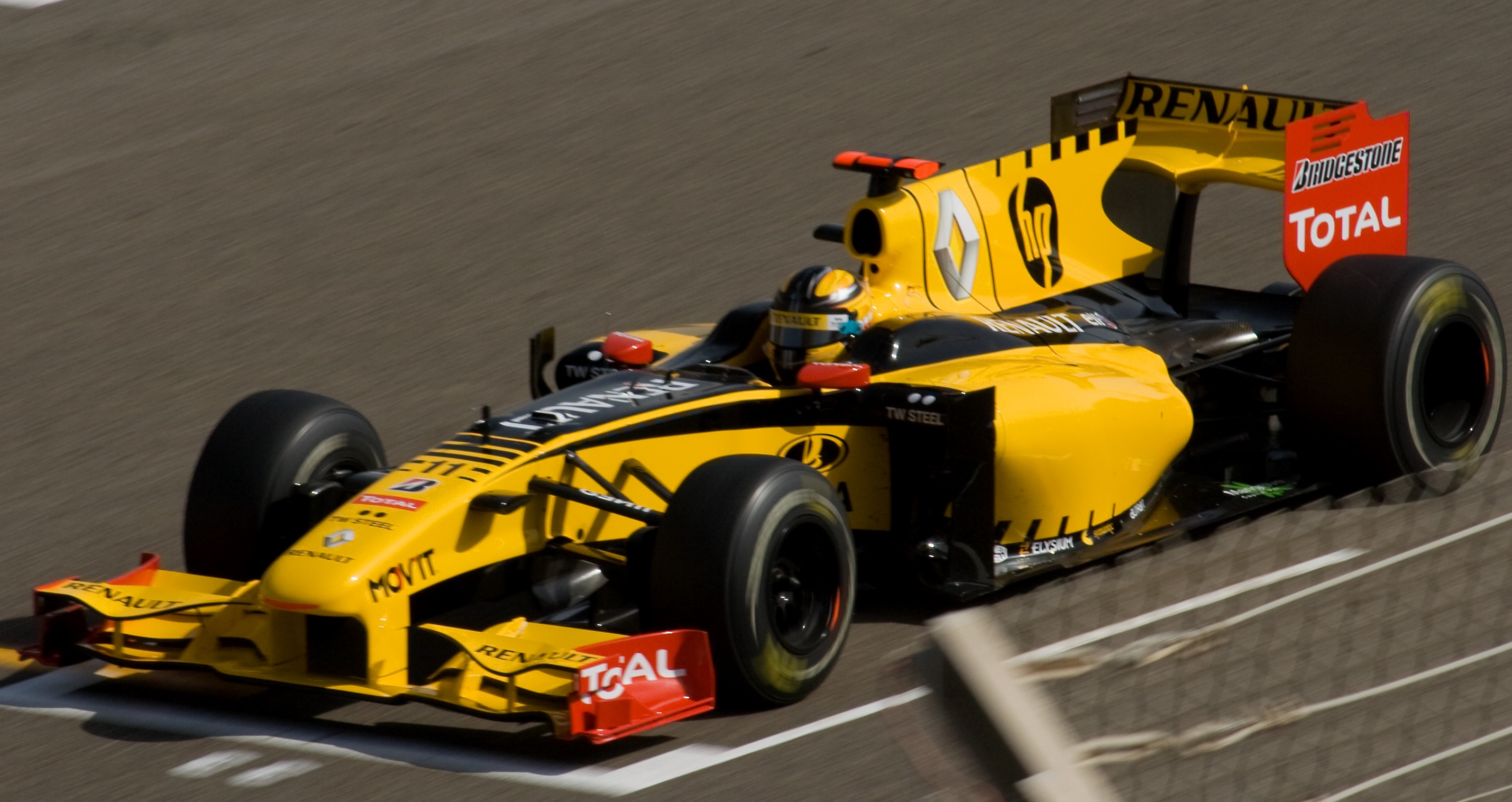
Kubica, Grand Prix Bahrajnu 2010

14 marca 2010 Kubica wystartował w Grand Prix Bahrajnu, swoim pierwszym wyścigu w barwach Renault F1. Dzień wcześniej w sesji kwalifikacyjnej, w której zajął dziewiąte miejsce, zablokował koła podczas hamowania, co doprowadziło do spłaszczenia jednej z opon. Według nowego regulaminu, kierowcy z czołowej dziesiątki musieli startować na oponach użytych w Q3. Zespół Renault uzyskał jednak od FIA zgodę na wymianę jednej opony. Po wystartowaniu przed Kubicą pojawiła się chmura dymu z samochodu Marka Webbera. Ze względu na małą widoczność, w drugim zakręcie doszło do kontaktu Polaka z Adrianem Sutilem. W efekcie, obaj kierowcy wpadli w poślizg i musieli kontynuować jazdę na końcu stawki. W dodatku Kubica po incydencie miał problemy z ogumieniem, które zostało znacznie zużyte. Na kolejnych dwóch okrążeniach Polak wyprzedził kolejno Trullliego, di Grassiego, Glocka, Kovalainena i plasował się na 16. lokacie. Miał jednak problemy z awansowaniem na kolejną pozycję kosztem Buemiego i na dwunastym okrążeniu zjechał do alei serwisowej. Wyjechał z niej na twardych oponach, nie tracąc pozycji. Dwa okrążenia później ustanowił ówczesne najszybsze okrążenie w wyścigu. Awansował na trzynaste miejsce po pit-stopach Alguersuariego i Sutila oraz kłopotach technicznych partnera zespołowego, Pietrowa. Na 24. okrążeniu Kubica w pierwszym zakręcie wyprzedził de la Rosę, a później Buemiego. Dzięki temu był jedenasty – utrzymał tę pozycję przez ponad 20 okrążeń i na niej finiszował.

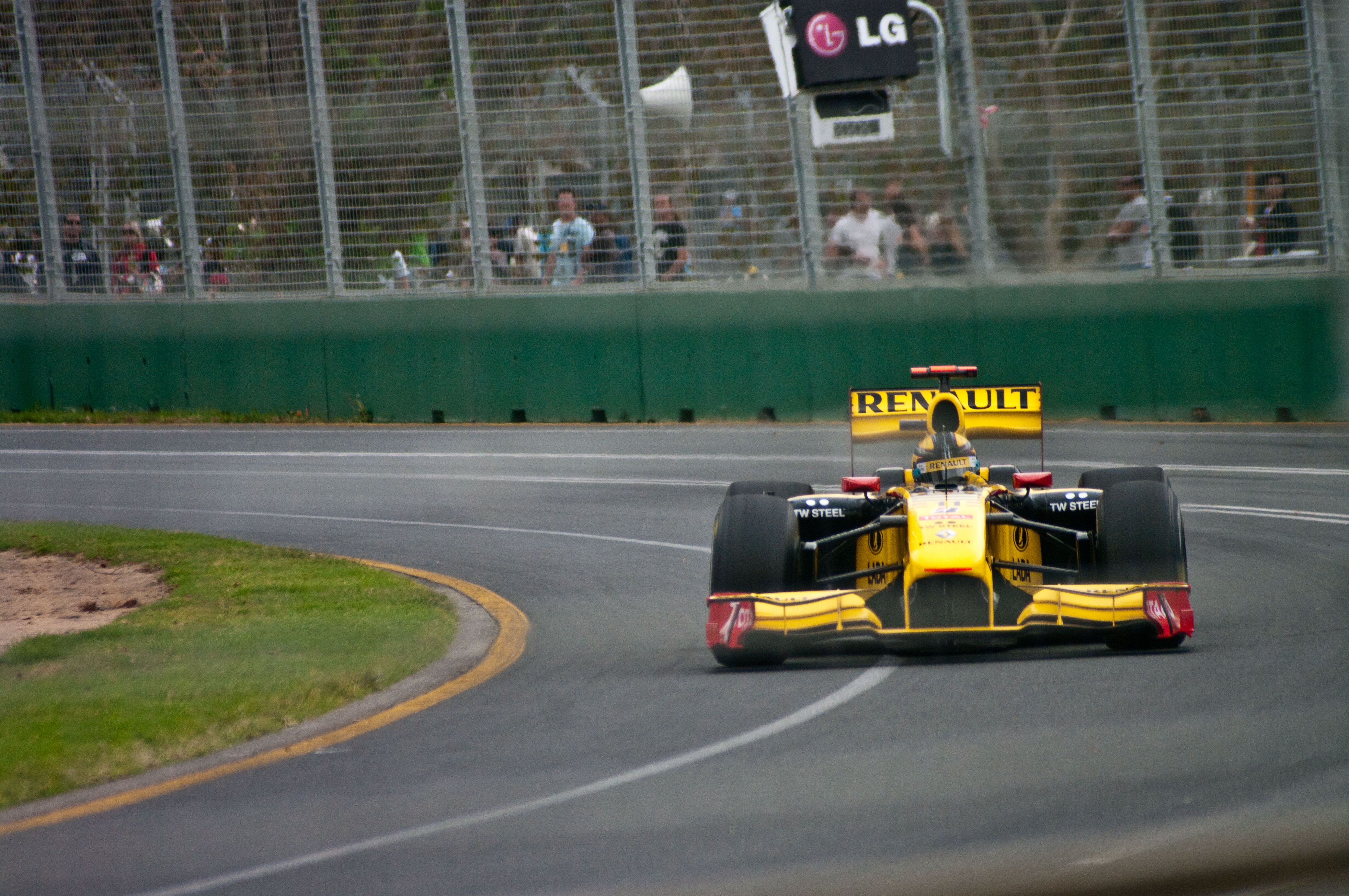
Robert Kubica podczas Grand Prix Australii 2010, w którym zajął 2. miejsce

W wyścigu o Grand Prix Australii 28 marca 2010 startował z 9. pozycji, na oponach przejściowych. Na pierwszym okrążeniu awansował na czwartą lokatę, czemu sprzyjało kilka kolizji wśród kierowców znajdujących się na wyższych pozycjach. Nastąpiła neutralizacja, po której zakończeniu Kubica próbował wyprzedzić Marka Webbera, jednak bezskutecznie. Tor przeschnął, a na ósmym okrążeniu Kubica wymienił opony na slicki. Podczas postoju udało mu się wyprzedzić Massę, jednak sam wkrótce stracił pozycję na rzecz Jensona Buttona. Brytyjczyk jako pierwszy wymienił opony i dysponował bardzo dobrym tempem, które pozwoliło mu wyprzedzić Polaka na dziewiątym okrążeniu. Po późnym pit-stopie Marka Webbera na jedenastym okrążeniu Polak awansował na trzecią pozycję. Jechał za Vettelem i Buttonem, a przed Rosbergiem. W samochodzie lidera doszło jednak do awarii hamulców na 26. okrążeniu i wycofał się z wyścigu. Na 26. okrążeniu Hamilton wyprzedził Rosberga i wywierał presję na Kubicy, którego opony były już znacznie zużyte. Po zjeździe kierowcy McLarena, Polaka poprzedzali kierowcy Ferrari, jednak Kubica obronił pozycję i linię mety przekroczył jako drugi. Zdobył swoje jubileuszowe, dziesiąte podium oraz pierwsze dla teamu Renault F1. Zdobywszy pierwsze w tym roku punkty dla zespołu, Polak znalazł się na szóstej pozycji w klasyfikacji generalnej kierowców, a Renault na czwartej w tabeli konstruktorów.

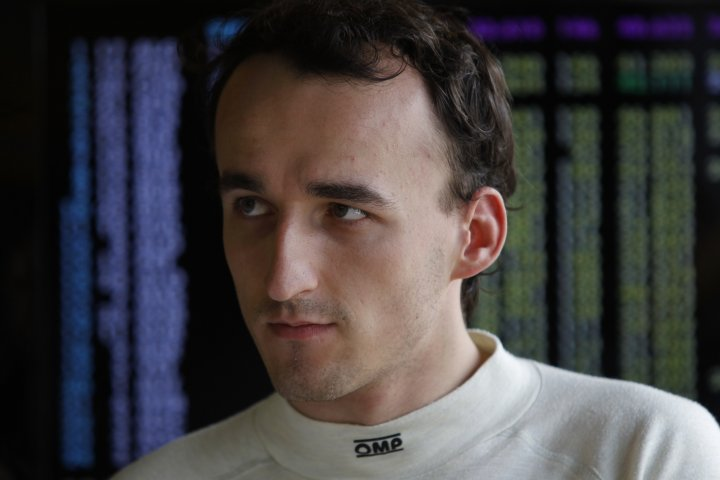
Robert Kubica w Malezji (2010)

4 kwietnia 2010 w wyścigu o Grand Prix Malezji startował z 6. pozycji. W pierwszym zakręcie wyścigu wyprzedził Nico Hülkenberga, w drugim zaś Sutila i awansował na czwarte miejsce. Później jechał równym tempem, nie tracąc wypracowanej przewagi nad tymi dwoma zawodnikami. Na 21. okrążeniu zjechał jedyny raz do alei serwisowej. Wyjechał z niej na piątej pozycji i powrócił na czwartą po pit-stopie Hamiltona na 30. okrążeniu. Ostatecznie ukończył rywalizację na 4. miejscu. Polak spadł na siódme miejsce w klasyfikacji kierowców, a jego zespół na piąte w tabeli konstruktorów.

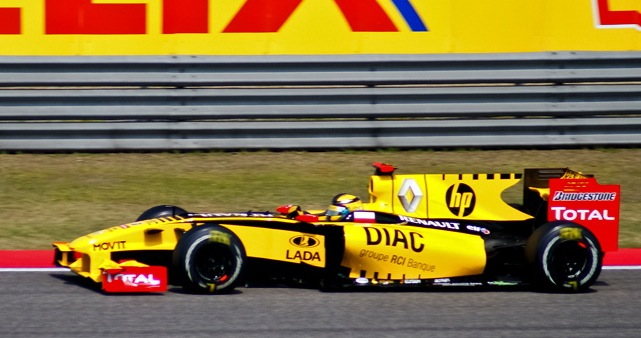
Kubica podczas kwalifikacji do Grand Prix Chin 2010

18 kwietnia 2010 do wyścigu o Grand Prix Chin Kubica przystąpił z 8. pozycji startowej. Na starcie stracił kilka pozycji, następnie ze względu na kolizję nastąpiła neutralizacja. Większość zespołów zdecydowała się na wymianę opon miękkich na przejściowe, ze względu na zbliżające się opady deszczu. Kierowcy Renault F1 znaleźli się jednak wśród tych, którzy tego nie dokonali. Dzięki temu Kubica awansował na trzecią pozycję. Tymczasem opady ustały i ci, którzy wymienili opony, musieli odbyć kolejne pit-stopy, aby powrócić do ogumienia na suchą nawierzchnię. Na 20. okrążeniu Polak zjechał do alei serwisowej, gdzie założono mu opony przejściowe. Powrócił na tor, utrzymując swoją pozycję. Na kolejnym okrążeniu jego przewaga nad czwartym Pietrowem wynosiła ponad 37 sekund. Wkrótce jednak doszło do kolejnego wyjazdu safety car. Spowodowało to, że przewaga Polaka nad czwartym zawodnikiem, Hamiltonem zmalała do poniżej sekundy. Na 29. okrążeniu Kubica został wyprzedzony przez Anglika na nawrocie. Podczas swojego drugiego zjazdu do pit-lane stracił pozycję na rzecz Alonso i ukończył wyścig na piątym miejscu. Jego partner zespołowy Witalij Pietrow zajął 7. miejsce – był to pierwszy wyścig w sezonie 2010, w którym obaj kierowcy Renault zdobyli punkty.
8 maja 2010 w kwalifikacjach na torze Circuit de Catalunya, gdzie odbywa się Grand Prix Hiszpanii, Robert Kubica wywalczył 7. pozycję startową. Kubica utrzymał pozycję na starcie, zmuszając ruszającego z tej samej linii Rosberga do wyjazdu poza tor. W pierwszym zakręcie doszło do uślizgu tylnej części bolidu Polaka i został wyprzedzony przez Massę, a w trzecim zderzył się z Kobayashim. Spowodowało to uszkodzenie przedniego skrzydła w samochodzie Renault i spadek za Sutila i Alguersuariego, na dziesiątą pozycję. Skutkiem uszkodzenia była spora podsterowność auta. Na szesnastym okrążeniu Kubica zjechał do alei serwisowej, w której jednak nie wymieniono mu skrzydła. Po powrocie na tor awansował na dziewiątą lokatę, korzystając z problemów mechaników Torro Rosso z nakrętką koła podczas pit-stopu Alguersuariego. Kubica przejechał ponad czterdzieści okrążeń na dziewiątej pozycji, a przed nim jechał Sutil. Na 64. okrążeniu w bolidzie plasującego się na drugiej pozycji Hamiltona pękła opona i wycofał się z wyścigu. Wobec tego Polak finiszował na ósmym miejscu i spadł również na ósme w klasyfikacji generalnej.
Robert Kubica 15 maja w kwalifikacjach do wyścigu o Grand Prix Monako wywalczył drugą pozycję startową, ustępując jedynie Markowi Webberowi z Red Bull Racing. Podczas wyścigu, tuż po starcie został wyprzedzony przez startującego z 3. miejsca Sebastiana Vettela. Do samego końca wyścigu nie dał się wyprzedzić żadnemu zawodnikowi, odbywając jedyny pit-stop na 21. okrążeniu i ostatecznie zajął trzecie miejsce. Było to drugie dotychczas podium tego zawodnika w sezonie 2010, a zarazem jedenaste w karierze. Dzięki niemu awansował na szóste miejsce w klasyfikacji kierowców, przesuwając się o dwie pozycje.

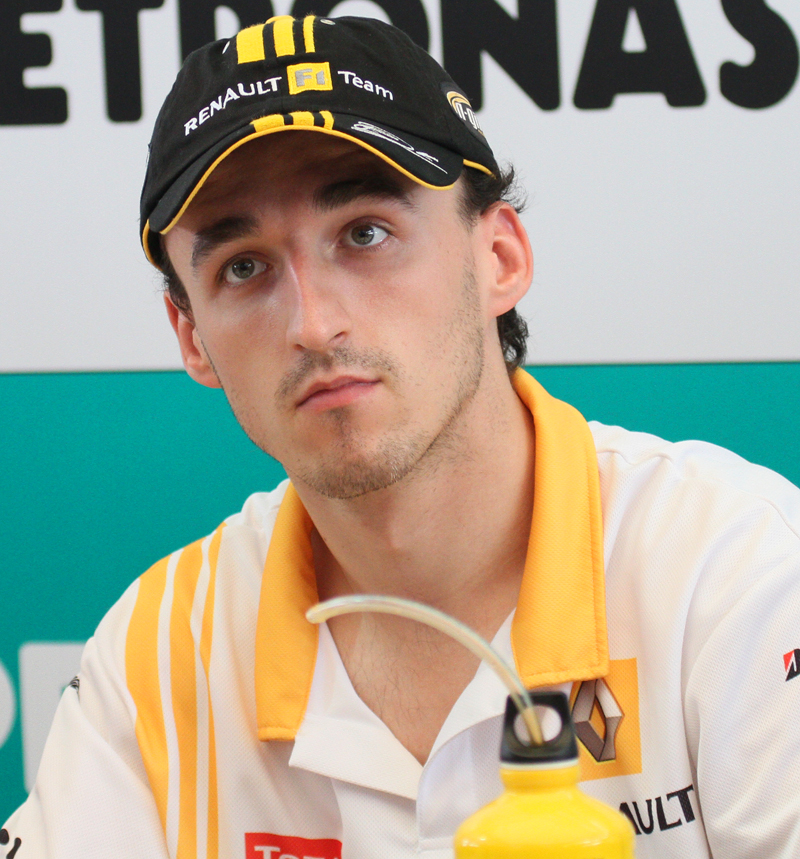
Robert Kubica podczas oficjalnej sesji autografów (2010)

30 maja odbył się wyścig Grand Prix Turcji. W kwalifikacjach Kubica zajął 7. miejsce i z tejże pozycji startował do wyścigu. Utrzymał pozycję na starcie i przez cały wyścig jechał z niedużą stratą do wyprzedzającego go Nico Rosberga. Na trzynastym okrążeniu zjechał do alei serwisowej, z której powrócił na tor na ósmym miejscu, jednak wkrótce ponownie był siódmy. Na czterdziestym okrążeniu doszło do kolizji między kierowcami Red Bull Racing, po której Vettel musiał wycofać się z wyścigu. Dzięki temu Kubica awansował na szóstą pozycję, na której finiszował.
13 czerwca w wyścigu o Grand Prix Kanady Robert Kubica startował z 8. miejsca. Po problemach wyprzedzających go kierowców, na siódmym okrążeniu jechał na trzecim miejscu. Na dziewiątym Kubica zjechał do alei serwisowej, w której założono mu drugi komplet twardszych (średnich) opon. Wyjechał na dziewiątej pozycji, a wkrótce potem wyprzedził Kovalainena. Po pit-stopach Schumachera i Buemiego był szósty. Kiedy pierwszy z nich wyjechał z pit-lane, Kubica walczył z nim o pozycję i udało mu się utrzymać przed Schumacherem, jednak po ścięciu szykany przez obu zawodników. 26. okrążenie było dla Polaka drugim okrążeniem zjazdowym. Podczas niego był atakowany przez Sutila i dokonał ryzykownego manewru przy wjeździe na pas serwisowy. Wrócił na tor na siódmym miejscu, ale niedługo później był szósty, po tym, jak Buemi zjechał na pit-stop. Polak musiał mieć jeszcze po raz trzeci wymienione ogumienie, czego dokonano na 59. okrążeniu, zakładając mu supermiękkie opony. Spadł za Rosberga, na siódmą lokatę. Utrzymał ją do końca wyścigu, poprawiając trzykrotnie rekord okrążenia w wyścigu. Komisja sędziowska zdecydowała o nałożeniu reprymendy na kierowcę Renault za niebezpieczne zachowanie przy jego drugim zjeździe do pit-lane. Spadł on na siódme miejsce w klasyfikacji kierowców.
Robert Kubica 27 czerwca 2010 przystąpił do wyścigu o Grand Prix Europy z 6. pozycji startowej. W ósmym zakręcie pierwszego okrążenia wyprzedził Marka Webbera i awansował na piątą pozycję. W tym samym czasie walczył o utrzymanie swojej lokaty, ponieważ był atakowany przez Jensona Buttona. Zjechał do pit-lane tylko raz, podczas neutralizacji na 11. okrążeniu. Po powrocie na tor utracił dwie pozycje, wkrótce zyskał jednak jedną, kiedy Schumacher oczekiwał na zielone światło przy wyjeździe z alei serwisowej. Plasował się na szóstej pozycji przez kilkadziesiąt następnych okrążeń, pomiędzy Barrichello a Buemim (później Sutilem). Ostatecznie rywalizację ukończył na 5. miejscu, ponieważ sklasyfikowany wyżej Kobayashi musiał zgodnie z regulaminem zmienić opony. Po wyścigu dziewięciu kierowców, a wśród nich Kubica otrzymało karę doliczenia 5 sekund do wyniku, za zbyt szybki zjazd do alei serwisowej po wyjeździe na tor samochodu bezpieczeństwa. Nie zmieniło to jednak miejsca zajmowanego przez Polaka i powrócił on na szóste miejsce w klasyfikacji generalnej, wyprzedzając Rosberga.

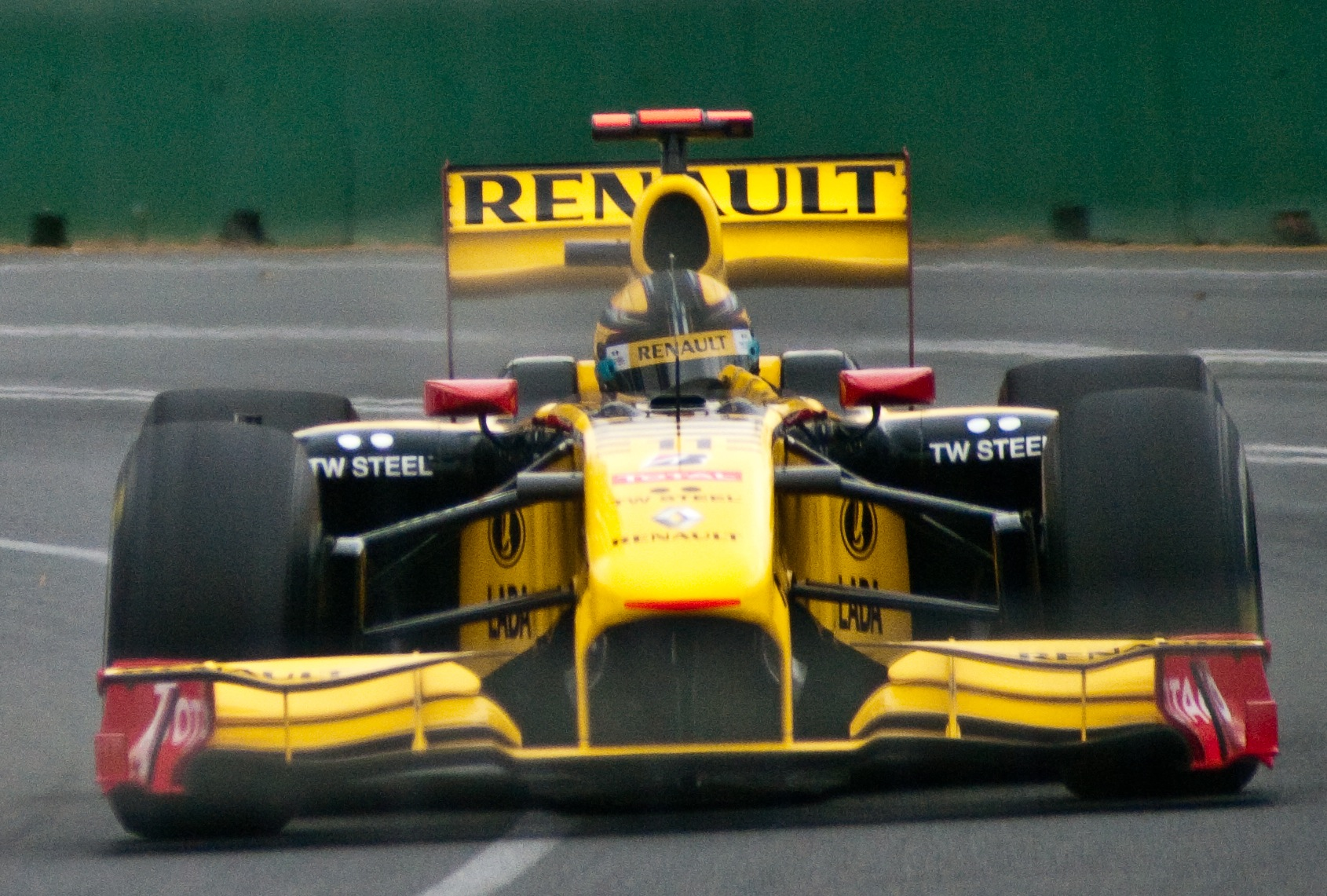
Robert Kubica podczas wyścigu Grand Prix Australii w sezonie 2010

11 lipca na Silverstone Circuit podczas Grand Prix Wielkiej Brytanii Polak startował z 6. miejsca. Po starcie zyskał 3 pozycje – wyprzedził Alonso i Rosberga i skorzystał z problemów Vettela. Przez kilkanaście okrążeń utrzymywał się na trzecim miejscu. Na 13. okrążeniu zjechał na pit-stop, z którego powrócił na 10. pozycji. Na 20 okrążeniu wystąpiły problemy z bolidem (po wyścigu okazało się, że były to kłopoty z układem przeniesienia napędu). Ostatecznie Robert Kubica po raz pierwszy w tym sezonie nie ukończył wyścigu i ponownie spadł na siódmą lokatę w generalnej klasyfikacji kierowców, będąc w niej wyprzedzony przez Rosberga.
25 lipca 2010 odbył się wyścig o Grand Prix Niemiec, do którego Robert Kubica wystartował z 7. pozycji. Zaraz po rozpoczęciu wyścigu znalazł się na 5. pozycji, startując lepiej od Webbera i Buttona. Jednak nieudany manewr wyprzedzania na Hamiltonie przed drugim zakrętem spowodował, że Polak spadł na wyjściową lokatę. Na 17. okrążeniu odbył pit-stop, po którym spadł na jedenastą lokatę. Obronił ją przed Schumacherem, który próbował wyprzedzić Kubicę w nawrocie. Do końca wyścigu awansował o kolejne pozycje po postojach konkurentów – Pietrowa na 23. okrążeniu, Rosberga na 24., Hülkenberga na 34. i de la Rosy na 51. Finiszował ostatecznie na 7. miejscu.
1 sierpnia 2010 Robert Kubica do wyścigu o Grand Prix Węgier przystąpił z 8. pozycji startowej. Utrzymywał ją aż do zjazdu na 15. okrążeniu. W alei serwisowej miał miejsce incydent – kiedy bolid Roberta Kubicy był naprawiany, Nico Rosberg wyjechał z niedokręconym kołem, które niebezpiecznie przemieszczało się po alei serwisowej. Natomiast zatrzymujący Roberta Kubicę na pit-stopie, za wcześnie go wypuścił, co spowodowało kolizję z Adrianem Sutilem. Bolid częściowo naprawiono i po trwającej łącznie 2 minuty 03,176 s wizycie w pit-lane, Kubica powrócił na tor na 21. miejscu. Na 22. okrążeniu odbył karę stop-go, lecz cztery okrążenia później wycofał się z rywalizacji. Zespół Renault F1 Team otrzymał karę w wysokości 50 tysięcy dolarów. Polak natomiast spadł na ósme miejsce w klasyfikacji generalnej, ponieważ Felipe Massa awansował z ósmego na szóste.

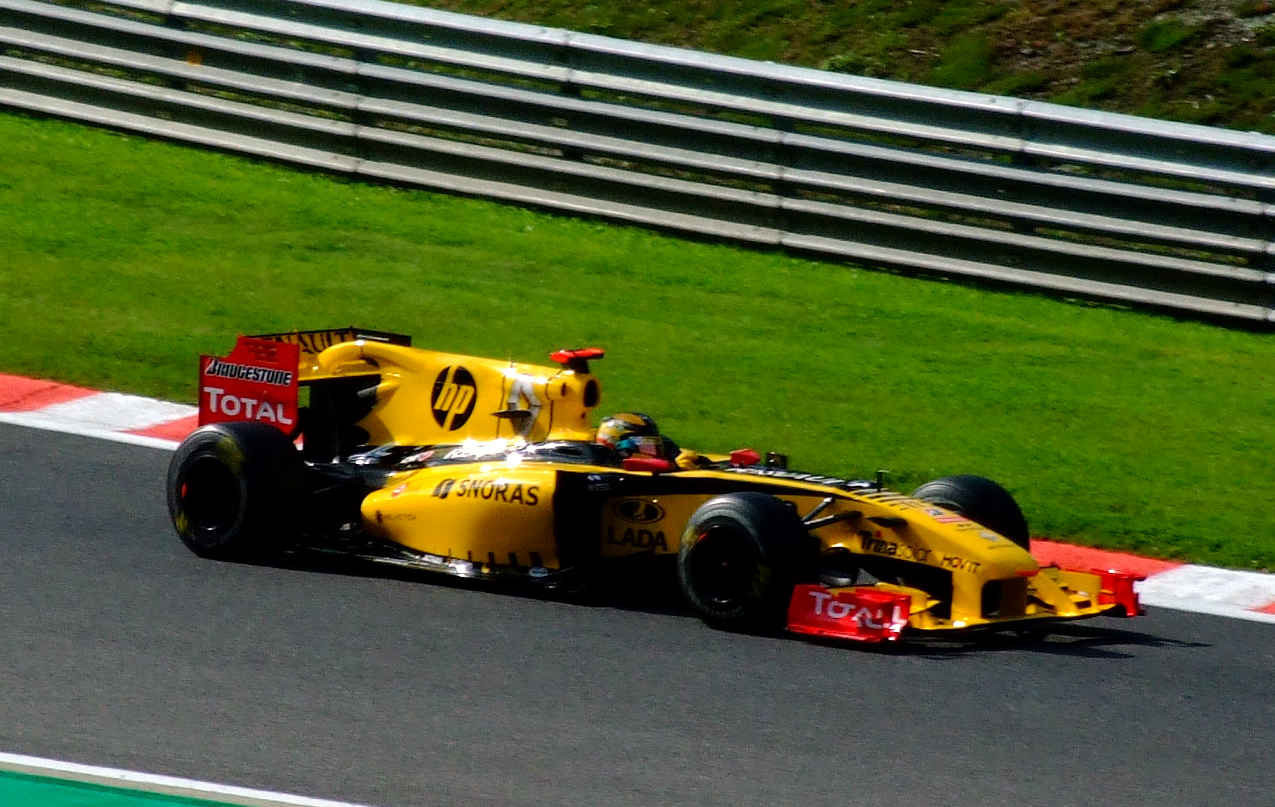
Kubica podczas Grand Prix Belgii

29 sierpnia 2010, po czterotygodniowej przerwie odbył się wyścig o Grand Prix Belgii. Poprzedniego dnia w kwalifikacjach Kubica wywalczył 3. pozycję startową. W wyścigu zaś, zaraz po starcie odbywającym się na wilgotnym torze Polak wyprzedził Marka Webbera. Na drugim okrążeniu stracił jednak pozycję na rzecz Jensona Buttona. Wkrótce doszło do neutralizacji, a po jej zakończeniu został wyprzedzony przez Vettela. Po kolizji Buttona i Vettela na piętnastym okrążeniu, Kubica powrócił na drugą lokatę. Na 23. okrążeniu trzeci Mark Webber zjechał na pit-stop, a Kubica za nim. Mechanicy Renault szybciej jednak wykonali swoją pracę i Kubica utrzymał przewagę nad Australijczykiem. Ten był bliski wyprzedzenia Polaka w zakręcie Eau Rouge, jednak nie udało mu się to. Po około dziesięciu okrążeniach wznowiły się opady deszczu. Kierowcy zjechali po opony na mokrą nawierzchnię. Na okrążeniu zjazdowym Kubica zmniejszył stratę do lidera, Hamiltona. Podczas wjazdu do swojego boksu Kubica zblokował przednie koła i uderzył w swoich mechaników. Nie doszło jednak do obrażeń, a kierowca uzasadnił swój błąd rozproszeniem spowodowanym zmianą ustawień w bolidzie. Przez problem w alei serwisowej stracił pozycję i ostatecznie finiszował na trzeciej lokacie, zdobywając tym samym trzecie w tym sezonie podium dla teamu Renault F1. Dzięki temu awansował kosztem Rosberga na siódme miejsce w klasyfikacji generalnej, przekraczając barierę stu punktów.
12 września 2010 do wyścigu o Grand Prix Włoch wystartował z 9. pola startowego. Na starcie udało mu się zyskać jedną pozycję dzięki wyprzedzeniu Hülkenberga. W pierwszej szykanie zaś również przesunął się o dwa miejsca dzięki wyprzedzeniu Marka Webbera i Sebastiana Vettela. Tymczasem z wyścigu wycofał się Hamilton i Kubica znajdował się na piątym miejscu. Pierwszy i jedyny pit-stop Kubicy odbył się na 33. okrążeniu – najwcześniej z czołówki. Postój okazał się jednak zbyt wolny z powodu problemów z wymianą opon, w rezultacie czego Kubica stracił kilka sekund. W pierwszy zakręt po wyjeździe z alei serwisowej jechał koło w koło z Hülkenbergiem, który jadąc defensywną linią, zdołał wyprzedzić Kubicę i umożliwił także Webberowi wyprzedzenie Polaka w trzecim zakręcie. Linię mety Robert Kubica przekroczył na 8. pozycji i spadł na 8. miejsce w klasyfikacji generalnej, będąc w niej wyprzedzonym przez Rosberga.
26 września 2010 brał udział w wyścigu o Grand Prix Singapuru. Wystartował z 8. pozycji, którą wywalczył poprzedniego dnia w kwalifikacjach. Dzięki dobremu startowi wyprzedził Rubensa Barrichello i jechał na 7 pozycji. Po rozpoczęciu zjazdów do pit-lane w czołówce, Kubica awansował na trzecie miejsce, jednak na 32. okrążeniu sam zjechał do alei serwisowej. Spadł o jedno miejsce, ponieważ Mark Webber wykonał swój jedyny pit-stop na początku wyścigu i podczas zjazdów konkurentów awansował na trzecią lokatę. Pod koniec 35. okrążenia doszło do kolizji Australijczyka z Hamiltonem. Ten drugi musiał się wycofać z wyścigu, więc Kubica przesunął się na 6. pozycję. Dziesięć okrążeń później inżynierowie Kubicy zauważyli na telemetrii przebicie prawej tylnej opony, dlatego musiał on zjechać na nieplanowany postój w boksach. Po wyjeździe z alei serwisowej był trzynasty. Mając jednak nowe opony, wyprzedził Jaime Alguersuariego na 47. okrążeniu. Od 51. okrążenia zyskiwał jedną pozycję na każdym okrążeniu, wyprzedzając kolejno: Sébastiana Buemiego, Witalija Pietrowa, Felipe Massę, Adriana Sutila oraz Nico Hülkenberga. Ostatecznie Polak zakończył wyścig na siódmej pozycji.

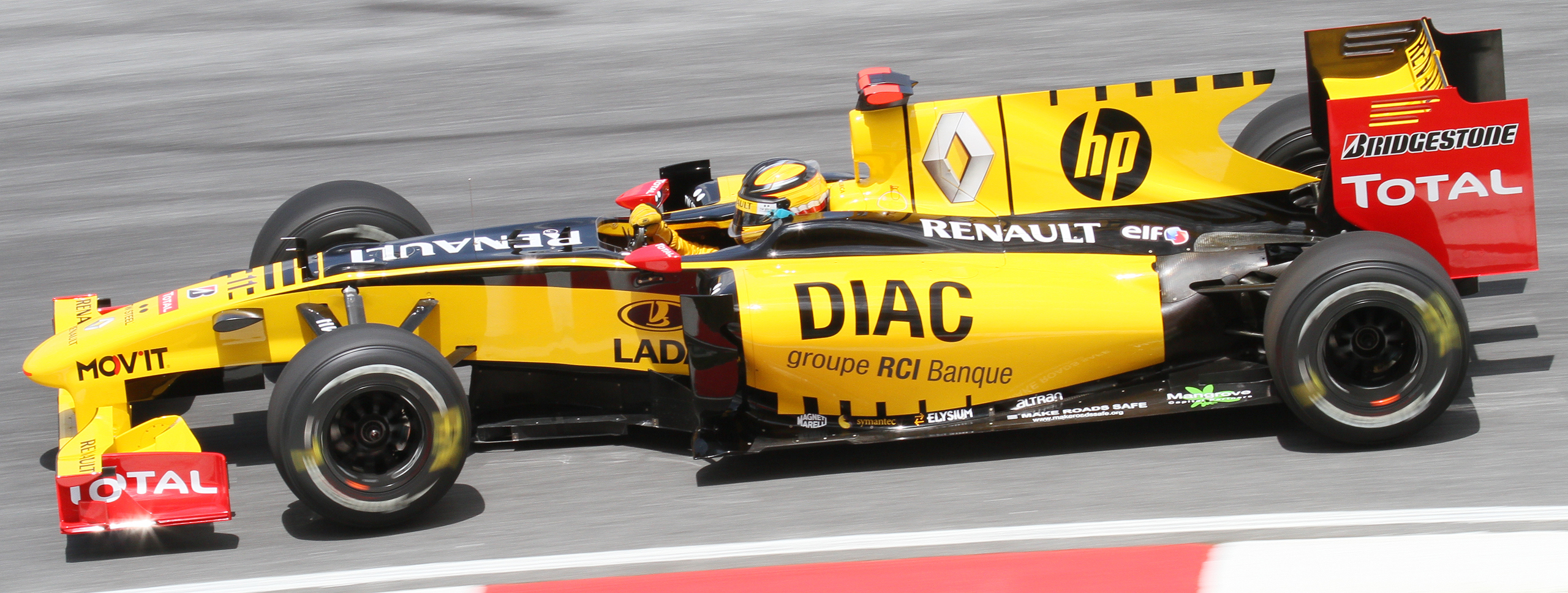
Robert Kubica przed Grand Prix Malezji 2010

Dwa tygodnie później, 10 października 2010, do wyścigu o Grand Prix Japonii wystartował z trzeciej pozycji. Po szybkim starcie wyprzedził Marka Webbera i znalazł się na 2 miejscu. Jednak na trzecim okrążeniu z bolidu Polaka odpadło tylne prawe koło, w wyniku czego musiał on wycofać się z wyścigu.
24 października w rozegranym po raz pierwszy wyścigu o Grand Prix Korei Południowej wystartował z 8. pola startowego. Z powodu opadów deszczu start był kilkakrotnie opóźniany, a sam wyścig przerywany. Samochód bezpieczeństwa zjechał dopiero po kilkunastu okrążeniach. Na 18. okrążeniu Schumacher wyprzedził Kubicę, jednak Polak awansował wkrótce o dwie pozycje po wycofaniu się Webbera i Rosberga. Na 26. okrążeniu został wyprzedzony przez Hülkenberga i ponownie był ósmy, a po pit-stopach Buttona i Rosberga powrócił na szóstą lokatę. Po własnym postoju na 32. okrążeniu spadł na dziewiąte miejsce. Podczas wyjazdu z boksu doszło do niebezpiecznej sytuacji, która mogła spowodować kolizję między kierowcą Renault a Sutilem. Na 41. okrążeniu Kubica awansował o jedną pozycję po wypadku Pietrowa, a na 46. o kolejną po awarii Vettela. W końcowej części wyścigu zyskał następne dwie lokaty kosztem Hülkenberga i Barrichello. Powrócił na siódmą lokatę w klasyfikacji generalnej, spychając z niej Rosberga.

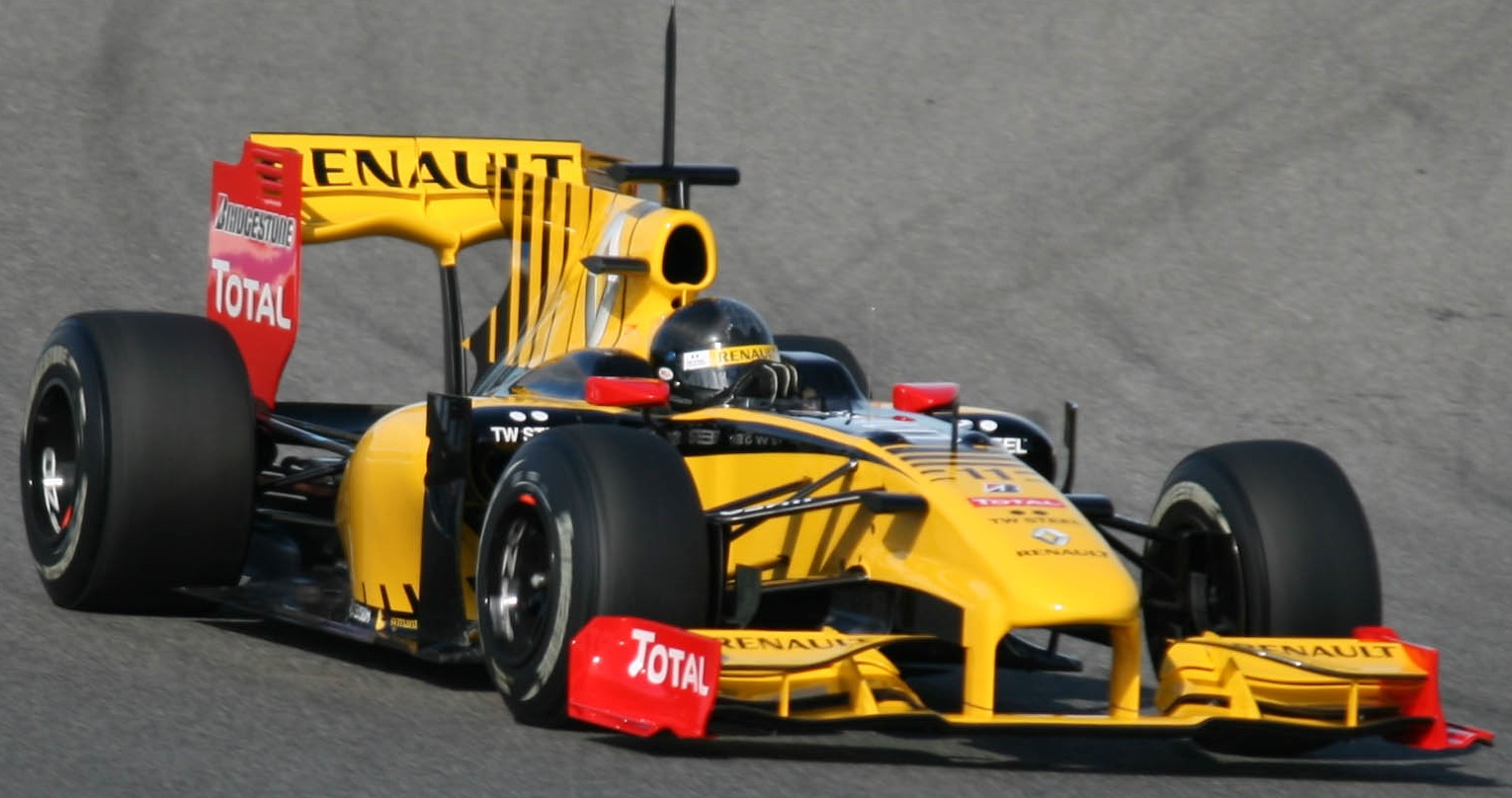
Kubica podczas testów przed sezonem 2010

Do Grand Prix Brazylii, które odbyło się 7 listopada, ruszał z 7. pozycji. Na starcie pokonał Barrichello. Do rozpoczęcia rundy postojów w środkowej części stawki zajmował szóste miejsce, a po jej zakończeniu był jedenasty. Zjechał na pit-stop na czternastym okrążeniu. Następne okrążenia pokonywał na tej pozycji, jadąc za Hülkenbergem. Polak stwierdził później, że na każdym okrążeniu jechał „w korku”, tracił sporo czasu na wolnych zakrętach i brakowało mu prędkości na prostych. W ostatniej fazie rywalizacji awansował na dziewiąte miejsce, po późnych pit-stopach Sutila i Kobayashiego. W klasyfikacji generalnej stracił siódmą pozycję na rzecz Rosberga.
Do odbywającego się 14 listopada Grand Prix Abu Zabi wystartował z 11. pola. Zaraz po starcie doszło do neutralizacji i Polak wykorzystał ją do zmiany opon. Przed wznowieniem był dziesiąty, a na szóstym okrążeniu wyprzedził po zewnętrznej Sutila. Z biegiem czasu kierowca Renault awansował na kolejne lokaty po pit-stopach konkurentów i na osiemnastym okrążeniu był piąty. Następnie zyskał jeszcze w ten sposób pozycję kosztem Hamiltona. Jechał za Kobayashim, który znacznie opóźniał hamowanie i zdaniem Polaka ciężko było go zaatakować. Na 25. okrążeniu udało mu się to jednak – dokonał on manewru w zakrętach 9 i 11. Za Kubicą plasował się Hamilton, jednak Brytyjczyk nie wyprzedził Polaka. Kubica był trzeci, a na 40. okrążeniu awansował na drugie miejsce, pod nieobecność Buttona przebywającego w alei serwisowej. Na 46. okrążeniu zgodnie z regulaminem musiał zjechać na drugi pit-stop, co spowodowało jego spadek na 5. lokatę, na której finiszował.
Sezon skończył ostatecznie na 8. pozycji w klasyfikacji generalnej, z dorobkiem 136 punktów. Do Rosberga, z którym przez dużą część sezonu walczył o siódmą pozycję, stracił 6 punktów, natomiast dziewiątego Schumachera wyprzedził o 64.

##### Rajdy w trakcie sezonu
Między Grand Prix Chin, a Hiszpanii wystartował w dwóch rajdach, z pilotem Jakubem Gerberem. W Rally 1000 Miglia zadebiutował w Rajdowych Mistrzostwach Europy. Był tam 39. w klasyfikacji generalnej i 6. w swojej klasie. Później, we włoskim Rally del Taro był 8. w klasyfikacji generalnej i najlepszy w swojej klasie. Następnie wystartował w Rally del Salento, rundzie rajdowych mistrzostw Włoch, gdzie został sklasyfikowany jako 12. wśród wszystkich samochodów i 1. w swojej klasie (po wygraniu wszystkich 12 odcinków specjalnych). Przed Grand Prix Włoch wystartował w Rally del Friuli e delle Alpi Orientali, gdzie był 12. w generalnej klasyfikacji i 1. w swojej klasie.
W przerwie pomiędzy Grand Prix Japonii i Korei wystartował z Gerberem w Rajdzie Antibes, zaliczanym do mistrzostw Europy, gdzie był trzeci w klasyfikacji generalnej i pierwszy w swojej klasie A6, wygrywając 3 odcinki specjalne rajdu. W jednym z pozostałych OS-ów przebił dwie opony.

### 2011–2012: Wypadek i powrót do sportu

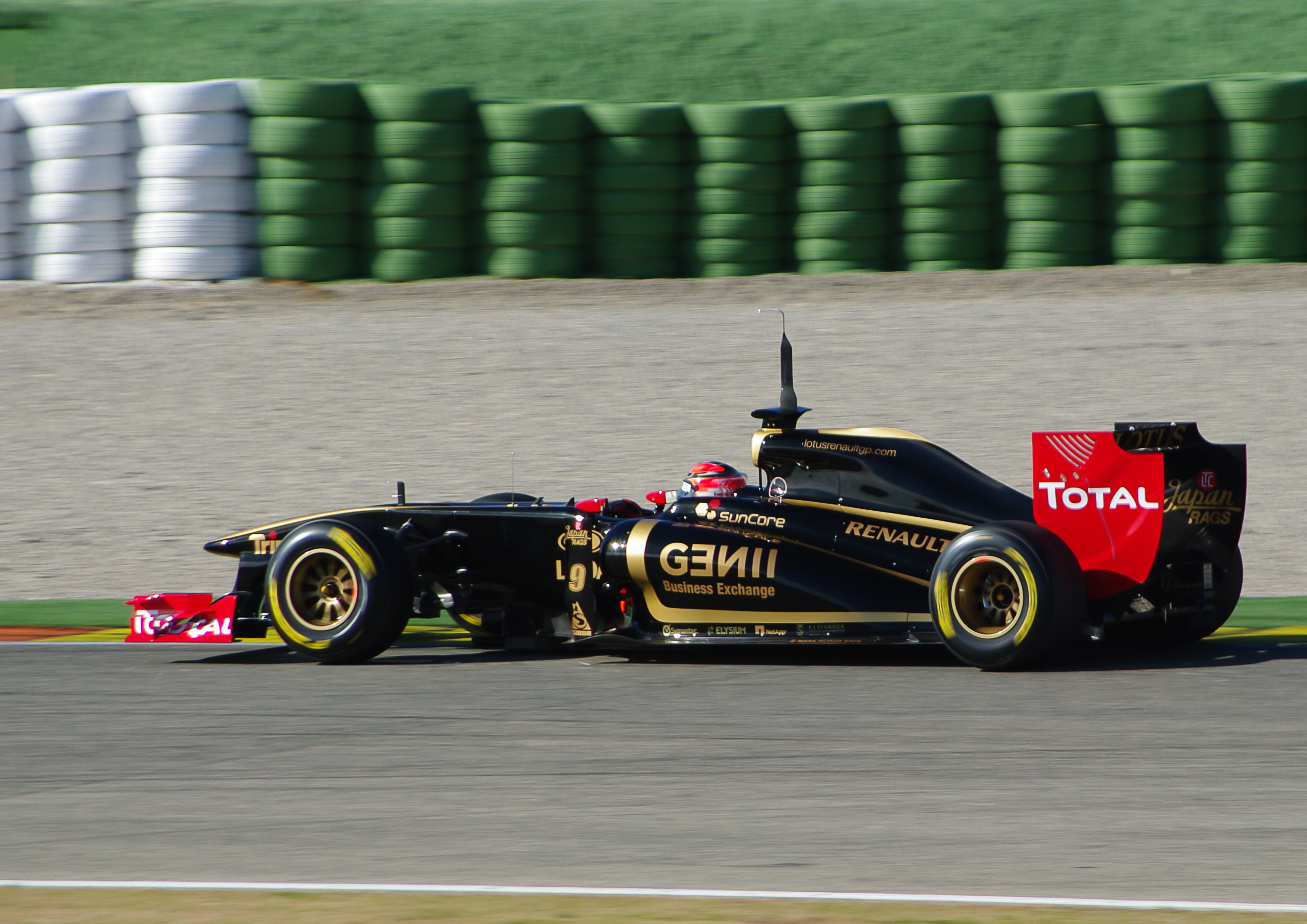
Kubica podczas przedsezonowych testów w Walencji, gdzie uzyskał najlepszy rezultat

31 stycznia 2011 odbyła się prezentacja bolidu Renault R31, w której brał udział Kubica. Następnie odbyły się testy na torze Ricardo Tormo, gdzie osiągnął on najlepszy czas.
6 lutego 2011 Robert Kubica uległ wypadkowi podczas pierwszego odcinka specjalnego rajdu Ronde di Andora, jadąc Škodą Fabią S2000 Evo2 należącą do zespołu DP Autosport. Kubica uderzył lewą stroną samochodu w barierę. Bariera przeszła przez ścianę grodziową pojazdu i przygniotła kierowcę. Jego pilot Jakub Gerber wyszedł z auta o własnych siłach i bez obrażeń. Aby wydostać Kubicę z wraku, trzeba było rozciąć karoserię. Polski kierowca został zabrany helikopterem do szpitala Santa Corona w Pietra Ligure. Przyczyną wypadku był prawdopodobnie mokry asfalt oraz jego wybrzuszenie z powodu wystającego korzenia drzewa.
Kubica zaraz po wypadku był przytomny – trzymał rękę Gerbera. Podczas drogi do szpitala Św. Korony w Pietra Ligure był intubowany, a na miejscu został przebadany w celu wykrycia uszkodzeń narządów wewnętrznych i mózgu. Kierowca doznał wielomiejscowych złamań prawej ręki i nogi oraz uszkodzenia kości dłoni. Został zoperowany przez prof. Mario Igora Rossello. Lekarze musieli zatamować krwotok, a następnie złożyli kości w uszkodzonej ręce i nodze. Operacja trwała siedem godzin.

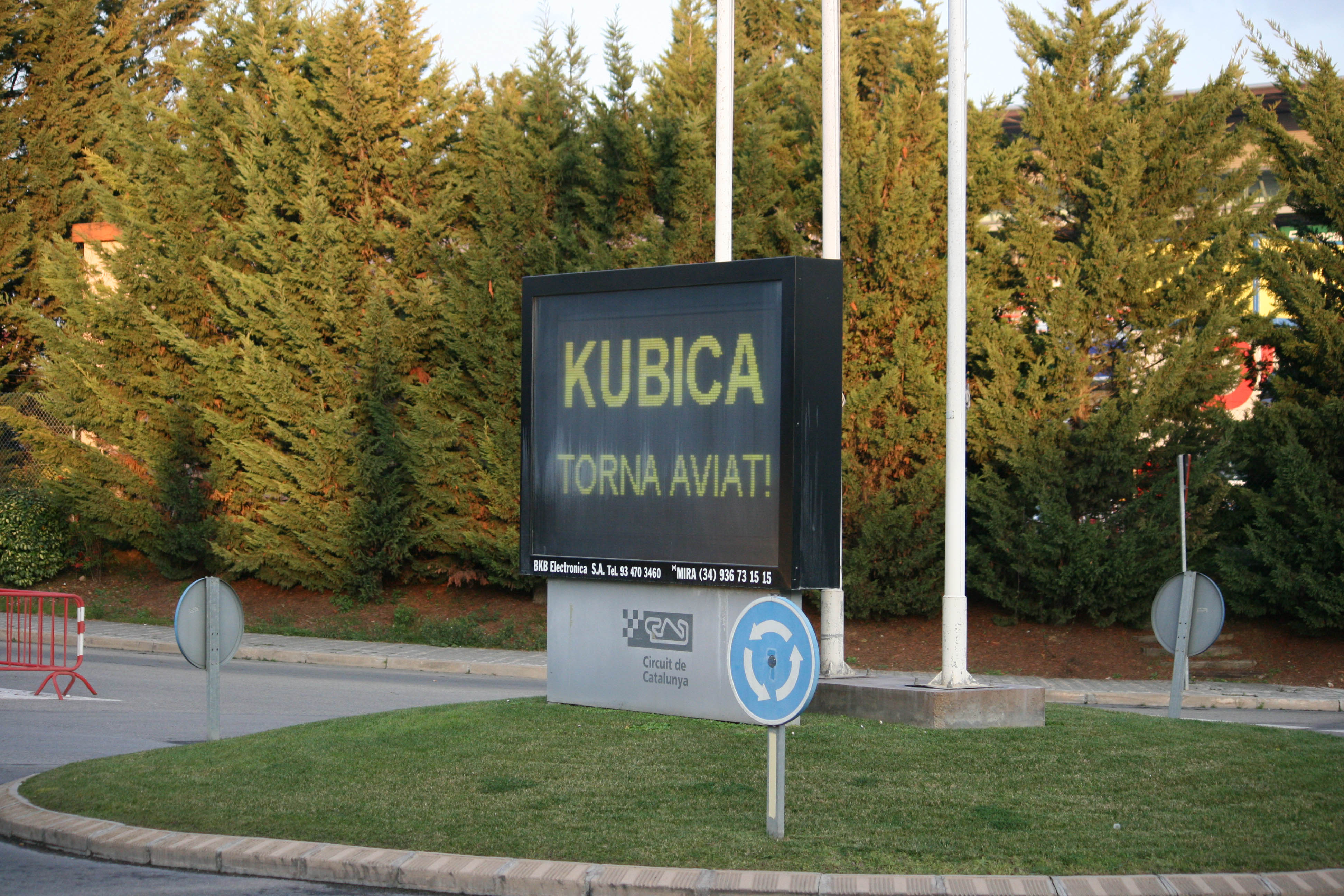
Tablica z napisem: Kubica, torna aviat! (Kubica, wracaj szybko), na torze w Katalonii (2011)

7 lutego 2011 roku Kubica został wybudzony ze śpiączki farmakologicznej, zakończono intubację i nawiązano z nim kontakt, Kubica narzekał na ból operowanej nogi i ręki. 9 lutego poinformowano, że Kubica zostanie przeniesiony z oddziału intensywnej terapii na ortopedię. Przeprowadzono kolejną operację złamanej prawej ręki i stopy. 11 lutego 2011 kardynał Stanisław Dziwisz życzył kierowcy powrotu do zdrowia i przekazał mu relikwie, o które prosił sam Kubica – kroplę krwi i skrawek szaty Jana Pawła II.
Następnie rozpoczęta została rehabilitacja, według raportu z 25 lutego Kubica aktywnie uczestniczył w kinezjoterapii, a lekarze oszacowali, że kompletny proces rehabilitacji zajmie od sześciu do ośmiu miesięcy. 23 kwietnia 2011 wyszedł ze szpitala.

#### Kontrakt z Ferrari
Wypadek przerwał występy Kubicy w Formule 1 i pokrzyżował plany jego dalszej kariery. Jak przyznał sam Robert Kubica, w chwili wypadku był związany przedwstępną umową z zespołem Scuderia Ferrari i po zakończeniu sezonu miał zostać przedstawiony jako nowy kierowca włoskiej ekipy. Zastępcą Kubicy w zespole Renault został Nick Heidfeld, jego były partner z zespołu BMW Sauber.
1 czerwca poinformowano, że kierowca porusza się bez kul. 24 czerwca w Inowrocławiu odbyła się symulacja wypadku Kubicy. Ostatnia operacja Kubicy odbyła się 28 sierpnia 2011. Polegała ona na odblokowaniu prawego łokcia. 22 listopada 2011, menedżer Polaka Daniele Morelli poinformował, że Polak ma powrócić do ścigania w styczniu. 21 grudnia 2011 lekarz zajmujący się rehabilitacją Kubicy, dr Riccardo Ceccarelli poinformował, że zakończył współpracę z Polakiem.
11 stycznia 2012, Robert Kubica znów powrócił na łoże szpitalne z powodu upadku. Badania wykazały, że złamał piszczel dokładnie w tym samym miejscu, w którym kość doznała złamania 11 miesięcy wcześniej podczas rajdu Ronde di Andora.
Kubica został zgłoszony do odbywającego się 9 września rajdu Ronde Gomitolo di Lana, z pilotem Giuliano Manfredim.
Załoga zwyciężyła wszystkie cztery odcinki specjalne rajdu i dotarła na metę z przewagą 58,8 s nad drugim Omarem Brego wraz z pilotem Albertem Brusatim.
Następnie, z pilotem Jakubem Gerberem wziął udział w rajdzie San Martino di Castrozza. Po pierwszym odcinku specjalnym (15 września) załoga plasowała się na czwartej pozycji, jednak w drugim doszło do niegroźnego wypadku i musiała wycofać się z rywalizacji.
29 września Kubica odniósł zwycięstwo w rajdzie Rally di Bassano. Polak, jadący z pilotem Emanuelem Inglesim, wygrał siedem z dziewięciu odcinków specjalnych rajdu. Nie wygrał tylko drugiego (był w nim 16. ze względu na zły dobór opon i incydent z półobrotem) i trzeciego (był w nim drugi) odcinka. Jadący samochodem Subaru Impreza S12B zwycięzca zanotował czas 1 godzina 19 minut 59,8 s. Druga załoga miała stratę 1 minuty 4,8 s.
W listopadzie Kubica i Inglesi zwyciężyli włoski rajd Trofeo ACI Como, uzyskując przewagę 30,9 s nad drugą załogą (Re i Baranim). Następnie wystartowali w Rallye du Var 2012. Zwyciężyli dziewięć pierwszych odcinków specjalnych i po drugim dniu rajdu posiadali ponad 5 minut przewagi nad drugą załogą. Na jedenastym OS-ie doszło do wypadku, spowodowanego błędem pilota. Samochód uderzył w drzewo i doszło do pożaru. Załoga wycofała się z rywalizacji.

### 2013: WRC i ERC
24 stycznia 2013 Kubica odbył testy w samochodzie Mercedes-AMG C-Coupé przystosowanym do serii Deutsche Tourenwagen Masters na torze w Ricardo Tormo pod Walencją. Polak pokonał 114 okrążeń i według nieoficjalnych doniesień osiągnął czas o pół sekundy lepszy od Gary’ego Paffetta. Nie zdecydował się on jednak na starty w tej serii, a Mercedes zakontraktował Ralfa Schumachera. Toto Wolff stwierdził jednak, że Mercedes jest otwarty na współpracę z polskim kierowcą w przyszłości.

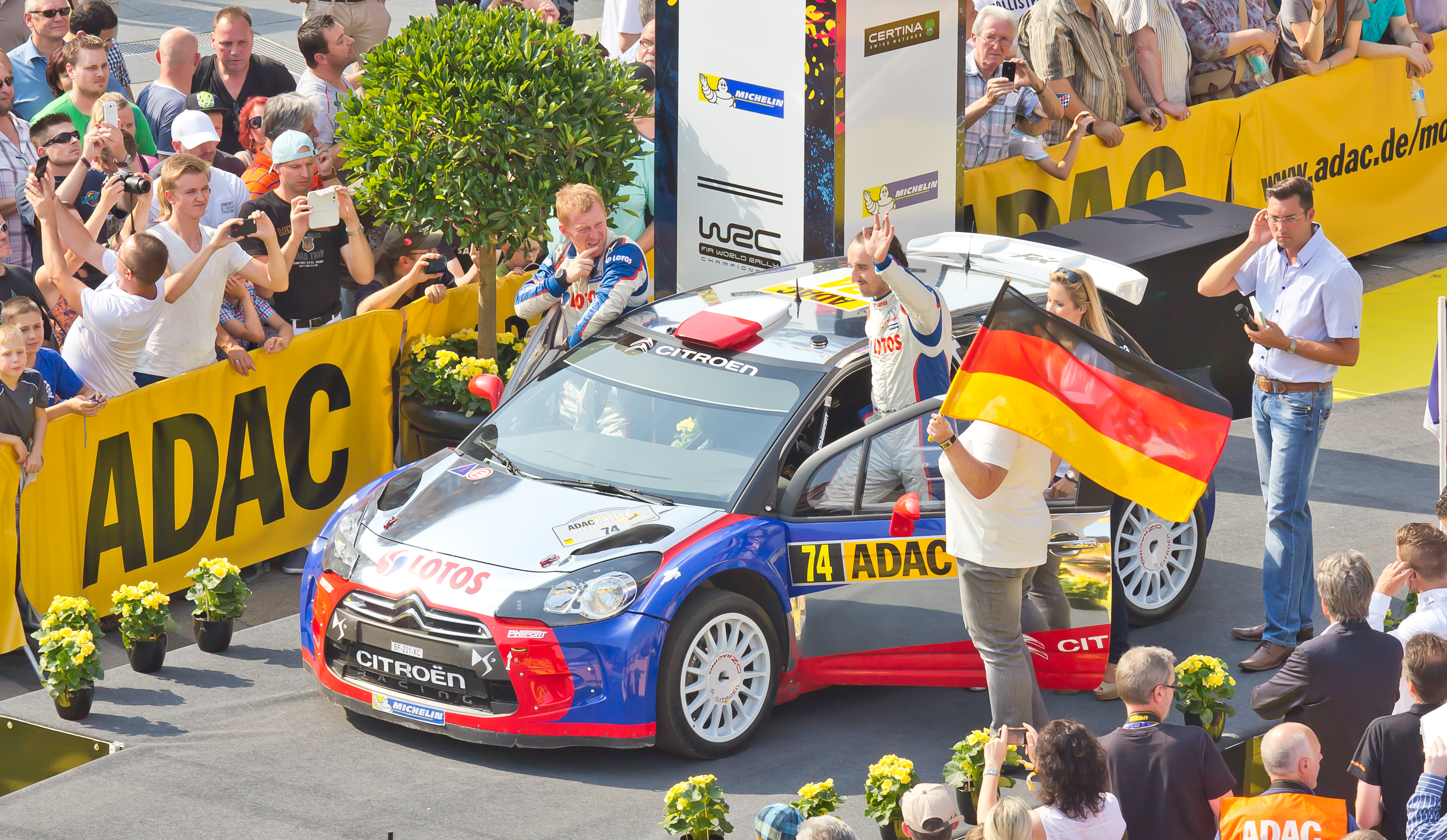
Robert Kubica podczas prezentacji kierowców Rajdu Niemiec 2013

Na początku marca 2013 ogłoszono, że będzie startował Citroënem DS3 RRC w klasie WRC2 Rajdowych Mistrzostw Świata 2013, a dodatkowo w wybranych rundach Rajdowych Mistrzostw Europy 2013. Petter Solberg wypowiedział się o tej sprawie, mówiąc, że Kubica może liczyć na sukcesy w swoich startach, doceniając jego umiejętności i łatwość do przystosowywania się.
Pierwszym rajdem Kubicy w ramach Mistrzostw Europy 2013 był Rajd Wysp Kanaryjskich. Jego pilotem został Maciej Baran. Załoga uzyskała najlepszy czas podczas odcinka testowego. Następnie, pierwszego dnia rywalizacji, byli najszybsi na wszystkich ośmiu odcinkach specjalnych. Po zakończeniu tego dnia, Kubica i Baran mieli w klasyfikacji generalnej minutę i siedem sekund przewagi nad drugim Janem Kopeckim. W dziewiątym „oesie” osiągnęli drugi czas, przegrywając z Kopeckim o 1,1 s. Podczas dziesiątego doszło do wypadku – Kubica zbytnio opóźnił hamowanie i uszkodził tylne zawieszenie po uderzeniu w barierę. Zmusiło to załogę Citroëna do zrezygnowania z dalszej rywalizacji. W rajdzie zwyciężył Jan Kopecky. W klasyfikacji Mistrzostw Europy Kubica zajmował osiemnaste miejsce, z siedmioma punktami zdobytymi za prowadzenie po pierwszym dniu rywalizacji.
Kubica i Baran w odbywającym się 5 kwietnia Fefe Rally Sprint zajęli piąte miejsce. Uzyskali najlepszy wynik spoza samochodów WRC. Był to pierwszy start Kubicy na nawierzchni szutrowej.
Polska załoga wystartowała następnie w Rajdzie Portugalii, rozgrywanym w ramach Rajdowych Mistrzostw Świata. Po dwóch pierwszych odcinkach specjalnych zajmowali czwartą pozycję w klasyfikacji WRC-2, a kończyli tę część przegrzewającym się samochodem ze względu na uszkodzenie chłodnicy. Trzeci OS ukończyli na drugiej pozycji; podobnie czwarty, gdzie wjechali na metę z przebitą oponą. Awansowali na drugą pozycję w klasyfikacji klasy. Przebita opona spowodowała, że Polacy nie pokonali odcinka dojazdowego do piątego OS-u. Następnego dnia powrócili do rywalizacji w systemie Rally-2, po doliczeniu 10-minutowej kary. Podczas pierwszych sobotnich odcinków, w samochodzie Kubicy doszło do awarii hydrauliki – nie działała łopatka, umożliwiająca mu zmianę biegów, przez co musiał tego dokonywać za pomocą standardowej dźwigni, która również nie działała poprawnie. Ostatecznie wycofał się przed dziesiątym odcinkiem i po ponownym skorzystaniu z Rally-2, ukończył drugi dzień rywalizacji na dziesiątej pozycji w klasyfikacji swojej klasy. Trzeciego dnia, Kubica zajął miejsca w pierwszej trójce we wszystkich czterech odcinkach specjalnych i uplasował się ostatecznie na szóstej pozycji w WRC-2, ze stratą 23 minuty 11,2 s do zwycięzcy, Lappiego, a na dziewiętnastym miejscu w klasyfikacji ogólnej. Zdobył tym samym osiem punktów do klasyfikacji generalnej swojej klasy.
25 kwietnia rozpoczął się rozgrywany na szutrze Rajd Azorów, runda Mistrzostw Europy. Pierwszy OS został odwołany – panowały trudne warunki atmosferyczne (gęsta mgła), natomiast rozegrano kwalifikacje, które zwyciężył Polak. Wygrał on trzy następne odcinki specjalne i po pierwszym dniu prowadził z przewagą 9,7 sekundy na Janem Kopeckim. Polak był najszybszy także podczas dwóch kolejnych „oesów”, powiększając swoją przewagę o 1,5 sekundy. W siódmym w samochodzie polskiej załogi doszło do uszkodzenia opony i ukończyli oni ten odcinek na trzeciej pozycji, utrzymując jednak prowadzenie w klasyfikacji. Na ósmym warunki pogodowe były trudne i Kubica ukończył go na dziewiątym miejscu, spadając na szóstą pozycję w klasyfikacji. Kierowca w wypowiedzi z mediami stwierdził, że jechał bardzo ostrożnie, ponieważ ze względu na słabą widoczność nie miał zaufania do notatek pilota. Na dziewiątym OS-ie był czwarty, natomiast dziesiąty wygrał. Podczas przejazdu jedenastego odcinka specjalnego, na jednym z zakrętów, po zahaczeniu o skarpę doszło do podwójnego dachowania auta załogi i uszkodzenia przedniego zawieszenia, jednak Kubicy i Baranowi udało się ukończyć odcinek. Te kłopoty spowodowały ich spadek na ósmą pozycję w klasyfikacji rajdu, ze stratą 5 minut do Jana Kopeckiego. Trzeciego dnia rajdu Kubica notował pozycje w pierwszej szóstce, między innymi zwyciężając, wraz z Kopeckim, w „superoesie”. W ostatecznej klasyfikacji zajął szóste miejsce.

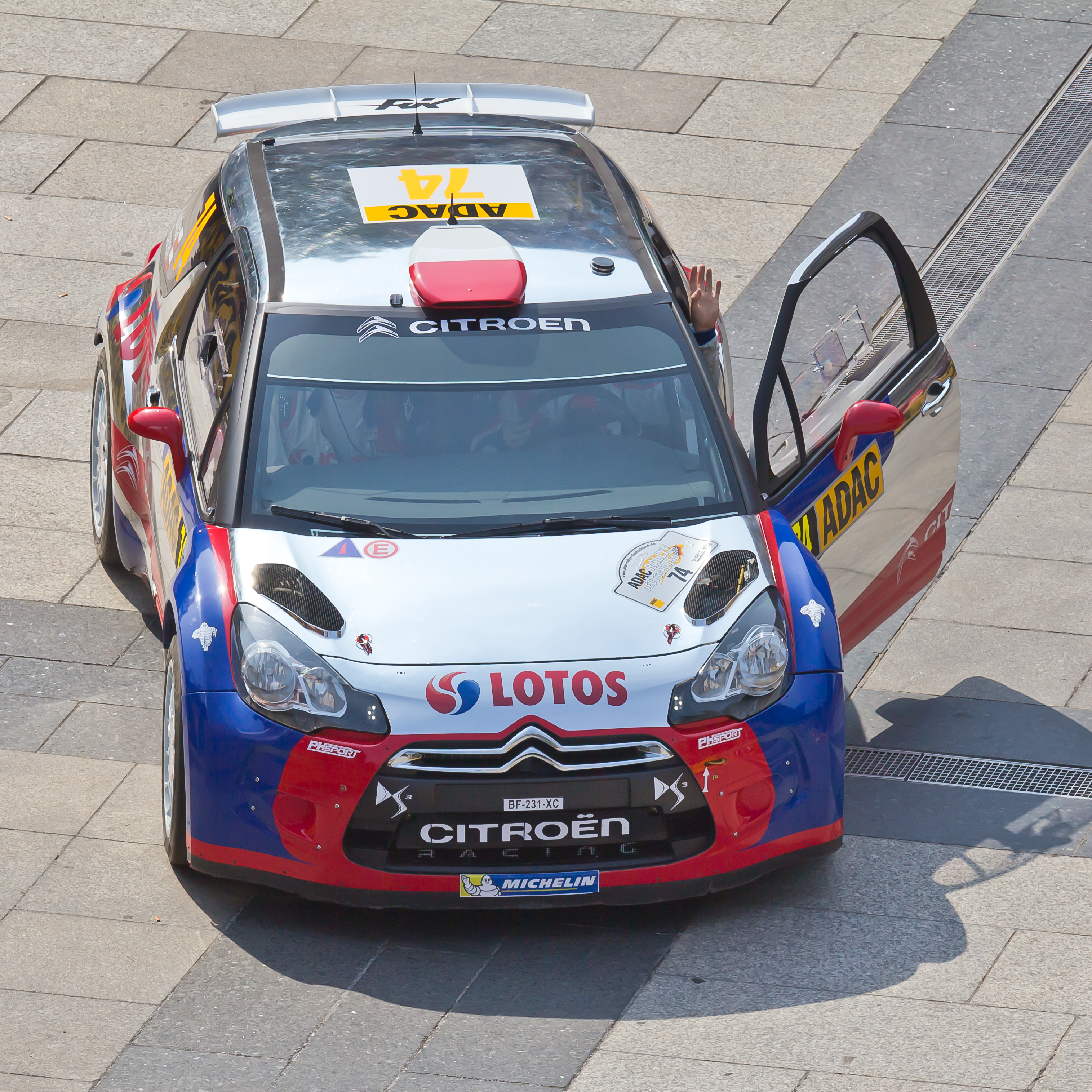
Citroen DS3 RRC Roberta Kubicy

Pod koniec kwietnia Polak potwierdził informację, że odbył testy w symulatorze bolidu Formuły 1 w siedzibie zespołu Mercedes GP.
17 maja Kubica i Baran rozpoczęli rywalizację w kolejnej rundzie Mistrzostw Europy – Rajdzie Korsyki. Po przejechaniu pierwszych trzech odcinków specjalnych załoga plasowała się na drugiej lokacie, tracąc 19,5 sekundy do liderującego Craiga Breena z Paulem Nagle. Polska załoga Citroëna zajęła drugie, czwarte i trzecie miejsce w poszczególnych „oesach”. W samochodzie Kubicy doszło do niewielkiej awarii chłodzenia hamulców – zsunął się wąż chłodzący tarcze po prawej stronie. Na czwartym odcinku specjalnym dotychczasowi liderzy przebili oponę w swoim samochodzie i na prowadzenie wyszli Polacy, wyprzedzając na tym odcinku Jana Kopeckiego o 0,8 s. Kubica stwierdził, że jego jazda jest „ostrożna”. Podczas piątego odcinka pojawiły się problemy z jednostką napędową i Kubica ukończył go ze stratą sześciu minut do Breena. Na szóstym „oesie” awaria pogłębiła się i załoga Citroëna musiała wycofać się z rywalizacji.
1 czerwca rozpoczął się rozgrywany na szutrze w ramach RMŚ Rajd Grecji. W pierwszym OS najlepszy czas w klasie WRC-2 osiągnął Kubica, z przewagą 20,5 s nad drugim zawodnikiem. Miał on problem z widocznością – jadąca przed Polakami załoga doznała przebicia opony i powróciła do rywalizacji zaraz przed nimi. Na kolejnym odcinku specjalnym Citroën ponownie zwyciężył, tym razem z przewagą 13,7 s. W klasyfikacji klasy druga załoga, Ford Fiesta z ukraińskim kierowcą Jurijem Protasowem, traciła 38,2 s do prowadzącego Kubicy. Następnie Polak uzyskał najlepsze czasy w czterech następnych odcinkach specjalnych, a jego przewaga na poszczególnych z nich wynosiła: 5 s, 20 s, 7,5 i 1 s. W rezultacie powiększył swoją przewagę nad Protasowem do 1 minuty 38,5 s. Jazda Kubicy, w połączeniu z problemami jadącego w klasie WRC Sébastiena Ogiera, pozwoliła mu na zajmowanie dziesiątego miejsca w klasyfikacji generalnej. Wystąpiły jednak problemy z hamulcem ręcznym. Przewaga Kubicy zwiększyła się do ponad 2 minut i 20 sekund po następnych czterech OS-ach. Wygrał trzy z nich – na dziesiątym lepszy o 2,5 s był Subhan Aksa. Kubica uznał odcinki 7-9 za bardzo trudne, zwłaszcza przy drugim przejeździe. Drugiego dnia rajdu Kubica pojechał mniej ryzykownie i zajął w ostatnich odcinkach specjalnych kolejno: siódme, trzecie, trzecie i drugie miejsce. W ostatecznej klasyfikacji dało mu to zwycięstwo w klasie, z przewagą 1 minuty 29,8 sekundy nad Protasowem. W klasyfikacji generalnej rajdu był jedenasty ze stratą 15 minut 19,1 sek.
21 czerwca rozpoczął się szutrowy Rajd Sardynii 2013. Kubica ponownie rozpoczął od zwycięstwa na pierwszym 30-kilometrowym odcinku specjalnym, pokonując o 31 sekund Seppa Wieganda. Najlepszy czas osiągnął także na drugim, gdzie wyprzedził o 7 sekund Protasowa. Natomiast na kolejnym, na którym uszkodził tył samochodu, był czwarty, tracąc 11,3 sekundy do Ukraińca. Po pierwszej pętli Kubica miał 50 sekund przewagi nad drugim Wiegandem. Podczas drugich przejazdów tych odcinków Kubica odniósł trzy zwycięstwa, notując czasy kolejno o: 11,5, 0,3 i 36,1 s lepsze od najbliższego przeciwnika i powiększył przewagę w klasyfikacji do minuty i 48 sekund. Ponadto wyprzedził w klasyfikacji generalnej jadącego w samochodzie klasy WRC Al Quassimiego. W kolejnym OS Polak zajął ósme miejsce, ze stratą 1 minuty 06,5 s do zwycięzcy odcinka, Bertelliego. Gorszy wynik był spowodowany tym, że załoga dojechała do innego samochodu i miała ograniczoną widoczność spowodowaną kurzem spod jego kół. Podczas drugiego przejazdu tego odcinka Polacy odnieśli zwycięstwo, wyprzedzając o 1,4 sekundy Al-Kuwariego z Duffy’m i kończąc pierwszy dzień rywalizacji z przewagą 1 minuty 11,8 sekundy nad Katarczykiem.
Kubica zwyciężył pierwsze cztery odcinki drugiego dnia rywalizacji. Na dziewiątym OS osiągnęli przewagę 6,3 sekundy nad Al-Kuwarim, na kolejnych: 14,4 sekundy nad Fuchsem, 4,8 sekundy nad Kikireszką i 6,2 sekundy, ponownie nad Kikireszką. Dzięki temu powiększył różnicę pomiędzy sobą a Al-Kuwarim do 2 minuty 31,9 s. Na trzynastym odcinku polska załoga była ponownie zwycięska i o 31,4 sekundy szybsza od włoskiej Bertelliego i Granaiego. Wygrali także ostatnie trzy OS-y. Za każdym razem drugie miejsce zajmowali Al-Kuwari i Duffy, a przewaga Polaków wynosiła kolejno: 20,4 s, 26,6 s i 22,7 s. Kubica zwyciężył w swojej klasie drugi rajd z rzędu, a w tabeli generalnej, dzięki pokonaniu jadącego w klasie WRC Al-Quassimiego był dziewiąty (wyprzedził go o 32,3 s).

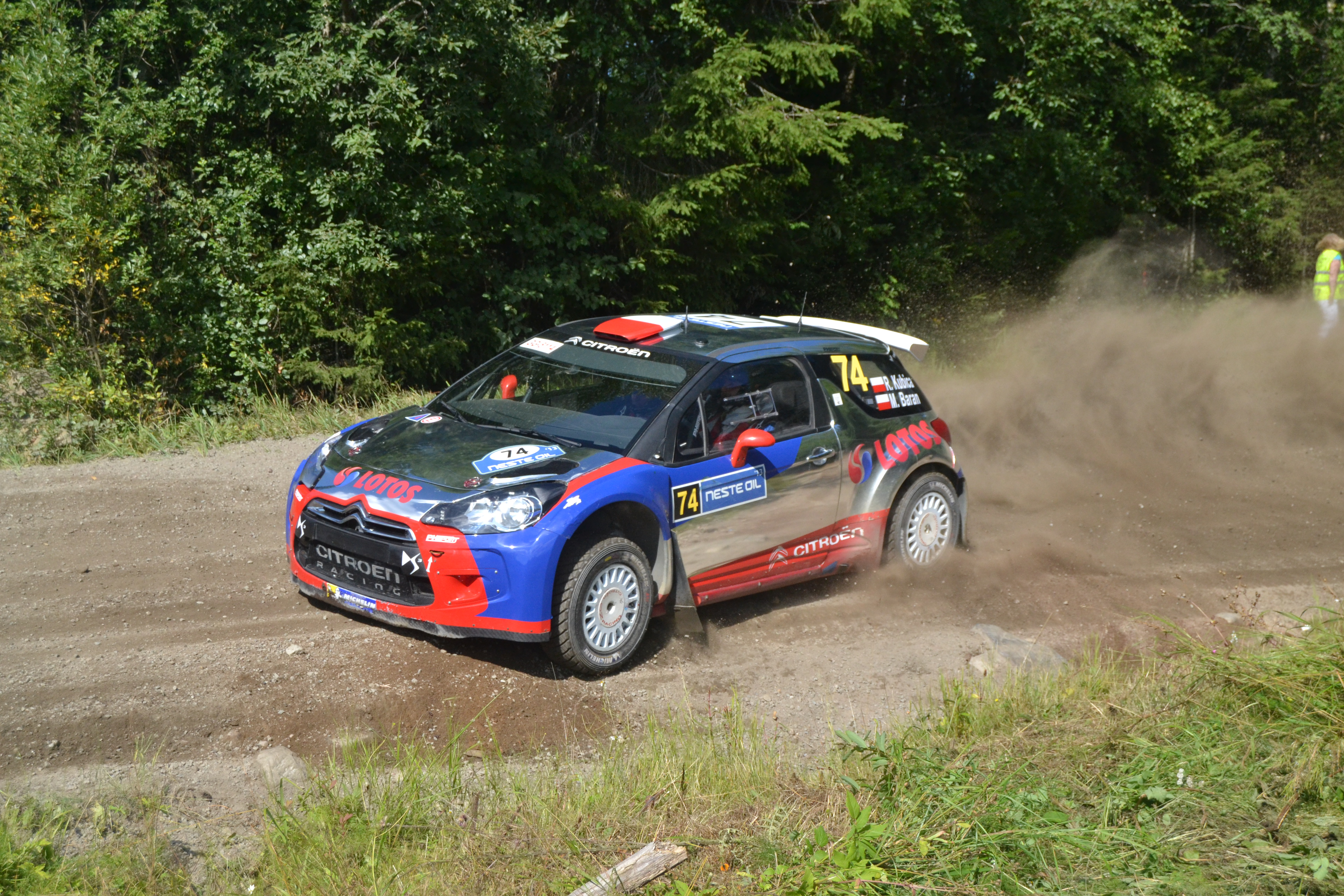
Samochód Roberta Kubicy podczas Rajdu Finlandii, w którym Polak zajął 9. miejsce w klasyfikacji generalnej, a 2. wśród samochodów WRC2

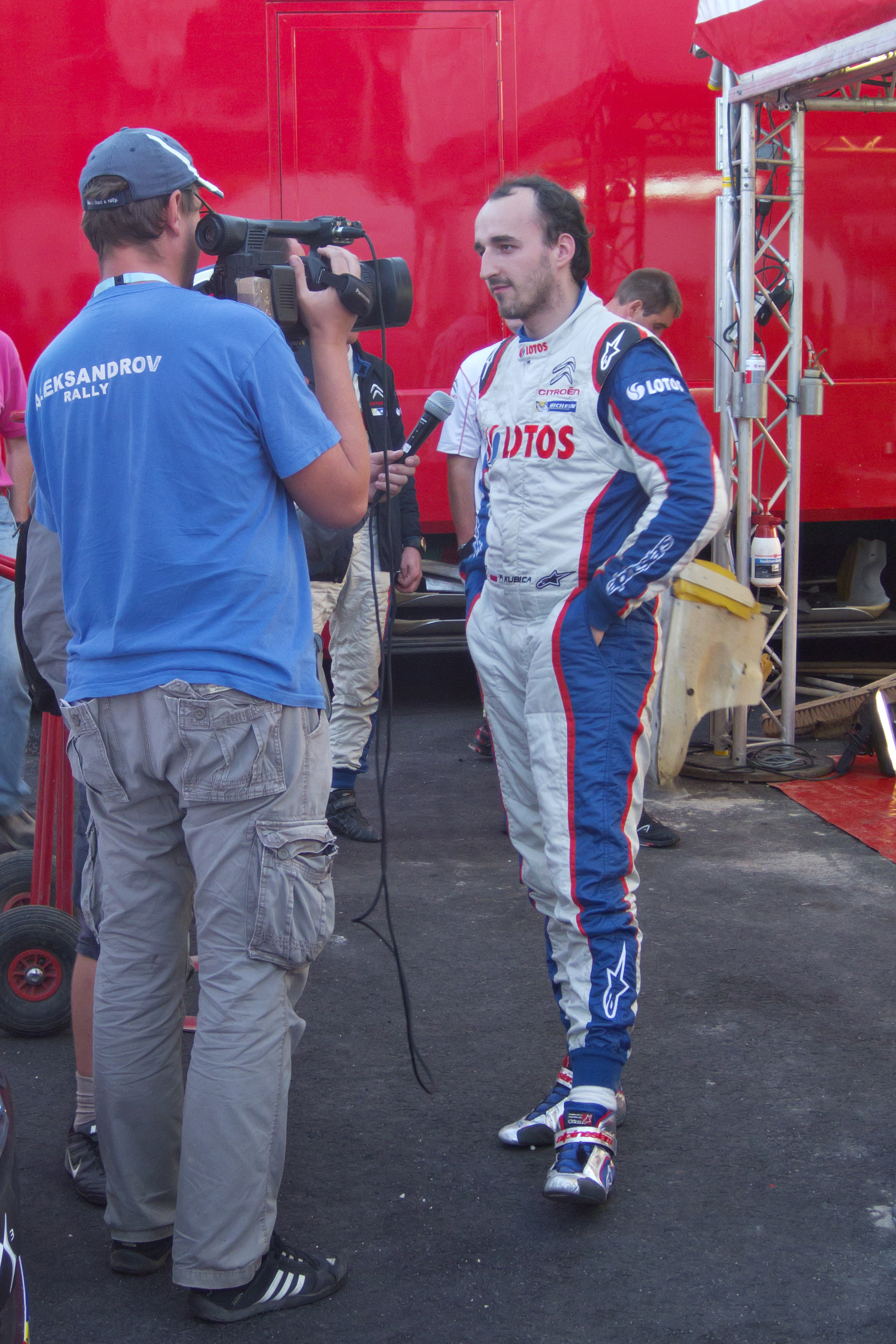
Robert Kubica podczas Rajdu Finlandii

Na początku sierpnia odbył się szutrowy Rajd Finlandii. Na pierwszych trzech odcinkach specjalnych Kubica zajął: czwarte, piąte i ponownie piąte miejsce, a strata do zwycięzcy na poszczególnych z nich wynosiła kolejno: 3,6 s, 8,8 s i 10,1 s. Po pierwszej pętli Polacy byli czwarci w klasyfikacji klasy ze stratą 19,3 s do fińskiej załogi Ketomaa i Sallinen. Polak stwierdził, że warunki na trasie są ciężkie, a trasa jest śliska. Na kolejnym OS-ie polska załoga była druga, tracąc pięć sekund do liderującego w klasie Jariego Ketomy. Na następnym zajęli ponownie drugą lokatę, ale strata wynosiła 0,3 s. Na kończącym pierwszy dzień rywalizacji „superoesie” zajęli siódme miejsce. Kubica i Baran byli drudzy w klasyfikacji klasy ze stratą 24 sekund do pierwszej załogi, a z przewagą dwóch sekund nad trzecią. Na siódmym odcinku Kubica i Baran byli trzeci, a na następnych odcinkach: ósmi, trzeci, piąci i czwarci. Na następnych trzech OS-ach byli drudzy – ze stratą 0,4 s, 1,7 s i 8,1 s, natomiast na kończącym drugi dzień rajdu superodcinku uplasowali się na trzeciej pozycji, tracąc 1,4 s do jego zwycięzcy, Brynildsena. W klasyfikacji klasy Polacy nadal zajmowali drugą pozycję, mając stratę 1 minuty 10,2 s do fińskich liderów, a prawie dwie minuty za nimi plasowali się Nowozelandczycy Paddon i Kennard.
Na pierwszej pętli trzeciego dnia Polacy zajęli: dwukrotnie siódme, czwarte i piąte miejsce. Utrzymywali drugą pozycję w klasyfikacji klasy, choć ich strata do liderów zwiększyła się o ponad 20 sekund. Na następnych odcinkach specjalnych plasowali się na czwartym, drugim, ponownie czwartym i ostatecznie piątym miejscu. W ostatecznej klasyfikacji klasy Kubica uplasował się na drugiej pozycji, ze stratą 1 minuty 28,9 s do Ketomyy i z przewagą 1 minuty 25,0 s nad trzecim Paddonem. Polak ponownie zdobył też punkty do tabeli generalnej, ponieważ zajął dziewiąte miejsce w całościowej klasyfikacji rajdu.
22 sierpnia rozpoczął się Rajd Niemiec, którego trasa wytyczona była na asfaltowych drogach. Kubica zwyciężył dwa pierwsze odcinki specjalne, osiągając przewagę odpowiednio: 11,1 s i 3,8 s nad drugim kierowcą, którym w obu przypadkach był Walijczyk Elfyn Evans. Kolejne trzy OS-y zwyciężył Paddon, a Polak zajął trzecie, drugie i ponownie trzecie miejsce. Kierowca Citroëna stwierdził, że dobór opon do tej części rajdu był nieodpowiedni i zbyt miękka mieszanka utrudniła mu osiąganie dobrych rezultatów. Po tej pętli Evans zredukował stratę do Kubicy do 8,3 s. Polak awansował na ósme miejsce w klasyfikacji generalnej. Na szóstym odcinku specjalnym w samochodzie polskiej załogi urwał się tylny spoiler, który wybił szybę. Podczas naprawy tylna klapa nie została przypięta i otwarła się na następnym OS-ie. Oba odcinki zostały jednak zwyciężone przez Kubicę, a jego przewaga nad drugim Evansem wynosiła 0,5 s i 0,2 s. Najszybszy był także na ósmym odcinku specjalnym, gdzie wyprzedził Evansa o 3,4 s. Różnica w klasyfikacji generalnej między Polakiem a Walijczykiem wynosiła 12,4 s.

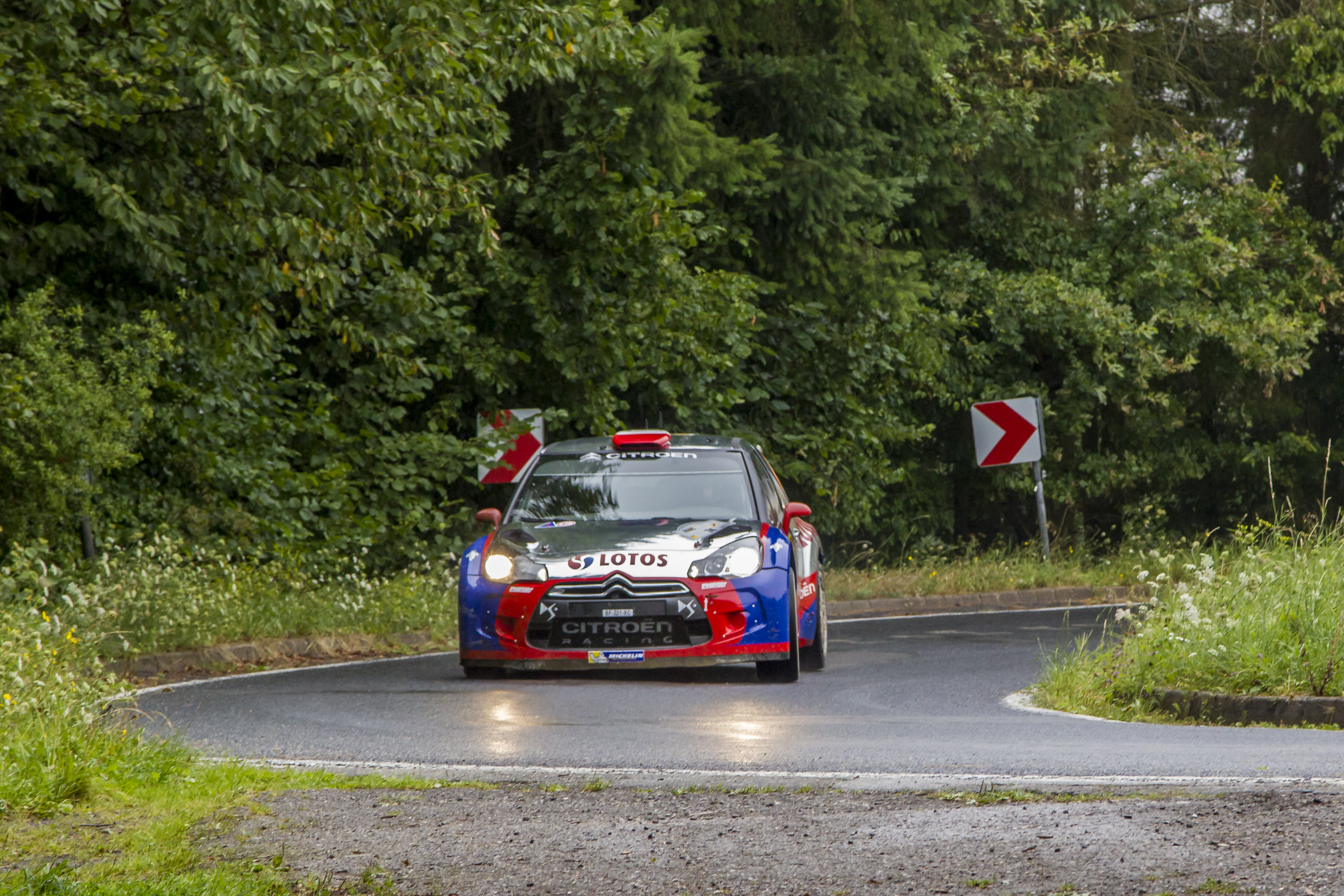
Kubica i Baran w Citroenie DS3 RRC podczas Rajdu Niemiec 2013

W trzecim dniu rywalizacji w Citroënie Polaków założono używane ogumienie ze względu na limity regulaminowe. Na dziewiątym odcinku specjalnym doszło do obrotu auta Kubicy na trasie, co spowodowało stratę czasową. Ostatecznie był on trzeci i stracił pozycję lidera na rzecz Evansa, który uzyskał nad nim 2,5 sekundy przewagi w klasyfikacji rajdu. Na dziesiątym OS-ie Kubica był najszybszy i zyskując 6,1 s nad czwartym na tym odcinku Evansem powrócił na czoło klasyfikacji klasy. Na następnym OS-ie był drugi ze stratą 2,2 s do Evansa. W klasyfikacji generalnej rajdu wyprzedził Al-Attijaha, dzięki czemu awansował tam na siódmą pozycję.
Dwunasty OS został wygrany przez Evansa, który wyprzedził Kubicę o 1,6 s na tym odcinku, dzięki czemu zyskał przewagę 0,2 s w klasyfikacji. Polak nie stracił jednak siódmego miejsca w klasyfikacji generalnej, gdyż wyprzedził w niej Östberga. Na trzynastym odcinku specjalnym Polak odniósł zwycięstwo, wyprzedzając o osiem sekund Evansa. Wyprzedził jego i Latvalę (który wycofał się) w klasyfikacji generalnej, w której był już piąty. Piętnasty OS został odwołany ze względu na śmiertelny wypadek w klasie historycznej, a do zakończenia rywalizacji pozostawały dwa odcinki specjalne.
Czwartego dnia kierowcy mieli do przejechania dwukrotnie odcinek specjalny Dhrontal. Podczas pierwszego przejazdu Kubica uzyskał najlepszy czas w klasie, wyprzedzając Evansa o ponad 10 sekund. W drugim Walijczyk był szybszy, jednak zredukował stratę tylko o pięć sekund. Robert Kubica i Maciej Baran zwyciężyli Rajd Niemiec w kategorii WRC-2, uzyskując 12,9 s przewagi nad drugą załogą. W klasyfikacji generalnej rajdu zajęli piątą pozycję, co było najlepszym wynikiem w historii startów Polaków w Rajdowych Mistrzostwach Świata, po wyłączeniu Rajdu Polski 1973. Kubica został nowym liderem klasyfikacji kierowców WRC-2.
14 września załoga Kubica i Baran powróciła do rywalizacji w Mistrzostwach Europy, biorąc udział w rozgrywanym w trudnych warunkach domowym Rajdzie Polski. Na odcinku kwalifikacyjnym Kubica zajął pierwsze miejsce i wybrał czwarty numer startowy. Na pierwszym odcinku zajęli ósme miejsce ze stratą 10,9 sekundy do jego zwycięzców, Bouffiera i Panseriego. Na następnym Kubica był trzeci i awansował na to samo miejsce w klasyfikacji generalnej. Odcinek specjalny Mrągowo został wygrany przez niego i pozwolił mu na awans na drugą pozycję. Warunki na trasie nazwał jednak „masakrycznymi”. Następnie odcinki te przejechano po raz drugi. Na czwartym odcinku specjalnym Kubica był dwunasty i spadł na trzecie miejsce w klasyfikacji. Na piątym zajął trzecie miejsce, ze stratą sekundy do zwycięzcy. Stwierdził, że stracił około trzech sekund na szykanie, w którą wjechał. Powrócił na drugie miejsce w klasyfikacji. Zwyciężył na szóstym odcinku i zredukował stratę do lidera rajdu z 18,2 s do 17,2 s.

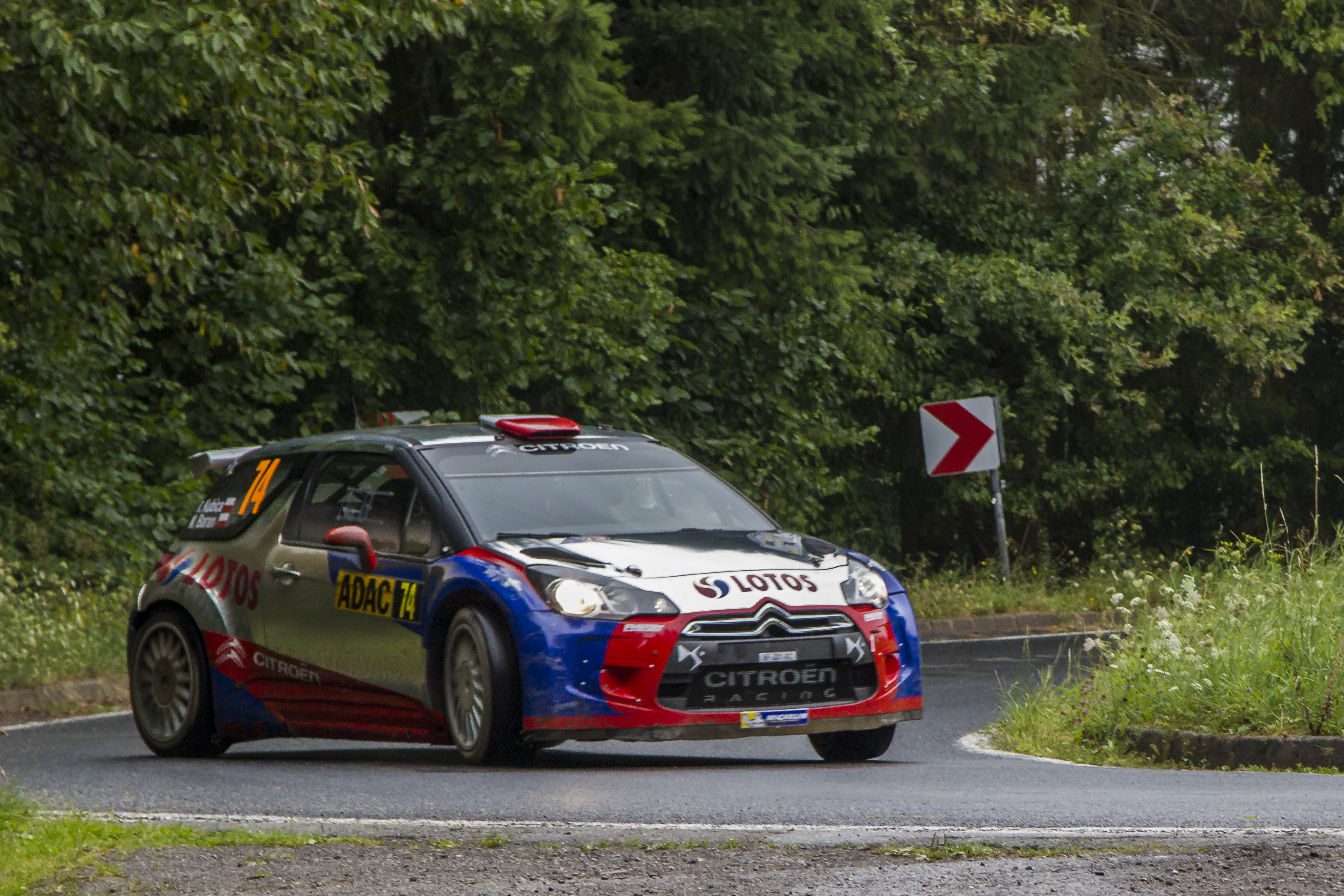
Kubica i Baran podczas Rajdu Niemiec (2013)

Podczas przejazdu siódmego „oesu” załoga Citroëna uderzyła w duży kamień i urwała prawe przednie koło w swoim samochodzie. Nie ukończyli odcinka i wycofali się z rajdu.
Tymczasem w Rajdzie Australii zwyciężył Al-Kuwari i wyprzedził Polaka o 17 punktów w klasyfikacji kierowców WRC-2. W ramach przygotowań do Rajdu Francji, Kubica i Baran wzięli udział w rajdzie Rally Vosgien. Zwyciężyli wszystkie dziesięć odcinków specjalnych i w ostatecznej klasyfikacji wyprzedzili o 4:18,3 minuty drugą załogę Gilbert/Jamoul.
Rozgrywany na asfalcie Rajd Francji Alzacja 2013 rozpoczął się 3 października od power-stage. Polska załoga zajęła w nim dziesiątą pozycję w klasyfikacji WRC, a wygrała go w swojej klasie. W pierwszej pętli następnego dnia odnieśli zwycięstwa we wszystkich trzech odcinkach specjalnych, a po jej zakończeniu posiadali 3 minuty 03,6 s przewagi nad Al Ketbim i Hepperle. W drugim przejeździe tych OS-ów ponownie triumfowali trzykrotnie, a przewaga nad drugą załogą (którą zostali Brytyjczycy Evans i Barritt z zespołu M-Sport), wzrosła do 3 minuty 31 s. Po zakończeniu piątkowej części rywalizacji Kubica znajdował się na jedenastej pozycji w klasyfikacji generalnej rajdu. Przejazd odcinków w sobotni poranek przebiegał w deszczowej pogodzie. Pierwszy został wygrany przez Evansa, który odrobił do Kubicy 13,4 s. W drugim Polak był lepszy o 2,4 s, jednak w trzecim ponownie najlepszy rezultat uzyskał Brytyjczyk, wyprzedzając Polaka o 2,2 s. Przewaga Polaka w klasyfikacji klasy zmalała do 3 minuty 17,8 s. Dwa następne OS-y zwyciężył Evans, a Kubica zajął w nich drugie miejsca, tracąc kolejno: 5,6 s i 1,3 s. Kolejne dwa odcinki specjalne ponownie zwyciężył jednak Polak, osiągając rezultaty o 5,8 s i 13,4 lepsze od Evansa. Ostatniego dnia rywalizacji Kubica i Baran odnieśli zwycięstwa w klasie na wszystkich pięciu odcinkach specjalnych. Dzięki temu odnieśli oni triumf w rajdzie, a ich ostateczna przewaga nad załogą M-Sport wyniosła 4:03,9 min. Po problemach Loeba i Prokopa polska załoga awansowała na dziewiątą lokatę w klasyfikacji generalnej rajdu. Zdobyte 25 punktów do klasyfikacji kierowców WRC-2 pozwoliło Kubicy wyprzedzić w niej Al-Kuwariego o siedem punktów.

#### Mistrzostwo Świata WRC-2
25 października rozpoczął się Rajd Hiszpanii, ostatni, który znalazł się w planach polskiej załogi Citroëna w ramach rywalizacji WRC-2. Zwyciężyła ona trzy pierwsze, rozgrywane na asfalcie odcinki i miała przewagę niemal minuty nad załogą Evans i Barritt. Polacy uzyskali najlepsze rezultaty również na wszystkich OS-ach pierwszej pętli następnego dnia, co pozwoliło im na powiększenie przewagi o pół minuty i awans na dziesiątą pozycję w klasyfikacji WRC. Na siódmym OS-ie samochód Citroëna zwyciężył i wyprzedził załogę M-Sport o 18 sekund, podobnie jak na kolejnym rozgrywanym jako power stage, gdzie uzyskali przewagę 14,2 s. Na dziewiątym odcinku specjalnym Kubica zajął trzecie miejsce ze stratą czterech sekund do zwycięzcy, Seppa Wieganda. Niemiec po problemach z kołem Evansa awansował na drugą pozycję i tracił do Kubicy ponad cztery minuty. Trzeciego dnia rywalizacji trasa rajdu wiodła po drogach szutrowych. Na pierwszej pętli Kubica zajął kolejno: piąte, czwarte i trzecie miejsce, a odcinki te zwyciężył Saudyjczyk Yazeed Al-Rajhi. Strata Wieganda do Polaka zmalała do 3 minuty 33,5 s. Na trzynastym odcinku Kubica zajął trzecie miejsce ze stratą 8,8 s, natomiast dwa następne wygrał.
Dzięki temu polska załoga odniosła swój piąty triumf w rajdzie WRC-2, wyprzedzając Al-Rahjiego i Orra o 5:15,8 minuty. Zdobyte punkty zapewniły Kubicy i Baranowi tytuł mistrzowski. Zdobyli go z przewagą 25 punktów nad Al-Kuwarim. Tymczasem w klasyfikacji generalnej Rajdu zajęli ponownie dziewiątą pozycję. Na początku listopada Maciej Baran poinformował, że przestanie pełnić funkcję pilota Roberta Kubicy ze względu na zmiany w życiu osobistym.
Robert Kubica znalazł się wraz z pilotem Michele Ferrarą na liście zgłoszeń do odbywającego się w połowie listopada Rajdu Wielkiej Brytanii, w samochodzie Citroën DS3 WRC. Był to debiut polskiego zawodnika w samochodzie klasy WRC. Przyznał on, że nie jest zadowolony ze zmiany pilota, m.in. ze względu na przyzwyczajenie do notatek w języku polskim. Na pierwszym odcinku specjalnym zajął ósmą pozycję, ze stratą 13,4 s do Sebastiana Ogiera, który go zwyciężył. Na kolejnym był siódmy, tracąc 16,1 s, a na kolejnym szósty ze stratą 6,3 s. Po zakończeniu pierwszej pętli znajdował się na siódmej pozycji w klasyfikacji generalnej, posiadając łączny czas o 35,4 s gorszy od Ogiera.

Staram się jechać jak najlepiej, co nie oznacza, że próbuję jechać jak najszybciej

Dzień później, podczas przejazdu czwartego odcinka specjalnego załoga Citroëna wypadła z trasy i nie ukończyła go. Kierowca stwierdził, że źle ocenił przyczepność na hamowaniu i zablokował przednie koła, co zakończyło się wyjazdem poza drogę po zewnętrznej i po nieudanym użyciu hamulca ręcznego, wypadnięciem poza pobocze na dachu.
Polak powrócił do rywalizacji na dziesiąty OS, w systemie Rally-2, posiadając naliczone ponad pół godziny straty do lidera. Zajął w nim ósmą pozycję. Podczas 11. OS ponownie wypadł jednak z trasy i podwójnie dachował. Powodem był błąd w komunikacji z pilotem. Polsko-włoska załoga definitywnie wycofała się z rajdu. W klasyfikacji generalnej kierowców Rajdowych Mistrzostw Świata 2013 zajął trzynastą pozycję, zdobywszy 18 punktów.

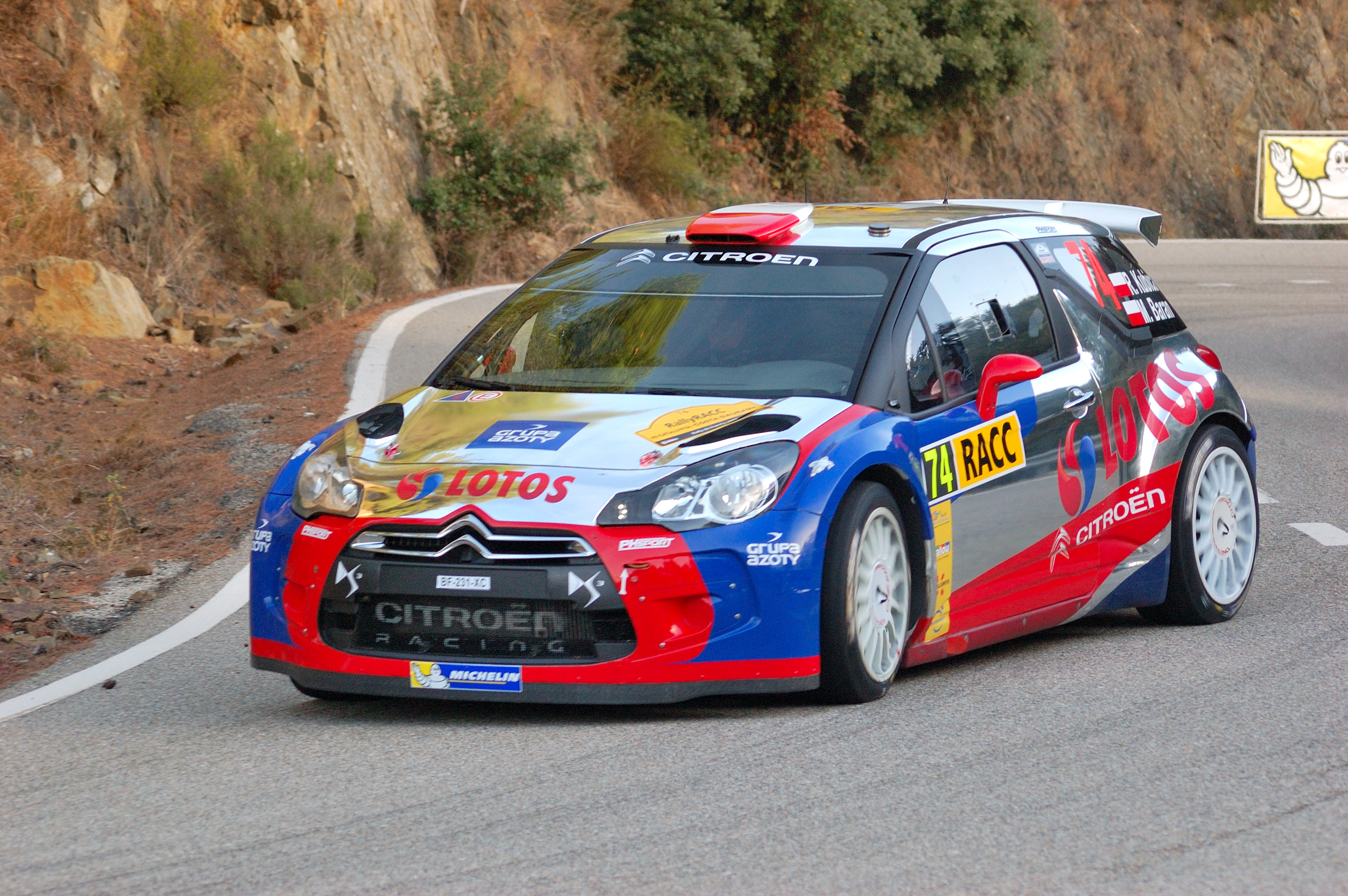
Robert Kubica i Maciej Baran podczas Rajdu Hiszpanii 2013

Tymczasem w ostatecznej klasyfikacji kierowców Rajdowych Mistrzostw Europy Kubica zajął 29. miejsce z 17 punktami.
Na początku grudnia Kubica wziął udział z pilotem Jakubem Gerberem w zaliczanym do Pucharu Lombardii rajdzie Ronde Citta Dei Mille, jadąc samochodem Peugeot 207 w klasie S2000. Na pierwszym odcinku specjalnym zajął 45. miejsce, następnie był dwukrotnie trzeci, a na ostatnim OS-ie zajął drugie miejsce. Rezultaty te pozwoliły mu na zwyciężenie swojej klasy i zajęcie czwartej lokaty w klasyfikacji generalnej, ze stratą minuty i jedenastu sekund do triumfatora, Alessandro Perico. Tym samym poprawił swój wynik sprzed czterech lat, kiedy był 35.
Niespełna tydzień później na gali Międzynarodowej Federacji Samochodowej w Paryżu Robert Kubica został ogłoszony zwycięzcą plebiscytu na Osobowość Roku FIA. 13 grudnia ogłoszono natomiast, iż został on obok Mikko Hirvonena i Elfyna Evansa zakontraktowany na kierowcę zespołu M-Sport i będzie startował w sezonie 2014 WRC w Fordzie Fieście. Dwa dni później, startując ponownie z Jakubem Gerberem, zwyciężył rajd Ronde Citta di Sperlonga. Odniósł zwycięstwa w pierwszych trzech odcinkach specjalnych, a w ostatnim zajął drugie miejsce. Jego przewaga nad drugim zawodnikiem Graziano De Santisem wyniosła 35 s.
W końcowej części sezonu 2013 Robert Kubica startował z trzema pilotami – w ostatnich rundach WRC-2 z Maciejem Baranem, w rajdzie Wielkiej Brytanii z Michelle Ferrarą, a w lokalnych rajdach włoskich z Jakubem Gerberem. Włoski serwis Autosprint opublikował informacje, sugerujące, że w roku 2014 pilotem Polaka zostanie Giovanni Bernacchini, jednak do Rajdu Jänner zaliczanego do klasyfikacji ERC 2014 zgłoszony został w tej roli Maciej Szczepaniak. Do otwierającego rywalizację WRC 2014 Rajdu Monte Carlo Kubica został początkowo zgłoszony bez pilota.

### 2014–2016: WRC

#### 2014
W sezonie 2014 Robert Kubica startował w zespole M-Sport z pilotem Maciejem Szczepaniakiem.
3 stycznia rozpoczął się austriacki Rajd Jänner, pierwsza runda Rajdowych Mistrzostw Europy 2014. Kubica wraz z pilotem Maciejem Szczepaniakiem uzyskali najlepszy czas przejazdu odcinka kwalifikacyjnego. Na części trasy rajdu znajdował się lód. Na pierwszych dwóch odcinkach specjalnych Kubica uzyskał trzecie czasy, a na następnym zwyciężył. Po pierwszej pętli zajmował w klasyfikacji rajdu drugą pozycję, ze stratą 4,9 sekundy do Kajetana Kajetanowicza. Na czwartym OS-ie załoga M-Sport wjechała w kamień i przecięła oponę. Kubica stwierdził, że był to pierwszy „kapeć” na asfalcie w jego karierze. Polska załoga zajęła na tym odcinku piąte miejsce, ze stratą 22,4 sekundy. Spadła na czwartą pozycję w klasyfikacji generalnej. Na kolejnym odcinku specjalnym Kubica był czwarty, a szósty wygrał. Przesunął się na trzecie miejsce w klasyfikacji rajdu. Po drugiej pętli tracił 14,3 s do prowadzącego Raimunda Baumschlagera. Na siódmym OS-ie Kubica był drugi ze stratą 0,1 sekundy do Czecha Wacława Pecha, jadącego w Mini. Kubica i Szczepaniak odnieśli zwycięstwa na trzech kolejnych odcinkach specjalnych i po pierwszym dniu rywalizacji byli liderami rajdu. Kierowca stwierdził, że dziesiąty odcinek specjalny był najtrudniejszym w jego karierze.
Ostatni dzień rywalizacji w austriackim rajdzie rozpoczął się od 11. odcinka specjalnego. Kubica i Szczepaniak uplasowali się w nim na drugiej pozycji ze stratą 1,7 sekundy do Pecha i Uhela; na trasie przegrzali nowo założone przednie hamulce. Na następnym OS-ie zajęli drugie miejsce, otrzymali jednak dziesięciosekundową karę za 0,28 sekundy falstartu i spadli na drugie miejsce w klasyfikacji generalnej. Na trzynastym OS-ie zajęli piąte miejsce, a ich strata do Czechów po czwartej pętli wynosiła 10,5 sekundy. Kolejną pętlę rozpoczęli od zwycięstwa z przewagą 2,2 sekundy nad załogą Mini. Na następnych dwóch, mglistych odcinkach specjalnych plasowali się na drugich pozycjach, tracąc na nich łącznie 5,5 sekundy do Pecha i Uhela. Siedemnasty OS został wygrany przez Kubicę z przewagą 2 s nad trzecim Pechem. Po ostatnim serwisie odbył się kończący rajd, osiemnasty odcinek specjalny. Polska załoga jechała w nim z dwoma oponami zimowymi i dwoma kolcowanymi. Odnieśli zwycięstwo, uzyskując czas odcinka o 23 s lepszy od drugich Baumschlagera i Wichy. Zostali również zwycięzcami całego rajdu, wyprzedzając w klasyfikacji generalnej czeską załogę o 19,9 sekundy.

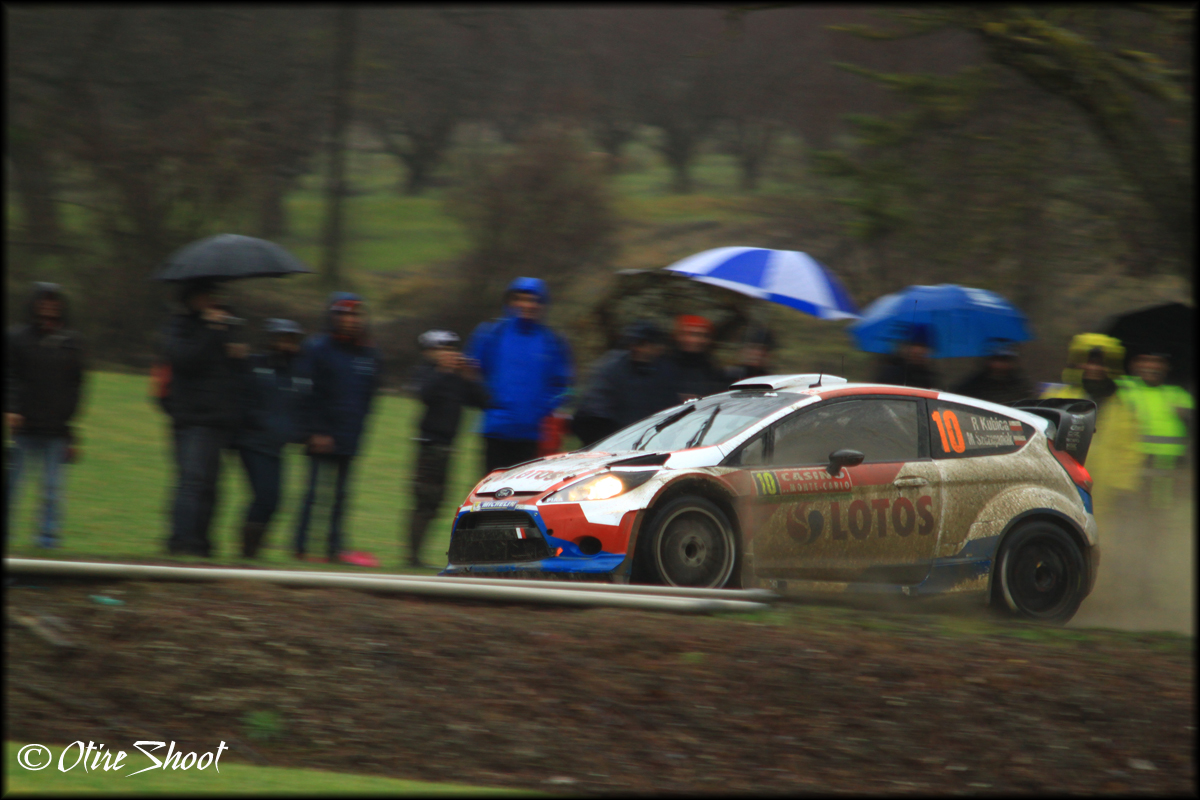
Kubica za kierownicą Forda Fiesty RS WRC podczas Rajdu Monte Carlo 2014

7 stycznia oficjalnie potwierdzono, że pilotem Kubicy w sezonie 2014 WRC będzie Maciej Szczepaniak. Na rozegranym 15 stycznia, poprzedzającym Rajd Monte Carlo 2014 odcinku testowym załoga M-Sport uzyskała piąty czas. Załogą szpiegowską Kubicy zostali Tomasz Kuchar i Daniel Dymurski.
Na pierwszą pętlę rajdu Kubica i Szczepaniak wyjechali na oponach supermiękkich. Wygrali pierwszy odcinek specjalny, osiągając 14,3 s przewagi nad drugą załogą Bouffierem i Panserim (również startującymi pod szyldem M-Sport). Polski kierowca stwierdził, że źle ustawione były światła w jego samochodzie, co pogarszało mu widoczność. Na drugim OS-ie polska załoga ponownie zwyciężyła, uzyskując czas o 4,6 s lepszy od drugich Latvali i Anttili. W klasyfikacji generalnej przewaga Kubicy nad drugim zawodnikiem (Ogierem) wzrosła do 36,8 s. W części trasy trzeciego OS-u zalegał śnieg, dzięki czemu zyskały załogi z oponami zimowymi. Kubica zajął 21. miejsce na tym odcinku, ze stratą 1 minuty 24,3 s i spadł na czwarte miejsce w klasyfikacji rajdu, tracąc 42,5 s do prowadzącego Bouffiera. Na drugą pętlę polska załoga zabrała cztery opony zimowe i dwie kolcowane. Na czwartym odcinku specjalnym zajęli trzecie miejsce, tracąc do zwycięzców 12,4 s. Kierowca stwierdził, że jedzie ostrożnie, gdyż najważniejsze jest ukończenie rajdu. Na następnym OS-ie, rozegranym na bardzo śliskiej trasie, byli czwarci (ze stratą 17,3 s) i awansowali na drugą lokatę w klasyfikacji generalnej. Szósty OS ukończyli na siódmym miejscu, tracąc 21,2 s do zwycięzcy. Po pierwszym dniu rywalizacji Kubica i Szczepaniak byli trzeci w klasyfikacji generalnej, ze stratą 39,5 s do Bouffiera i 0,7 s do Meeke’a.
Drugi dzień rajdu rozpoczął się od prawie 50-kilometrowego 7. odcinka specjalnego. Odbył się w deszczowych warunkach – Kubica stwierdził, że musiał hamować bardzo wcześnie (do 200 m w szybszych sekcjach trasy). Polacy zajęli czwarte miejsce, ze stratą 24,8 s do Ogiera i spadli na czwartą lokatę w klasyfikacji generalnej. Na następnym OS-ie byli trzeci (tracąc 7,8 s), a ich strata do liderów w klasyfikacji rajdu wzrosła do ponad minuty. Dziewiąty odcinek specjalny załoga M-Sport pokonywała dobrym tempem (w punktach pomiarowych lepsi byli jedynie Ogier z Ingrassią), jednak wypadli z trasy, zsuwając się ze skarpy na zakręcie. Kubica przyznał, że ich załoga szpiegowska poinformowała ich o trudnych warunkach w tym miejscu.
Na początku lutego Kubica zdobył tytuł ERC Ice Master, przyznawany za najlepsze wyniki w rajdach Mistrzostw Europy rozgrywanych na śnieżnych trasach. Przed rywalizacją WRC w Szwecji testował na tamtejszych trasach z Marcusem Grönholmem.
Przed Rajdem Szwecji Kubica stwierdził, że „dojechanie do mety będzie już osiągnięciem”, a w trakcie rywalizacji powtarzał, że jedzie wolno by zdobyć doświadczenie. Na pierwszym odcinku specjalnym, zgodnie z życzeniem kibiców, konkurował on bezpośrednio z Ogierem. Osiągnął dwunasty czas ze stratą pięciu sekund do zwycięzcy, Mikkelsena. W odbywających się następnego dnia dwóch kolejnych OS-ach był jedenasty. Piąty OS ukończył na dwunastym miejscu, a szósty – na trzynastym. W wynikach siódmego „oesu”, kończącego drugi dzień rajdu, Kubica i Szczepaniak po raz pierwszy uplasowali się w pierwszej dziesiątce. Uzyskali oni dziewiąty czas ze stratą 7,2 s do zwycięzcy. W klasyfikacji generalnej znajdowali się na jedenastym miejscu i tracili 59,9 s do prowadzących Ogiera i Ingrassiego.
Trzeci dzień rajdu rozpoczął się od przejazdu ósmego OS-u. Kubica i Szczepaniak osiągnęli trzynasty czas. Auto było nadsterowne ze względu na błędne ustawienia, a przyczepność mniejsza niż wcześniej. Przed kolejnymi odcinkami, na których zajęli dwunaste, dziesiąte i ponownie dwunaste miejsce, wprowadzili zmiany do ustawień samochodu. Po zakończeniu pętli znajdowali się na dziesiątej pozycji w klasyfikacji generalnej, ze stratą 2 minut 34 sekund do prowadzących Solberga i Minor. Na następnym odcinku specjalnym Kubica źle wszedł w zakręt, jego samochód skoczył ze skręconą kierownicą i w efekcie wylądował w zaspie. Auto udało się przywrócić na trasę dzięki pomocy kibiców. Strata Polaków na tym odcinku wyniosła 10 minut 43,3 s; sklasyfikowano ich na 33. lokacie. W klasyfikacji generalnej spadli na 24. miejsce, tracąc 13 minut 15 sekund do liderów. Trzynasty OS ukończyli na trzynastej pozycji i awansowali o jedno miejsce w klasyfikacji rajdu. W kolejnym „oesie” ponownie wjechali w bandę śnieżną, a tym razem ich strata do liderów wyniosła 10 minut 46,7 s. W trakcie powrotu na trasę doszło do incydentu – nie wystawiony został trójkąt ostrzegawczy, a jedna z osób uczestniczących w tym manewrze niemal wpadła pod zbliżający się samochód Madsa Østberga. Załoga M-Sport została za to później ukarana „ostrą reprymendą”. Tymczasem Polacy spadli na 30. miejsce w klasyfikacji generalnej, tracąc ponad 24 minuty do prowadzących. Na 15. OS-ie byli jedenaści, a na 16. – ósmi, ze stratą 4,3 s. Trzeci dzień rywalizacji ukończyli na 29. miejscu w generalnej klasyfikacji, a ich strata do liderów wynosiła 24 minuty 19,7 s.
W kolejnym dniu polska załoga wyruszała na trasę jako pierwsza. Kubica stwierdził, że podczas przejazdu 17. „oesu” nie posiadał dobrej przyczepności, a odcinek był bardzo trudny i śliski. Uzyskał na nim 30. czas, a na następnych był 23. i 21.

Jest tak ślisko, że opis nie ma żadnego odniesienia. Jedziemy bardzo powoli. Mam nadzieję, że dojedziemy do mety bez dramatów

Na dwudziestym odcinku specjalnym Kubica i Szczepaniak utknęli ponownie w zaspie. Kierowca uznał to za konsekwencję swojego zaniedbania podczas zapoznania z trasą. Polacy stracili na tym odcinku ponad 4,5 minuty. W klasyfikacji generalnej po zakończeniu pętli znajdowali się na 28. miejscu, ze stratą 32 minut 59,7 s. Kolejną rozpoczęli od 21. miejsca, ze stratą 1 min 14,8 s. Na 23. OS-ie uplasowali się w czołowej dwudziestce, zajmując 13. miejsce. Ich strata do lidera na tym odcinku wyniosła 1 min 4,7 s. Na ostatnim OS-ie zajęli 18. miejsce, a w ostatecznych wynikach zostali sklasyfikowani na 24. pozycji z czasem o 36 min 12,4 s gorszym od zwycięzców – Latvali i Anttili.

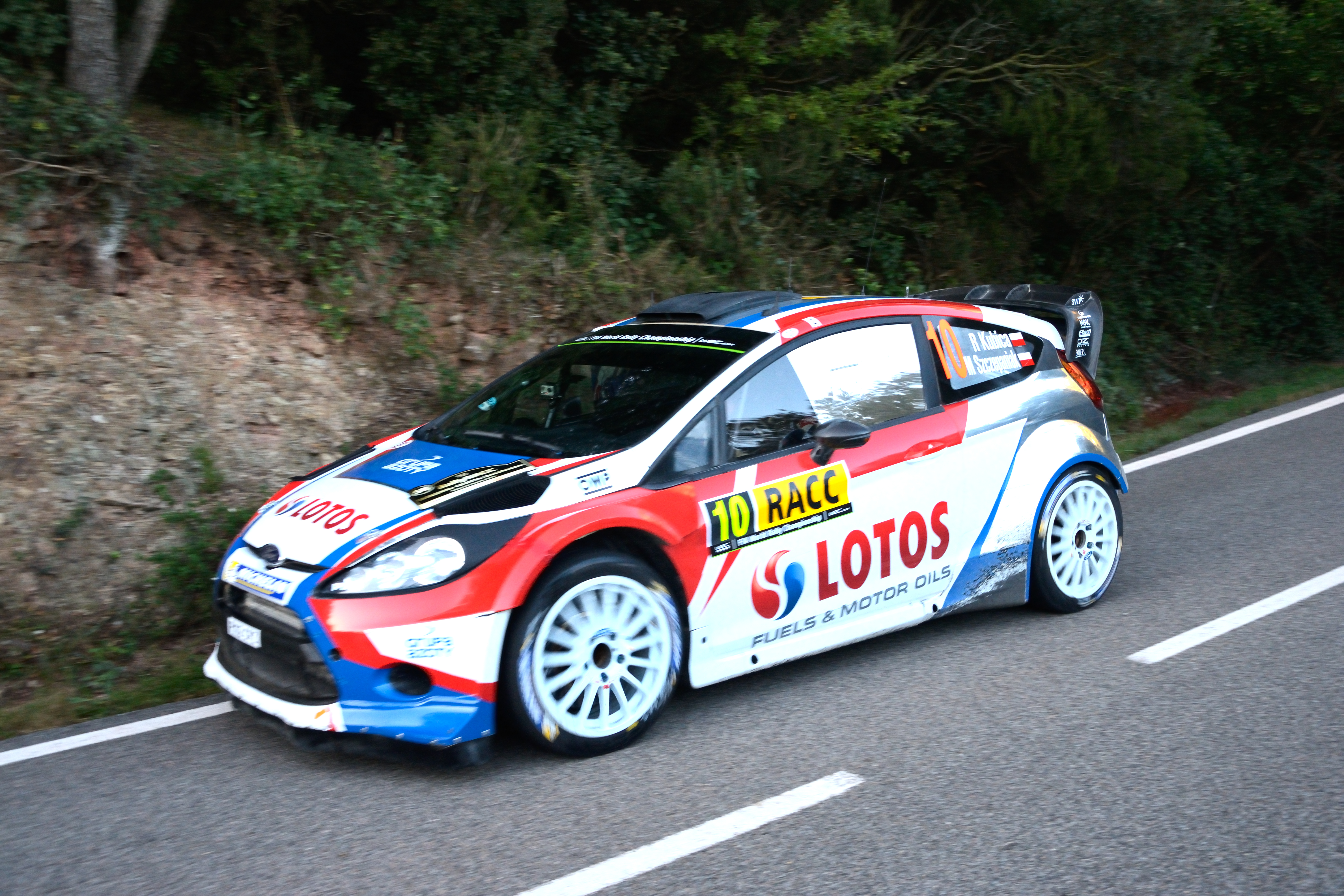
Robert Kubica i Maciej Szczepaniak podczas prologu do Rajdu Hiszpanii 2014

Rajd Meksyku 2014 był pierwszym, w którym Kubica rywalizował Fiestą na szutrze. Przed rozpoczęciem rywalizacji podkreślił, że wysokie wysokości bezwzględne spowodują zmniejszenie mocy silnika. Na odbywającym się 6 marca odcinku testowym Kubica i Szczepaniak uzyskali ósmy czas. Na pierwszym odcinku specjalnym uplasowali się o jedną pozycję niżej. Drugi dzień rywalizacji rozpoczął się dla Polaków siódmym miejscem. Przyczepność była słaba. Na następnym OS-ie, ukończonym przez nich na szóstej pozycji, awarii uległ pneumatyczny system zmiany biegów łopatką. Na kolejnych odcinkach załoga M-Sport uzyskała szósty i siódmy czas. Przed zjazdem na serwis znajdowali się na szóstej pozycji w klasyfikacji generalnej, ze stratą 1 min 0,6 s do prowadzących Östberga i Anderssona. Następne OS-y ukończyli na: ósmym i szóstym miejscu. Na ósmym odcinku specjalnym byli czwarci ze stratą 8,7 s i awansowali na tę samą pozycję w klasyfikacji generalnej. Przyczepność na trasie poprawiła się w stosunku do poprzedniej pętli. W dziewiątym OS-ie uzyskali trzeci czas, tracąc 2,7 s. Na „superoesie” dachowali. Po doliczeniu do czasu kary za dwa nieukończone odcinki, kończyli drugi dzień rywalizacji na dziewiątym miejscu. Na dwunastym OS-ie Kubica i Szczepaniak uzyskali siódmy rezultat i awansowali o jedną pozycję w klasyfikacji. Na trzynastym natomiast ponownie dachowali i ze względu na uszkodzenie klatki bezpieczeństwa wycofali się z rajdu.
Kolejną rundą mistrzostw WRC był odbywający się na początku kwietnia Rajd Portugalii 2014. Na odcinku testowym Kubica i Szczepaniak uzyskali ósmy czas. Na otwierającym odcinku specjalnym również byli ósmi, ze stratą 4,7 s do jego zwycięzców – Ogiera i Ingrassiego. Na dwóch kolejnych także był ósmy i na tej pozycji znajdowali się w klasyfikacji generalnej, ze stratą 21,1 s. Na czwartym „oesie” Fiesta Polaków uderzyła o konar drzewa, na wyjściu z prawego zakrętu. Uszkodzone zostało zawieszenie i Polacy nie ukończyli odcinka. Po doliczeniu do czasu kar za kolejne nieukończone odcinki, pierwszy dzień rywalizacji zakończyli na 61. pozycji ze stratą 20 min 5,1 sek do lidera. Drugi dzień rajdu rozpoczęli dziesiątym miejscem na ósmym odcinku specjalnym. Na następnym wypadli z trasy, ze względu na złą interpretację notatek. Podczas próby powrotu do rywalizacji awarii uległo sprzęgło. Zawodnicy wycofali się definitywnie z rajdu.
8 maja rozpoczął się Rajd Argentyny 2014. Na odcinku testowym Polacy uzyskali dziewiąty czas. Podczas pierwszego odcinka specjalnego załoga osiągnęła trzynasty rezultat, plasując się za czterema samochodami klasy WRC-2 i tracąc 11,8 s do jego zwycięzców – Ogiera z Ingrassim. Kubica przyznał, że warunki są wymagające, jednak postara się przejechać rajd płynnie. Drugi dzień rozpoczęli od dziesiątego czasu, ze stratą 1 min 3,7 s do najlepszego wyniku. Awansowali na dziesiątą pozycję w klasyfikacji generalnej. Na kolejnym OS-ie strata również wyniosła ponad minutę. Kubica i Szczepaniak mieli siódmy czas i przesunęli się o dwie pozycje w klasyfikacji rajdu.

Wszystko dobrze, ale na krętych partiach na szutrze jazda z jedną ręką na kierownicy i drugą na hamulcu ręcznym jest dla mnie bardzo trudna. Moje 23 lata doświadczenia nic nie znaczą na tym odcinku!

Na czwartym OS-ie polska załoga zajęła szóste miejsce, tracąc 35,2 s. Pozwoliło im to na awans na siómą pozycję w klasyfikacji generalnej. Ostatni odcinek tamtego dnia skończyli na czwartym miejscu. Drugi dzień rywalizacji kończyli na piątej lokacie w klasyfikacji generalnej, tracąc 0,2 s do poprzedzających ich bezpośrednio Evansa i Barritta oraz 3 min 48,3 s do liderów.
Trzeci dzień rozpoczęli od ósmego czasu i awansu na czwartą pozycję w klasyfikacji łącznej. Na następnym, siódmym OS zajęli ósme miejsce i spadli w „generalce” za załogę Mikkelsen/Markkula. Na drugim zakręcie kolejnego odcinka specjalnego Kubica uderzył samochodem w kamień po wewnętrznej. Kontynuował jednak jazdę i ponownie uplasował się na ósmym miejscu. Dziewiąty OS odbył się w mglistych warunkach, więc Polacy jechali ostrożnie. Tym razem również osiągnęli ósmy czas i spadli na szóste miejsce w generalnej tabeli. Kończący trzeci dzień rywalizacji 6-kilometrowy dziesiąty odcinek specjalny skończyli na dziesiątej pozycji. W generalnej klasyfikacji plasowali się na szóstej lokacie, ze stratą 7 min 14,4 s do prowadzących w stawce Neuville’a i Gilsoula.
W czwartym dniu Kubica rywalizował z Evansem o szóstą pozycję. Na 11. odcinku specjalnym Polak otrzymał błędną informację o międzyczasie i w rezultacie zwolnił tempo. Zajął na tym OS-ie dziesiąte miejsce. Na kolejnym był dziewiąty. Miał wówczas problem z kierowaniem samochodem ze względu na dużą ilość błota na trasie. Na 13. OS-ie Polacy uzyskali ósmy czas, a na ostatnim (power stage) byli piąci. Ostatecznie zajęli w rajdzie szóste miejsce, ze stratą 10 min 8 s do zwycięzców – Ogiera i Ingrassiego. Ustanowili tym samym najlepszy rezultat w historii polskich startów w tym rajdzie. Kubica zdobył pierwsze w sezonie osiem punktów do klasyfikacji kierowców.

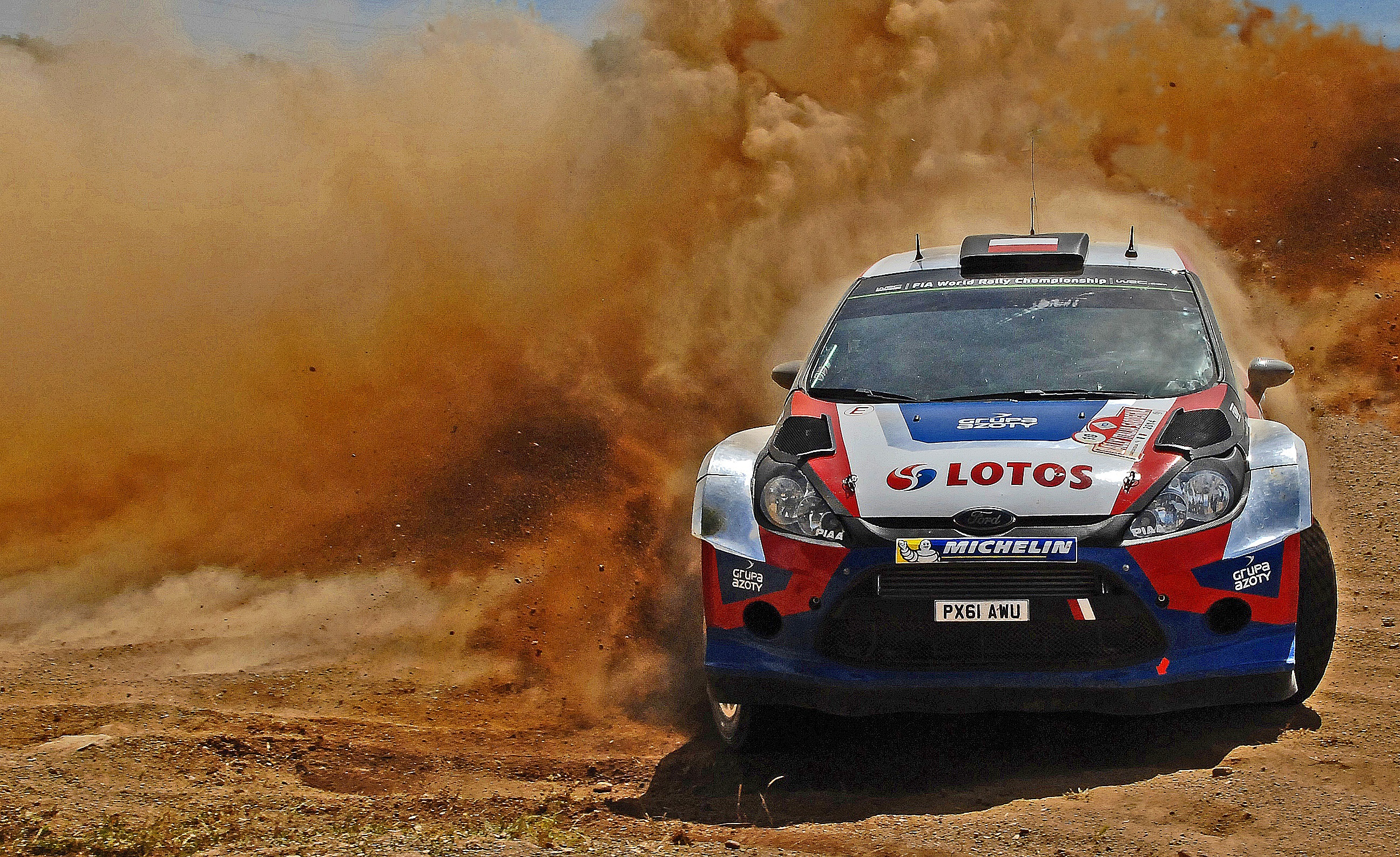
Robert Kubica podczas Rajdu Włoch 2014

Kolejny rajd rozpoczął się 5 czerwca, a była nim szutrowa runda na Sardynii. Na odcinku testowym Polacy uzyskali najlepszy czas, wyprzedzając załogę Ogier/Ingrassi o 0,1 s. Na pierwszym, niespełna półtorakilometrowym odcinku specjalnym, Kubica i Szczepaniak osiągnęli dwunasty rezultat, przegrywając 3,6 s z liderem. Na trzecim odcinku zajęli trzynaste miejsce i spadł na tę samą lokatę w klasyfikacji generalnej. Na następnym byli trzeci, tracąc do lidera 4,9 s i powrócili na 12. miejsce w klasyfikacji rajdu. Na trasie panowała słaba przyczepność. Kolejny OS zakończyli na szóstym miejscu. Na piątym odcinku specjalnym polska załoga uzyskała drugi rezultat, ze stratą 5,9 s do Latvali i Anttili. Znaleźli się na piątym miejscu w rajdzie. Na trzech następnych mierzonych odcinkach byli szóści, a na ostatnim tamtego dnia OS-ie zajęli trzecie miejsce. Ukończyli pierwszy dzień rywalizacji na trzeciej lokacie w rajdzie, ze stratą 56,9 s do liderów.
Na drugi dzień zaplanowano cztery odcinki specjalne. Na pierwszym z nich załoga M-Sportu była szósta, a na kolejnym – piąta. Kubica stwierdził, że przyczepność się poprawiła, a Polacy utrzymywali piątą lokatę w klasyfikacji generalnej. Na dwunastym OS-ie Fiesta Polaków uderzyła w kamień i uszkodzeniu uległo zawieszenie. Po doliczeniu kar za nieukończone odcinki ukończyli oni drugi dzień rywalizacji na ósmej pozycji, ze stratą ponad 12 minut do liderów. Na czternastym odcinku specjalnym Kubica i Szczepaniak osiągnęli szósty czas, na kolejnym siódmy. W samochodzie występowały problemy ze skrzynią biegów. Później zajęli szóste i piąte miejsce. Ostatecznie ukończyli rywalizację na ósmej pozycji, ze stratą 12 minut 19 sekund do zwycięzców, Mikkelsena i Floene.

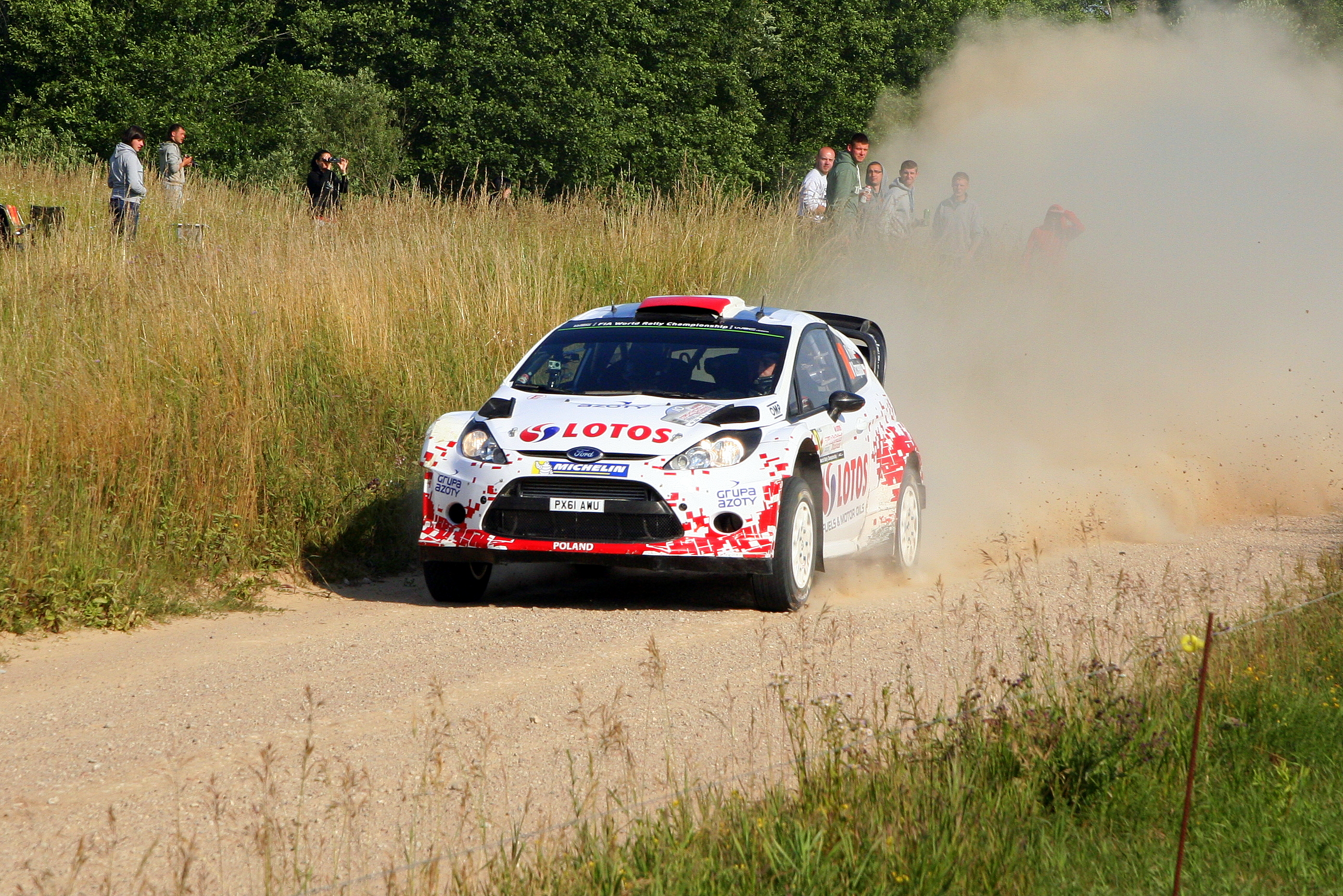
Robert Kubica na 71 Rajdzie Polski

W czwartek, 26 czerwca rozpoczął się odbywający się na Mazurach 71. Rajd Polski. Rywalizację na OS-ach załoga M-Sportu rozpoczęła od czwartego miejsca. Na drugim odcinku (Kruklanki) doszło do incydentu. Polacy przejechali przez wzniesienie w zły sposób i w wyniku problemów z hamowaniem, samochód znalazł się w rowie i dachował. Kubica stwierdził, że ma błąd miał związek z jego przyzwyczajeniami z toru wyścigowego. Spadli na jedenaste miejsce w klasyfikacji generalnej. Na kolejnym OS-ie byli trzynaści i ukończyli pierwszy dzień rajdu na dwunastej pozycji w „generalce”, ze stratą 37,3 s do Ogiera i Ingrassiego. Na rozpoczynającym drugi dzień rajdu OS-ie Wieliczki osiągnęli oni trzeci rezultat, ze stratą 1,1 s do zwycięzców. Kolejne dwa odcinki specjalne rozgrywane były na Litwie. Zanotowali w nich kolejno: jedenasty i dziewiąty czas i znajdowali się na dziewiątym miejscu w klasyfikacji generalnej. Następne dwa zaplanowane OS-y zostały odwołane. Na dziewiątym odcinku specjalnym zajęli 7. miejsce, a na dziesiątym, kończącym piątkową rywalizację, byli trzeci (ze stratą 2,2 do zwycięzców). Zakończyli piątek na ósmym miejscu w klasyfikacji rajdu.

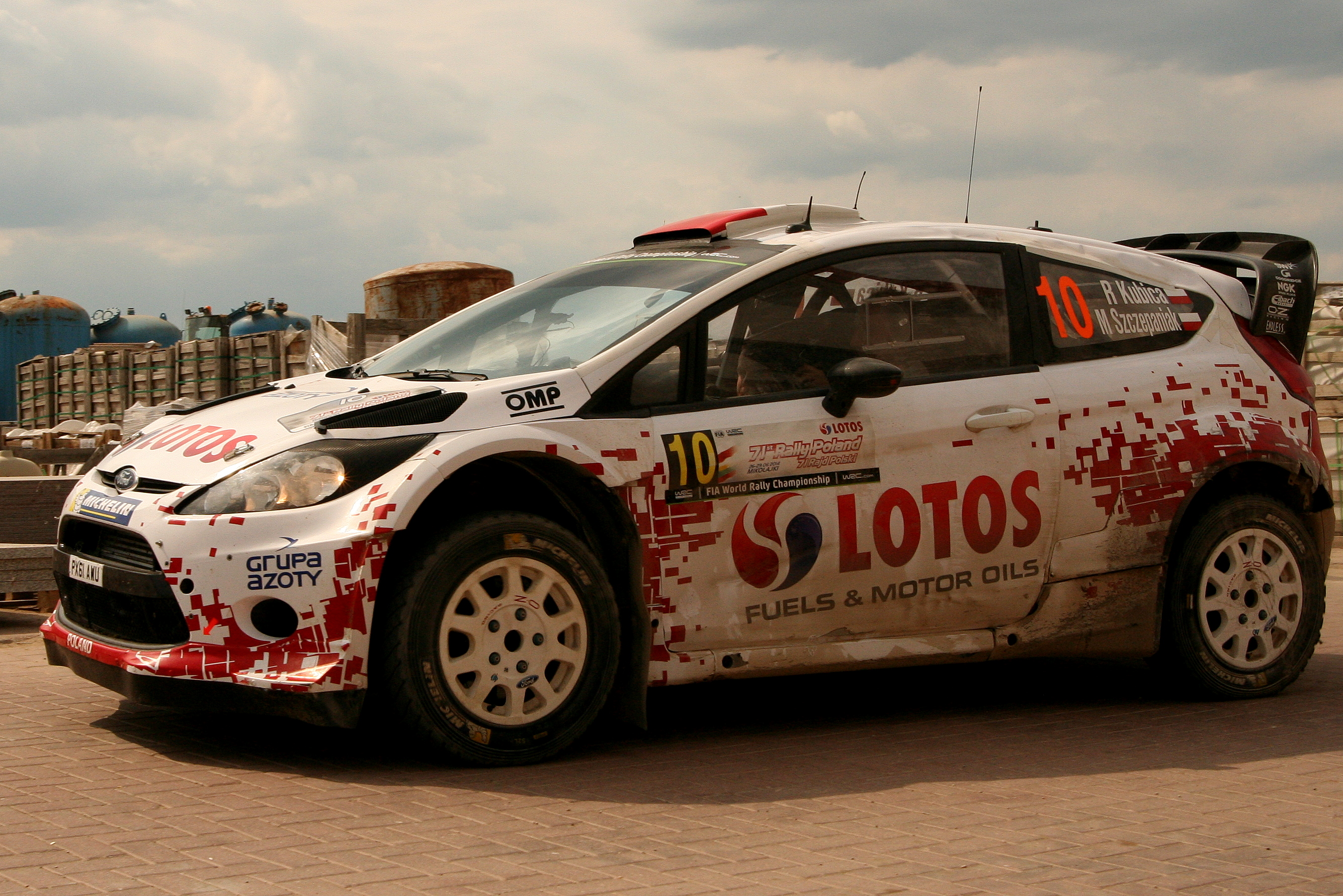
Robert Kubica po powrocie z 15 odcinka specjalnego Rajdu Polski 2014

Trzeci dzień polska załoga zaczęła od siódmej pozycji na OS-ie Chmielewo 1, gdzie przebili oponę. Na następnym byli dziewiąci, musząc cofać na jednym ze skrzyżowań ze względu na śliską nawierzchnię. Trzynasty OS ukończyli na ósmej pozycji i spadli na dziewiątą lokatę w klasyfikacji generalnej. Na kolejnym odcinku specjalnym, Gołdap 1, doszło do wypadku Elfyna Evansa. Zakłóciło to jazdę Kubicy i miał on czas nadany przez sędziów – szósty na tym odcinku, a pozwalający mu na awans o dwie lokaty. Po następnym odcinku, gdzie byli dziesiąci, awansowali na szóstą pozycję. Na szesnastym OS-ie zanotowali piąty czas. Na siedemnastym natomiast doszło do uszkodzenia tylnego zawieszenia. Najpierw doszło do uderzenia o kamień tyłem samochodu, a następnie przodem. Rozpoczął się pożar w wyniku rozlania się oleju na tarczę hamulcową. Kubica i Szczepaniak nie dokończyli trzeciego dnia rywalizacji w rajdzie. Podczas porannego serwisu ostatniego dnia doszło do wymiany alternatora. Na 21. OS-ie uzyskali szósty czas, na kolejnym – dziewiąty. Na przedostatnim odcinku specjalnym uzyskali trzeci czas, ze stratą 0,3 s do zwycięzców. Ostatni, dwudziesty czwarty, zakończyli na szóstym miejscu. W ostatecznej klasyfikacji generalnej rajdu zajęli dwudzieste miejsce, ze stratą ponad 25 minut do zwycięzców, Ogiera i Ingrassiego.

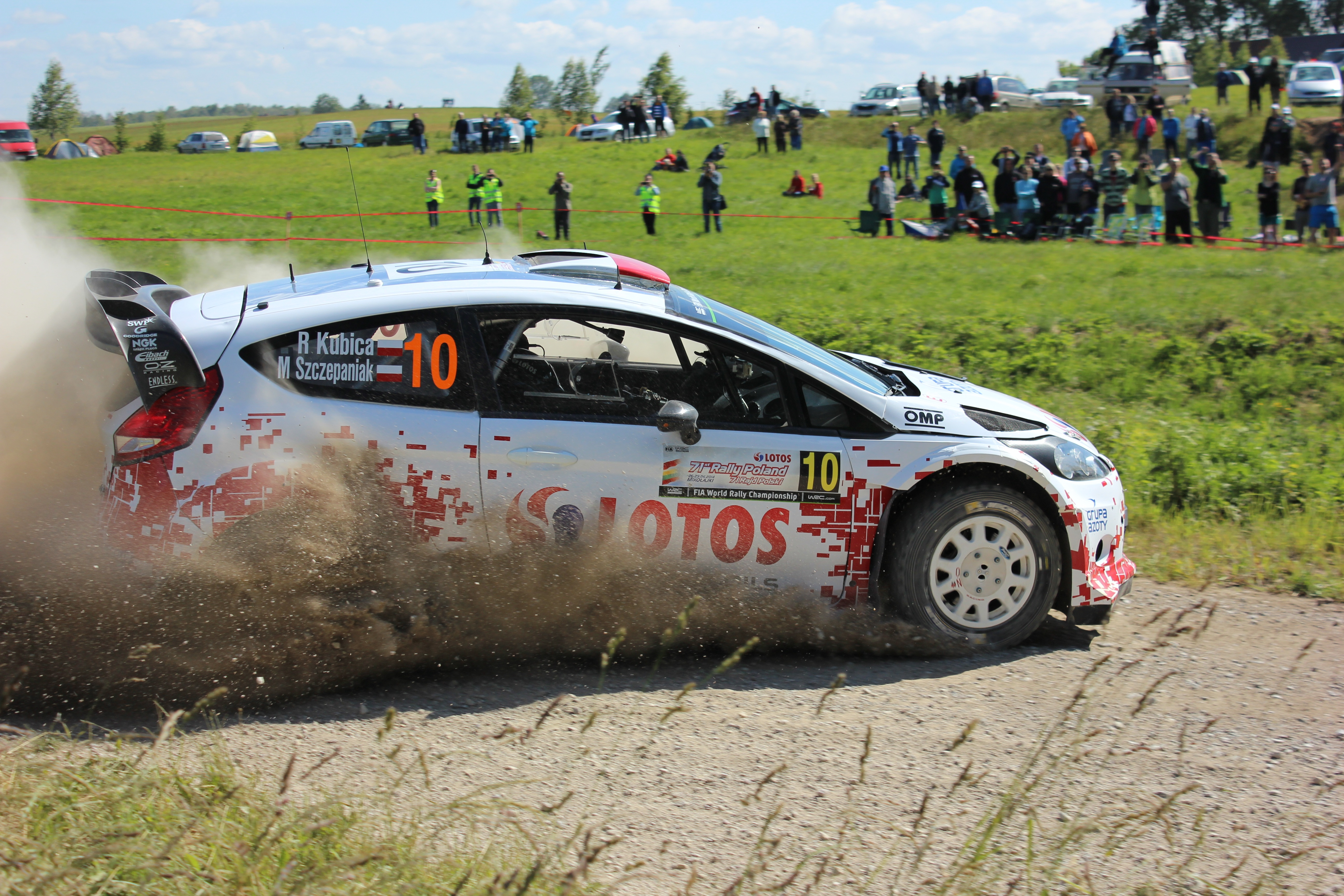
Rajd Polski 2014

Od 11 lipca Kubica wraz z pilotem Przemysławem Mazurem startowali w lokalnym włoskim Rally del Casentino, traktując go jako trening przed asfaltowym Rajdem Niemiec WRC. Rozpoczęli go od siódmej pozycji na odcinku miejskim. Następny odcinek specjalny zwyciężyli i objęli prowadzenie w klasyfikacji generalnej, z przewagą 16,3 s nad załogą Cresci/Cabiatti. Na trzecim OS-ie doszło do uszkodzenia prawej przedniej opony w samochodzie Polaków i ukończyli go na trzynastym miejscu, tracąc ponad pół minuty do zwycięzców. Spadli na czwarte miejsce w klasyfikacji generalnej. Następnie zwyciężyli wszystkie pozostałe sześć OS-ów i wygrali w rajdzie z przewagą 2 minut 38,6 s.
31 lipca rozpoczął się Rajd Finlandii 2014. Na pierwszych dwóch odcinkach specjalnych Polacy zajmowali dziesiąte miejsce. Na następnych dwóch byli dziewiąci, pojawiły się jednak problemy z „przerywającą” jednostką napędową. Na koniec pierwszego dnia rajdu byli dziewiąci w łącznej klasyfikacji, ze stratą 52,1 s do liderów. Na otwierającym drugi dzień, piątym OS-ie doszło do wypadku, wynikającego ze złego opisu trasy. Kubica zbyt szeroko wjechał w zakręt, uderzył w coś lewą przednią częścią samochodu, po czym samochód wykonał obrót w powietrzu. Załoga nie ukończyła tamtego dnia rywalizacji. Po doliczeniu karnych minut za nieukończenie odcinków załoga znalazła się na 58. miejscu w klasyfikacji rajdu. Pięć porannych odcinków specjalnych trzeciego dnia ukończyła ona na dziesiątej pozycji. Kubica określił trasę jako śliską i pełną luźnego szutru. Na kolejnym przejeździe tych odcinków plasowali się pomiędzy siódmą i ósmą lokatą. Po trzecim dniu rajdu awansowali na 38. miejsce w generalnej klasyfikacji. W ostatnim dniu Kubica borykał się z problemami – ze zmianą biegów i interkomem, a na ostatnim, 26. odcinku specjalnym przestrzelił wejście w zakręt. Wszystkie trzy „oesy” tego dnia Polacy skończyli na 8. miejscu, a w rajdzie ostatecznie byli trzydzieści czwarci.

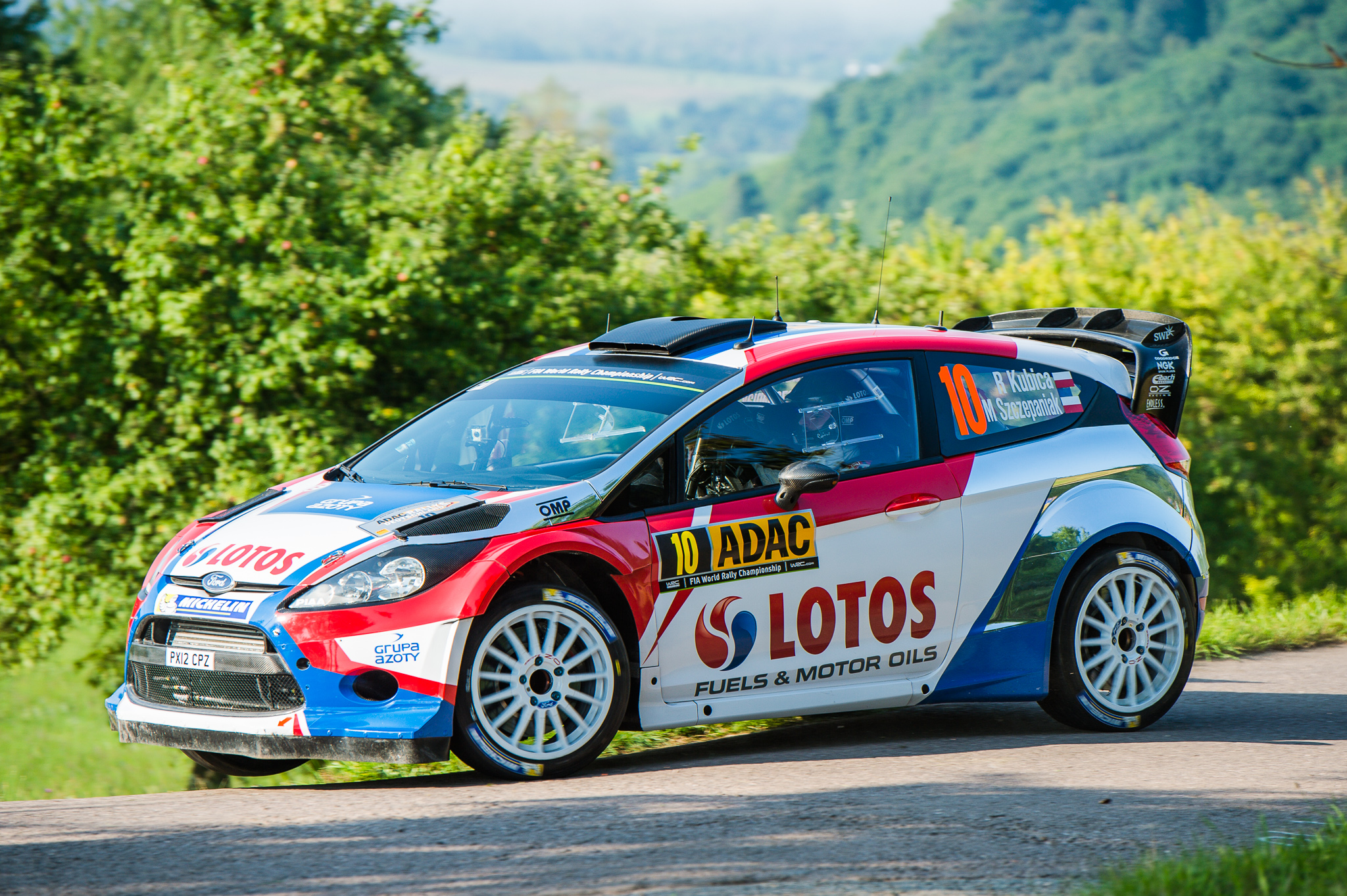
Samochód Kubicy podczas Rajdu Niemiec w roku 2014

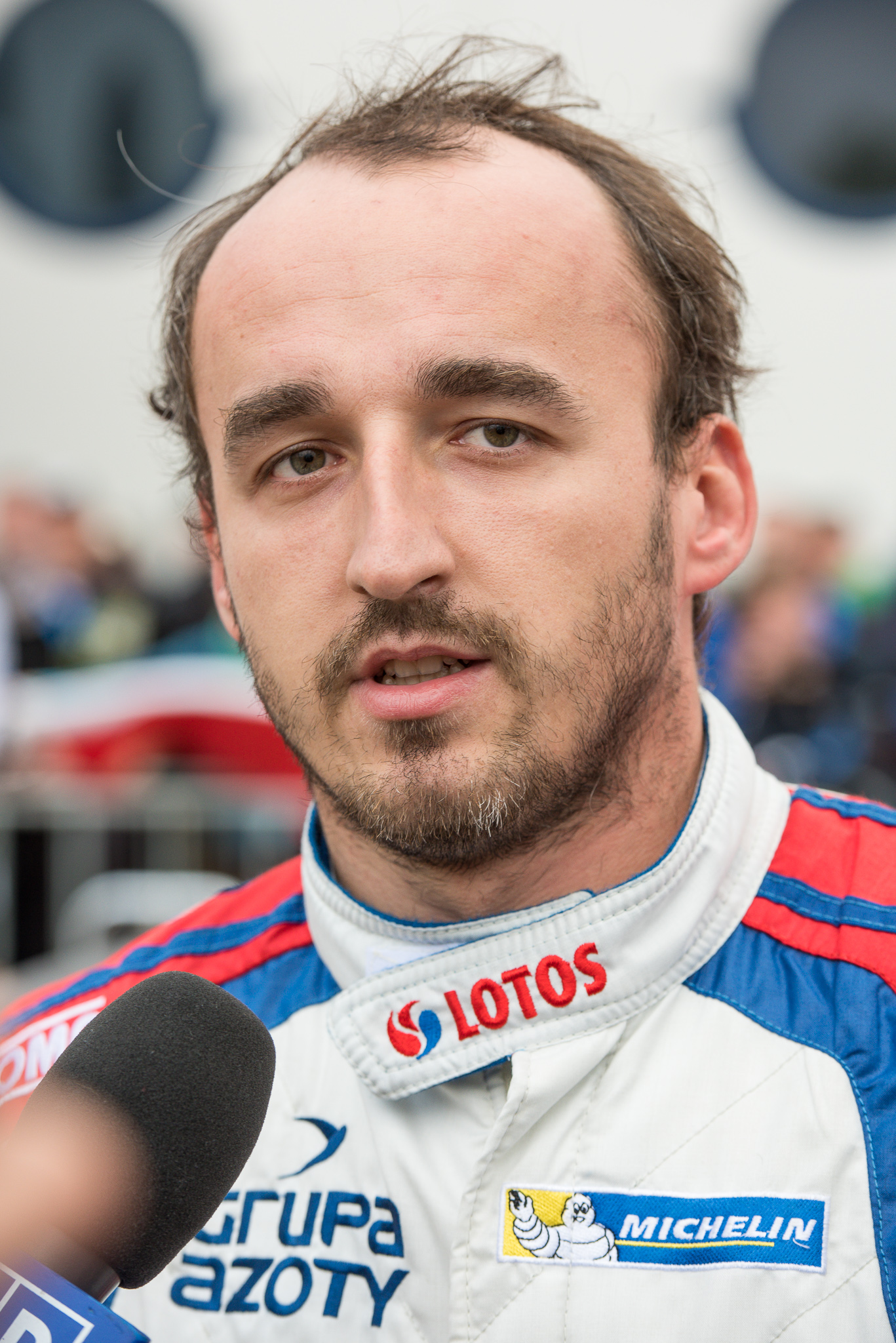
Robert Kubica w trakcie Rajdu Niemiec

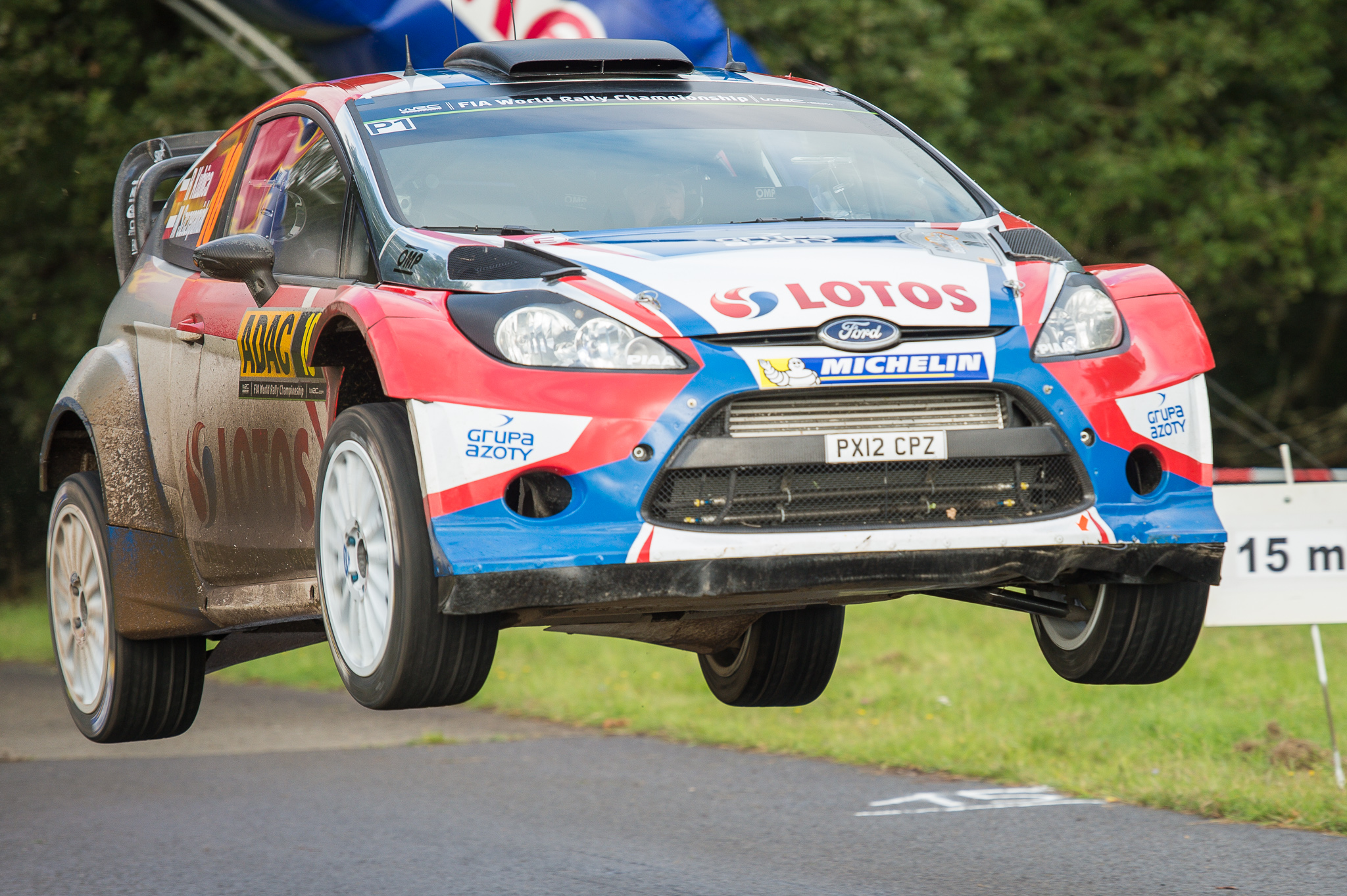
Robert Kubica i Maciej Szczepaniak podczas Rajdu Niemiec 2014 (Ford Fiesta RS WRC)

22 sierpnia rozpoczął się Rajd Niemiec 2014. Na pierwszych dwóch „oesach” załoga M-Sport zajmowała dziewiątą pozycję. Na następnym odcinku specjalnym Kubica źle pojechał w zakręcie i zjechał z drogi w winnice. Polacy powrócili na trasę z pomocą kibiców i ukończyli odcinek na 72. pozycji. W klasyfikacji generalnej tracili 4 min 38,6 s do liderów. Podczas serwisu wymienione zostało sprzęgło w Fordzie. Czwarty OS ponownie zakończyli na dziewiątej pozycji i awansowali z 34. na 25. lokatę w klasyfikacji rajdu. Ostatnie dwa odcinki specjalne tamtego dnia kończyli na dziesiątym miejscu i byli 22. w „generalce”.
Siódmy OS w niemieckim rajdzie zwyciężyli Kubica i Szczepaniak, korzystając z faktu, że startowali na początku stawki. Druga załoga na mecie odcinka, Neuville i Gilsoul straciła do nich 1,7 s. Polacy awansowali na 17. miejsce w klasyfikacji generalnej. Po odwołaniu ósmego OS-u, na dziewiątym byli jedenaści. Podczas dziesiątego, niewłaściwie dobrane opony w samochodzie przegrzewały się, a 15 km przed metą uderzył on w kamień. Załoga M-Sport ukończyła odcinek na dziesiątej pozycji i awansowała na dwunastą lokatę w tabeli rajdu. Na kolejnym zajęli 11. miejsce. W dwunastym OS-ie ponownie okazali się najlepsi, wyprzedzając drugich Bouffiera i Panseriego o 7,2 s. Następne dwa odcinki specjalne Polacy ukończyli kolejno na: 10. i 9. miejscu i zakończyli drugi dzień rywalizacji zamykając pierwszą dziesiątkę klasyfikacji generalnej. Przed startem otwierającego trzeci dzień odcinka specjalnego, w samochodzie załogi doszło do awarii skrzyni biegów (przekładnia zatrzymała się na trzecim przełożeniu), więc Kubica i Szczepaniak nie ukończyli rajdu.
12 września rozpoczął się szutrowy Rajd Australii 2014. Dzień wcześniej na odcinku testowym Polacy uzyskali po czterech przejazdach dziewiąty czas. Na pierwszym OS-ie mieli incydent z obrotem na błotnistej sekcji trasy i byli dziesiąci. Następne dwa odcinki specjalne kończyli na dziewiątej pozycji i po pierwszej pętli zajmowali dziewiąte miejsce w klasyfikacji generalnej. Podczas przejeżdżania drugiej pętli, kierownica Kubicy była krzywo ustawiona, co zmniejszało mu komfort jazdy. Na następnych OS-ach załoga M-Sport zajmowała pozycje 7.-9. i kończyła dzień z ósmym miejscem w klasyfikacji rajdu i stratą 57,6 s do liderów – Ogiera i Ingrassiego.
Na odcinku dojazdowym do dziewiątego OS-u pojawiły się problemy ze skrzynią biegów, jednak znikły one podczas przejazdu OS-u. Polacy ukończyli go, podobnie jak następny, na dziesiątym miejscu. Na rozpoczynającym popołudniową pętlę jedenastym byli dziewiąci. Podczas przejazdu dwunastego OS-u wypadli z drogi, uszkadzając lewy tył pojazdu. Powodem było rozproszenie kierowcy wynikające z testu flag ostrzegawczych na trasie. Kubica i Szczepaniak osiągnęli 26. czas, ze stratą 1 min 22,9 s do zwycięzców i spadli na dziesiąte miejsce w klasyfikacji generalnej. Dwa przejazdy „super-oesu”, przed serwisem, ukończyli kolejno na: 19. i 23. miejscu. Ich strata do dziewiątej załogi wzrosła do minuty. Oprócz awarii przyczynił się do tego zły dobór opon (założone zostały te wykonane z mieszanki przeznaczonej na mokrą nawierzchnię, a było sucho).
Pierwsze cztery OS-y rozegrane ostatniego dnia kończyli na dziesiątej lokacie. Na następnym, po problemach Ostberga byli dziewiąci i awansowali na tąże pozycję w klasyfikacji generalnej. Na ostatnim odcinku specjalnym zajęli ósme miejsce i ostatecznie zajęli dziewiąte miejsce w rajdzie, tracąc 6 min 39,8 s do triumfującej załogi francuskiej.

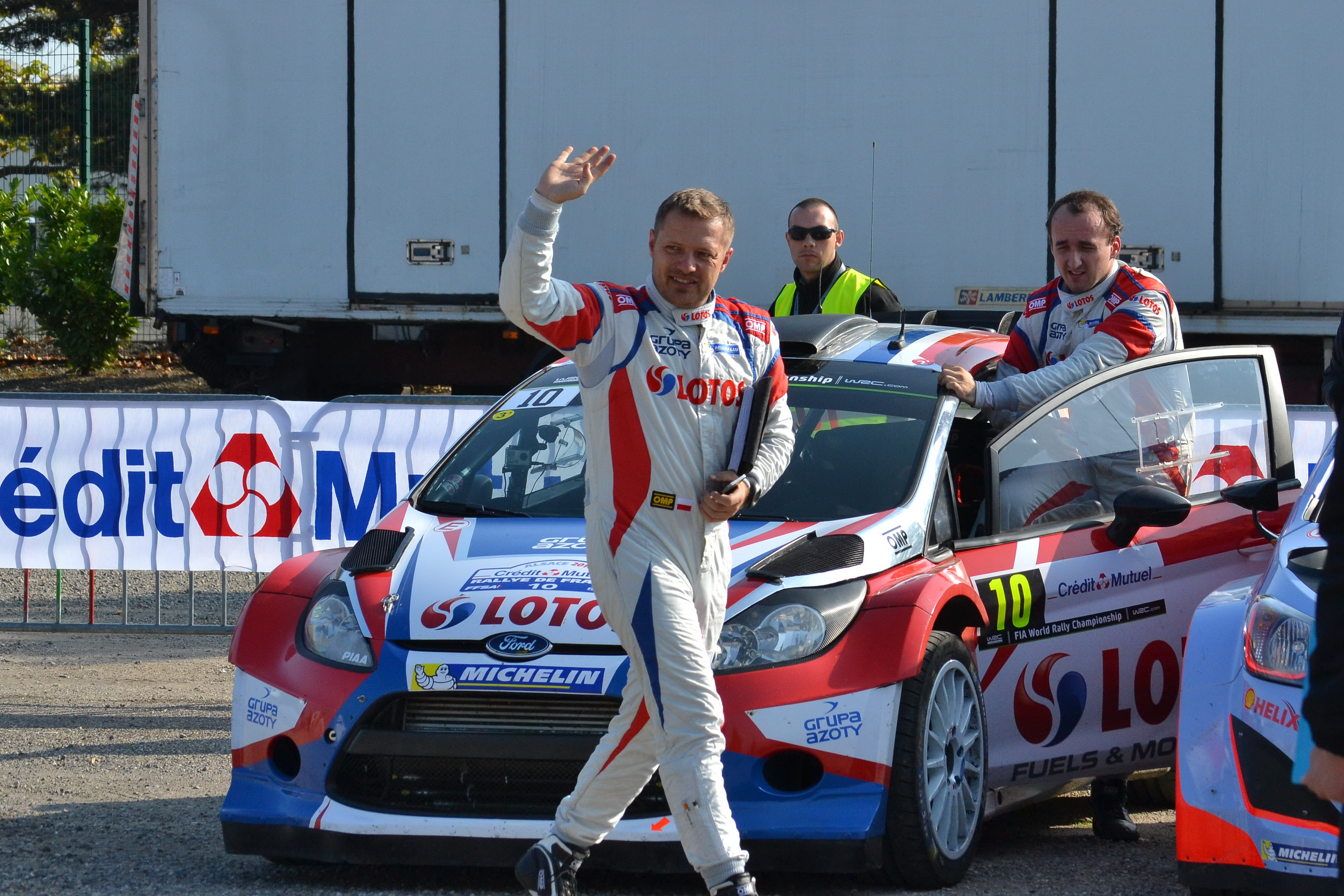
Maciej Szczepaniak (z lewej) i Robert Kubica (w drzwiach)

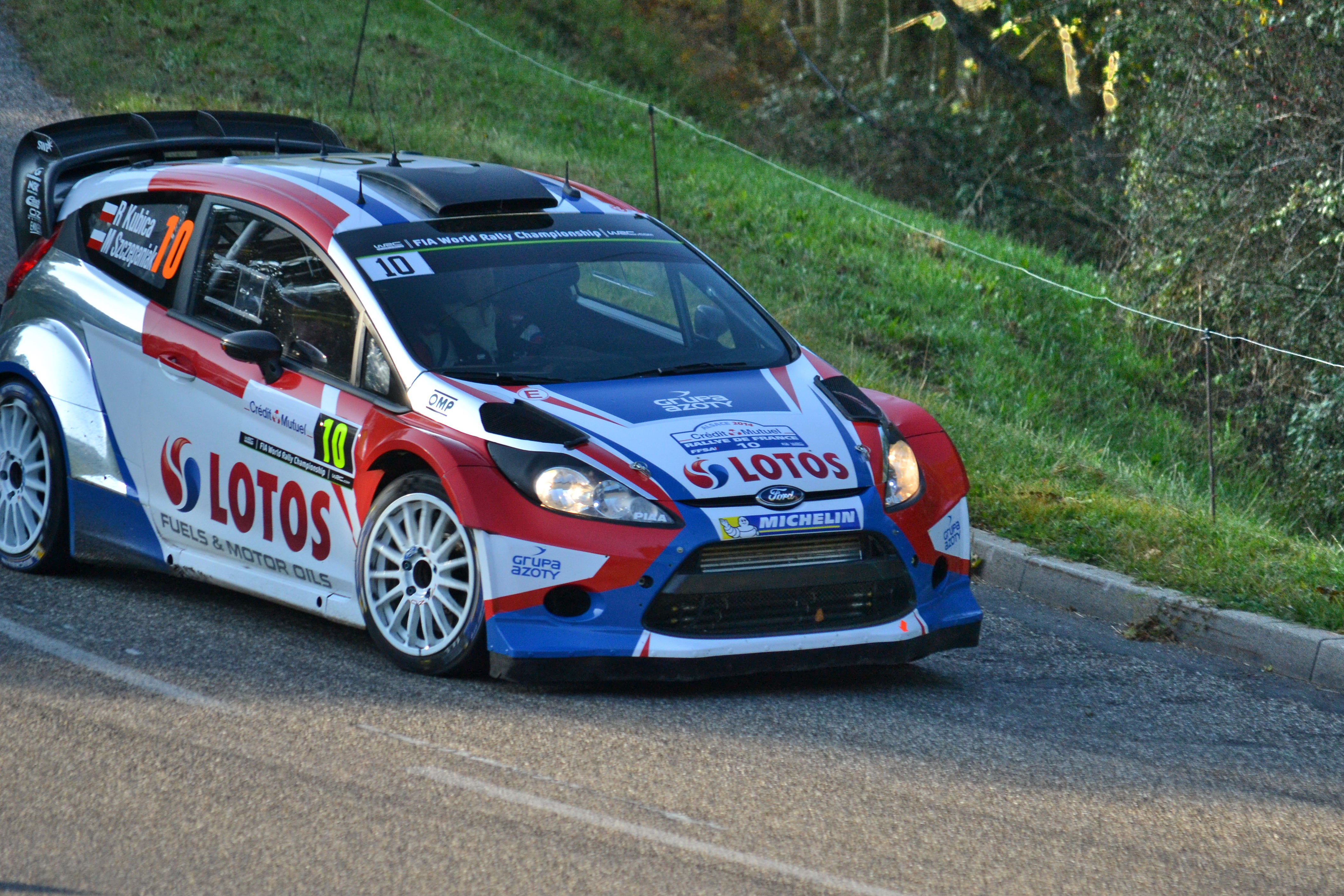
Robert Kubica podczas Rajdu Francji Alzacja

Następną częścią rywalizacji w WRC był rozpoczynający się 3 października Rajd Francji. Na pierwszym odcinku specjalnym Kubica i Szczepaniak uzyskali ósmy czas, a na dwóch następnych – siódmy. Po pierwszej pętli znajdowali się na szóstej pozycji w klasyfikacji rajdu; przyczyniła się do tego kara czasowa dla Elfyna Evansa. Strata do liderów wynosiła 26,1 s. Podczas serwisu zmieniono ustawienia samochodu i wystąpiła w nim nadmierna podsterowność. Na czwartym OS-ie załoga M-Sportu ponownie była siódma. Na kolejnym samochód Polaków wypadł z trasy, co było związane z błędem w notatkach. Ostatecznie na tej 34-kilometrowej próbie stracili 25 s, zajmując dziesiąte miejsce i spadając na siódme w klasyfikacji łącznej. Na szóstym odcinku specjalnym znaleźli się w czołówce, uzyskując trzeci czas (ze stratą 5 s). Natomiast na ostatnim tamtego dnia OS-ie byli siódmi. Po pierwszym dniu znajdowali się na siódmej lokacie w klasyfikacji WRC, ze stratą 1 minuty 4,7 s do prowadzącej załogi Latvalla/Antilla, a 1,8 s do bezpośrednio wyprzedzającej ich Hirvonen/Lehtinen.
Drugi dzień rozpoczęli od czwartego miejsca na odcinku i awansu na szóste w klasyfikacji rajdu. Na następnym Kubica uszkodził prawe tylne koło, przy ciasnym zakręcie uderzając obręczą w beton. Polacy zajęli siódme miejsce i przesunęli się na piąte w tabeli łącznej, wyprzedzając szóstego Ostberga o 0,4 s. Na kończącym pętlę dziesiątym OS-ie byli ponownie czwarci.

Walka jest zacięta i nie jest łatwo, bo tempo jest bardzo wysokie i łatwo o błąd, zwłaszcza kiedy nie wiadomo, ile szutru leży na cięciach.

Na kolejnych OS-ach zajmowali: szóstą, piątą, czwartą i dziewiątą pozycję. Kierowca zwracał uwagę na podsterowność i śliską trasę. Na koniec dnia polska załoga znajdowała się na piątej pozycji w rajdzie, tracąc 1 min 42,6 s do liderów i 0,9 s do czwartych Sordo i Martiego.
Piętnasty OS zwyciężyli Kubica i Szczepaniak, uzyskując 2,1 s przewagi nad drugą załogą (Evans/Baritt). Awansowali na czwarte miejsce w klasyfikacji generalnej, ze stratą ok. 40 s do podium. Na następnym odcinku specjalnym byli trzeci, tracąc 9,7 s do zwycięzców. Kubica podkreślił, że zły dobór opon przeszkadzał w uzyskaniu dobrego tempa. Na kolejnym OS-ie byli czwarci. Podczas przejazdu ostatniego OS-u doszło do wypadku na końcowych kilometrach – załoga wpadła w przydrożne krzaki i Polacy nie ukończyli rajdu po raz piąty w sezonie.

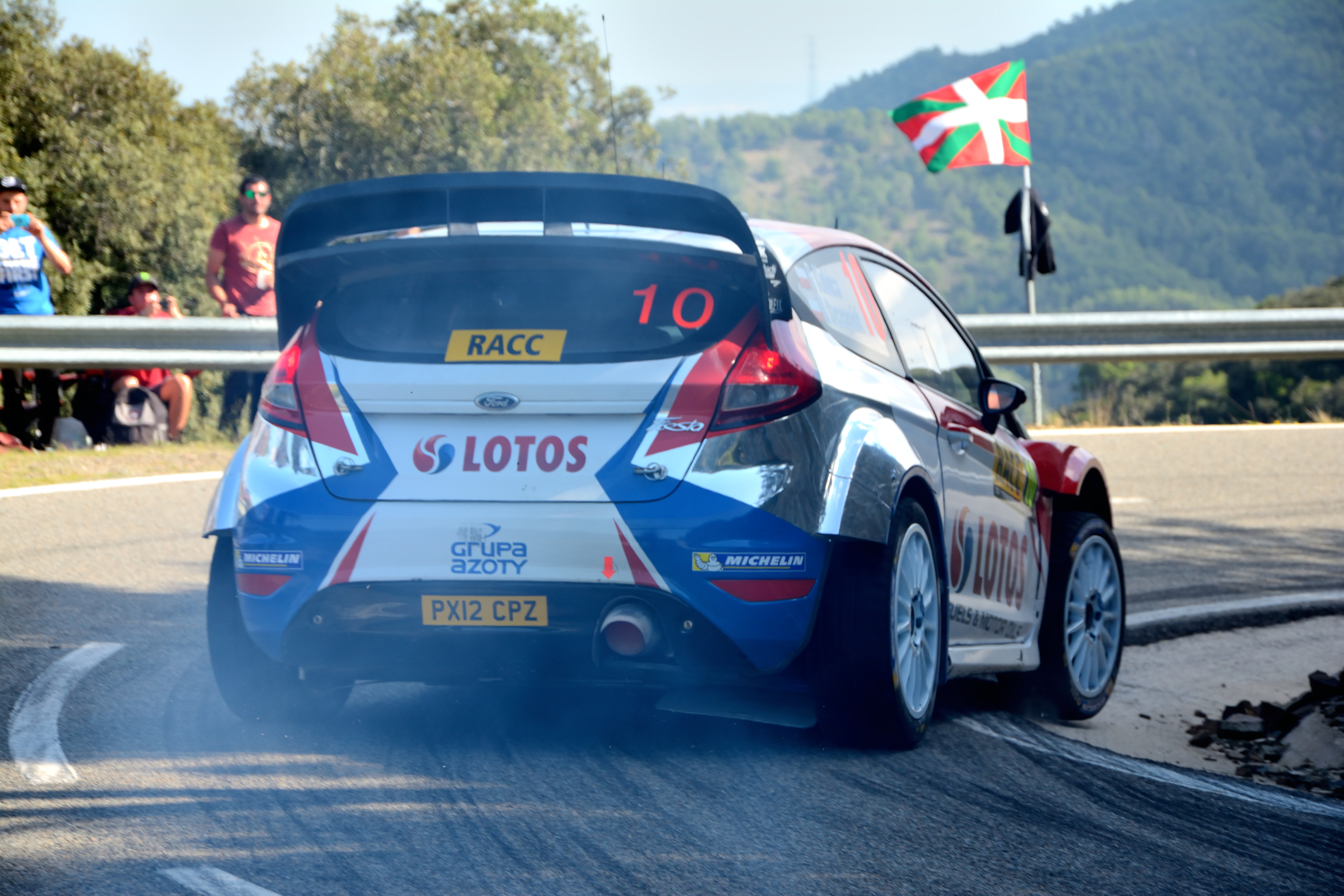
Robert Kubica podczas Rajdu Hiszpanii 2014

23 października na asfaltowej nawierzchni w Barcelonie rozegrano prolog Rajdu Hiszpanii 2014. Kubica i Szcepaniak uzyskali jedenasty czas na tej próbie, tracąc 9,1 s do zwycięskich Mikkelsena i Fløene. Następnego dnia, na dwóch kolejnych odcinkach specjalnych zajęli szóste miejsce i przesunęli się na ósmą pozycję w klasyfikacji rajdu. Na następnym byli piąci, jednak Kubica podkreślił, że bardzo zużyli opony i ostatnie kilometry odcinka były bardzo trudne do przejechania. W klasyfikacji łącznej zajmowali szóste miejsce, ze stratą 23,5 s do prowadzących Ogiera i Ingrassiego. Na następnych próbach byli kolejno: dziewiąci, piąci i siódmi. Na ostatnim odcinku tamtego dnia w wąskiej sekcji trasy, doszło do nadsterowności i nadmiernego zużycia opon. Polacy byli sklasyfikowani na szóstej lokacie w klasyfikacji rajdu, ze stratą 57 s do liderów. Przed startem otwierającego drugi dzień rywalizacji ósmego odcinka specjalnego doszło do awarii tylnego mechanizmu różnicowego w samochodzie zespołu. Zakończyli ten niespełna czterokilometrowy odcinek na 56. miejscu, tracąc 45,5 s. Na dwóch kolejnych „oesach” załoga również notowała bardzo duże straty i spadła na 9. pozycję w klasyfikacji generalnej. Na jedenastym OS Kubica uderzył w coś przednim kołem samochodu. Pękła śruba mocująca wahacz i wysunęła się półoś. Załoga nie ukończyła drugiego dnia rywalizacji. Po doliczeniu minut w systemie Rally2, znajdowała się ona na osiemnastym miejscu ze stratą niemal 21 minut do prowadzących. Ostatniego dnia załoga zajmowała miejsca pomiędzy 9. a 11. i ostatecznie zajęła 17. miejsce w rajdzie.
W klasyfikacji generalnej Rajdowych Mistrzostw Świata 2014 Kubica zajął szesnastą pozycję z dorobkiem 14 pkt. (o trzy miejsca niżej niż w poprzednim roku). Wziął udział we wszystkich trzynastu rajdach, kończąc osiem z nich i punktując w trzech.
Pod koniec listopada Kubica wraz z włoską pilotką Alessandrą Benedetti wziął udział w rajdowej imprezie Monza Rally Show, gdzie rywalizowali o zwycięstwo z załogą Valentino Rossi i Carlo Cassina. Po pierwszym dniu, w którym Kubica i Benedetti wygrali oba odcinki specjalne, prowadzili w rajdzie z przewagą 2,8 s nad Włochami. Cztery następne OS-y wygrał Rossi i wysunął się na prowadzenie z przewagą 16,6 s. Na siódmym ponownie triumfował Polak i w klasyfikacji generalnej po drugim dniu tracił do Rossiego 7,2 s. Ostatniego dnia Kubica i Benedetti wygrali oba rozegrane wówczas odcinki specjalne i zwyciężyli w Rally Show, z czasem o 12,5 s lepszym od włoskiej załogi.
W grudniu wziął udział w Memoriale Bettegi podczas Motor Show w Bolonii. W kwalifikacjach Polak zmierzył się z Simone Romagną, Lucą Pedersolim i Kenem Blockiem. Wygrał wszystkie trzy pojedynki i awansował do półfinału. Tam wygrał z Jacques’em Villeneuve’em, pokonując go w pierwszym wyścigu o 0,9 s, a w drugim o 0,7 s. W finałowej konfrontacji jego rywalem był Lorenzo Bertelli. Przeciwnicy zwyciężyli po jednym biegu, ale ostatecznie triumfował Kubica, który uzyskał lepszy czas okrążenia.

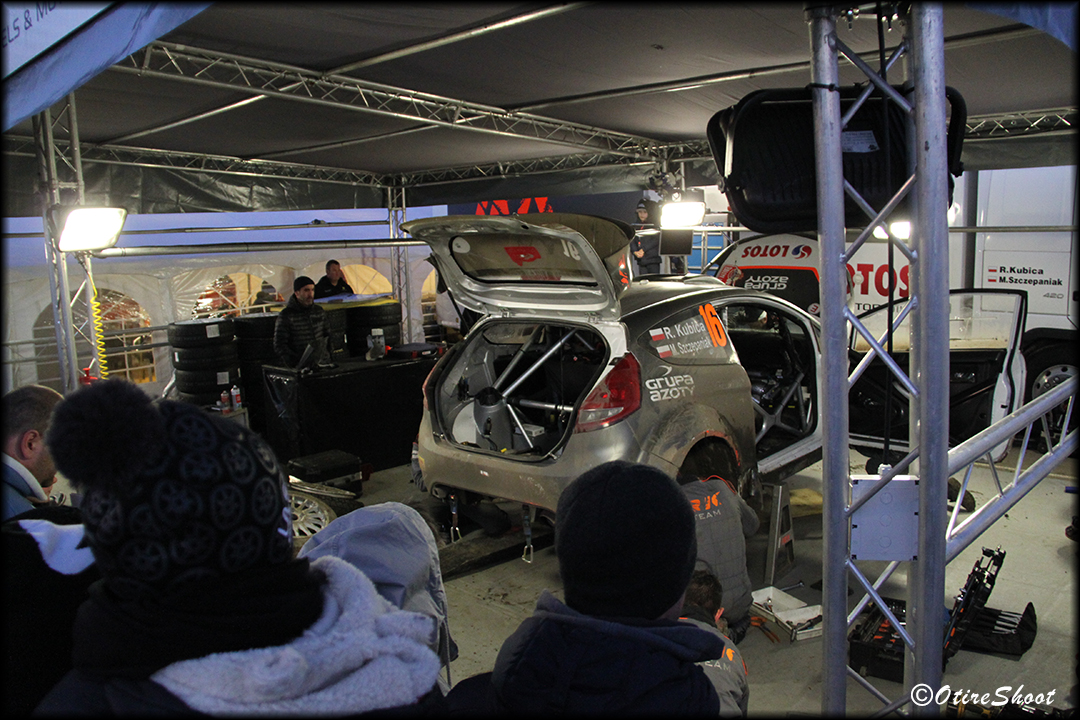
Garaż Kubicy podczas Rajdu Monte Carlo (2015)

#### 2015
W sezonie 2015 Kubica startował w WRC 2015 Fordem Fiestą w prywatnym zespole RK WRT sponsorowanym przez Grupę Lotos i Grupę Azoty, głównie z włoskimi mechanikami i warsztatem z A-Style, a z oponami dostarczonymi przez Pirelli. Wsparcie techniczne (takie jak mapowanie silnika) zapewniał M-Sport. Zespół nie został zgłoszony jako ekipa WRC, co pozwoliło na mniejsze wpisowe i swobodę w zakresie przeprowadzania testów. Wśród istotnych zmian w regulaminie cyklu znalazł się obowiązek systemu zmiany biegów łopatkami.

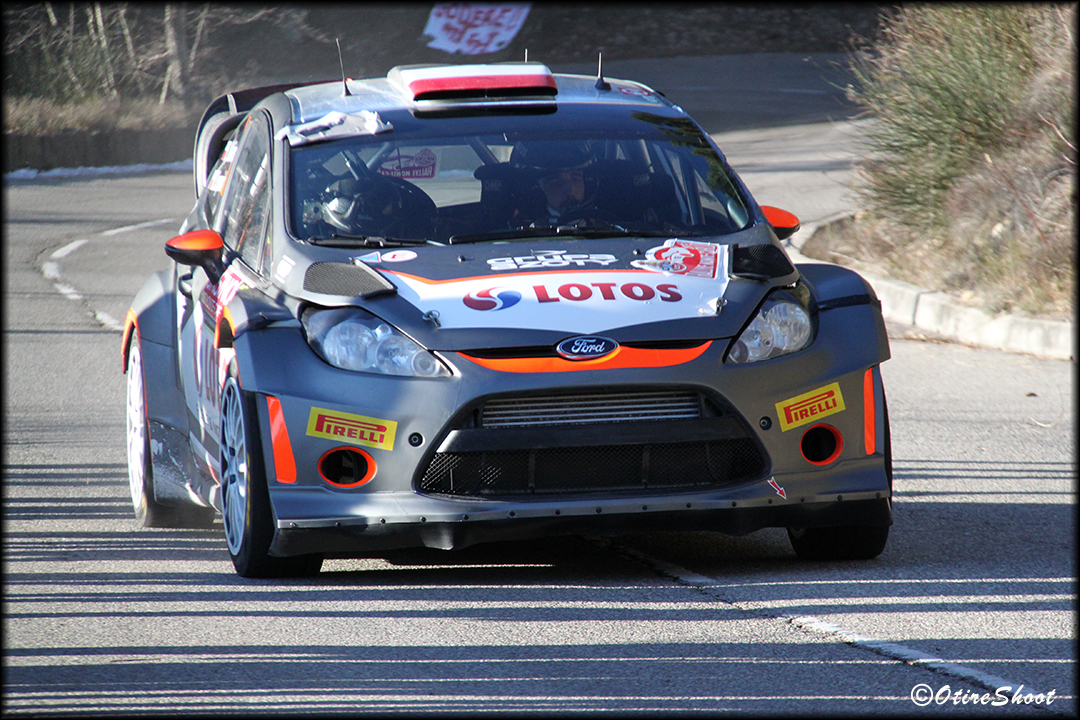
Robert Kubica podczas Rajdu Monte Carlo 2015

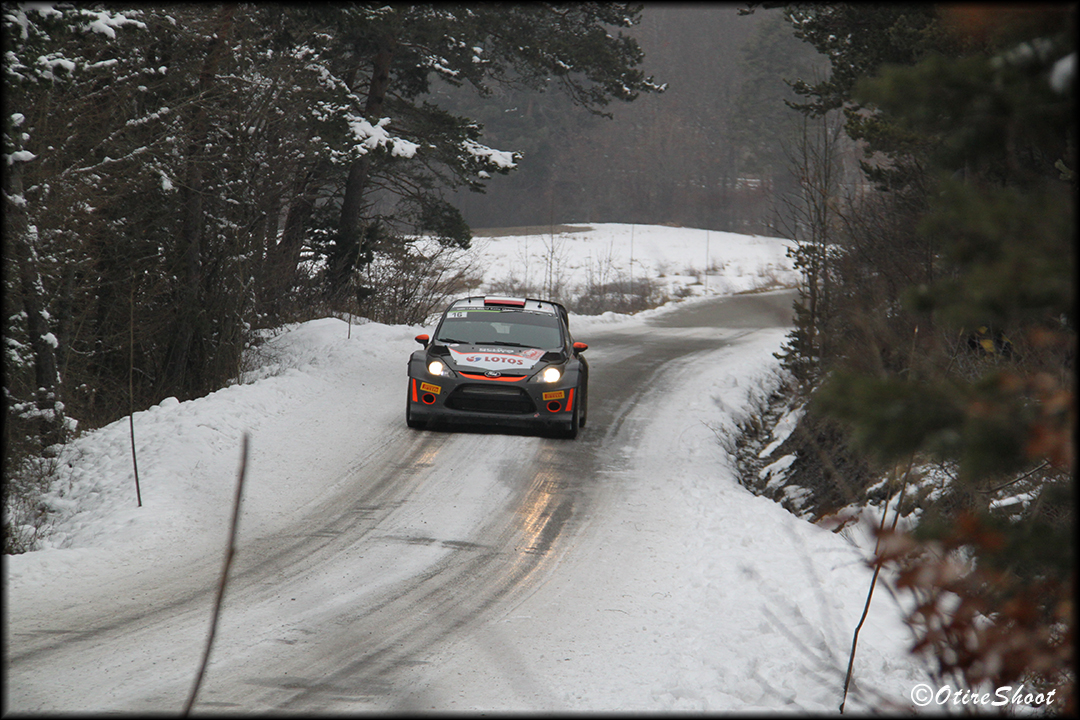
Robert Kubica w warunkach zimowych podczas Rajdu Monte Carlo 2015

Rywalizacja w sezonie tradycyjnie rozpoczęła się od Rajdu Monte Carlo. Na odcinku testowym polska załoga uzyskała piąty czas. Na pierwszym odcinku specjalnym uplasowali się na jedenastym miejscu, ze stratą 47,9 s do zwycięzców – Loeba i Eleny. Podczas dojazdu do drugiego OS-u, podczas cofania w samochodzie RK WRT doszło do awarii alternatora. Polacy nie rozpoczęli odcinka specjalnego, za co otrzymali 10-minutową stratę do klasyfikacji rajdu i spadli w niej na 66. miejsce. Na rozpoczynającym następny dzień rywalizacji trzecim OS-ie uzyskali dziewiąty czas. Na trasie było bardzo ślisko. Kolejny, niespełna 26-kilometrowy odcinek specjalny zwyciężyli, z przewagą 3 sekund nad drugimi Ogierem i Ingrassim. Wygrali również następny OS, o podobnej długości. Tym razem ich przewaga nad konkurentami wyniosła 0,8 s. Na szóstym OS-ie zajęli czwartą pozycję, a siódmy ponownie wygrali. W klasyfikacji generalnej Kubica był 23., ze stratą ponad 10 i pół minuty do prowadzącego Ogiera. Na ostatnim OS-ie tamtego dnia Polacy dwukrotnie wypadli poza trasę przy dużej prędkości. Za drugim razem, po zahaczeniu o drzewo, w samochodzie przebiła się opona. Uzyskali 37. czas na odcinku, tracąc 3 min 45,9 s. W klasyfikacji generalnej po tym dniu byli 28., wygrywając w drugim dniu najwięcej odcinków. Zespół musiał przyjąć karę Rally2 (dodania minut za nieukończony odcinek) ze względu na błędy proceduralne przy serwisowaniu.
Trzeci dzień rozpoczęła rywalizacja na ponad pięćdziesięciokilometrowym, najdłuższym „oesie” nr 10, z Lardier-et-Valença do Faye. Wcześniej odwołano ze względów bezpieczeństwa dziewiąty OS. Na wspomnianym dziesiątym „oesie”. Kubica i Szczepaniak uzyskali najlepszy czas (30 min 41,9 s), wyprzedzając drugich Meekego i Nagle o 33,4 s. Pozwoliło im to na awans na szesnastą pozycję w klasyfikacji generalnej. Na dwóch pozostałych sobotnich odcinkach specjalnych załoga RK WRT zajmowała miejsce drugie, jadąc z awarią hamulca ręcznego. Po trzecim dniu byli trzynaści w klasyfikacji łącznej rajdu. Na trzynastym OS-ie Kubica uzyskał dziesiąty czas, a na następnym – szósty. Jednak ze względu na awarię hamulców wypadł z trasy za metą lotną i rozbił samochód. Polacy nie wystartowali do ostatniego odcinka i nie ukończyli rajdu, wygranego ostatecznie przez Sebastiana Ogiera.
W czwartek 12 lutego rozpoczął się Rajd Szwecji 2015. Podczas przejazdów odcinka testowego polska załoga uzyskała drugi czas. Na pierwszym OS-ie, rozgrywanym na torze w parach, Kubica i Szczepaniak osiągnęli ósmy rezultat. Na rozpoczynającym drugi dzień rywalizacji kolejnym odcinku specjalnym Kubica jechał ostrożnie, co powodowało dużą podsterowność w jego samochodzie. Uzyskał siódmy czas. Na trzecim OS-ie doszło do incydentu, kiedy podczas hamowania zsunęła się osłona przeciwsłoneczna i ze względu na utrudnioną widoczność Polak uderzył w zaspę. Załoga RK uzyskała dwunasty czas i spadła na dziewiąte miejsce w klasyfikacji generalnej. Na kolejnych OS-ach byli: siódmi i szóści. Na OS6 stracili tylko 3,1 s do zwycięzców odcinka (Protasowa i Czerepina) i uplasowali się na trzecim miejscu. Następnie doszło do awarii w samochodzie, która spowodowała, że tylny napęd nie działał. Jadąc wolnym tempem, zajmowali miejsca w czwartej dziesiątce podczas pozostałych odcinków specjalnych tamtego dnia i spadli na 22. miejsce w klasyfikacji rajdu. Wśród wyprzedzających Kubicę kierowców znalazł się m.in. jego rodak Michał Sołowow.
Na pierwszych trzech sobotnich OS-ach Polacy zajmowali szóste miejsce, na następnym byli dziesiąci. Kubica narzekał na małą przyczepność. Później ponownie zajęli 6. i 10. miejsce. Na niespełna dwukilometrowym OS17 polska załoga uzyskała najlepszy czas. Pokonali drugiego Tanaka i Moldera w Fieście o 1,2 s. W klasyfikacji rajdu zajmowali piętnaste miejsce. Na następnym odcinku byli dopiero piętnaści, ze względu na zły stan opon i incydent, w którym po zbyt mocnym ścięciu zakrętu wpadli na bandę. Po zakończeniu trzeciego dnia rywalizacji na RK WRT nałożona została kara 5 minut do łącznego czasu przejazdu ze względu na przekroczenie limitu maksymalnego ładowania turbosprężarki. W związku z tym, że za ten element odpowiada M-Sport, a nie zespół Kubicy, FIA nie zdecydowała się na wykluczenie go z rajdu. Przez nałożoną karę Polacy spadli na 23. miejsce w klasyfikacji generalnej. Ostatniego dnia do przejechania zostały trzy OS-y. Kubica jechał ostrożnie, podkreślając, że musi dowieźć samochód do mety. Na OS19 po uderzeniu w zaspę samochód obróciło bokiem w locie. Ten odcinek ukończyli z ósmym czasem. Na kolejnym byli piąci, a na ostatnim siódmi. Ostatecznie ukończyli rajd na dziewiętnastym miejscu, ze stratą 14 min 35,4 s do zwycięzców – Ogiera i Ingrassiego.

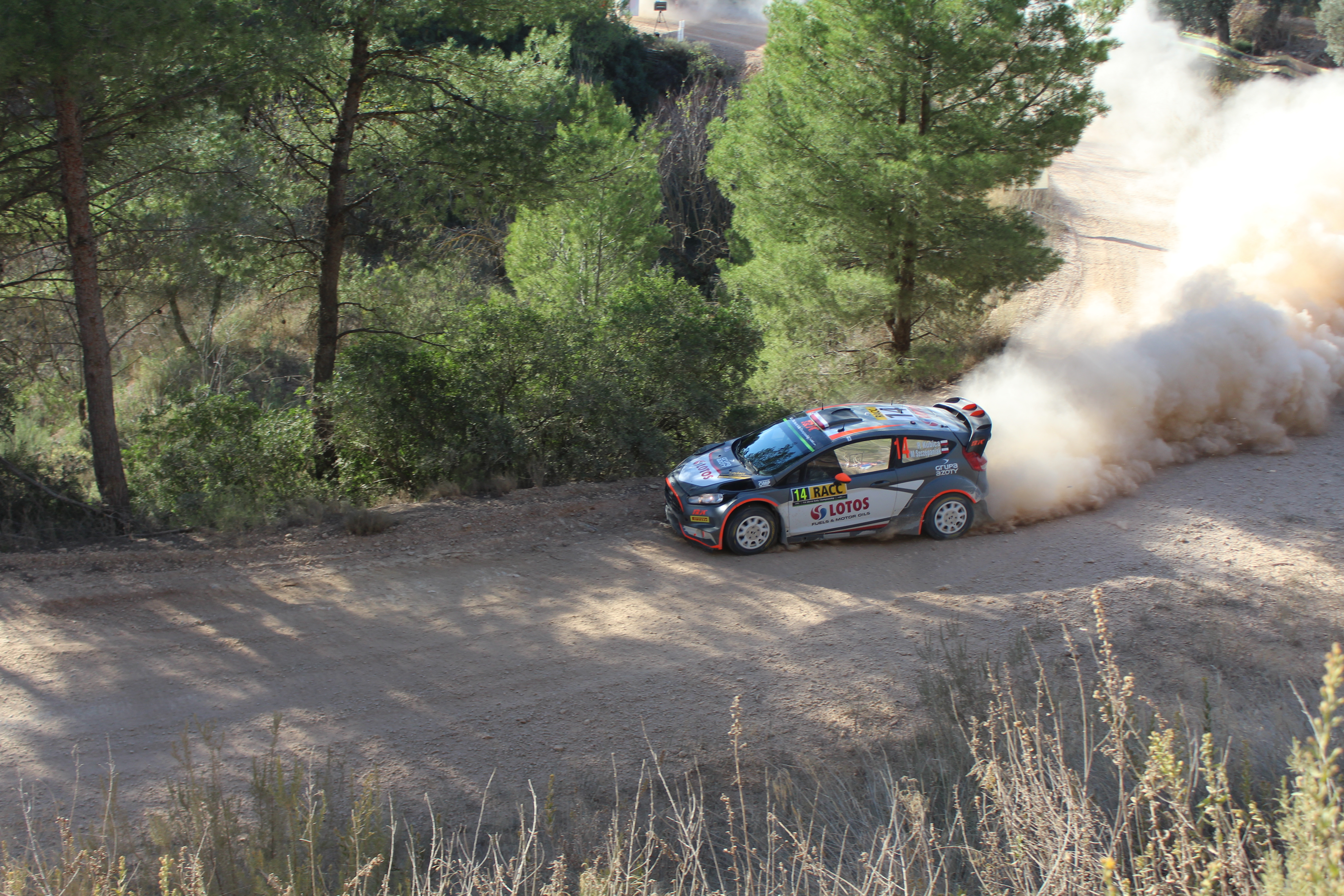
Rajd Hiszpanii 2015

6 marca rozpoczął się szutrowy Rajd Meksyku 2015. Polska załoga uzyskała siódmy czas na pierwszym OS-ie, mimo opony zsuwającej się z obręczy. W trakcie przejazdu tego odcinka ich samochód uderzył tylnym kołem w krawężnik tunelu. Na następnym OS-ie byli dziewiąci i po pierwszym dniu rywalizacji znajdowali się na ósmej pozycji w klasyfikacji rajdu, ze stratą 3,8 s do prowadzących Ogiera i Ingrassiego. Na trzecim OS-ie uzyskali czwarty czas i po kłopotach innych załóg awansowali na szóstą lokatę. Na następnym odcinku specjalnym, zwanym El Chocolate, utrzymywali bardzo dobre tempo – na drugim pomiarze posiadali ponad 10 sekund przewagi nad liderami rajdu. Doszło jednak do incydentu – lewy przód ich samochodu zahaczył o skarpę, co wymusiło postój na 18. kilometrze. Po zmienieniu koła ruszyli dalej, ale później musieli jeszcze wymienić tylne koło, a ponadto pękł drążek kierowniczy. Samochód nie mógł być już wykorzystany tego dnia do rywalizacji, więc RK WRT nie wystartowali w sześciu kolejnych OS-ach. Na koniec dnia po doliczeniu kar za nieukończone odcinki posiadali prawie 49-minutową stratę do liderów i plasowali się na 26. miejscu w klasyfikacji generalnej.
Na otwierających trzeci dzień Rajdu Meksyku odcinkach specjalnych Polacy zajęli miejsca: 10., 10. i 7. Kubica podkreślił, że występuje problem z oponą schodzącą z obręczy oraz przegrzewającymi się hamulcami. Na czternastym OS-ie, o nazwie Street Stage León 2 i długości zaledwie 1,37 km, byli najszybsi. Pokonali trzy załogi, które zajęły ex aequo drugą pozycję o 0,2 s. Na następnym OS-ie byli siódmi. W czasie przejazdu szesnastego OS-u ponownie konieczna była wymiana koła na trasie, a ponadto opona zsuwała się z obręczy. Uzyskali na nim czternasty czas. Na kolejnych dwóch byli 11. i 7., jadąc z uszkodzoną oponą ze względu na brak wolnego koła zapasowego. Po tym dniu byli dwudzieści w klasyfikacji łącznej WRC. Na ostatnich odcinkach plasowali się na lokatach: 11., 7. i 12. Rajd ukończyli na osiemnastym miejscu, tracąc 56 min 43,6 s do zwycięskiej francuskiej ekipy.
Zespół RK WRT nie wystartował w Rajdu Argentyny ze względu na reorganizację ekipy. Okazało się, że zebrana przed startem sezonu ekipa mechaników nie sprostała poziomowi wymaganemu przez rywalizację w Rajdowych Mistrzostwach Świata. Kubica zerwał współpracę z A-Style i zakupił nową Fiestę RS WRC, która była później obsługiwana we współpracy z M-Sport.

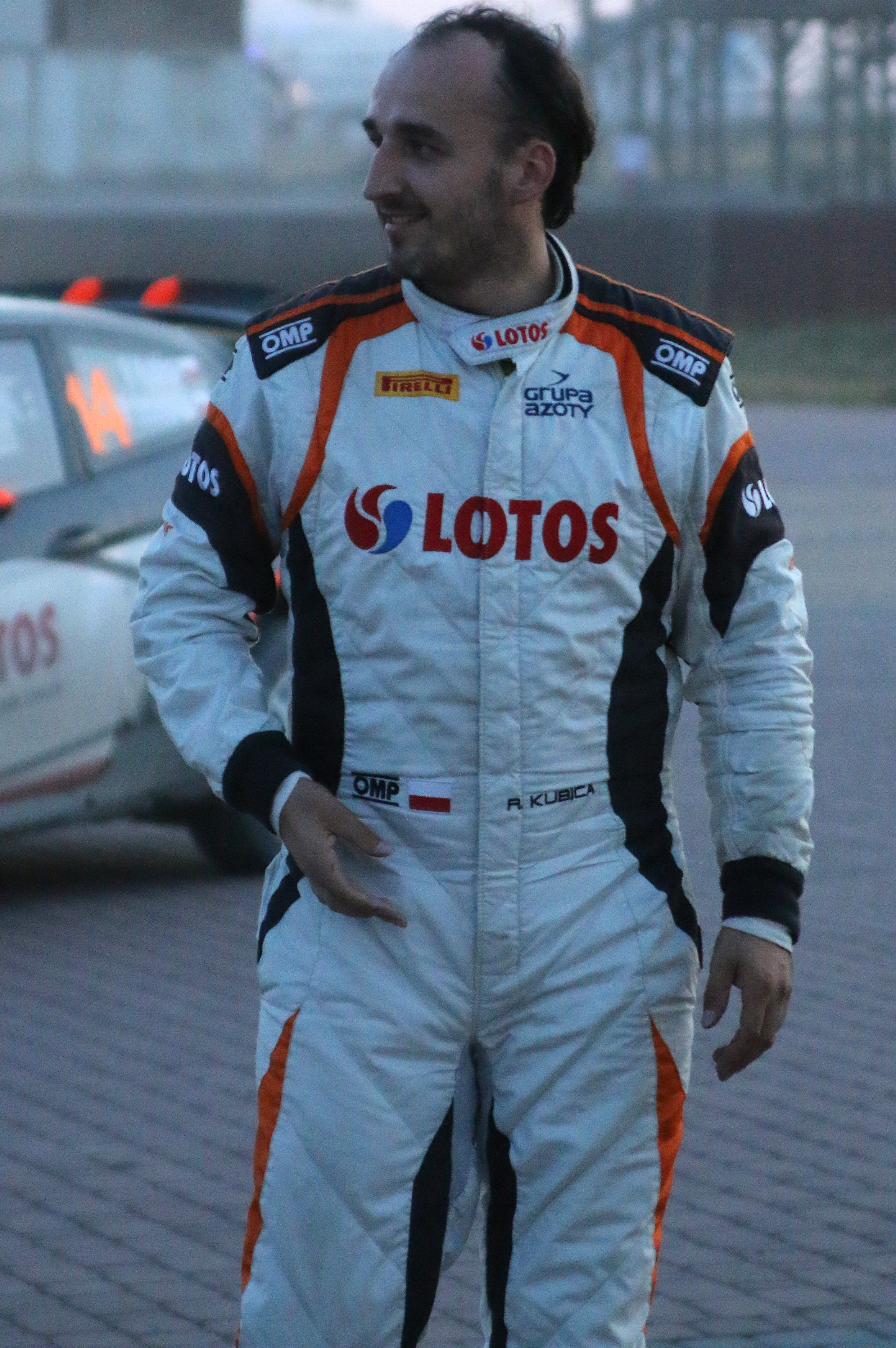
Robert Kubica (2015)

21 maja 2015 w nowym samochodzie Kubica i Szczepaniak stanęli na starcie Rajdu Portugalii. Na pierwszym odcinku uzyskali czwarty czas, tracąc 1,4 s do najlepszych Mikkelsena i Floene. Kolejnego dnia rozegrano pięć OS-ów, a dodatkowo jeden odwołano. Na wszystkich z nich Polacy uzyskiwali czasy w granicach 9.-11. miejsca. Na jednym z odcinków przecięli oponę na kamieniu. Po drugim dniu rywalizacji znajdowali się na dziesiątej pozycji w klasyfikacji generalnej, ze stratą 1 min 29,1 s do prowadzących w samochodzie Volkswagena Latvali i Antilli. Kolejnego dnia zajmowali pozycje: na zmianę dziewiątą i siódmą. Nie dochodziło do żadnych incydentów, a jedynym problemem była zmienna przyczepność. Po trzynastym OS-ie, kończącym trzeci dzień rywalizacji, Polacy znajdowali się na dziewiątym miejscu, ze stratą 3 min 6,9 s do liderów. Ostatniego dnia rajdu plasowali się na 10., 11. i 8. pozycji. Bezkolizyjna jazda zaowocowała dziewiątym miejscem (ze stratą 4 min 39,1 s do zwycięzców – Latvali i Antilli) oraz pierwszymi w tym sezonie punktami do klasyfikacji mistrzostw.

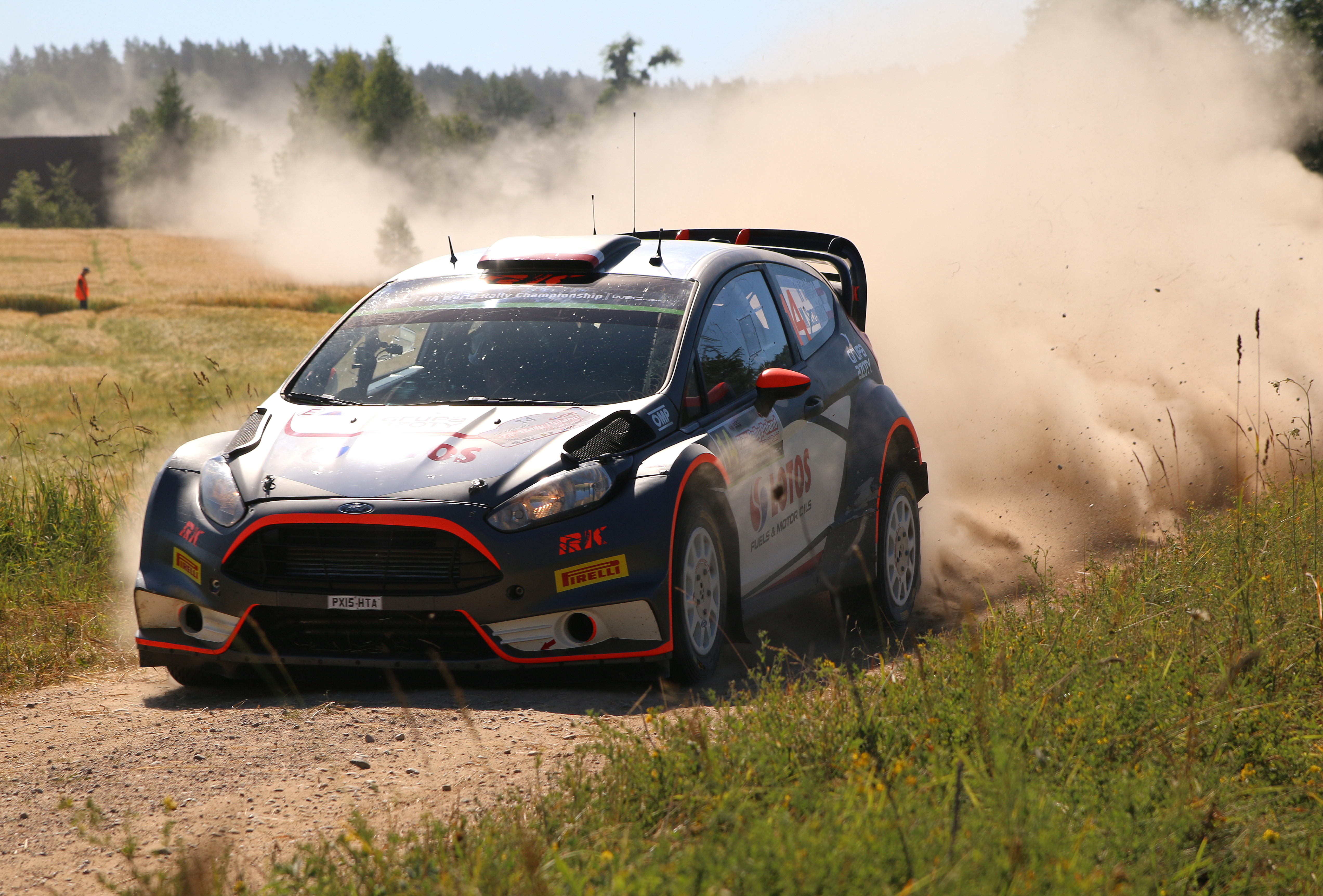
Robert Kubica pokonujący 10 OS Mazury podczas Rajdu Polski 2015

Rajd Włoch 2015 odbywający się na Sardynii rozpoczął się 11 czerwca odcinkiem miejskim w Cagliari. Kubica i Szczepaniak na półmetku odcinka mieli najlepszy czas, jednak po problemach w drugiej połowie (dwukrotnie Kubica musiał cofać) uzyskali ostatecznie czternasty czas. Na drugim odcinku specjalnym zajęli piąte miejsce i awansowali na szóstą lokatę w rajdzie ze stratą 15 s do prowadzących Paddona i Kennarda. Na kolejnym po ośmiu kilometrach ich samochód uderzył bokiem w mostek i uległo uszkodzeniu jego zawieszenie. Polaków ominęło następne sześć OS-ów, a po dodaniu karnych minut za nieukończone odcinki znajdowali się na 44. miejscu ze stratą ponad 2,5 godziny do prowadzących Paddona i Kennarda w Hyundai. Na dwóch pierwszych „oesach” trzeciego dnia plasowali się na dwunastej lokacie, a następnie uzyskali siódmy czas. Na czternastym odcinku specjalnym prawa przednia opona zsunęła się z obręczy i ze względu na brak odpowiedniego miejsca do zatrzymania się Polacy zajęli dopiero 20. miejsce. Na kolejnych odcinkach zajęli 9., 9. i 10. miejsce. Nie wystartowali do osiemnastego i dziewiętnastego OS-u ze względu na awarię skrzyni biegów (zablokowała się na piątym przełożeniu). Po zakończeniu trzeciego dnia rywalizacji znajdowali się na 36. lokacie w klasyfikacji generalnej. Tamtego dnia doszło też do wielu innych incydentów na trasie – w tym awarii w samochodzie liderów, których na tej pozycji zastąpili Ogier i Ingrassia. Ostatni dzień zaczęli od 14. i 9. miejsca. Na 22. OS-ie uzyskali najlepszy w rajdzie rezultat, plasując się na czwartej pozycji. Na kończącym rywalizację power stage byli szóści. Rajd zakończyli na 30. miejscu.
W dalszej części sezonu Kubica punktował jeszcze w Rajdzie Polski i Rajdzie Wielkiej Brytanii. Zajął 12. miejsce w klasyfikacji generalnej cyklu.

#### 2016

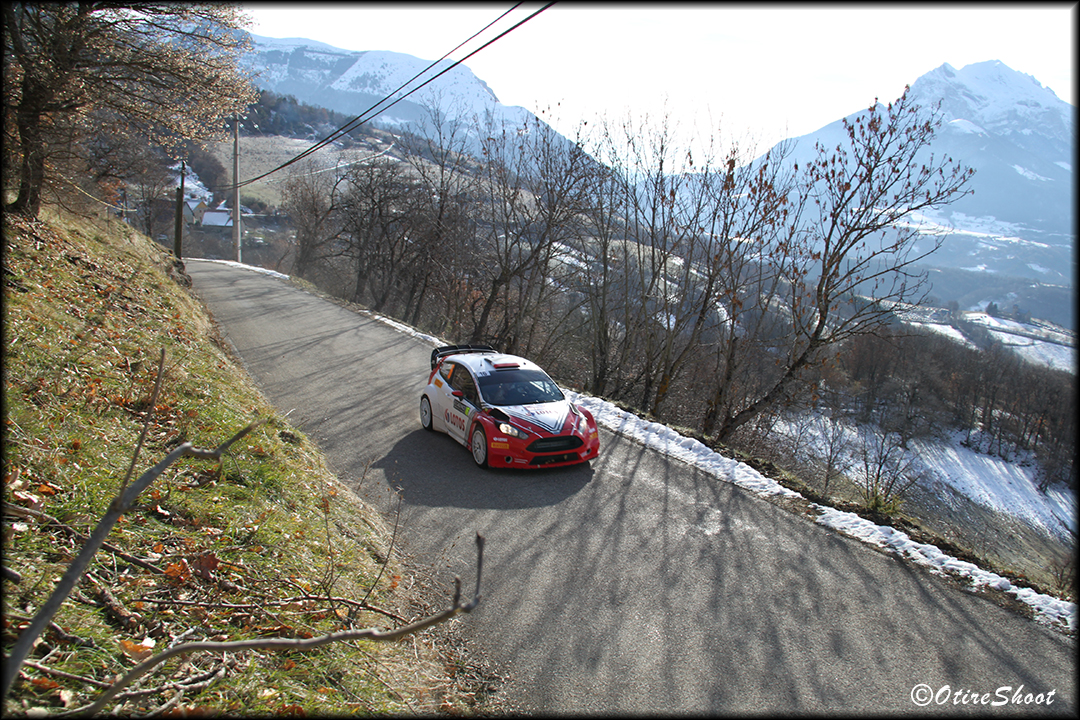
Robert Kubica podczas Rajdu Monte Carlo 2016

Kubica i Szczepaniak wystartowali w otwierającym sezon 2016 WRC Rajdzie Monte Carlo. Pierwszego dnia zajęli dwukrotnie ósme miejsce na OS-ach. Na trzecim odcinku specjalnym uderzyli w drzewo i wycofali się z rajdu.
W marcu kierowca zadebiutował w wyścigach dystansowych, startując w dwunastogodzinnym wyścigu w Mugello. Zajął w kwalifikacjach trzecie miejsce dla swojego zespołu, należącego do Martina Prokopa. Po pierwszej części rywalizacji zespół znajdował się na 57. miejscu w klasyfikacji generalnej ze względu na awarię zawieszenia. Drugiego dnia jako pierwszy wyjechał Prokop, który zapewnił awans o sześć pozycji. Następnie, na 87. „kółku” Kubica ustanowił drugi najlepszy czas okrążenia. Na godzinę przed zakończeniem rywalizacji znajdowali się na 33. miejscu, jednak kolejna awaria zmusiła ich do wycofania się.
W kwietniu ogłoszona została informacja o zakończeniu współpracy między Kubicą a grupą Lotos.
W lipcu polska załoga wystartowała we włoskim jednodniowym rajdzie 51. Rally Coppa Città di Lucca, gdzie zajęli trzecią pozycję.
W dniach 24–25 września Kubica wziął udział w rundzie Renault Sport Trophy na torze w Spa, startując Renault R.S 01 z podwójnie doładowanym silnikiem Nissana GT- R o pojemności 3,7 litra w barwach ekipy Duqueine Engineering. W wyścigu głównym startował wraz z Christophem Hamonem. Do rywalizacji wystartował on z siódmego miejsca (na zasadzie lotnego startu). Po pierwszym okrążeniu, na którym doszło do dużej kraksy w stawce, udało mu się uzyskać czwartą lokatę. Później jego samochód został uderzony w ostatniej szykanie przez Frana Ruedę, za co tamta załoga ukarana została 25-sekundową karą. Po otwarciu alei serwisowej i zmianie kierowcy, Kubica wyjechał na tor na szóstej pozycji i próbował wyprzedzić wyprzedzającego go Tanarta Sathienthirakula, jadącego w tym samym samochodzie, który wcześniej brał udział w kolizji z Hamonem. Do udanego manewru doszło dopiero na przedostatnim okrążeniu, a chwilę później Kubica awansował na czwarte miejsce w wyniku kolizji innych zawodników – jeden z nich skończył ją z rozerwaną oponą w samochodzie. Załoga drugiego z nich, Steijna Schothorsta została ukarana karą czasową, w wyniku czego została ona pozbawiona trzeciego miejsca na rzecz Kubicy i Hamona.
Dzień później Kubica startował w indywidualnym sprincie w klasie profesjonalistów, rozpoczynając z trzeciego miejsca wywalczonego w kwalifikacjach. Na starcie próbował wyprzedzić Steijna Schothorsta, jednak manewr nie został zakończony powodzeniem. Na drugim okrążeniu Polak stracił pozycję na rzecz Kevina Korjusa w zakręcie Les Combes. Do końca wyścigu układ w czołówce nie zmienił się i Kubica ukończył wyścig na czwartej pozycji.
W listopadzie Kubica brał udział w testach serii World Endurance Championship w Bahrajnie, podczas testów osiągnął lepszy czas od tego osiągniętego przez jego zespół (ByKolles) w wyścigu.

### 2017: Testy w WEC, GP3 i Formule E
W 2017 roku Robert Kubica wyraził chęć powrotu do regularnych startów w wyścigach. Początkowo miał być kierowcą zespołu ByKolles rywalizującego w World Endurance Championship w klasie LMP1. Zrezygnował jednak ze startów w tej serii. 19 kwietnia 2017, po ponad sześcioletniej przerwie wrócił za kierownicę jednomiejscowego samochodu wyścigowego i na włoskim torze Franciacorta przejechał ponad 70 okrążeń bolidem GP3 zespołu Trident. 2 maja 2017 na torze Donington Park, testował bolid Formuły E.

### Powrót do Formuły 1

#### 2017: Testy

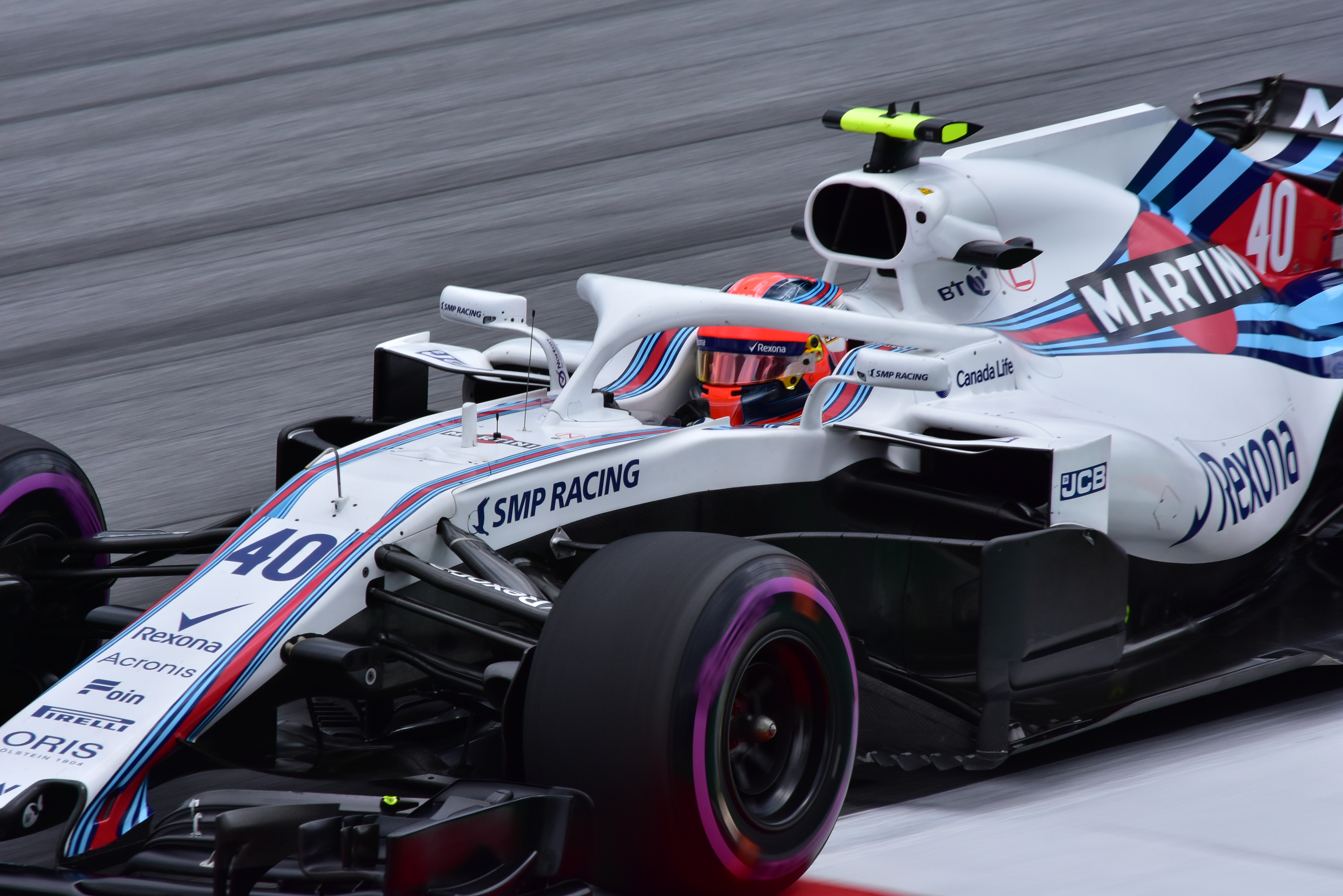
Robert Kubica za kierownicą Williamsa FW41 podczas sesji treningowej przed Grand Prix Austrii 2018

6 czerwca 2017 na torze w Walencji wziął udział w prywatnych testach bolidu Formuły 1, zorganizowanych przez zespół Renault. We wspomnianych testach, przejechał 115 okrążeń bolidem Lotus E20 z sezonu 2012. 2 lipca 2017, ponownie zasiadł za sterami bolidu Renault i wziął udział w Goodwood Festival of Speed. 12 lipca 2017, na torze Paul Ricard we Francji, przejechał blisko 100 okrążeń maszyną, którą jeździł w Walencji i na festiwalu. 14 lipca 2017, w dniu rozpoczynającym treningi na Silverstone, testował w symulatorze zespołu Red Bull Racing, model bolidu z 2017 roku. 24 lipca 2017 Renault oficjalnie potwierdziło, że Kubica, 2 sierpnia przetestuje model z sezonu 2017 – R.S.17, podczas oficjalnych testów dla kierowców na torze Hungaroring. Podczas nich przejechał 142 okrążenia i uzyskał czwarty czas podczas sesji. Na początku września Renault zdecydowało na sezon 2018 zatrudnić Carlosa Sainza. W połowie września Kubica testował w symulatorze brytyjskiego zespołu Williams, w Grove, zaś na początku października zespół Williams potwierdził jego testy za kierownicą samochodu z 2014 roku – Williamsem FW36 na torach: Silverstone i Hungaroring. Pierwszy z nich odbył się 11 października, a drugi 17 października. Testy zostały uznane przez brytyjski zespół za udane. O angaż w tym samym czasie starali się również: rezerwowy kierowca Williamsa Paul di Resta, wspierany przez zespół Mercedesa Pascal Wehrlein oraz rosyjski kierowca Danił Kwiat. 22 listopada, Williams potwierdził, że w dniach 28–29 listopada, Kubica weźmie udział w testach opon Pirelli, po Grand Prix Abu Zabi i zasiądzie za kierownicą najnowszego modelu FW40 z 2017. Pierwszego dnia testów na Yas Marina Circuit, we wtorek 28 listopada, spędził za kierownicą bolidu sześć godzin, podczas których przejechał 100 okrążeń, pokonując 554 km. W drugim dniu testów, w środę 29 listopada, przejechał 27 okrążeń i zajął siódmą pozycję. Ostatecznie kierowcami wyścigowymi Williamsa na sezon 2018 zostali Lance Stroll oraz Siergiej Sirotkin. 

#### 2018: Kierowca rezerwowy i rozwojowy
16 stycznia 2018 poinformowano, że Robert Kubica zostanie rezerwowym kierowcą rozwojowym zespołu Williams. 15 lutego 2018 wziął udział w oficjalnej prezentacji bolidu FW41 i składu zespołu na sezon 2018, na której poinformowano, że Kubica oprócz jazd testowych i pracy w symulatorze, weźmie udział w trzech sesjach treningowych w trakcie sezonu. Na torze Barcelona-Catalunya wystąpił podczas pierwszej tury testów zimowych które odbyły się w dniach 26 lutego-1 marca. 27 lutego przejeżdżając 48 okrążeń, uzyskał czas 1:21:495 i zakończył sesję uzyskując najlepszy czas spośród kierowców Williamsa i siódmy najlepszy w całej stawce. Następnego dnia z powodu złych warunków pogodowych przejechał tylko okrążenie instalacyjne. 11 maja 2018 Robert Kubica po ponad siedmiu latach przerwy ponownie wziął udział w weekendzie wyścigowym Formuły 1. Polak wystąpił w pierwszej sesji treningowej przed zawodami o Grand Prix Hiszpanii 2018, uzyskując na torze Catalunya pod Barceloną dziewiętnasty czas. Kubica przejechał tamtego dnia 24 okrążenia uzyskując czas 1.21,510, będący o ponad sekundę lepszym rezultatem niż wynik drugiego z reprezentantów stajni z Grove, Lance’a Strolla. 29 czerwca 2018 przejechał 38 okrążeń podczas treningu przed Grand Prix Austrii uzyskując ostatni w stawce czas, 1.07,424. W dniach 10–11 lipca 2018, po Grand Prix Wielkiej Brytanii, brał udział w odbywających się na Silverstone, testach opon Pirelli. 1 sierpnia 2018 wystąpił w drugim dniu testów po Grand Prix Węgier, na torze Hungaroring. Polak przejechał wówczas 103 okrążenia uzyskując czas 1:18.451 i zakończył dzień testowy na 6 miejscu. 23 listopada 2018 wziął udział w pierwszym piątkowym treningu przed Grand Prix Abu Zabi i po przejechaniu 25 okrążeń uzyskał ostatni w stawce czas 1:42.992, jednak zespół skupiał się wówczas na testowaniu elementów pod kątem kolejnego sezonu. W dniach 27–28 listopada 2018, na torze Yas Marina, brał udział w testach opon Pirelli na nowy sezon. W pierwszym dniu testów uzyskał 9, natomiast w drugim, 10. rezultat.
Szefostwo Williamsa, wielokrotnie zwracało uwagę na umiejętność wyczucia auta i znane w padoku doskonałe zdolności inżynieryjne Kubicy.
Po sezonie otrzymał ofertę pracy rozwojowej w symulatorze zespołu Scuderia Ferrari, jednak odrzucił ją koncentrując się na powrocie do regularnych startów w wyścigach.

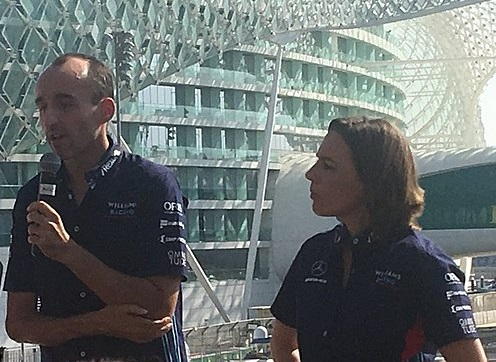
Robert Kubica i Claire Williams podczas oficjalnej prezentacji kierowcy w Abu Zabi (2018)

#### 2019: Kierowca wyścigowy
22 listopada 2018 Robert Kubica został oficjalnie potwierdzony jako kierowca wyścigowy zespołu Williams na sezon 2019. Jego partnerem został debiutujący w stawce, Brytyjczyk, George Russell, natomiast sponsorem zespołu ogłoszono PKN Orlen. Kubica wybrał numer 88, z którym po raz ostatni, w sezonie 2016, startował indonezyjski kierowca Rio Haryanto.
Z powodu opóźnień w przygotowaniu bolidu i dostarczeniu go na tor w Barcelonie, zespół Williams stracił dwa dni pierwszej tury przedsezonowych testów. Robert Kubica wyjechał na tor 21 lutego i podczas porannej sesji przejechał 48 okrążeń modelem FW42, uzyskując na najszybszym okrążeniu czas 1:21.542. 27 lutego, pokonał 130 okrążeń i z czasem 1:19.367, uzyskanym na najszybszej dostępnej mieszance, C5, zajął jedenastą lokatę podczas sesji. 1 marca, w ostatnim dniu testów przejechał 90 okrążeń uzyskując ostatni w stawce czas 1:18.993.

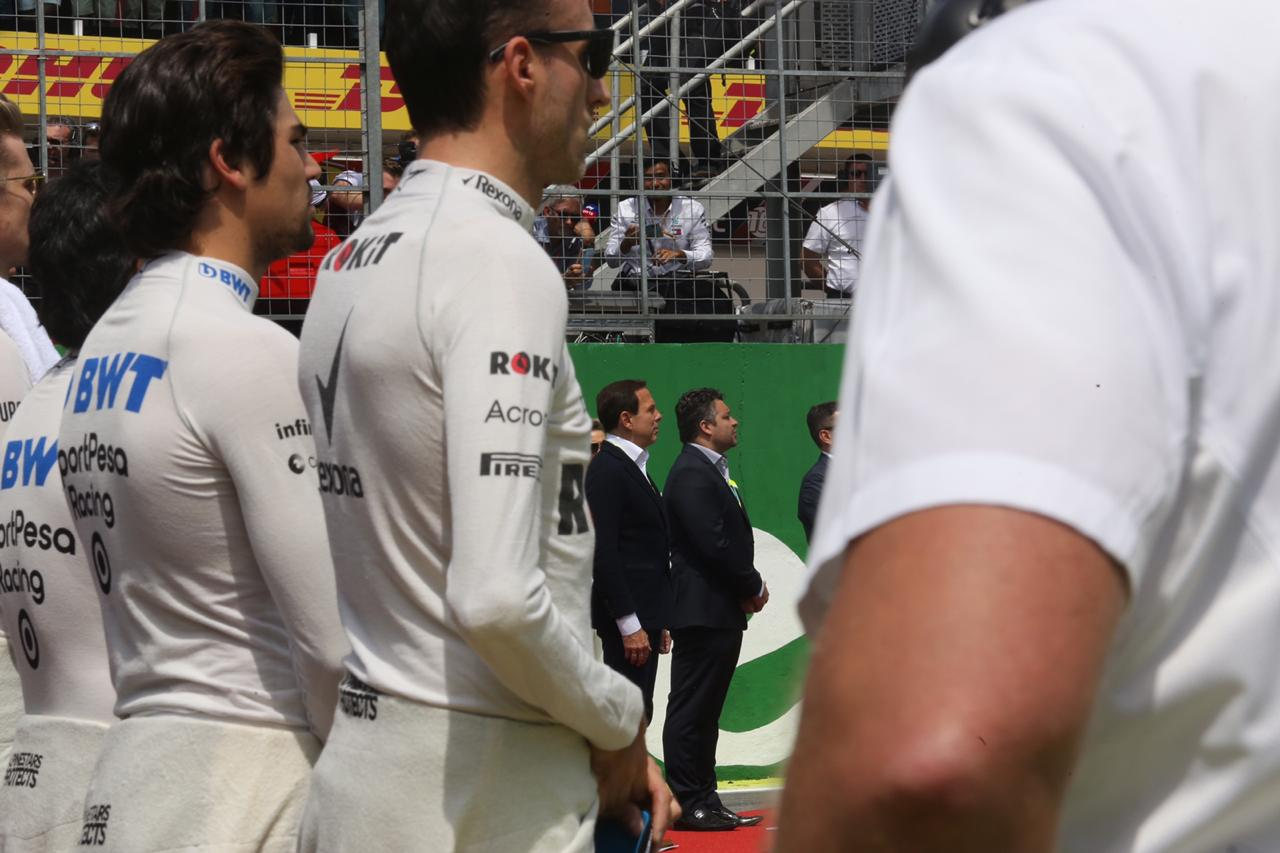
Kubica i Lance Stroll przed Grand Prix Brazylii 2019

Po testach, jego opinie na temat możliwości samochodu w nadchodzącym sezonie były sceptyczne, a eksperci zgodnie określali brytyjski zespół, mianem najmniej konkurencyjnego w stawce.

13 marca 2019 wraz z Maxem Verstappenem, Lewisem Hamiltonem, Danielem Ricciardo i Sebastianem Vettelem, wziął udział w oficjalnej konferencji prasowej przed Grand Prix Australii, podczas której, za swój powrót do Formuły 1, został nagrodzony owacją przez wszystkich kierowców i zgromadzonych na sali dziennikarzy. 

Wspaniale jest go tu znowu widzieć. Nikt z nas nie zdaje sobie sprawy z tego, przez co musiał przejść. Fakt, że tu wrócił, jest oznaką jego charakteru. Dokonał wielkiej rzeczy.

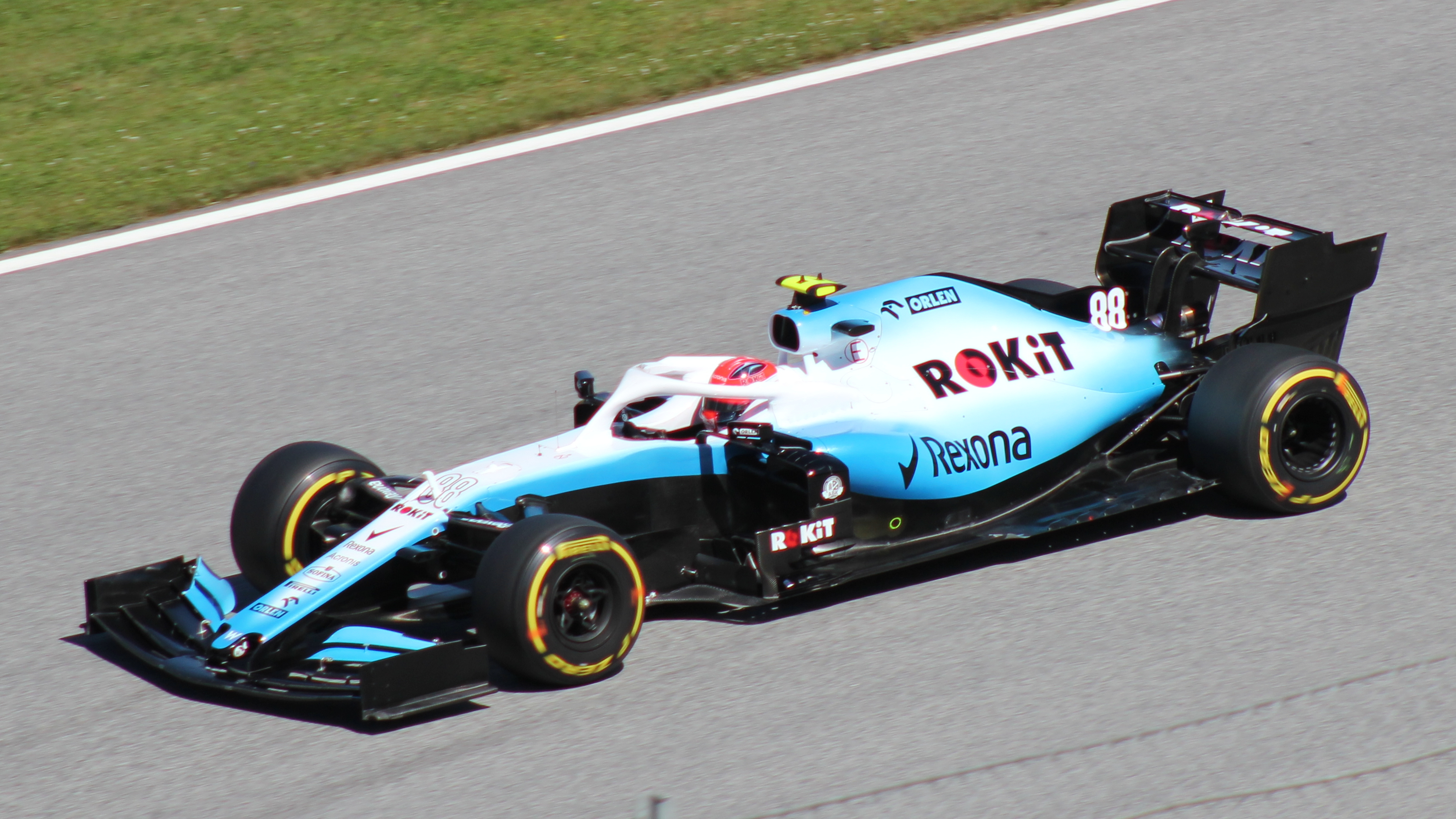
Kubica podczas GP Austrii 2019

15 marca pojechał w piątkowym treningu, a po jego zakończeniu powiedział: „Gdy w drugiej połowie sesji ludzie robili symulacje wyścigu i dłuższe przejazdy, w ciągu 45 minut jazdy wyprzedzano mnie częściej niż przez cztery lata ścigania”. 16 marca wziął udział w kwalifikacjach do Grand Prix Australii. Bolid był wolny i trudny w prowadzeniu. Przy trzecim wyjeździe, na ostatnim okrążeniu, Kubica zaobserwował lepszą niż dotychczas przyczepność auta, a następnie otarł się o bandę, uszkadzając tylną oponę. Polak zajął 20. pozycję i odpadł już po pierwszej części kwalifikacji. Strata do jego partnera z zespołu wyniosła w przybliżeniu 1,7 sekundy, co obnażyło również niedoskonałości techniczne jego bolidu. Była to najniższa lokata, jaką Robert Kubica kiedykolwiek uzyskał w kwalifikacjach.

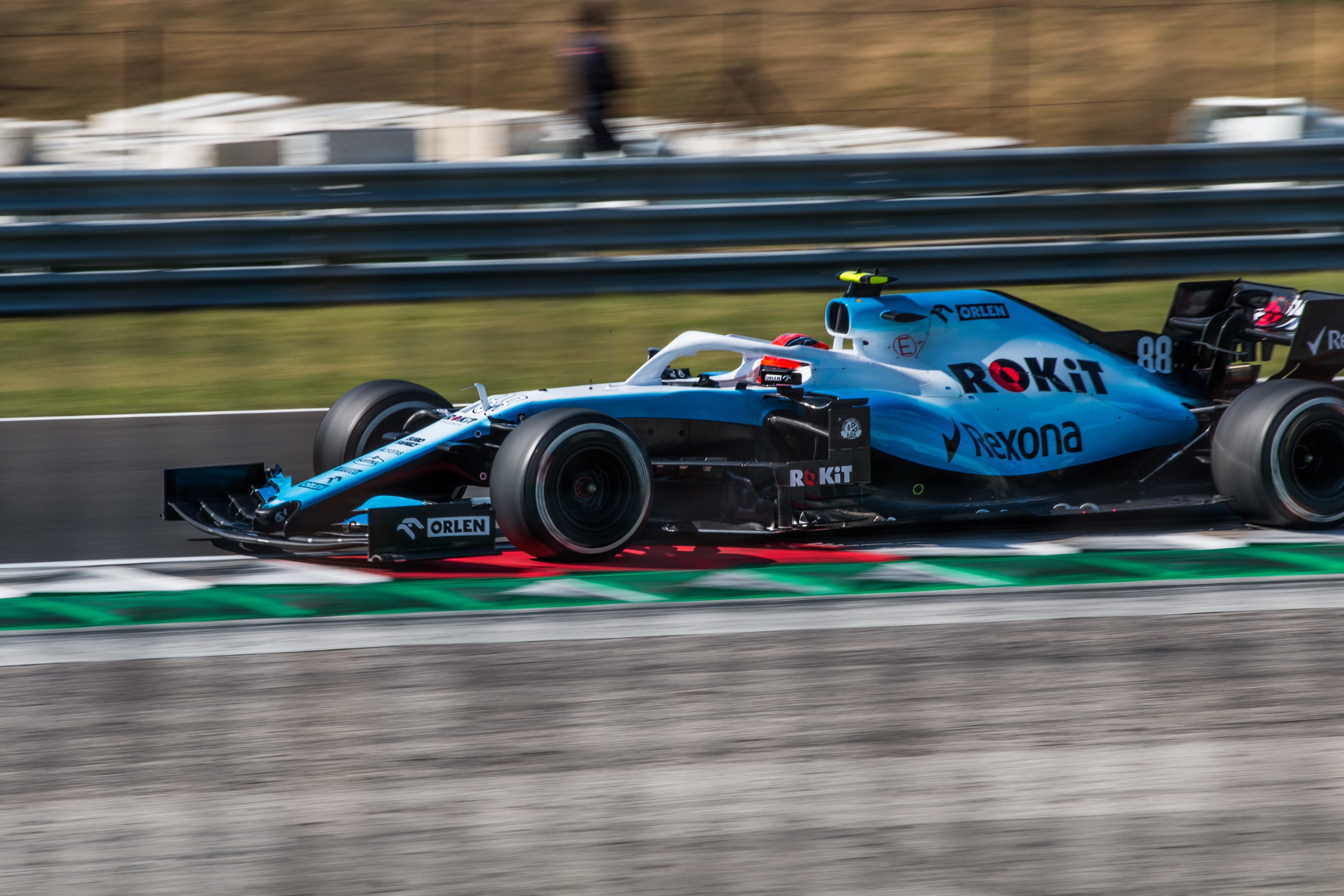
Kubica w Williamsie FW42 podczas GP Węgier 2019

16 marca wziął udział w tradycyjnej paradzie kierowców, a następnie po raz pierwszy od dziewięciu lat wystartował w Grand Prix Australii. Polak zgodnie z wynikiem uzyskanym w kwalifikacjach wystartował z 20. pozycji. Jako jedyny kierowca zdecydował on rozpocząć wyścig na twardych oponach. Już na pierwszym zakręcie o jego bolid zawadził Pierre Gasly, uszkadzając przednie skrzydło i tylną podłogę. Kubica zjechał do alei serwisowej i oprócz wymiany skrzydła, zmienił opony na pośrednie. Problemy z balansem, przyczepnością, skrzydłem i zepsutą podłogą nie były jednak jedyne. Na trzecim okrążeniu Kubica stracił także prawe lusterko, które odkleiło się od bolidu. Kubica od 11. okrążenia był ciągle dublowany przez innych kierowców. Wraz z Russellem przez większość wyścigu plasowali się na końcu stawki, odpowiednio na 20. i 19. miejscu, jednak wskutek problemów innych kierowców przesunęli się o kilka pozycji wyżej. Z powodu problemów technicznych z toru przedwcześnie zjechali Carlos Sainz, Daniel Ricciardo i Romain Grosjean. Ostatecznie, Robert Kubica zakończył wyścig na 17. pozycji.
28 lipca 2019 w deszczowej Grand Prix Niemiec, po wypadnięciu z zawodów 7 zawodników i karach dla obu zawodników zespołu Alfa Romeo, awansował na 10. miejsce, zdobywając pierwszy punkt w sezonie. Był to jednocześnie jedyny punkt, który zespół Williams miał na koncie w sezonie 2019.
19 września 2019 na konferencji prasowej przed Grand Prix Singapuru oficjalnie ogłosił, że po sezonie 2019 kończy współpracę z ROKiT Williams Racing.

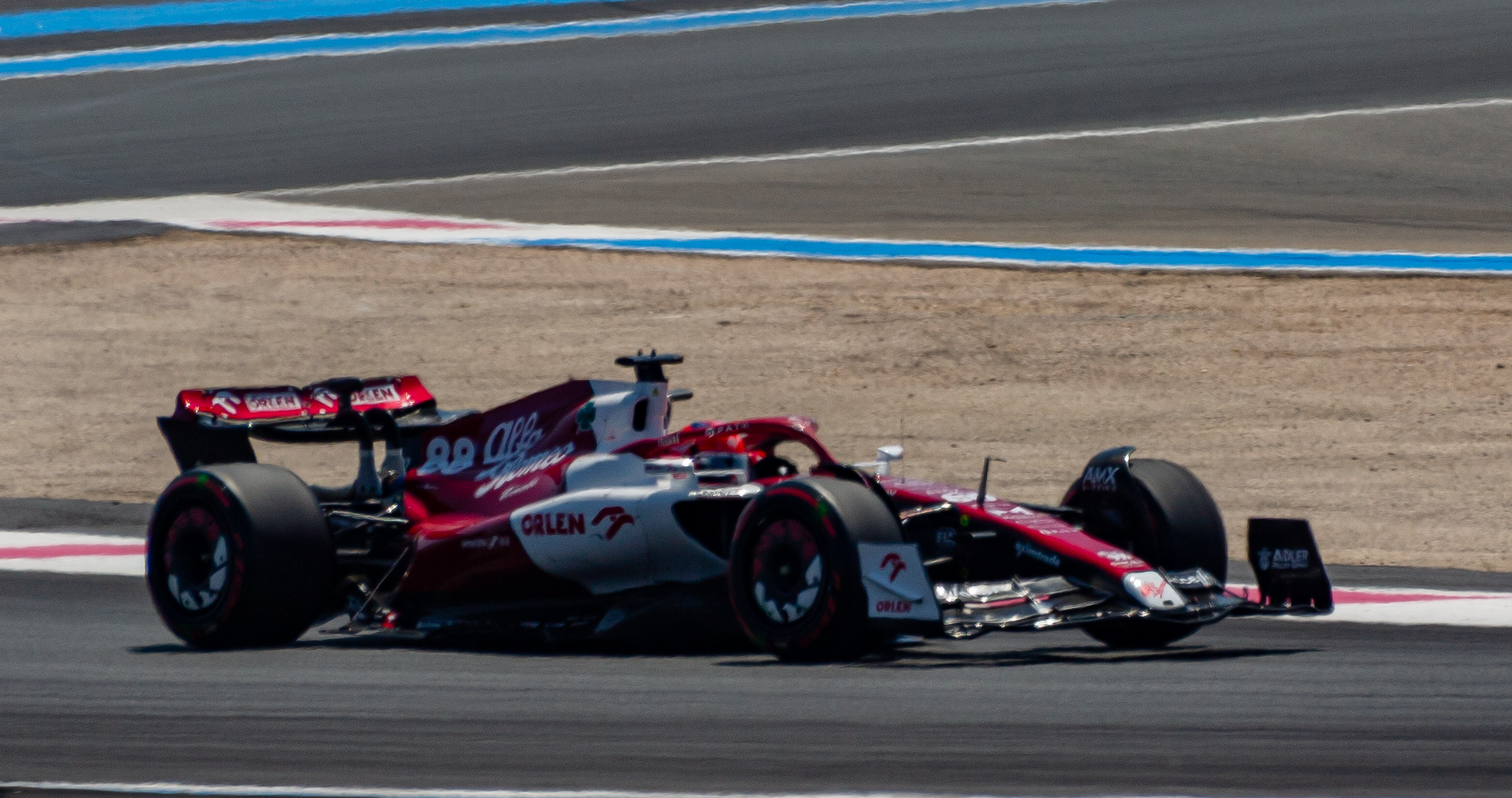
Kubica podczas treningu przed GP Francji 2022

#### 2020–2022: Kierowca rezerwowy i rozwojowy
1 stycznia 2020 oficjalnie poinformowano, że Robert Kubica zostanie kierowcą rezerwowym zespołu Alfa Romeo Racing, a Orlen sponsorem tytularnym. 19 lutego wziął udział w oficjalnych przedsezonowych testach F1 w Barcelonie. Przejechał 59 okrążeń i uzyskał 13. czas, ze stratą 1,399 s do najlepszego Hamiltona.

##### 2021: Zastępstwo za Kimiego Räikkönena
4 września 2021 zespół Alfa Romeo Racing poinformował, że Kubica wystartuje w wyścigu o Grand Prix Holandii. Polak zastąpił w bolidzie Kimiego Räikkönena, który pauzował w związku z pozytywnym wynikiem testu na COVID-19. Tego samego dnia Kubica pojechał w sobotniej sesji treningowej, a następnie w kwalifikacjach, w których zajął osiemnaste miejsce. Do niedzielnego wyścigu polski kierowca wystartował z 16. pozycji, a ukończył go na piętnastym miejscu.
8 września 2021 poinformowano, że Polak zastąpi fińskiego kierowcę, który wciąż ma pozytywny wynik testu na COVID-19, także podczas kolejnej rundy Mistrzostw Świata Formuły 1 – Grand Prix Włoch. W piątkowych kwalifikacjach zajął dziewiętnaste miejsce, natomiast w sobotnim sprincie kwalifikacyjnym, który decydował o kolejności startowej do niedzielnego wyścigu, zajął 18. pozycję.

### 2020: DTM
W lutym ogłoszono, że będzie uczestniczył w serii Deutsche Tourenwagen Masters w zespole klienckim Orlen Team ART za kierownicą BMW M4 DTM.
Tymczasem w czerwcowych testach przed rozpoczęciem przesuniętego ze względu na pandemię COVID-19 sezonu DTM zajął ostatnie, 9. miejsce pierwszego dnia oraz 8. miejsce drugiego, uzyskując czasy lepsze od trzech zawodników.

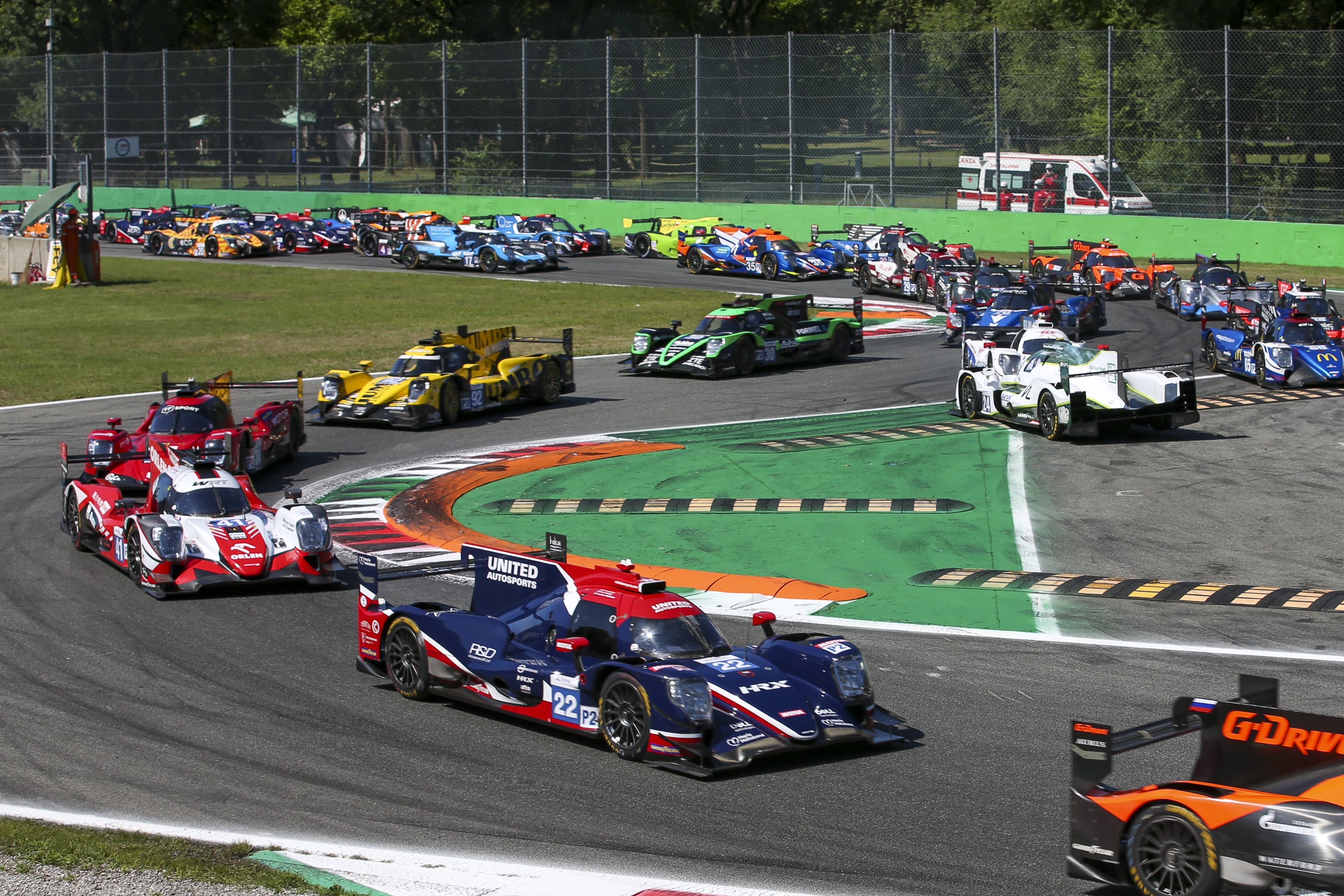
Robert Kubica podczas wyścigu 4 Hours of Monza w ramach ELMS 2021

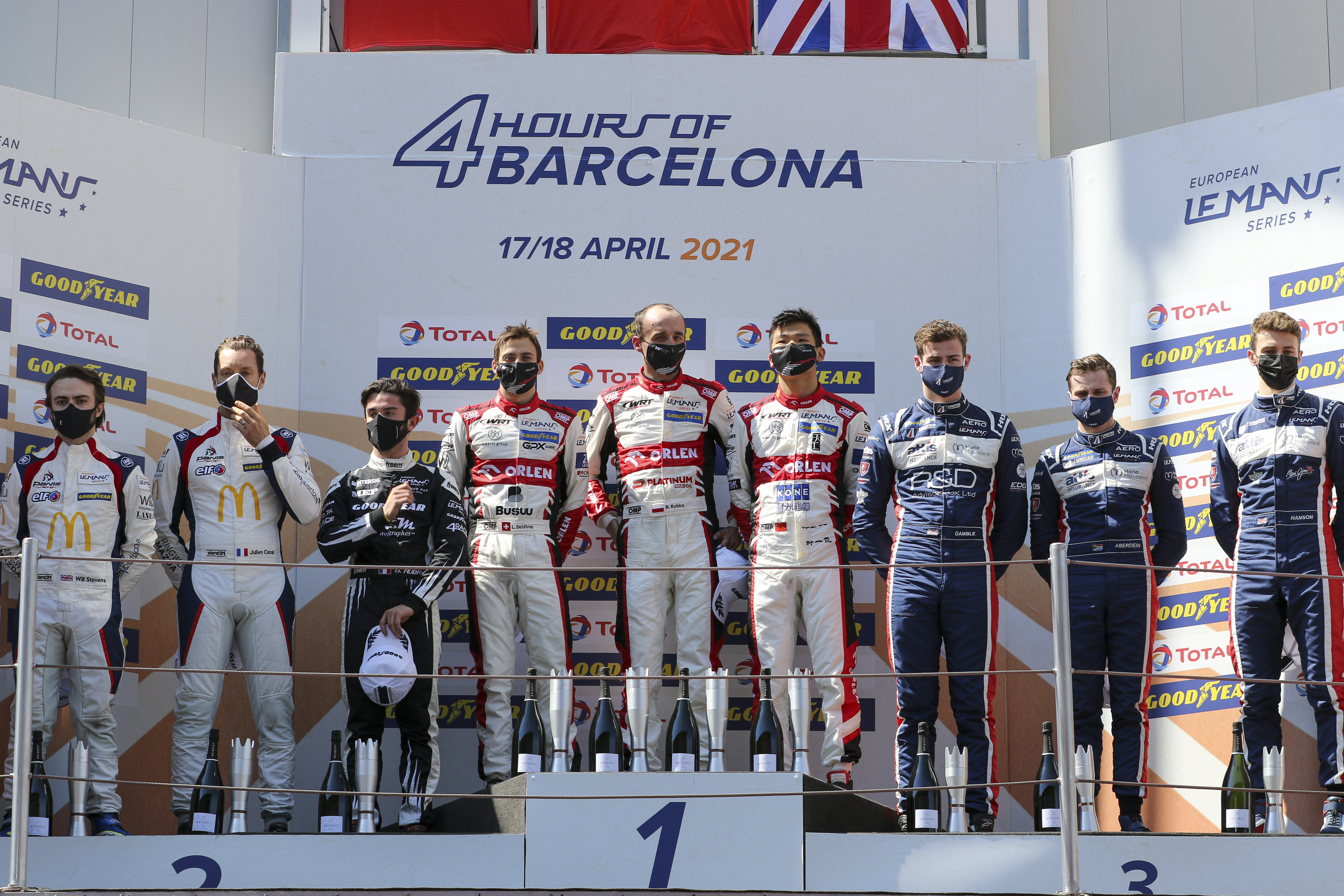
Robert Kubica wraz z zespołem WRT na najwyższym stopniu podium wyścigu 4 Hours of Barcelona w ramach ELMS (2021)

### Od 2021: Wyścigi długodystansowe

#### 2021: Mistrzostwo Europy ELMS
7 stycznia 2021 oficjalnie potwierdzono, że Robert Kubica w prototypie LMP2 weźmie udział w 24-godzinnym wyścigu 24 Hours of Daytona. Robert Kubica znalazł się w składzie zespołu High Class Racing wraz z Ferdinandem Habsburgiem, Andersem Fjordbachem oraz Dennisem Andersenem, natomiast z powodu awarii skrzyni biegów zespół zmuszony był wycofać się z rywalizacji nim Kubica wyjechał na tor.
12 lutego 2021 podpisał kontrakt z belgijskim zespołem W Racing Team i oficjalnie ogłosił starty w sezonie 2021 w European Le Mans Series, samochodem Oreca 07 Gibson klasy LMP2. 18 kwietnia wystartował w pierwszym wyścigu sezonu ELMS i wraz z Louisem Delétrazem i Yifei Ye w zespole zwyciężyli w czterogodzinnym wyściu na torze w Barcelonie. 16 maja powtórzyli sukces na torze Red Bull Ring podczas drugiej rundy sezonu. 6 czerwca na torze Paul Ricard zajęli piąte miejsce. 11 lipca na torze Monza uplasowali się na czwartej pozycji.
W dniach 21–22 sierpnia wraz z Louisem Delétrazem i Yifei Ye wziął udział w 24-godzinnym wyścigu Le Mans. Ostatnie okrążenie wyścigu rozpoczynali jako liderzy klasy LMP2, jednak zwarcie w sterowniku silnika pozbawiło ich zwycięstwa. Jako że nie przekroczyli linii mety to nie zostali w tym wyścigu sklasyfikowani.
19 września wygrali 4-godzinny wyścig na torze Spa-Francorchamps i zapewnili sobie mistrzostwo ELMS w kategorii LMP2.
14 października zespół High Class Racing poinformował, że Robert Kubica zastąpi Jana Magnussena podczas dwóch weekendów wyścigowych World Endurance Championship na torze w Bahrajnie.
24 października Kubica, Delétraz oraz Ye pojechali ostatni wyścig sezonu ELMS na torze w Portimão i zajęli w nim drugie miejsce.
30 października Robert Kubica wraz z Dennisem Andersenem i Andersem Fjordbachem zajęli ósme miejsce w kategorii LMP2 podczas 6-godzinnego wyścigu w Bahrajnie, jednocześnie zdobywając trzecie miejsce w klasyfikacji LMP2 Pro-Am. Identyczny rezultat uzyskali też 6 listopada podczas 8-godzinnego wyścigu na tym samym torze.

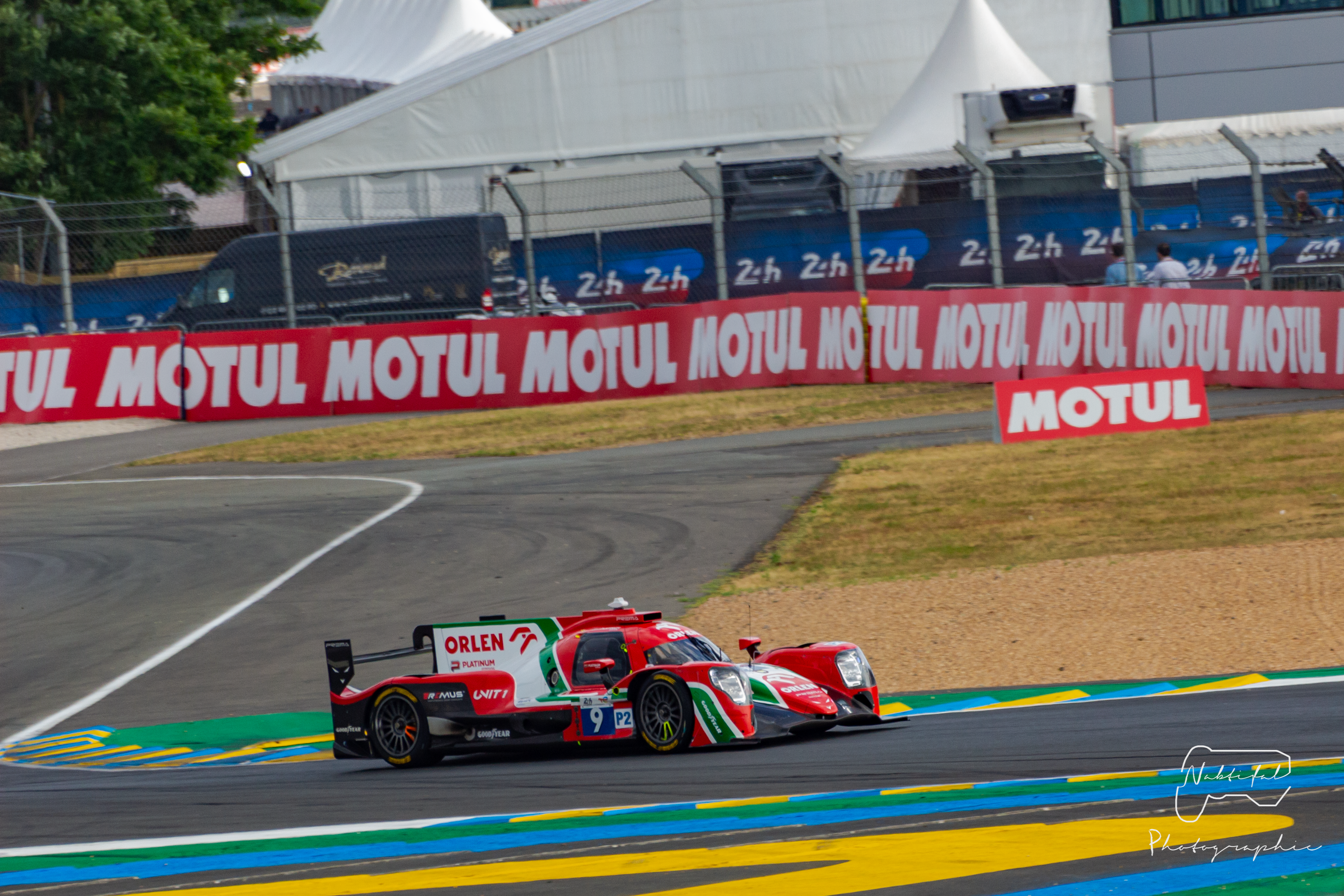
Kubica podczas wyścigu 24h Le Mans 2022

#### 2022
12 stycznia zespół Prema poinforował, że kierowcami jego prototypu LMP2 w FIA WEC będą Robert Kubica, Louis Delétraz oraz Lorenzo Colombo.
Podczas pierwszego wyścigu sezonu, 1000 Miles of Sebring, zdobyli oni 4. miejsce w kategorii LMP2. Wyścig 6 Hours of Spa-Francorchamps ukończyli na 7. miejscu klasy LMP2. Na Le Mans odnotowali najlepszy wynik w sezonie stając na 2. miejscu podium w LMP2. W wyścigach 6 Hours of Monza i 6 Hours of Fuji zdobyli 6. miejsca w ich kategorii. Finałowy wyścig sezonu, 8 Hours of Bahrain, ukończyli na 4. miejscu w klasie LMP2.
Ostatecznie uplasowali się na 5. miejscu w klasyfikacji kierowców, a Prema wywalczyła również 5. miejsce w klasyfikacji zespołów.

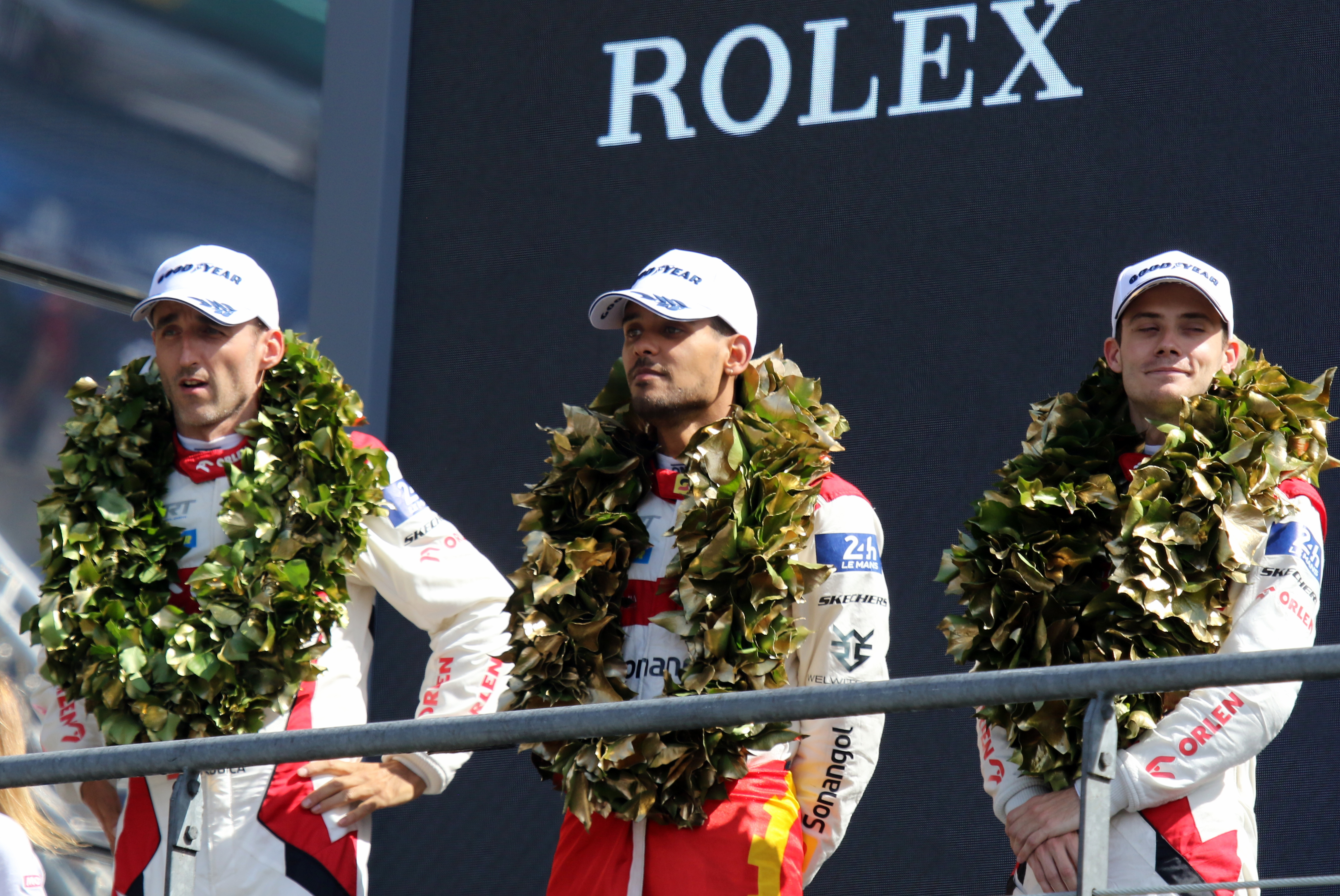
Robert Kubica, Rui Andrade i Louis Deletraz na 2 stopniu podium w kategorii LMP2 podczas wyścigu 24h Le Mans 2023

#### 2023: Mistrzostwo Świata WEC (LMP2)
2 lutego zespół WRT poinformował, że w sezonie 2023 FIA WEC kierowcami prototypu LMP2 o numerze 41 będą Robert Kubica, Louis Delétraz i Rui Andrade. W otwierającym sezon wyścigu 1000 Miles of Sebring załoga Kubicy uplasowała się na piątej pozycji w kategorii LMP2. Wyścig 6 Hours of Portimão załoga #41 ukończyła na trzecim miejscu w klasie LMP2. W wyścigu 6 Hours of Spa-Francorchamps Kubica i jego partnerzy odnieśli pierwsze zwycięstwo w sezonie. Wyścig Le Mans załoga WRT z numerem 41 zakończyła na drugim miejscu w klasie ze stratą 21 sekund do zwycięzców. W kwalifikacjach do wyścigu 6 Hours of Monza Kubica zdobył dla swojej załogi pole position w klasie LMP2. W wyścigu załoga Andrade–Delétraz–Kubica uplasowała się na trzecim miejscu w swojej kategorii. Podczas rundy na japońskim torze Fuji załoga #41 odniosła drugie zwycięstwo w sezonie. W wieńczącym sezon wyścigu w Bahrajnie załoga Kubicy odniosła trzecie zwycięstwo w sezonie, dzięki któremu przypieczętowała ona mistrzowskie tytuły kierowców i zespołów w kategorii LMP2.

#### 2024: Drugi tytuł mistrza Europy ELMS
22 listopada 2023 roku włoski zespół Amato Ferrari Corse (prywatny zespół korzystający z samochodów Ferrari) poinformował, że Robert Kubica będzie reprezentował ich barwy w sezonie 2024. Tego samego dnia na torze Imola odbył pierwsze testy w pojeździe Ferrari 499P. 27 listopada zaprezentowana została lista startowa FIA WEC na sezon 2024, na której pojawił się Kubica w załodze #83 wystawianej przez AF Corse w, najwyższej w WEC, kategorii Hypercar.
4 grudnia 2023 brytyjski zespół TF Sport poinformował, że Robert Kubica będzie kierowcą ich załogi LMP2, #14 AO by TF, w sezonie 2024 serii European Le Mans Series. 

#### 2025: Zwycięstwo w 24h Le Mans
W czerwcu 2025 jako pierwszy Polak zwyciężył w wyścigu 24h Le Mans. Jest drugim kierowcą w XXI wieku, który zwyciężył w wyścigu Formuły 1 i 24h Le Mans.

## Wyniki

### WRC
| Legenda oznaczeń w tabelach wyników Wyświetl szablon na nowej stronie | Legenda oznaczeń w tabelach wyników Wyświetl szablon na nowej stronie                                                                     |
| Oznaczenie                                                            | Wyjaśnienie |
| --------------------------------------------------------------------- | --- |
| Złoty                                                                 | Zwycięzca lub mistrzostwo |
| Srebrny                                                               | 2. miejsce lub wicemistrzostwo |
| Brązowy                                                               | 3. miejsce lub II wicemistrzostwo |
| Zielony                                                               | Ukończył, punktował (w klasyfikacji generalnej, gdy zdobył co najmniej jeden punkt na przestrzeni sezonu, poza trzema powyższymi opcjami) |
| Niebieski                                                             | Ukończył, nie punktował (w klasyfikacji generalnej, gdy nie zdobył co najmniej jednego punktu na przestrzeni sezonu)                      |
| Czerwony                                                              | Nie zakwalifikował się (NZ) |
| Czerwony                                                              | Nie prekwalifikował się (NPK) |
| Różowy                                                                | Nie ukończył (NU) |
| Różowy                                                                | Niesklasyfikowany (NS) (w klasyfikacji generalnej, gdy nie został sklasyfikowany w żadnym wyścigu sezonu)                                 |
| Czarny                                                                | Zdyskwalifikowany (DK) |
| Czarny                                                                | Wykluczony (WYK/EX) |
| Biały                                                                 | Nie wystartował (NW) |
| Biały                                                                 | Kontuzjowany (K/INJ) |
| Biały                                                                 | Wyścig odwołany (OD/C) |
| Bez koloru                                                            | Został wycofany (WYC/WD) |
| Bez koloru                                                            | Nie przybył (NP/DNA) |
| Bez koloru                                                            | Nie brał udziału w treningach (NT/DNP) |
| Bez koloru                                                            | Nie został zgłoszony (–) |
| Pogrubienie                                                           | Start z pole position |
| Kursywa                                                               | Najszybsze okrążenie wyścigu |
| †                                                                     | Nie ukończył, ale jego rezultat został zaliczony ze względu na przejechanie więcej niż 90% dystansu wyścigu.                              |
| *                                                                     | Sezon w trakcie |
| 1/2/3                                                                 | Punktowana pozycja w sprincie |
| Lista systemów punktacji Formuły 1                                    | |

#### Klasyfikacja generalna
| Sezon | Zespół                   | Samochód           | 1  | 2  | 3  | 4  | 5 | 6  | 7  | 8  | 9  | 10 | 11 | 12 | 13 | 14 | 15 | 16 | Punkty | Miejsce |
| ----- | ------------------------ | ------------------ | -- | -- | -- | -- | - | -- | -- | -- | -- | -- | -- | -- | -- | -- | -- | -- | ------ | ------- |
| 2013  | Citroën Racing           | Citroën DS3 RRC    | –  | –  | –  | 19 | – | 11 | 9  | 9  | 5  | –  | 9  | 9  | NU |    |    |    | 18     | 13      |
| 2014  | M-Sport World Rally Team | Ford Fiesta RS WRC | NU | 24 | NU | NU | 6 | 8  | 20 | 34 | NU | 9  | NU | 17 | 11 |    |    |    | 14     | 16      |
| 2015  | RK World Rally Team      | Ford Fiesta RS WRC | NU | 20 | 18 | –  | 9 | 30 | 8  | NU | 35 | –  | 22 | 11 | 9  |    |    |    | 11     | 12      |

#### WRC-2
| Rok  | Zespół         | Samochód        | 1     | 2     | 3     | 4     | 5     | 6     | 7     | 8     | 9     | 10    | 11    | 12    | 13    | Poz. | Pkt. |
| ---- | -------------- | --------------- | ----- | ----- | ----- | ----- | ----- | ----- | ----- | ----- | ----- | ----- | ----- | ----- | ----- | ---- | ---- |
| 2013 | Citroën Racing | Citroën DS3 RRC | MCO – | SWE – | MEX – | POR 6 | ARG – | GRE 1 | ITA 1 | FIN 2 | DEU 1 | AUS – | FRA 1 | ESP 1 | GBR – | 1    | 143  |

### Rajdowe Mistrzostwa Europy
| Legenda oznaczeń w tabelach wyników Wyświetl szablon na nowej stronie | Legenda oznaczeń w tabelach wyników Wyświetl szablon na nowej stronie                                                                     |
| Oznaczenie                                                            | Wyjaśnienie |
| --------------------------------------------------------------------- | --- |
| Złoty                                                                 | Zwycięzca lub mistrzostwo |
| Srebrny                                                               | 2. miejsce lub wicemistrzostwo |
| Brązowy                                                               | 3. miejsce lub II wicemistrzostwo |
| Zielony                                                               | Ukończył, punktował (w klasyfikacji generalnej, gdy zdobył co najmniej jeden punkt na przestrzeni sezonu, poza trzema powyższymi opcjami) |
| Niebieski                                                             | Ukończył, nie punktował (w klasyfikacji generalnej, gdy nie zdobył co najmniej jednego punktu na przestrzeni sezonu)                      |
| Czerwony                                                              | Nie zakwalifikował się (NZ) |
| Czerwony                                                              | Nie prekwalifikował się (NPK) |
| Różowy                                                                | Nie ukończył (NU) |
| Różowy                                                                | Niesklasyfikowany (NS) (w klasyfikacji generalnej, gdy nie został sklasyfikowany w żadnym wyścigu sezonu)                                 |
| Czarny                                                                | Zdyskwalifikowany (DK) |
| Czarny                                                                | Wykluczony (WYK/EX) |
| Biały                                                                 | Nie wystartował (NW) |
| Biały                                                                 | Kontuzjowany (K/INJ) |
| Biały                                                                 | Wyścig odwołany (OD/C) |
| Bez koloru                                                            | Został wycofany (WYC/WD) |
| Bez koloru                                                            | Nie przybył (NP/DNA) |
| Bez koloru                                                            | Nie brał udziału w treningach (NT/DNP) |
| Bez koloru                                                            | Nie został zgłoszony (–) |
| Pogrubienie                                                           | Start z pole position |
| Kursywa                                                               | Najszybsze okrążenie wyścigu |
| †                                                                     | Nie ukończył, ale jego rezultat został zaliczony ze względu na przejechanie więcej niż 90% dystansu wyścigu.                              |
| *                                                                     | Sezon w trakcie |
| 1/2/3                                                                 | Punktowana pozycja w sprincie |
| Lista systemów punktacji Formuły 1                                    | |

| Rok  | Zespół  | Samochód           | 1      | 2     | 3      | 4     | 5      | 6     | 7     | 8     | 9      | 10    | 11    | 12    | Poz. | Pkt. |
| ---- | ------- | ------------------ | ------ | ----- | ------ | ----- | ------ | ----- | ----- | ----- | ------ | ----- | ----- | ----- | ---- | ---- |
| 2010 | Renault | Renault Clio S1600 | ITA 37 | CRO – | POL –  | BEL – | TUR –  | POR – | CZE – | ESP – | GRE –  | FRA 3 | CHE – |       | NS   | 0    |
| 2013 | Citroën | Citroën DS3 RRC    | AUT –  | LVA – | ESP NU | POR 6 | FRA NU | BEL – | RUM – | CZE – | POL NU | CRO – | ITA – | SZW – | 29   | 17   |
| 2014 | Ford    | Ford Fiesta RRC    | AUT 1  | LVA – | GRE –  | IRL – | POR –  | BEL – | EST – | CZE – | CYP –  | CHE – | FRA – |       | 13   | 39   |

### Formuła 1
| Legenda oznaczeń w tabelach wyników Wyświetl szablon na nowej stronie | Legenda oznaczeń w tabelach wyników Wyświetl szablon na nowej stronie                                                                     |
| Oznaczenie                                                            | Wyjaśnienie |
| --------------------------------------------------------------------- | --- |
| Złoty                                                                 | Zwycięzca lub mistrzostwo |
| Srebrny                                                               | 2. miejsce lub wicemistrzostwo |
| Brązowy                                                               | 3. miejsce lub II wicemistrzostwo |
| Zielony                                                               | Ukończył, punktował (w klasyfikacji generalnej, gdy zdobył co najmniej jeden punkt na przestrzeni sezonu, poza trzema powyższymi opcjami) |
| Niebieski                                                             | Ukończył, nie punktował (w klasyfikacji generalnej, gdy nie zdobył co najmniej jednego punktu na przestrzeni sezonu)                      |
| Czerwony                                                              | Nie zakwalifikował się (NZ) |
| Czerwony                                                              | Nie prekwalifikował się (NPK) |
| Różowy                                                                | Nie ukończył (NU) |
| Różowy                                                                | Niesklasyfikowany (NS) (w klasyfikacji generalnej, gdy nie został sklasyfikowany w żadnym wyścigu sezonu)                                 |
| Czarny                                                                | Zdyskwalifikowany (DK) |
| Czarny                                                                | Wykluczony (WYK/EX) |
| Biały                                                                 | Nie wystartował (NW) |
| Biały                                                                 | Kontuzjowany (K/INJ) |
| Biały                                                                 | Wyścig odwołany (OD/C) |
| Bez koloru                                                            | Został wycofany (WYC/WD) |
| Bez koloru                                                            | Nie przybył (NP/DNA) |
| Bez koloru                                                            | Nie brał udziału w treningach (NT/DNP) |
| Bez koloru                                                            | Nie został zgłoszony (–) |
| Pogrubienie                                                           | Start z pole position |
| Kursywa                                                               | Najszybsze okrążenie wyścigu |
| †                                                                     | Nie ukończył, ale jego rezultat został zaliczony ze względu na przejechanie więcej niż 90% dystansu wyścigu.                              |
| *                                                                     | Sezon w trakcie |
| 1/2/3                                                                 | Punktowana pozycja w sprincie |
| Lista systemów punktacji Formuły 1                                    | |

| Rok  | Zespół                  | Samochód         | Silnik                 | Wyniki w poszczególnych eliminacjach | Wyniki w poszczególnych eliminacjach | Wyniki w poszczególnych eliminacjach | Wyniki w poszczególnych eliminacjach | Wyniki w poszczególnych eliminacjach | Wyniki w poszczególnych eliminacjach | Wyniki w poszczególnych eliminacjach | Wyniki w poszczególnych eliminacjach | Wyniki w poszczególnych eliminacjach | Wyniki w poszczególnych eliminacjach | Wyniki w poszczególnych eliminacjach | Wyniki w poszczególnych eliminacjach | Wyniki w poszczególnych eliminacjach | Wyniki w poszczególnych eliminacjach | Wyniki w poszczególnych eliminacjach | Wyniki w poszczególnych eliminacjach | Wyniki w poszczególnych eliminacjach | Wyniki w poszczególnych eliminacjach | Wyniki w poszczególnych eliminacjach | Wyniki w poszczególnych eliminacjach | Wyniki w poszczególnych eliminacjach | Wyniki w poszczególnych eliminacjach | Punkty | Pozycja |
| ---- | ----------------------- | ---------------- | ---------------------- | ------------------------------------ | ------------------------------------ | ------------------------------------ | ------------------------------------ | ------------------------------------ | ------------------------------------ | ------------------------------------ | ------------------------------------ | ------------------------------------ | ------------------------------------ | ------------------------------------ | ------------------------------------ | ------------------------------------ | ------------------------------------ | ------------------------------------ | ------------------------------------ | ------------------------------------ | ------------------------------------ | ------------------------------------ | ------------------------------------ | ------------------------------------ | ------------------------------------ | ------ | ------- |
| 2006 | BMW Sauber F1 Team      | BMW Sauber F1.06 | BMW P86 2,4L V8        | Bahrajn                              | Malezja                              | Australia                            | San Marino                           | Unia Europejska                      | Hiszpania                            | Monako                               | Wielka Brytania                      | Kanada                               | Stany Zjednoczone                    | Francja                              | Niemcy                               | Węgry                                | Turcja                               | Włochy                               |                                      | Japonia                              | Brazylia                             |                                      |                                      |                                      |                                      | 6      | 16      |
| 2006 | BMW Sauber F1 Team      | BMW Sauber F1.06 | BMW P86 2,4L V8        | –                                    | –                                    | –                                    | –                                    | –                                    | –                                    | –                                    | –                                    | –                                    | –                                    | –                                    | –                                    | DK                                   | 12                                   | 3                                    | 13                                   | 9                                    | 9                                    |                                      |                                      |                                      |                                      | 6      | 16      |
| 2007 | BMW Sauber F1 Team      | BMW Sauber F1.07 | BMW P86/7              | Australia                            | Malezja                              | Bahrajn                              | Hiszpania                            | Monako                               | Kanada                               | Stany Zjednoczone                    | Francja                              | Wielka Brytania                      | Unia Europejska                      | Węgry                                | Turcja                               | Włochy                               | Belgia                               | Japonia                              |                                      | Brazylia                             |                                      |                                      |                                      |                                      |                                      | 39     | 6       |
| 2007 | BMW Sauber F1 Team      | BMW Sauber F1.07 | BMW P86/7              | NU                                   | 18                                   | 6                                    | 4                                    | 5                                    | NU                                   | –                                    | 4                                    | 4                                    | 7                                    | 5                                    | 8                                    | 5                                    | 9                                    | 7                                    | NU                                   | 5                                    |                                      |                                      |                                      |                                      |                                      | 39     | 6       |
| 2008 | BMW Sauber F1 Team      | BMW Sauber F1.08 | BMW P86/8              | Australia                            | Malezja                              | Bahrajn                              | Hiszpania                            | Turcja                               | Monako                               | Kanada                               | Francja                              | Wielka Brytania                      | Niemcy                               | Węgry                                | Unia Europejska                      | Belgia                               | Włochy                               | Singapur                             | Japonia                              |                                      | Brazylia                             |                                      |                                      |                                      |                                      | 75     | 4       |
| 2008 | BMW Sauber F1 Team      | BMW Sauber F1.08 | BMW P86/8              | NU                                   | 2                                    | 3                                    | 4                                    | 4                                    | 2                                    | 1                                    | 5                                    | NU                                   | 7                                    | 8                                    | 3                                    | 6                                    | 3                                    | 11                                   | 2                                    | 6                                    | 11                                   |                                      |                                      |                                      |                                      | 75     | 4       |
| 2009 | BMW Sauber F1 Team      | BMW Sauber F1.09 | BMW P86/9              | Australia                            | Malezja                              |                                      | Bahrajn                              | Hiszpania                            | Monako                               | Turcja                               | Wielka Brytania                      | Niemcy                               | Węgry                                | Unia Europejska                      | Belgia                               | Włochy                               | Singapur                             | Japonia                              | Brazylia                             |                                      |                                      |                                      |                                      |                                      |                                      | 17     | 14      |
| 2009 | BMW Sauber F1 Team      | BMW Sauber F1.09 | BMW P86/9              | 14                                   | NU                                   | 13                                   | 18                                   | 11                                   | NU                                   | 7                                    | 13                                   | 14                                   | 13                                   | 8                                    | 4                                    | NU                                   | 8                                    | 9                                    | 2                                    | 10                                   |                                      |                                      |                                      |                                      |                                      | 17     | 14      |
| 2010 | Renault F1 Team         | Renault R30      | Renault RS27-2010      | Bahrajn                              | Australia                            | Malezja                              |                                      | Hiszpania                            | Monako                               | Turcja                               | Kanada                               | Unia Europejska                      | Wielka Brytania                      | Niemcy                               | Węgry                                | Belgia                               | Włochy                               | Singapur                             | Japonia                              | Korea Południowa                     | Brazylia                             |                                      |                                      |                                      |                                      | 136    | 8       |
| 2010 | Renault F1 Team         | Renault R30      | Renault RS27-2010      | 11                                   | 2                                    | 4                                    | 5                                    | 8                                    | 3                                    | 6                                    | 7                                    | 5                                    | NU                                   | 7                                    | NU                                   | 3                                    | 8                                    | 7                                    | NU                                   | 5                                    | 9                                    | 5                                    |                                      |                                      |                                      | 136    | 8       |
| 2019 | ROKiT Williams Racing   | Williams FW42    | Mercedes M10 EQ Power+ | Australia                            | Bahrajn                              |                                      | Azerbejdżan                          | Hiszpania                            | Monako                               | Kanada                               | Francja                              | Austria                              | Wielka Brytania                      | Niemcy                               | Węgry                                | Belgia                               | Włochy                               | Singapur                             | Rosja                                | Japonia                              | Meksyk                               | Stany Zjednoczone                    | Brazylia                             |                                      |                                      | 1      | 19      |
| 2019 | ROKiT Williams Racing   | Williams FW42    | Mercedes M10 EQ Power+ | 17                                   | 16                                   | 17                                   | 16                                   | 18                                   | 18                                   | 18                                   | 18                                   | 20                                   | 15                                   | 10                                   | 19                                   | 17                                   | 17                                   | 16                                   | NU                                   | 17                                   | 18                                   | NU                                   | 16                                   | 19                                   |                                      | 1      | 19      |
| 2021 | Alfa Romeo Racing ORLEN | Alfa Romeo C41   | Ferrari 065/6          | Bahrajn                              | Emilia-Romania                       | Portugalia                           | Hiszpania                            | Monako                               | Azerbejdżan                          | Francja                              |                                      | Austria                              | Wielka Brytania                      | Węgry                                | Belgia                               | Holandia                             | Włochy                               | Rosja                                | Turcja                               | Stany Zjednoczone                    | Meksyk                               |                                      | Katar                                | Arabia Saudyjska                     |                                      | 0      | 20      |
| 2021 | Alfa Romeo Racing ORLEN | Alfa Romeo C41   | Ferrari 065/6          | –                                    | –                                    | –                                    | –                                    | –                                    | –                                    | –                                    | –                                    | –                                    | –                                    | –                                    | –                                    | 15                                   | 14                                   | –                                    | –                                    | –                                    | –                                    | –                                    | –                                    | –                                    | –                                    | 0      | 20      |

### DTM
| Legenda oznaczeń w tabelach wyników Wyświetl szablon na nowej stronie | Legenda oznaczeń w tabelach wyników Wyświetl szablon na nowej stronie                                                                     |
| Oznaczenie                                                            | Wyjaśnienie |
| --------------------------------------------------------------------- | --- |
| Złoty                                                                 | Zwycięzca lub mistrzostwo |
| Srebrny                                                               | 2. miejsce lub wicemistrzostwo |
| Brązowy                                                               | 3. miejsce lub II wicemistrzostwo |
| Zielony                                                               | Ukończył, punktował (w klasyfikacji generalnej, gdy zdobył co najmniej jeden punkt na przestrzeni sezonu, poza trzema powyższymi opcjami) |
| Niebieski                                                             | Ukończył, nie punktował (w klasyfikacji generalnej, gdy nie zdobył co najmniej jednego punktu na przestrzeni sezonu)                      |
| Czerwony                                                              | Nie zakwalifikował się (NZ) |
| Czerwony                                                              | Nie prekwalifikował się (NPK) |
| Różowy                                                                | Nie ukończył (NU) |
| Różowy                                                                | Niesklasyfikowany (NS) (w klasyfikacji generalnej, gdy nie został sklasyfikowany w żadnym wyścigu sezonu)                                 |
| Czarny                                                                | Zdyskwalifikowany (DK) |
| Czarny                                                                | Wykluczony (WYK/EX) |
| Biały                                                                 | Nie wystartował (NW) |
| Biały                                                                 | Kontuzjowany (K/INJ) |
| Biały                                                                 | Wyścig odwołany (OD/C) |
| Bez koloru                                                            | Został wycofany (WYC/WD) |
| Bez koloru                                                            | Nie przybył (NP/DNA) |
| Bez koloru                                                            | Nie brał udziału w treningach (NT/DNP) |
| Bez koloru                                                            | Nie został zgłoszony (–) |
| Pogrubienie                                                           | Start z pole position |
| Kursywa                                                               | Najszybsze okrążenie wyścigu |
| †                                                                     | Nie ukończył, ale jego rezultat został zaliczony ze względu na przejechanie więcej niż 90% dystansu wyścigu.                              |
| *                                                                     | Sezon w trakcie |
| 1/2/3                                                                 | Punktowana pozycja w sprincie |
| Lista systemów punktacji Formuły 1                                    | |

| Sezon | Zespół             | Samochód           | Wyniki w poszczególnych rundach | Wyniki w poszczególnych rundach | Wyniki w poszczególnych rundach | Wyniki w poszczególnych rundach | Wyniki w poszczególnych rundach | Wyniki w poszczególnych rundach | Wyniki w poszczególnych rundach | Wyniki w poszczególnych rundach | Wyniki w poszczególnych rundach | Wyniki w poszczególnych rundach | Wyniki w poszczególnych rundach | Wyniki w poszczególnych rundach | Wyniki w poszczególnych rundach | Wyniki w poszczególnych rundach | Wyniki w poszczególnych rundach | Wyniki w poszczególnych rundach | Wyniki w poszczególnych rundach | Wyniki w poszczególnych rundach | Punkty | Pozycja |
| Sezon | Zespół             | Silnik             | Wyniki w poszczególnych rundach | Wyniki w poszczególnych rundach | Wyniki w poszczególnych rundach | Wyniki w poszczególnych rundach | Wyniki w poszczególnych rundach | Wyniki w poszczególnych rundach | Wyniki w poszczególnych rundach | Wyniki w poszczególnych rundach | Wyniki w poszczególnych rundach | Wyniki w poszczególnych rundach | Wyniki w poszczególnych rundach | Wyniki w poszczególnych rundach | Wyniki w poszczególnych rundach | Wyniki w poszczególnych rundach | Wyniki w poszczególnych rundach | Wyniki w poszczególnych rundach | Wyniki w poszczególnych rundach | Wyniki w poszczególnych rundach | Punkty | Pozycja |
| ----- | ------------------ | ------------------ | ------------------------------- | ------------------------------- | ------------------------------- | ------------------------------- | ------------------------------- | ------------------------------- | ------------------------------- | ------------------------------- | ------------------------------- | ------------------------------- | ------------------------------- | ------------------------------- | ------------------------------- | ------------------------------- | ------------------------------- | ------------------------------- | ------------------------------- | ------------------------------- | ------ | ------- |
| 2020  |                    |                    | SPA                             | SPA                             | LAU                             | LAU                             | LAU                             | LAU                             | ASS                             | ASS                             | NÜR                             | NÜR                             | NÜR                             | NÜR                             | ZOL                             | ZOL                             | ZOL                             | ZOL                             | HOC                             | HOC                             | 20     | 15      |
| 2020  | BMW ORLEN Team ART | BMW M4 Turbo DTM   | 14                              | 14                              | 13                              | 13                              | 16                              | 16                              | 10                              | 14                              | 16                              | 12                              | 13                              | NU                              | 14                              | 12                              | NU                              | 3                               | 8                               | 15                              | 20     | 15      |
| 2020  | BMW ORLEN Team ART | BMW P48 Turbo I-4t | 14                              | 14                              | 13                              | 13                              | 16                              | 16                              | 10                              | 14                              | 16                              | 12                              | 13                              | NU                              | 14                              | 12                              | NU                              | 3                               | 8                               | 15                              | 20     | 15      |

### 24 Hours of Le Mans
| Sezon | Zespół           | Klasa    | Pozostali kierowcy             | Samochód     | Silnik                 | Okrążenia | Poz. | Poz. kl. | Źródło  |
| ----- | ---------------- | -------- | ------------------------------ | ------------ | ---------------------- | --------- | ---- | -------- | ------- |
| 2021  | Team WRT         | LMP2     | Louis Delétraz Yifei Ye        | Oreca 07     | Gibson GK428 4.2 L V8  | 362       | NS   | NS       | [ 717 ] |
| 2022  | Prema ORLEN Team | LMP2     | Louis Delétraz Lorenzo Colombo | Oreca 07     | Gibson GK428 4.2 L V8  | 369       | 6    | 2        | [ 718 ] |
| 2023  | Team WRT         | LMP2     | Rui Andrade Louis Delétraz     | Oreca 07     | Gibson GK428 4.2 L V8  | 328       | 10   | 2        | [ 719 ] |
| 2024  | AF Corse         | Hypercar | Robert Szwarcman Yifei Ye      | Ferrari 499P | Ferrari 3.0 L Turbo V6 | 248       | NU   | NU       | [ 720 ] |
| 2025  | AF Corse         | Hypercar | Philip Hanson Yifei Ye         | Ferrari 499P | Ferrari 3.0 L Turbo V6 | 387       | 1    | 1        | [ 721 ] |

### FIA World Endurance Championship
| Sezon | Zespół            | Klasa    | Samochód     | Silnik                 | Wyniki w poszczególnych rundach | Wyniki w poszczególnych rundach | Wyniki w poszczególnych rundach | Wyniki w poszczególnych rundach | Wyniki w poszczególnych rundach | Wyniki w poszczególnych rundach | Wyniki w poszczególnych rundach | Wyniki w poszczególnych rundach | Punkty | Pozycja | Źródło  |
| ----- | ----------------- | -------- | ------------ | ---------------------- | ------------------------------- | ------------------------------- | ------------------------------- | ------------------------------- | ------------------------------- | ------------------------------- | ------------------------------- | ------------------------------- | ------ | ------- | ------- |
| 2021  | High Class Racing | LMP2     | Oreca 07     | Gibson GK428 4.2 L V8  | SPA                             | POR                             | MON                             | LMS                             | BAH                             | BAH                             |                                 |                                 | 10     | 21      | [ 722 ] |
| 2021  | High Class Racing | LMP2     | Oreca 07     | Gibson GK428 4.2 L V8  | –                               | –                               | –                               | –                               | 8                               | 8                               |                                 |                                 | 10     | 21      | [ 722 ] |
| 2022  | Prema ORLEN Team  | LMP2     | Oreca 07     | Gibson GK428 4.2 L V8  | SEB                             | SPA                             | LMS                             | MON                             | FUJ                             | BAH                             |                                 |                                 | 94     | 5       | [ 701 ] |
| 2022  | Prema ORLEN Team  | LMP2     | Oreca 07     | Gibson GK428 4.2 L V8  | 4                               | 7                               | 2                               | 6                               | 6                               | 4                               |                                 |                                 | 94     | 5       | [ 701 ] |
| 2023  | Team WRT          | LMP2     | Oreca 07     | Gibson GK428 4.2 L V8  | SEB                             | POR                             | SPA                             | LMS                             | MON                             | FUJ                             | BAH                             |                                 | 173    | 1       | [ 711 ] |
| 2023  | Team WRT          | LMP2     | Oreca 07     | Gibson GK428 4.2 L V8  | 4                               | 3                               | 1                               | 2                               | 3                               | 1                               | 1                               |                                 | 173    | 1       | [ 711 ] |
| 2024  | AF Corse          | Hypercar | Ferrari 499P | Ferrari 3.0 L Turbo V6 | QAT                             | IMO                             | SPA                             | LMS                             | SÃO                             | LSL                             | FUJ                             | BHR                             | 57     | 9       | [ 723 ] |
| 2024  | AF Corse          | Hypercar | Ferrari 499P | Ferrari 3.0 L Turbo V6 | 4                               | 8                               | 8                               | NU                              | 11                              | 1                               | 12                              | 8                               | 57     | 9       | [ 723 ] |
| 2025  | AF Corse          | Hypercar | Ferrari 499P | Ferrari 3.0 L Turbo V6 | QAT                             | IMO                             | SPA                             | LMS                             | SÃO                             | LSL                             | FUJ                             | BHR                             | 93*    | 2*      | [ 724 ] |
| 2025  | AF Corse          | Hypercar | Ferrari 499P | Ferrari 3.0 L Turbo V6 | 2                               | 4                               | 15                              | 1                               | 8                               |                                 |                                 |                                 | 93*    | 2*      | [ 724 ] |

### IMSA SportsCar Championship
| Sezon | Zespół            | Klasa | Samochód | Silnik                | Wyniki w poszczególnych rundach | Wyniki w poszczególnych rundach | Wyniki w poszczególnych rundach | Wyniki w poszczególnych rundach | Wyniki w poszczególnych rundach | Wyniki w poszczególnych rundach | Wyniki w poszczególnych rundach | Punkty | Pozycja | Punkty MEC | Pozycja MEC | Źródła          |
| ----- | ----------------- | ----- | -------- | --------------------- | ------------------------------- | ------------------------------- | ------------------------------- | ------------------------------- | ------------------------------- | ------------------------------- | ------------------------------- | ------ | ------- | ---------- | ----------- | --------------- |
| 2021  | High Class Racing | LMP2  | Oreca 07 | Gibson GK428 4.2 L V8 | DAY                             | SEB                             | WGL1                            | WGL2                            | ELK                             | LGA                             | PET                             | 0      | NS      | 8          | 10          | [ 725 ] [ 726 ] |
| 2021  | High Class Racing | LMP2  | Oreca 07 | Gibson GK428 4.2 L V8 | 9                               | –                               | –                               | –                               | –                               | –                               | –                               | 0      | NS      | 8          | 10          | [ 725 ] [ 726 ] |

### European Le Mans Series
| Sezon | Zespół   | Klasa | Samochód | Silnik                | Wyniki w poszczególnych rundach | Wyniki w poszczególnych rundach | Wyniki w poszczególnych rundach | Wyniki w poszczególnych rundach | Wyniki w poszczególnych rundach | Wyniki w poszczególnych rundach | Punkty | Pozycja | Źródło  |
| ----- | -------- | ----- | -------- | --------------------- | ------------------------------- | ------------------------------- | ------------------------------- | ------------------------------- | ------------------------------- | ------------------------------- | ------ | ------- | ------- |
| 2021  | Team WRT | LMP2  | Oreca 07 | Gibson GK428 4.2 L V8 | CAT                             | RBR                             | LEC                             | MON                             | SPA                             | ALG                             | 118    | 1       | [ 727 ] |
| 2021  | Team WRT | LMP2  | Oreca 07 | Gibson GK428 4.2 L V8 | 1                               | 1                               | 5                               | 4                               | 1                               | 2                               | 118    | 1       | [ 727 ] |
| 2024  | AO by TF | LMP2  | Oreca 07 | Gibson GK428 4.2 L V8 | BAR                             | LEC                             | IMO                             | SPA                             | MUG                             | POR                             | 93     | 1       | [ 730 ] |
| 2024  | AO by TF | LMP2  | Oreca 07 | Gibson GK428 4.2 L V8 | 7                               | 3                               | 2                               | 1                               | 5                               | 2                               | 93     | 1       | [ 730 ] |

### Europejski Puchar Formuły Renault 2000
Źródło: Speedsport Magazine
| Legenda oznaczeń w tabelach wyników Wyświetl szablon na nowej stronie | Legenda oznaczeń w tabelach wyników Wyświetl szablon na nowej stronie                                                                     |
| Oznaczenie                                                            | Wyjaśnienie |
| --------------------------------------------------------------------- | --- |
| Złoty                                                                 | Zwycięzca lub mistrzostwo |
| Srebrny                                                               | 2. miejsce lub wicemistrzostwo |
| Brązowy                                                               | 3. miejsce lub II wicemistrzostwo |
| Zielony                                                               | Ukończył, punktował (w klasyfikacji generalnej, gdy zdobył co najmniej jeden punkt na przestrzeni sezonu, poza trzema powyższymi opcjami) |
| Niebieski                                                             | Ukończył, nie punktował (w klasyfikacji generalnej, gdy nie zdobył co najmniej jednego punktu na przestrzeni sezonu)                      |
| Czerwony                                                              | Nie zakwalifikował się (NZ) |
| Czerwony                                                              | Nie prekwalifikował się (NPK) |
| Różowy                                                                | Nie ukończył (NU) |
| Różowy                                                                | Niesklasyfikowany (NS) (w klasyfikacji generalnej, gdy nie został sklasyfikowany w żadnym wyścigu sezonu)                                 |
| Czarny                                                                | Zdyskwalifikowany (DK) |
| Czarny                                                                | Wykluczony (WYK/EX) |
| Biały                                                                 | Nie wystartował (NW) |
| Biały                                                                 | Kontuzjowany (K/INJ) |
| Biały                                                                 | Wyścig odwołany (OD/C) |
| Bez koloru                                                            | Został wycofany (WYC/WD) |
| Bez koloru                                                            | Nie przybył (NP/DNA) |
| Bez koloru                                                            | Nie brał udziału w treningach (NT/DNP) |
| Bez koloru                                                            | Nie został zgłoszony (–) |
| Pogrubienie                                                           | Start z pole position |
| Kursywa                                                               | Najszybsze okrążenie wyścigu |
| †                                                                     | Nie ukończył, ale jego rezultat został zaliczony ze względu na przejechanie więcej niż 90% dystansu wyścigu.                              |
| *                                                                     | Sezon w trakcie |
| 1/2/3                                                                 | Punktowana pozycja w sprincie |
| Lista systemów punktacji Formuły 1                                    | |

| Rok  | Zespół        | 1      | 2      | 3      | 4      | 5      | 6      | 7      | 8      | 9     | 10    | Poz. | Pkt. |
| ---- | ------------- | ------ | ------ | ------ | ------ | ------ | ------ | ------ | ------ | ----- | ----- | ---- | ---- |
| 2001 | RC Motorsport | MOZ NU | BRN NU | MAG 15 | SIL 21 | ZOL NU | HUN 6  | SPI NU | NÜR 12 | JAR 6 | EST 2 | 14   | 46   |
| 2002 | RC Motorsport | MAG 2  | SIL 4  | JAR 13 | AND 3  | OSC 10 | SPA NU | IMO 27 | DON –  | EST 4 |       | 7    | 80   |

### Formuła 3 Euro Series
Źródło: Wyprzedź Mnie!
| Legenda oznaczeń w tabelach wyników Wyświetl szablon na nowej stronie | Legenda oznaczeń w tabelach wyników Wyświetl szablon na nowej stronie                                                                     |
| Oznaczenie                                                            | Wyjaśnienie |
| --------------------------------------------------------------------- | --- |
| Złoty                                                                 | Zwycięzca lub mistrzostwo |
| Srebrny                                                               | 2. miejsce lub wicemistrzostwo |
| Brązowy                                                               | 3. miejsce lub II wicemistrzostwo |
| Zielony                                                               | Ukończył, punktował (w klasyfikacji generalnej, gdy zdobył co najmniej jeden punkt na przestrzeni sezonu, poza trzema powyższymi opcjami) |
| Niebieski                                                             | Ukończył, nie punktował (w klasyfikacji generalnej, gdy nie zdobył co najmniej jednego punktu na przestrzeni sezonu)                      |
| Czerwony                                                              | Nie zakwalifikował się (NZ) |
| Czerwony                                                              | Nie prekwalifikował się (NPK) |
| Różowy                                                                | Nie ukończył (NU) |
| Różowy                                                                | Niesklasyfikowany (NS) (w klasyfikacji generalnej, gdy nie został sklasyfikowany w żadnym wyścigu sezonu)                                 |
| Czarny                                                                | Zdyskwalifikowany (DK) |
| Czarny                                                                | Wykluczony (WYK/EX) |
| Biały                                                                 | Nie wystartował (NW) |
| Biały                                                                 | Kontuzjowany (K/INJ) |
| Biały                                                                 | Wyścig odwołany (OD/C) |
| Bez koloru                                                            | Został wycofany (WYC/WD) |
| Bez koloru                                                            | Nie przybył (NP/DNA) |
| Bez koloru                                                            | Nie brał udziału w treningach (NT/DNP) |
| Bez koloru                                                            | Nie został zgłoszony (–) |
| Pogrubienie                                                           | Start z pole position |
| Kursywa                                                               | Najszybsze okrążenie wyścigu |
| †                                                                     | Nie ukończył, ale jego rezultat został zaliczony ze względu na przejechanie więcej niż 90% dystansu wyścigu.                              |
| *                                                                     | Sezon w trakcie |
| 1/2/3                                                                 | Punktowana pozycja w sprincie |
| Lista systemów punktacji Formuły 1                                    | |

| Rok  | Zespół           | Bolid            | Silnik       | 1        | 2        | 3       | 4        | 5        | 6        | 7       | 8     | 9        | 10      | 11      | 12      | 13       | 14       | 15      | 16       | 17        | 18        | 19       | 20       | Poz. | Pkt. |
| ---- | ---------------- | ---------------- | ------------ | -------- | -------- | ------- | -------- | -------- | -------- | ------- | ----- | -------- | ------- | ------- | ------- | -------- | -------- | ------- | -------- | --------- | --------- | -------- | -------- | ---- | ---- |
| 2003 | Prema Powerteam  | Dallara F303/022 | Spiess-Opel  | HOC1 1 – | HOC1 2 – | ADR 1 – | ADR 2 –  | PAU 1 –  | PAU 2 –  | NOR 1   | NOR 2 | LMS 1 27 | LMS 2 7 | NÜR 1 9 | NÜR 2 6 | A1R 1 11 | A1R 2 NU | ZAN 1 7 | ZAN 2 24 | HOC2 1 24 | HOC2 2 10 | MAG 1 4  | MAG 2 8  | 12   | 31   |
| 2004 | Mücke Motorsport | Dallara F302/032 | HWA-Mercedes | HOC1 1 6 | HOC1 2 7 | EST 1 9 | EST 2 23 | ADR 1 17 | ADR 1 NU | PAU 1 3 | PAU 2 | NOR 1 19 | NOR 1 4 | MAG 1 9 | MAG 2 5 | NÜR 1 5  | NÜR 2    | ZAN 1 8 | ZAN 2 5  | BRN 1 10  | BRN 2 8   | HOC2 1 4 | HOC2 2 7 | 7    | 53   |

### Formuła Renault 3.5
Źródło: Wyprzedź Mnie!
| Legenda oznaczeń w tabelach wyników Wyświetl szablon na nowej stronie | Legenda oznaczeń w tabelach wyników Wyświetl szablon na nowej stronie                                                                     |
| Oznaczenie                                                            | Wyjaśnienie |
| --------------------------------------------------------------------- | --- |
| Złoty                                                                 | Zwycięzca lub mistrzostwo |
| Srebrny                                                               | 2. miejsce lub wicemistrzostwo |
| Brązowy                                                               | 3. miejsce lub II wicemistrzostwo |
| Zielony                                                               | Ukończył, punktował (w klasyfikacji generalnej, gdy zdobył co najmniej jeden punkt na przestrzeni sezonu, poza trzema powyższymi opcjami) |
| Niebieski                                                             | Ukończył, nie punktował (w klasyfikacji generalnej, gdy nie zdobył co najmniej jednego punktu na przestrzeni sezonu)                      |
| Czerwony                                                              | Nie zakwalifikował się (NZ) |
| Czerwony                                                              | Nie prekwalifikował się (NPK) |
| Różowy                                                                | Nie ukończył (NU) |
| Różowy                                                                | Niesklasyfikowany (NS) (w klasyfikacji generalnej, gdy nie został sklasyfikowany w żadnym wyścigu sezonu)                                 |
| Czarny                                                                | Zdyskwalifikowany (DK) |
| Czarny                                                                | Wykluczony (WYK/EX) |
| Biały                                                                 | Nie wystartował (NW) |
| Biały                                                                 | Kontuzjowany (K/INJ) |
| Biały                                                                 | Wyścig odwołany (OD/C) |
| Bez koloru                                                            | Został wycofany (WYC/WD) |
| Bez koloru                                                            | Nie przybył (NP/DNA) |
| Bez koloru                                                            | Nie brał udziału w treningach (NT/DNP) |
| Bez koloru                                                            | Nie został zgłoszony (–) |
| Pogrubienie                                                           | Start z pole position |
| Kursywa                                                               | Najszybsze okrążenie wyścigu |
| †                                                                     | Nie ukończył, ale jego rezultat został zaliczony ze względu na przejechanie więcej niż 90% dystansu wyścigu.                              |
| *                                                                     | Sezon w trakcie |
| 1/2/3                                                                 | Punktowana pozycja w sprincie |
| Lista systemów punktacji Formuły 1                                    | |

| Rok  | Zespół          | 1       | 2       | 3       | 4       | 5        | 6       | 7     | 8     | 9       | 10    | 11      | 12      | 13      | 14      | 15      | 16       | 17       | Poz. | Pkt. |
| ---- | --------------- | ------- | ------- | ------- | ------- | -------- | ------- | ----- | ----- | ------- | ----- | ------- | ------- | ------- | ------- | ------- | -------- | -------- | ---- | ---- |
| 2005 | Epsilon Euskadi | ZOL 1 3 | ZOL 2 1 | MON 1 5 | VAL 1 2 | VAL 2 16 | LMS 1 3 | LMS 2 | BIL 1 | BIL 2 8 | OSC 1 | OSC 2 1 | DON 1 3 | DON 2 6 | EST 1 2 | EST 2 3 | MNZ 1 NU | MNZ 2 NU | 1    | 154  |

### Podsumowanie
| Sezon | Seria                                       | Zespół                       | Wyścigi                        | P1                             | PP                             | NO                             | Podia                          | Pkt.                           | Poz.                           |
| ----- | ------------------------------------------- | ---------------------------- | ------------------------------ | ------------------------------ | ------------------------------ | ------------------------------ | ------------------------------ | ------------------------------ | ------------------------------ |
| 2001  | Europejski Puchar Formuły Renault 2000      | RC Motorsport                | 10                             | 0                              | 1                              | 0                              | 1                              | 46                             | 14                             |
| 2001  | Włoska Formuła Renault                      | RC Motorsport                | 5                              | 0                              | 0                              | 1                              | 1                              | 27                             | 12                             |
| 2002  | Europejski Puchar Formuły Renault 2000      | RC Motorsport                | 8                              | 0                              | 1                              | 0                              | 2                              | 80                             | 7                              |
| 2002  | Włoska Formuła Renault 2000                 | RC Motorsport                | 10                             | 4                              | 3                              | 5                              | 6                              | 188                            | 2                              |
| 2002  | Brazylijska Formuła Renault 2000            | RS2                          | 1                              | 1                              | 1                              | 1                              | 1                              | –                              | NS†                            |
| 2003  | Formuła 3 Euro Series                       | Prema Powerteam              | 13                             | 1                              | 0                              | 3                              | 2                              | 31                             | 12                             |
| 2003  | Brytyjska Formuła 3                         | Prema Powerteam              | 2                              | 0                              | 0                              | 0                              | 0                              | –                              | NS†                            |
| 2003  | Masters of Formula 3                        | Prema Powerteam              | 1                              | 0                              | 0                              | 0                              | 0                              | –                              | 33                             |
| 2003  | Grand Prix Makau                            | Target Racing                | 1                              | 0                              | 0                              | 0                              | 0                              | –                              | NS                             |
| 2003  | Korea Super Prix Formuły 3                  | Target Racing                | 1                              | 0                              | 0                              | 0                              | 0                              | –                              | 6                              |
| 2004  | Formuła 3 Euro Series                       | Mücke Motorsport             | 20                             | 0                              | 0                              | 0                              | 3                              | 53                             | 7                              |
| 2004  | Grand Prix Makau                            | Manor Motorsport             | 1                              | 0                              | 1                              | 1                              | 1                              | –                              | 2                              |
| 2005  | Formuła Renault 3.5                         | Epsilon Euskadi              | 17                             | 4                              | 3                              | 1                              | 11                             | 154                            | 1                              |
| 2005  | Grand Prix Makau                            | Carlin Motorsport            | 1                              | 0                              | 0                              | 0                              | 1                              | –                              | 2                              |
| 2005  | Formuła 1                                   | Mild Seven Renault F1 Team   | kierowca testowy               | kierowca testowy               | kierowca testowy               | kierowca testowy               | kierowca testowy               | kierowca testowy               | kierowca testowy               |
| 2006  | Formuła 1                                   | BMW Sauber F1 Team           | 6                              | 0                              | 0                              | 0                              | 1                              | 6                              | 16                             |
| 2007  | Formuła 1                                   | BMW Sauber F1 Team           | 16                             | 0                              | 0                              | 0                              | 0                              | 39                             | 6                              |
| 2008  | Formuła 1                                   | BMW Sauber F1 Team           | 18                             | 1                              | 1                              | 0                              | 7                              | 75                             | 4                              |
| 2009  | Formuła 1                                   | BMW Sauber F1 Team           | 17                             | 0                              | 0                              | 0                              | 1                              | 17                             | 14                             |
| 2010  | Formuła 1                                   | Renault F1 Team              | 19                             | 0                              | 0                              | 1                              | 3                              | 136                            | 8                              |
| 2011  | Formuła 1                                   | Lotus Renault GP             | przedsezonowy kierowca testowy | przedsezonowy kierowca testowy | przedsezonowy kierowca testowy | przedsezonowy kierowca testowy | przedsezonowy kierowca testowy | przedsezonowy kierowca testowy | przedsezonowy kierowca testowy |
| 2013  | Rajdowe Mistrzostwa Europy                  | PH Sport                     | 4                              | 0                              | –                              | –                              | 0                              | 17                             | 29                             |
| 2013  | Rajdowe mistrzostwa świata WRC-2            | Robert Kubica                | 7                              | 5                              | –                              | –                              | 6                              | 143                            | 1                              |
| 2013  | Rajdowe Mistrzostwa Świata                  | Robert Kubica                | 8                              | 0                              | –                              | –                              | 0                              | 18                             | 13                             |
| 2014  | Rajdowe Mistrzostwa Europy                  | RK M-Sport WRT               | 1                              | 1                              | –                              | –                              | 1                              | 39                             | 13                             |
| 2014  | Rajdowe Mistrzostwa Świata                  | RK M-Sport World Rally Team  | 13                             | 0                              | –                              | –                              | 0                              | 14                             | 16                             |
| 2015  | Rajdowe Mistrzostwa Świata                  | Robert Kubica                | 11                             | 0                              | –                              | –                              | 0                              | 11                             | 12                             |
| 2016  | Rajdowe Mistrzostwa Świata                  | BRC Racing Team              | 1                              | 0                              | –                              | –                              | 0                              | 0                              | NS                             |
| 2016  | Renault Sport Trophy – Pro                  | Duqueine Engineering         | 1                              | 0                              | 0                              | 0                              | 0                              | 0                              | NS†                            |
| 2016  | Renault Sport Endurance Trophy              | Duqueine Engineering         | 1                              | 0                              | 0                              | 0                              | 1                              | 0                              | NS†                            |
| 2017  | Formuła 1                                   | Renault Sport Formuła 1 Team | kierowca testowy               | kierowca testowy               | kierowca testowy               | kierowca testowy               | kierowca testowy               | kierowca testowy               | kierowca testowy               |
| 2017  | Formuła 1                                   | Williams Martini Racing      | kierowca testowy               | kierowca testowy               | kierowca testowy               | kierowca testowy               | kierowca testowy               | kierowca testowy               | kierowca testowy               |
| 2018  | Formuła 1                                   | Williams Martini Racing      | Kierowca rezerwowy             | Kierowca rezerwowy             | Kierowca rezerwowy             | Kierowca rezerwowy             | Kierowca rezerwowy             | Kierowca rezerwowy             | Kierowca rezerwowy             |
| 2019  | Formuła 1                                   | ROKiT Williams Racing        | 21                             | 0                              | 0                              | 0                              | 0                              | 1                              | 19                             |
| 2020  | Deutsche Tourenwagen Masters                | BMW ORLEN Team ART           | 18                             | 0                              | 0                              | 0                              | 1                              | 20                             | 15                             |
| 2020  | Formuła 1                                   | Alfa Romeo Racing ORLEN      | Kierowca rezerwowy             | Kierowca rezerwowy             | Kierowca rezerwowy             | Kierowca rezerwowy             | Kierowca rezerwowy             | Kierowca rezerwowy             | Kierowca rezerwowy             |
| 2021  | European Le Mans Series – LMP2              | Team WRT                     | 6                              | 3                              | 0                              | 0                              | 4                              | 118                            | 1                              |
| 2021  | IMSA SportsCar Championship – LMP2          | High Class Racing            | 1                              | 0                              | 0                              | 0                              | 0                              | 0                              | NS                             |
| 2021  | Formuła 1                                   | Alfa Romeo Racing ORLEN      | 2                              | 0                              | 0                              | 0                              | 0                              | 0                              | 20                             |
| 2021  | FIA World Endurance Championship – LMP2     | High Class Racing            | 2                              | 0                              | 0                              | 0                              | 0                              | 10                             | 21                             |
| 2022  | FIA World Endurance Championship – LMP2     | Prema ORLEN Team             | 6                              | 0                              | 0                              | 0                              | 1                              | 94                             | 5                              |
| 2022  | Formuła 1                                   | Alfa Romeo F1 Team ORLEN     | Kierowca rezerwowy             | Kierowca rezerwowy             | Kierowca rezerwowy             | Kierowca rezerwowy             | Kierowca rezerwowy             | Kierowca rezerwowy             | Kierowca rezerwowy             |
| 2023  | FIA World Endurance Championship – LMP2     | Team WRT                     | 7                              | 3                              | 1                              | 0                              | 6                              | 173                            | 1                              |
| 2024  | FIA World Endurance Championship – Hypercar | AF Corse                     |                                |                                |                                |                                |                                |                                |                                |
| 2024  | European Le Mans Series – LMP2              | AO by TF                     |                                |                                |                                |                                |                                |                                |                                |

† – Jako gość, Kubica nie mógł zdobyć punktów.

## Życie prywatne
Jest synem Anny i Artura Kubiców, który rozstali się, gdy Robert miał kilkanaście lat. Wychowywał się na krakowskich Grzegórzkach. W 1988 otrzymał od taty pierwszy miniaturowy samochód. Ukończył naukę w Szkole Podstawowej nr 38 im. Bractwa Kurkowego w Krakowie. Uczęszczał do liceum, ale w pierwszej klasie porzucił szkołę. Artur Kubica pracował w firmie związanej z organizowaniem wyjazdów na wyścigi Formuły 1.
Stara się ukrywać szczegóły swojego życia prywatnego. Media donosiły o jego długoletnim związku z Edytą Witas. Mieszka w Monako. W padoku i w mediach jest powszechnie szanowany i lubiany, a także uznawany za skromnego i prostolinijnego. Jego najbliższym przyjacielem w padoku był hiszpański kierowca Fernando Alonso. Uprawia kolarstwo. W wywiadach przyznaje, że sport ten daje mu dużą satysfakcję, uspokaja go i pozwala utrzymywać dobrą formę fizyczną. Odbywał wspólne treningi m.in. z Michałem Kwiatkowskim oraz z włoskimi kolarzami, Alessandro Petacchim i Michele Bartolim. W 2018 w nawyk mu weszły przejażdżki w przerwach pomiędzy zawodami rowerem szosowym po torach F1, które oprócz treningu wykorzystywał również do zapoznania się z torem. Przed Grand Prix Brazylii 2018, na torze Interlagos, przejechał rowerem 28 okrążeń liczących po 4309 m. Do jego ulubionych rozrywek należą także Texas Hold’em i bowling. Jest kibicem A.C. Milan. Po wypadku, którego doznał w 2011, włoski klub piłkarski wydał specjalne oświadczenie wspierające Polaka. Jest fanem samochodów z silnikiem Diesla. Prywatnie widywany był za kierownicą aut, takich jak Nissan GT-R, BMW X6 czy Audi RS6. Posiada również Porsche 911 GT3 RS z 2008 roku, a także Lamborghini Aventador i Huracan. W swoim domu posiada konstrukcję (jedynie bez silnika) bolidu BMW Sauber F1.06, którym zajmując 3. miejsce w Grand Prix Włoch 2006, wywalczył swoje pierwsze podium wyścigu F1 w karierze. Kubica preferuje tory uliczne, a jego ulubionymi torami F1 są: Monza, Melbourne, Montreal oraz Monaco. Jest wielbicielem kuchni włoskiej i japońskiej, ale gustuje również w polskich potrawach. Biegle porozumiewa się w języku angielskim i włoskim.

## Nagrody i wyróżnienia
Kubica zajął dziewiąte miejsce w Plebiscycie Przeglądu Sportowego 2005, zdobywając 157 743 głosów. Rok później był drugi. W Plebiscycie 2007 był szósty – uzyskał 51 071 głosów. W kwietniu 2008 ogłoszono, że Kubicy przyznane zostało Trofeum Lorenzo Bandiniego za rok 2007. Odebrał tę nagrodę w maju, po przejechaniu bolidem F1 jedenastokilometrowego odcinka drogi z Faenzy do Brisighelli. Kubica został uznany za najlepszego sportowca Polski 2008 roku w Plebiscycie Przeglądu Sportowego 2008, gdzie zdobył 128 779 punktów i wyprzedził drugiego Leszka Blanika o 6827 „oczka”. W 2012 roku został uznany Człowiekiem Roku przez brytyjski magazyn motoryzacyjny Top Gear, za powrót do sportu motorowego po ciężkim wypadku. W 2013 w plebiscycie FIA został wybrany Osobowością Roku. Zajął szóste miejsce w Plebiscycie Przeglądu Sportowego 2013, zdobywając 174 tys. punktów.
- Trofeum Lorenzo Bandiniego: 2007
- Sportowiec Roku w Plebiscycie Przeglądu Sportowego: 2008
- Człowiek Roku według Top Gear: 2012
- Osobowość Roku FIA: 2013
- Złota Kierownica (cz. Zlaty Volant): 2021

## Kibice
Robert Kubica cieszy się bardzo dużym wsparciem polskich kibiców, którzy od początku jego kariery sportowej wspierają go i podróżują za nim po całym świecie. Polscy kibice obecni są na wszystkich treningach, testach oraz eventach, w których uczestniczy Kubica, a także przede wszystkim na wszystkich wyścigach Grand Prix. Kubicy przy każdym przejeździe towarzyszy ogromna biało-czerwona flaga o powierzchni 60 m², zawierająca wizerunek kierowcy oraz napis ''Forza Robert'', złożona z 6000 zdjęć jego fanów. Jest ona wywieszana zazwyczaj na głównej trybunie toru, na którym jeździ Kubica.

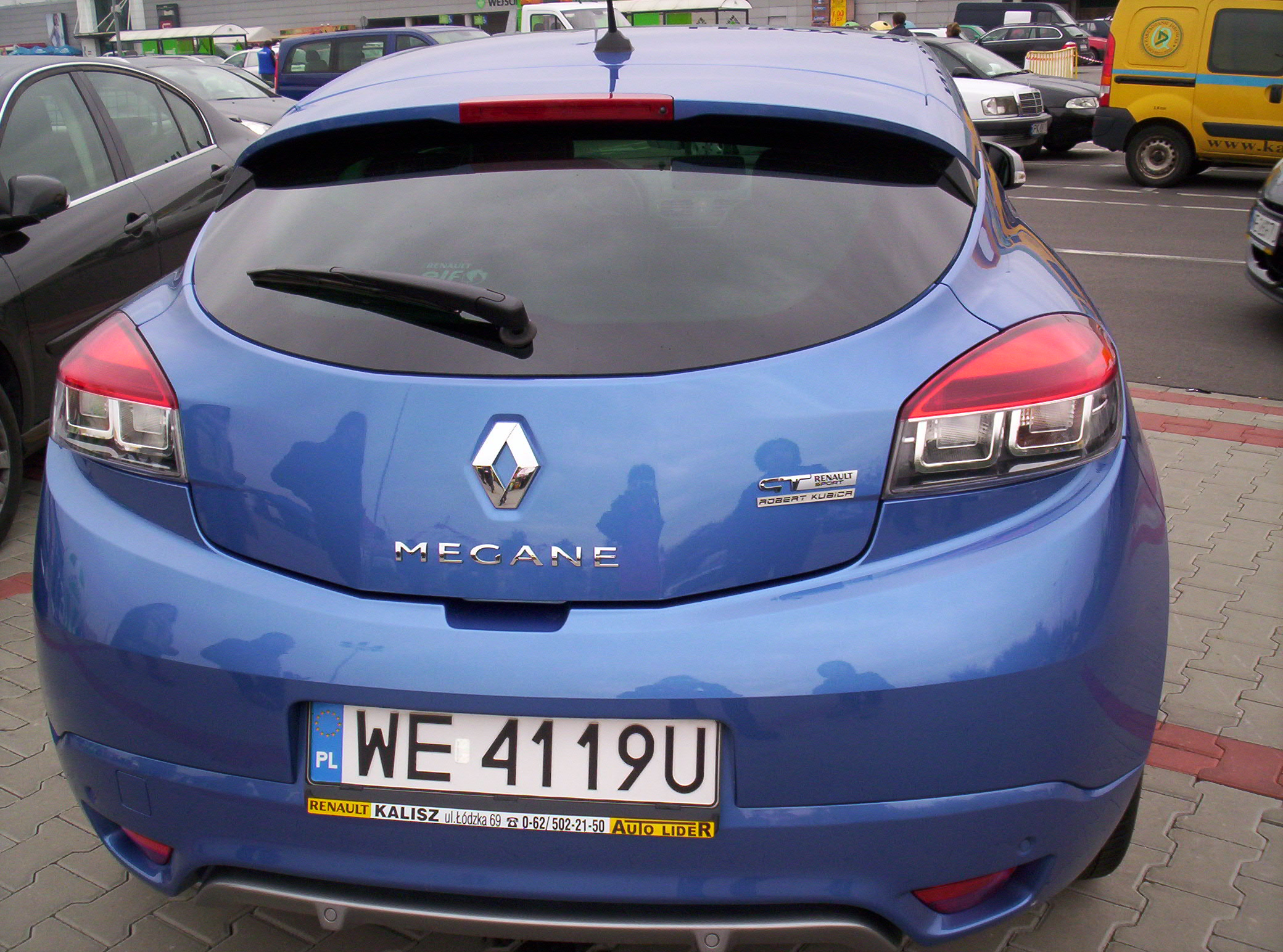
Renault Mégane Coupé GT

## Popularność
Robert Kubica jest jednym z najbardziej popularnych polskich sportowców. W momencie gdy został kierowcą wyścigowym BMW Sauber, stał się najpopularniejszym na tamtą chwilę polskim sportowcem. W latach 2008–2011 zajmował on 2. miejsce w rankingu najbardziej znanych polskich sportowców. W latach 2012–2013 zajmował 3. pozycje, by za rok powrócić na 2. miejsce. W latach 2015–2017 zajmował kolejno 5. 6 i 7. miejsce. Kubica bardzo przyczynił się do popularyzacji motorsportu w Polsce. Według danych instytutu ARC Rynek i Opinia, gdy w latach 2006–2010, Kubica regularnie startował w wyścigach Formuły 1, zajmowała ona czwarte miejsce w rankingu najbardziej lubianych dyscyplin wśród Polaków, a transmisje z Grand Prix, na otwartych antenach Polsatu, biły rekordy oglądalności. Jak zauważył wiceprezes ARC Rynek i Opinia, dr Adam Czarnecki, wypadek, którego w 2011 doznał Kubica, paradoksalnie nawet dodał mu popularności. Kierowca poprzez obecność w mediach nie pozwolił Polakom zapomnieć o Formule 1 i chociaż wypadła ona z rankingu najpopularniejszych dyscyplin (spadła na 13. miejsce), to wciąż liczyła się wśród Polaków. Według niego ogromne znaczenie ma przede wszystkim to, że Robert Kubica jest jedynym polskim kierowcą, który kiedykolwiek startował w Formule 1. Kubica posiada oficjalny fanpage na Facebooku oraz oficjalne konto na Instagramie. W obu serwisach śledzi go łącznie ponad 300 tys. fanów.

## W kulturze
We francuskim filmie „Asterix i Obelix na Olimpiadzie” z 2008 roku w polskiej wersji językowej, w jednej ze scen wyścigu rydwanów (stylizowanego na współczesny wyścig F1 m.in. poprzez nawiązania do pit stopów), Schumix (grany przez Michaela Schumachera) mówi „Grunt, że Kubiceusz nie jedzie”.
Postać Roberta Kubicy została wykorzystana w filmach: w 2008 w Ile waży koń trojański? – gdy główna bohaterka Zosia wychodzi spod przejścia podziemnego, zderza się z kilkuletnim Robertem na zabawkowym gokarcie oraz w 2009, w filmie Idealny facet dla mojej dziewczyny, podczas oratorium na początku filmu.
Postać Roberta Kubicy pojawia się kilkukrotnie w animacjach z serii MiniDrivers m.in.: w odcinku MiniDrivers – 10x22 – Mini for Speed 5. To właśnie w tym odcinku okazało się, iż Polak wraz z rosyjskim kierowcą Daniiłem Kwiatem przez cały sezon 2018 byli czarnym charakterem animacji, Dark Mini. W zamian za to obaj zawodnicy mieli trafić z powrotem do stawki F1 w następnym roku.
Był bohaterem wielu programów dokumentalnych emitowanych na całym świecie, m.in. w telewizji BBC.
W 2019 był jednym z bohaterów drugiego sezonu serialu dokumentalnego Netflixa, pt. „Formuła 1: Jazda o życie”.
27 lutego 2019 ukazała się biografia Roberta Kubicy pt. „Niezniszczalny”, autorstwa Cezarego Gutowskiego i Aldony Marciniak, dziennikarzy Przeglądu Sportowego od lat relacjonujących karierę polskiego kierowcy.